# Ausschreitungen im Kosovo 2004
Die Kosovo-Ausschreitungen von 2004, in Serbien als März-Pogrom bekannt, fanden vom 17. bis zum 19. März in bestimmten Teilen innerhalb des Kosovo statt. Es kam zu pogromartigen Ausschreitungen von über 50.000 Kosovo-Albanern, vornehmlich gegenüber Gemeinschaften und Enklaven der kosovo-serbischen Minderheit. Bei diesen ethnisch motivierten Übergriffen und den resultierenden Flüchtlingsbewegungen handelte es sich im Kosovo um die schwersten ihrer Art, seit NATO und UN nach dem Kosovo-Krieg die Kontrolle in der serbischen Autonomen Provinz Kosovo im Juni 1999 übernommen hatten.
In mehreren Orten starben insgesamt mindestens 19 Menschen, darunter elf albanischer und acht oder neun serbischer Ethnie. Rund 1000 Personen wurden verletzt. Über 4000 Menschen (meist Serben, aber auch Roma und Aschkali) mussten aus ihren Häusern fliehen oder wurden vertrieben. Die Aktionen der großen kosovo-albanischen Menschenmengen gegen sämtliche Spuren serbischer Anwesenheit im Kosovo erstreckten sich von der Hauptstadt Pristina über Städte wie Prizren und Gjakova bis hin zu kleinen Dörfern wie Sllatina und Bellopoje. Sie machten auch vor anderen Minderheiten nicht Halt.
Mindestens 22 orthodoxe Sakralbauten wurden aus- oder niedergebrannt sowie über zehn weitere Kirchen und Klöster zum Teil schwer beschädigt. Die KFOR war beim Niederbrennen und bei der Zerstörung der serbischen Häuser und orthodoxen Kirchen häufig anwesend.
Die Ausschreitungen führten zu einer ethnischen Homogenisierung zahlreicher Ortschaften, in denen auch nach den auf den Kosovokrieg folgenden Flucht- und Vertreibungsbewegungen noch immer ethnische Minderheiten im Kosovo gelebt hatten. Noch während der von kosovo-albanischen Medien mit ausgelösten Ereignisse wurden die Ausschreitungen von verschiedenen Seiten als wenigstens teilweise langfristig organisiertes Pogrom der kosovo-albanischen Mehrheit an den ethnischen Minderheiten bezeichnet und zum Teil mit „ethnischer Säuberung“ verglichen oder gleichgesetzt. Insbesondere von offizieller westlicher Seite wurden die Ausschreitungen jedoch auch häufig als „Auseinandersetzungen zwischen Serben und Albanern“ oder als „ethnische Konflikte“ bezeichnet. Teilweise wurde die Meinung vertreten, diese seien „spontan“ entstanden und für die Protektoratsmächte überraschend aufgetreten. Von Seite kosovo-albanischer Führer wurden die Ausschreitungen auch als „Revolte“ gegen Missstände im Kosovo bezeichnet und als Argument für die staatliche Unabhängigkeit des Kosovo angeführt.
Den Sicherheitsorganisationen der Protektoratsmächte, besonders der von der NATO geführten KFOR, aber auch der von den Vereinten Nationen gestellten internationalen UNMIK-Polizei und dem von der UNO ausgebildeten KPS (Kosovo-Police-Service), wurde weitestgehendes Versagen und katastrophale Vernachlässigung ihres Schutzmandats während der Ausschreitungen vorgeworfen. In den Fokus der internationalen Kritik rückten besonders die deutschen KFOR-Kontingente in der Region Prizren.

## Vorgeschichte
Nach dem Ende des Kosovo-Kriegs hatte die überwiegende Mehrheit der Kosovo-Serben und Roma durch Flucht und Vertreibung Hunderttausender vor Gewaltakten und Diskriminierung von kosovo-albanischer Seite den Kosovo verlassen. Das UN-Flüchtlingswerk ging von mehr als 180.000 nicht-albanischen „Flüchtlingen“ (nach rechtlicher Definition: Binnenflüchtlinge) aus dem Kosovo aus, das jugoslawische Rote Kreuz von rund 200.000, die Regierung in Belgrad von etwa 350.000. Während des NATO-Krieges 1999 war die Zahl der Kosovo-Serben in der Provinz von westlichen Medien noch konstant mit 200.000 angegeben worden. 80.000 bis 120.000 sollten nach den März-Ausschreitungen von 2004 noch in der Provinz leben. Nach einem Human-Rights-Watch-Bericht soll nach Kriegsende 1999 über Monate hinweg ein hoher Grad an Gewalt gegenüber nicht-albanischen Gemeinschaften, oftmals politisch motiviert und organisiert, geherrscht haben, dem die internationalen Truppen und die UN-Verwaltung weitestgehend unwirksam begegnet sind.

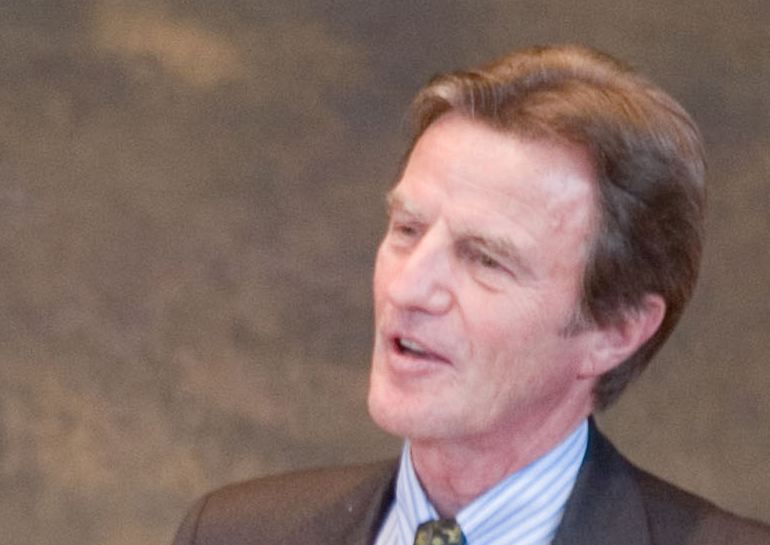
Bernard Kouchner: als UN-Sonderbeauftragter und UNMIK-Leiter verantwortlich für das Protektorat Kosovo vom 15. Juli 1999 bis Januar 2001

Laut einem Bericht des Europarats von 2010/2011 hat die UÇK seit dem Ende der NATO-Luftangriffe seit Juni 1999 und dem mit der NATO-Militärintervention erzwungenen Abzug der serbisch-jugoslawischen Sicherheitskräfte mutmaßlich rund 500 Menschen meist serbischer Ethnie – unter anderem über von deutschen Soldaten kontrollierte Grenzübergange – aus dem Kosovo nach Albanien geschafft, bis fast ein Jahr nach Kriegsende in geheimen Hafteinrichtungen gefangen gehalten, viele von ihnen getötet und ihnen teilweise nach der Erschießung Körperorgane wie Nieren entnommen, um damit aus Albanien heraus Organhandel zu betreiben. Dem Bericht nach sollen führende kosovarische Politiker wie Hashim Thaçi in die den Organhandel betreibende organisierte kriminelle Vereinigung Drenica-Gruppe verwickelt sein, worüber westliche Regierungen über Informationen ihrer Nachrichtendienste und Fahndungsbehörden bereits seit den 1990er Jahren informiert gewesen seien, dies jedoch aus politischen Gründen ignoriert hätten. Auch die für den Kosovo verantwortlichen internationalen Behörden sollen die bereits seit Beginn der 2000er Jahre bekannten konkreten Hinweise auf Verbrechen der UÇK nicht beachtet haben oder seien ihnen nur unvollständig und oberflächlich nachgegangen und hätten für einen langen Zeitraum die Beweisaufnahme in Zusammenhang mit Verbrechen der UÇK gegenüber der serbischen Bevölkerung und bestimmten Kosovo-Albanern vernachlässigt. 2014 bestätigten die Ergebnisse der dreijährigen Ermittlungen einer Sonderuntersuchungsgruppe EU Special Investigative Task Force (SITF) in weiten Teilen die Ergebnisse des Europaratsberichts von 2010/2011 sowie den OSZE-Bericht „Kosovo – As Seen As Told, Volume II“ von 1999 und den Human Rights Watch-Bericht „Abuses Against Serbs and Roma in the New Kosovo“ von 1999. Demnach habe es sich letztlich um „ethnische Säuberungen“ von großen Teilen der Bevölkerung der Serben und Roma aus den Gebieten südlich des Ibar-Flusses gehandelt. die organisiert und mit der Unterstützung bestimmter Personen in den höchsten Führungsebenen der UÇK erfolgten waren. Obwohl nach dem Krieg im Kosovo 50.000 internationale Soldaten stationiert wurden und somit auf je 35 Einwohner ein Soldat kam, kam es zu einem fast totalen Versagen der internationalen KFOR-Schutztruppe und der internationalen Polizei- und Justizbehörde des Protektorats, der UNMIK (sowie später der EULEX-Rechtsstaatsmission). Weder verhinderten die drei kosten- und personalintensiven Missionen diese Verbrechen, noch wurden diese nachträglich geahndet. Als etwa im Sommer 1999 nächtlich in der Stadt Prizren die Häuser von Serben in Flammen aufgingen, zeigte sich der verantwortliche deutsche Leutnant hilflos, gegen die Gewalttaten einzuschreiten. Den Verantwortlichen der Missionen der EU und der UNO wird vorgeworfen, eine Zweckgemeinschaft mit den nach dem NATO-Krieg von 1999 mächtig gewordenen einstigen UÇK-Führern eingegangen zu sein, die darin bestanden haben soll, dass diese „starken Männer“ für Ruhe in dem UN- und NATO-Protektorat Kosovo sorgen und Aufstände verhindern und dafür keine Anklage wegen zu verantwortender Verbrechen zu befürchten hätten.

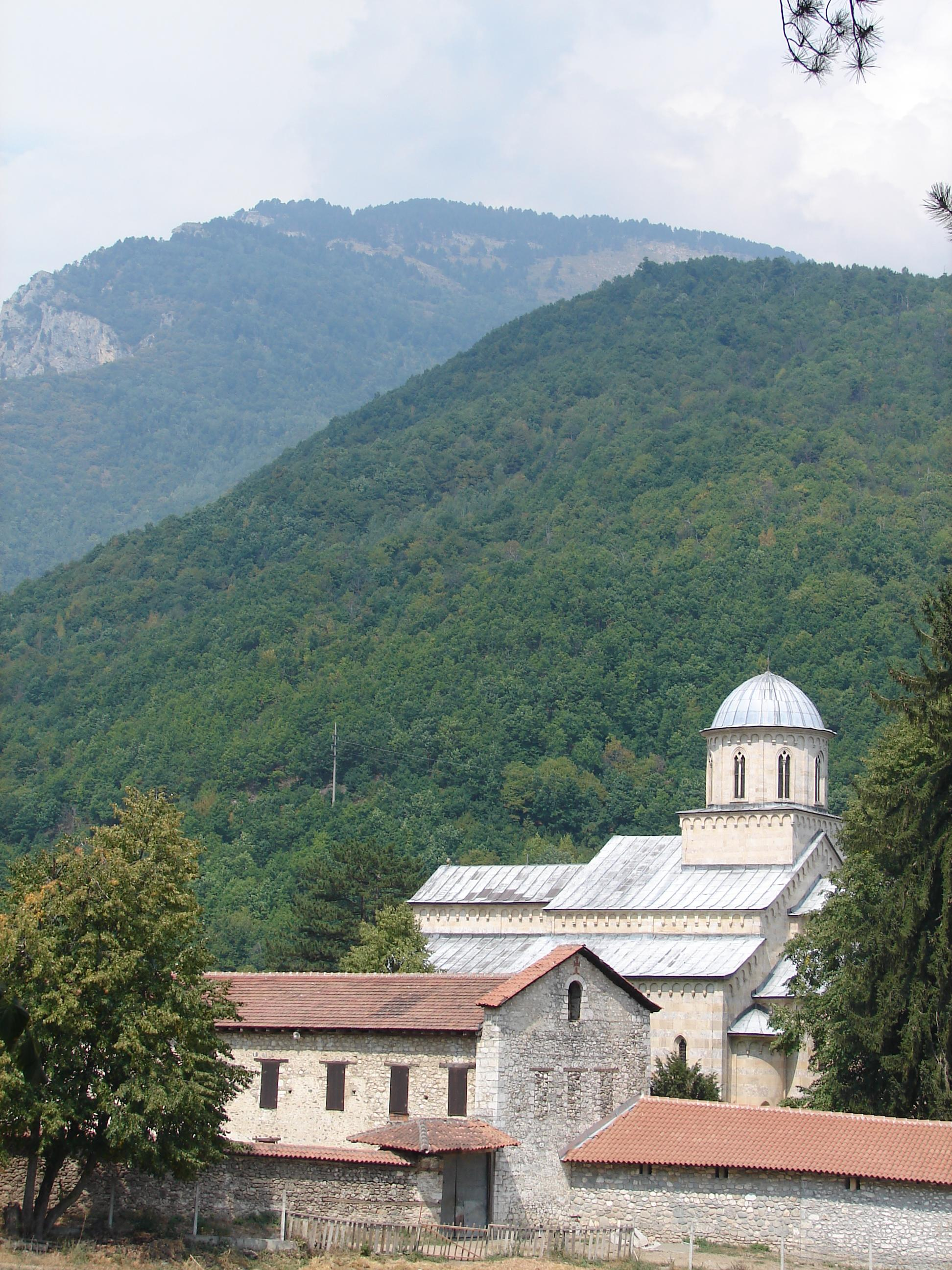
Kloster Dečani: seit 2004 UNESCO-Weltkulturerbe, bot es im Kosovokrieg Serben, Kosovo-Albanern und Roma Schutz. Seit 1999 selbst mehrfach angegriffen, zählt es seit 2006 als gefährdet

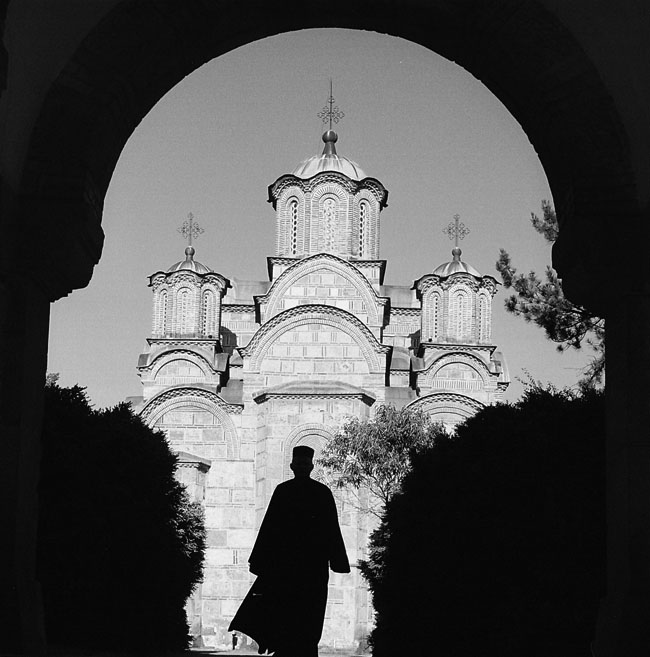
Kloster Gračanica: das aufgrund der Sicherheitslage als gefährdet eingestufte Weltkulturerbe liegt in einer serbischen Enklave, in der viele Binnenflüchtlinge aus anderen Teilen des Kosovo Schutz suchen

Neben den Angehörigen der Minderheiten waren seit dem Abzug der serbischen Truppen auch serbische Kulturdenkmäler des Kosovos, insbesondere orthodoxe Kirchen und Klöster, Ziel kosovo-albanischer Gewalttaten geworden. Unersetzliche Kunstschätze wie das Patriarchenkloster Peć, das Kloster Visoki Dečani oder das Kloster Gračanica erforderten ununterbrochenen Schutz von KFOR-Einheiten, um dem gezielten „Vandalismus“ von kosovo-albanischer Seite zu begegnen. Im Januar 2003 wurde von serbischer Seite eine Bilanz der Gewaltakte gegen serbische Kunstschätze und historische Bauwerke vorgelegt, nach der von 372 nach internationalen Kriterien unter Denkmalschutz stehenden Kulturgütern, von denen 49 aus dem Mittelalter stammen, 21 Kulturdenkmäler der ersten und zweiten Kategorie und 31 der dritten Kategorie zerstört worden seien, ohne dass die KFOR-Truppen dies verhindert oder unterbunden hätten. Ein auf Grundlage der gemeinsamen Arbeit jugoslawischer und italienischer Fachleute (Architekten, Historiker, Konservatoren, Ethnologen etc.) erstellter Bericht versuchte 2003 die Aufmerksamkeit der örtlichen und internationalen Öffentlichkeit auf den „alarmierenden Zustand“ des Kulturgutes im Kosovo zu lenken und Maßnahmen für Schutz, Erhaltung und Revitalisierung der zerstörten, beschädigten und gefährdeten Kulturgüter in Übereinstimmung mit internationalen Konventionen und Standards anzubieten. Von den im Bericht erfassten kategorisierten, geschützten und anerkannten Kulturmonumenten der christlich-orthodoxen und der islamischen Sakralarchitektur und landesspezifischen Architektur waren 40 Objekte zerstört oder verwüstet worden, nachdem zivile und militärische Kräfte der Vereinten Nationen im Juni 1999 in der Provinz Kosovo angekommen waren. Bei 13 dieser zerstörten Monumente handelte es sich um Kirchen aus dem 13. Jahrhundert oder aus der Periode zwischen dem 14. und 16. Jahrhundert, die als Kulturgut von herausragender Bedeutung eingestuft werden. Der Bericht konstatiert, dass in Metochien zahlreiche kulturelle Monumente von höchstem Wert für das europäische und nationale Erbe existieren, für die in den meisten Fällen kein Schutz bereitgestellt werde. Das Ausmaß der Zerstörung an Kulturgütern sei beispiellos in der europäischen Geschichte und der „Vandalismus“ dauere – mit Ausnahme einiger weniger von der KFOR geschützter Sakralobjekte – weiter an.
Während die Intensität der Gewalt unmittelbar nach den ersten Nachkriegsmonaten absank, wurden Serben und andere Minderheiten im Kosovo in den folgenden vier Jahren bis zu den März-Ausschreitungen von 2004 weiterhin regelmäßig angegriffen. So starben beispielsweise bei dem sogenannten „Niš-Express-Bombenattentat“ (auch „Niš-Express-Massaker“) vom 16. Februar 2001 zwölf Menschen, darunter auch ein zweijähriges Kind. Seit 1999 organisierten über mehrere Jahre vor allem die Funktionäre der „rechtsradikalen“ UÇK Pogrome gegen Minderheiten. Selbst kritische Kosovo-Albaner wurden bedroht, wenn sie sich dieser – so Dominik Baur im Spiegel – „rassistischen“ Politik in den Weg stellten.
Im Frühjahr und Sommer 2003 kam es erneut zu terroristischer und ethnisch motivierte Gewalt im Kosovo, in Südserbien und Mazedonien. Die von der Staatengemeinschaft zu diesem Zeitpunkt bereits als terroristische Organisation betrachtete Untergrundorganisation Albanische Nationalarmee (AKSh), die für ein Großalbanien kämpfte und offenbar Verbindungen zu dem international beaufsichtigten Kosovo-Schutzkorps (KPC) hatte, trat mit Anschlägen auf Zivilisten und Polizeistationen in Erscheinung. Zwar gab die UNMIK Erfolge bei der Bekämpfung organisierter Kriminalität an, besonders im Bereich von Betrug, Korruption und Schmuggel, und hatte eine Task Force zur Bekämpfung von Terrorismus und Extremismus eingesetzt. Doch stand es laut einer wissenschaftlichen Studie der SWP „außer Frage, daß die Provinz von der effektiven Bekämpfung dieses Problems noch weit entfernt“ war und es noch immer einen ununterbrochenen Strom grenzüberschreitender krimineller Aktivitäten gab, vor allem Menschenhandel, Geldwäsche und Schmuggel von Waffen und Zigaretten. Obwohl die UNMIK erhebliche Ressourcen in den Aufbau der multi-ethnischen Polizei (Kosovo Police Service) und des Justizsystems investierte, kam es im Sommer 2003 erneut zu einer Welle der Gewalt gegen ethnisch serbische Zivilisten als ethnische Minderheit und Ordnungskräfte. 2003 waren ethnisch motivierte Gewaltakte somit weiterhin „an der Tagesordnung“ und traten gegenüber Serben in der Opferbilanz nur in dem Maße zurück, in dem sich die Serben in ihren von KFOR-Checkpoints bewachten Enklaven verschanzten oder davon absahen, von ihrem Recht auf Rückkehr in ihre Häuser zu den albanischen Nachbarn Gebrauch zu machen. Laut dem detaillierten Jahresbericht von Amnesty International über die Übergriffe auf Minderheiten im Kosovo aus dem Frühjahr 2003 wurde der serbischen Bevölkerung, die seit dem Kriegsende in dem mit umfangreichen Sonderbefugnissen von der UNMIK verwalteten Protektorat Kosovo gewalttätigen Übergriffen ausgesetzt und von Tötungen und Anschlägen bedroht war, „grundlegende Menschenrechte“ verweigert. Zudem werde ihnen die Wahrnehmung „bürgerlicher, politischer, sozialer, wirtschaftlicher und kultureller Rechte“ vorenthalten. Während für Täter „fortdauernde Straflosigkeit“ herrsche, werde den serbischen wie auch den anderen nicht albanischen Einwohnern des Kosovo alltäglich Rechtshilfe gegen Gewaltakte und andere Bedrohungen von körperlicher und geistiger Unversehrtheit verweigert. Die unsicheren Umgebungsbedingungen, unter denen die Serben im Kosovo lebten, hatten zur Flucht beinahe der gesamten serbischen Bevölkerung vieler städtischer Zentren geführt. Ethnische Serben aus ländlichen Dörfern konnten weniger leicht als die aus städtischen Zentren zur Flucht gebracht werden, insbesondere verarmte ältere Bürger, die über kein verbliebenes familiäres Netzwerk der Unterstützung außerhalb des Kosovo verfügten.
Im Sommer 2003 begann eine Anschlagserie auf Bewohner der serbischen Enklaven im Kosovo. So wurde am 3. Juni 2003 beispielsweise die Familie Stolić in ihrem Haus in Obilić (alban.: Obiliq) durch Axthiebe ermordet und das Haus angezündet; Am 13. August 2003 wurden zwei elf und 20 Jahre alte Serben mit automatischen Schusswaffen erschossen, während sie in einem Fluss nahe der serbischen Enklave von Goraždevac (alban.: Gorazhdec) schwammen (sogenanntes „Fluss-Massaker von Goraždevac“); Am 31. August 2003 wurde ein serbischer Lehrer tödlich verletzt, als eine Granate in eine Gruppe von Serben in dem gemischten Dorf Cernica (albanisch: Cernice) bei Gnjilane (albanisch: Gjilan) geworfen wurde. Eine Rückkehr der geflüchteten Minderheiten schloss Amnesty International unter den gegebenen Bedingungen als „unmöglich“ aus.

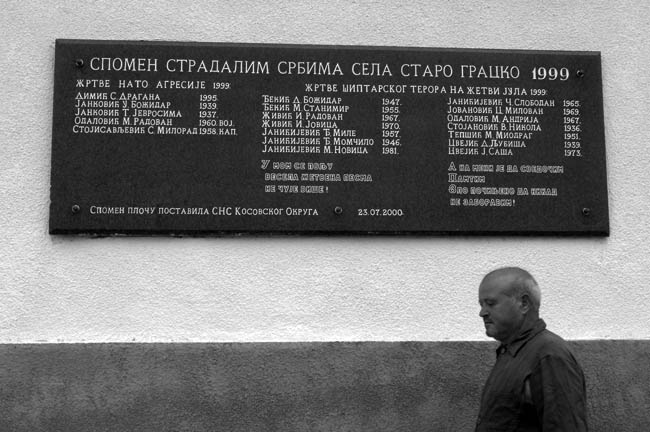
Staro Gračko: Die Namen der 14 Opfer des Erntemassakers neben denen der Toten aus der Zeit der NATO-Luftangriffe von 1999

Bei der Aufklärung der schweren Verbrechen (so auch bei den 14 Opfern im Alter zwischen 15 und 60 Jahren des sogenannten „Erntemassakers“ in Staro Gračko vom 23. Juli 1999, beim „Niš-Express-Massaker“, beim „Fluss-Massaker von Goraždevac“ oder bei der Ermordung der Familie Stolić in Obilić) wurden laut UNMIK-Pressesprecherin Susan Manuel sowie laut UNMIK-Polizeisprecher Derek Chappell aufgrund der fehlenden Unterstützung der Bevölkerung keine großen Erfolge erzielt. Die substantielle Ermittlungsprobleme der von den UN aufgebauten Polizei inmitten der defizitären Sicherheitslage waren auf unzureichenden Zeugenschutz zurückzuführen. Wer gegen Verdächtige aussagte, wurde in der sozial stark kontrollierten kosovo-albanischen Gesellschaft von Racheakten bedroht. Wenn auch hinter den Anschlägen möglicherweise lediglich eine Minderheit radikaler, gewaltbereiter und in kriminelle Aktivitäten verstrickter Banden stehen konnte, wurden diese Verfolgungen doch offenbar von „einer schweigenden Mehrheit“ ohne Widerspruch geduldet. In Bezug auf die begangenen Kriegsverbrechen gab es in der kosovo-albanischen Gesellschaft zu diesem Zeitpunkt – wie in den anderen ehemaligen jugoslawischen Ländern – wenig Unrechtsbewusstsein. Frühere UÇK-Mitglieder wurden als Freiheitskämpfer und Helden verehrt, Kritik an mutmaßlichen Untaten existierte nicht. Festnahme und Verurteilung lösten regelmäßig gewaltsame Proteste und Anschläge aus, mittels derer die politische kosovo-albanische Klasse Solidarität mit den wenigen vor dem UN-Kriegsverbrechertribunal in Den Haag einsitzenden Verdächtigen demonstrierte. Ein Bericht der Gesellschaft für bedrohte Völker von November 2004 fasste zusammen: „In dem Zeitraum von 1999 bis zu den Pogromen im März 2004 gab es so gut wie keine Verhaftungen von Tätern, die für etliche, wahllose Morde an den Minderheitenangehörigen im Kosovo verantwortlich waren. Nach Schätzung des Leiters des GfbV-Teams im Kosovo haben die Minderheiten der Serben, Roma, Aschkali und anderen über 1000 Tote seit 1999 zu beklagen. (Von Januar bis November 2003 wurden nach Angaben des UNHCR zwölf Serben ermordet, im Jahr davor fünf.)“
Am 11. November 2003 äußerte der UN-Sonderbeauftragte (Special Representative of the Secretary-General = SRSG), Harri Holkeri, in seiner Rede vor dem Ständigen Rat der OSZE seine Besorgnis über die Verschlechterung der Sicherheitslage: „Die gewalttätigen Vorfälle des letzten Sommers hatten einen schwerwiegenden Einfluß auf das Sicherheitsempfinden in der Öffentlichkeit der Minderheiten. In einigen Gebieten mussten wir auf Bitte der Gemeinschaften die Polizei oder KFOR-Eskorten erneuern und wieder Checkpoints einrichten.“ Ende November 2003 brachte der serbische Ministerpräsident Zoran Živković beim Staatsbesuch in Deutschland zur Sprache, dass in den vorangegangenen vier Jahren „trotz des Protektorats 2.500 Serben und andere Nicht-Albaner ums Leben gekommen“ seien.

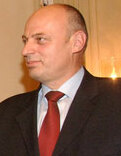
TMK-Chef Agim Çeku: am 29. Februar 2004 mit Interpol-Ermächtigung verhaftet, aber auf Intervention des UNMIK-Chefs Holkeri wieder freigesetzt

Die in der UN-Resolution 1244 zugesicherte Entwaffnung der UÇK wurde von der NATO nur nachlässig ausgeführt und die ehemaligen Untergrundkämpfer zudem in das neugebildete Kosovo-Schutzkorps (TMK) unter dem Kommando des ehemaligen UÇK-Oberbefehlshabers Agim Çeku aufgenommen. Diese Hilfspolizei TMK bot somit eine legale Betätigungsplattform für die ehemals vom Westen als „Terroristen“ eingestuften, ehemaligen UÇK-Kämpfer. Zum Jahresende 2003 und Anfang 2004 war es bereits gehäuft auch zu Anschlägen auf Polizeipatrouillen im Kosovo mit mehreren Todesopfern gekommen, die als Auswirkung des zunehmenden Konflikts zwischen kosovo-albanischen Kreisen, die die Unabhängigkeit des Kosovo anstrebten, und UNMIK (Interimsverwaltungsmission der UN im Kosovo) gedeutet werden können.
Am 25. Februar 2004, etwa zwei Wochen vor den antiserbischen März-Pogromen, berichtete die Neue Zürcher Zeitung unter dem Titel „Steigende Spannung im Kosovo. Belgrad fordert besseren Schutz für Serben“ ausführlich über die bedrohliche Stimmung in der serbischen Provinz. Schon Tage vor den Ereignissen hatte der Veteranenverband der Kämpfer der UÇK Demonstrationen gegen die UN-Mission im Kosovo veranstaltet. In Prizren protestierten mehrere hundert Menschen gegen die Verhaftung des UÇK-Kämpfers Selim Krasniqi durch die internationale Polizei. Die Demonstrationen sollten bis zum 5. Jahrestag des NATO-Angriffs auf Jugoslawien am 23. März andauern. Laut der Recherchen westlicher Journalisten und Menschenrechtsorganisationen initiierte und steuerte der Veteranenverband der UÇK in der Folge die März-Ausschreitungen, die auch parallel dazu eine zusätzliche, spontane Dynamik entwickelten. Kosovarischen Albanern, die schon seit längerem versucht hatten, die serbische Minderheit aus der Provinz zu vertreiben, bot dabei der zunächst ungeklärte Tod zweier kosovo-albanischer Kinder im März 2004 einen Anlass für die Ausrichtung des landesweiten März-Pogroms.

### 15. März
Am 15. März 2004 wurde der serbische Jugendliche Jovica Ivić um etwa 20 Uhr bei einem Drive-by-Shooting im Dorf Čaglavica, in einer serbischen Enklave bei Priština, durch mehrere Schüsse schwer verletzt und darauf in kritischem Zustand in ein Krankenhaus des serbisch kontrollierten Nordteils von Kosovska Mitrovica eingeliefert. Bereits am Abend des 15. März führte dieses Ereignis zu ersten Auseinandersetzungen zwischen Kosovo-Serben und Kosovo-Albanern: Ivić behauptete, dass die Angreifer ethnische Albaner gewesen seien, da sie ihn in serbischer Sprache mit albanischem Akzent zu sich gerufen und zu ihm gesprochen hätten, bevor sie mit einer schallgedämpften Waffe auf ihn geschossen hätten.
In Reaktion auf das Drive-by-Shooting blockierten serbische Dorfbewohner darauf die von Priština durch Čaglavica nach Skopje führende Hauptstraße sowie die von Priština durch die serbische Enklave von Gračanica nach Gnjilane verlaufende Straße, um sich gegen weitere Drive-by-Shootings zu schützen, um gegen die ihrer Meinung nach ethnisch motivierte Attacke zu protestieren und um ihrer Forderung nach Maßnahmen der UN-Administration Nachdruck zu verleihen. Die ethnische Minderheit der Serben im Kosovo warf der NATO und der UN vor, sie nicht vor Angriffen der kosovo-albanischen Mehrheit zu beschützen. Einige Fahrer albanischer Ethnie, die durch die Gegend fuhren, sollen von Serben geschlagen worden sein, ebenso wie die Mitglieder eines irischen KFOR-Kontingents, das die Straßenblockade in Čaglavica beseitigen wollte.
Albanische Führer warfen der internationalen Gemeinschaft Unfähigkeit oder Unwilligkeit bei dem Umgang mit der Blockade der wirtschaftlich bedeutenden Hauptverbindung zwischen Priština und Skopje vor. Ihre Äußerungen zeugen von einer Erzürnung der kosovo-albanischen Öffentlichkeit. Als kurz darauf die Gewalt gegen Minderheiten im Kosovo am 17. März ausbrach, konzentrierten viele ethnisch albanische Führer die Aufmerksamkeit auf diese Blockade, die als Beeinträchtigung der „Bewegungsfreiheit“ der ethnischen Albaner beschrieben und als angeblicher Hauptgrund der Gewalt dargestellt wurde. So behauptete etwa Arsim Bajrami, Fraktionschef der PDK während einer Parlamentsdebatte über die Gewalt am 17. März: „Wir sind unzufrieden damit, wie die UNMIK arbeitet, insbesondere mit der Unfähigkeit, volle Bewegungsfreiheit im Kosovo herzustellen.“
Insbesondere nach diesem Drive-by-Shooting kam es zu einem Anstieg der ethnischen Spannung im Kosovo. Eine Verbindung zwischen diesen Geschehnissen und den folgenden Ereignissen vom 17. bis zum 19. März konnte allerdings nicht ermittelt werden.

### 16. März
Am 16. März organisierten die sogenannten „war associations“ (Kriegsverbände), die aus drei miteinander verbundenen Organisationen bestanden, welche die UÇK-Kriegsveteranen, die UÇK-Invaliden und die Familien der Vermissten vertraten, umfassende Demonstrationen in fast jeder kosovo-albanisch besiedelten Stadt im Kosovo, um gegen die Festnahme und Haft von früheren UÇK-Führern wegen inländischer und internationaler Vorwürfe von Kriegsverbrechen zu protestieren. Im gesamten Kosovo nahmen 18.000 kosovo-albanische Demonstranten an den Protesten teil. Besonderen Antrieb erhielten die Demonstrationen dadurch, dass vier frühere UÇK-Kommandeure und TMK-Mitglieder, darunter der Führer des Kosovo-Schutzkorps General Selim Krasniqi, mit dem Vorwurf durch die UNMIK-Polizei verhaftet wurden, in Verbindung mit den Morden an albanischen Kameraden während des Kosovo-Konflikts 1998 bis 1999 zu stehen. Während vieler dieser Kundgebungen stifteten Sprecher die Mengen nahezu an, sich gegen die UNMIK zu erheben. Die Verhaftung des einheimischen Polizeiführers und das Schließen illegaler Geschäfte durch die UNMIK-Polizei hatte am 16. März auch in Prizren zu Demonstrationen geführt, die später auch als Zeichen einer guten Vorbereitung und langen Vorausplanung der am nächsten Tage beginnenden Unruhen und Pogrome gedeutet wurden. In diesem Zusammenhang kam es während der Proteste in Prizren zu Angriffen auf das regionale UNMIK-Hauptquartier, wobei Demonstranten es mit Steinen bewarfen und einen UNMIK-Zivilpolizeibeamten verwundeten. Der Polizeisprecher der UNMIK, Derek Chappell, soll am 16. März zudem mitgeteilt haben, dass „viele Mordfälle im Kosovo wegen der fehlenden Kooperation der Bürger mit der Polizei ungelöst bleiben“.
Polizeieinheiten wurden seit dem 16. März in der ganzen Provinz Kosovo in höchste Alarmbereitschaft versetzt, wenn auch der Kommandeur des deutschen KFOR-Kontingent, Hintelmann, später davon sprach, von den Ereignissen des 17. und 18. März überrascht worden zu sein.
Die Berichte über die Pro-UÇK-Proteste vom 16. März halfen die Grundlage zu schaffen für die Massenmobilisation am 17. März. Sie erschienen in denselben Zeitungsausgaben wie die Sensationsnachrichten über das Ertrinken kosovo-albanischer Kinder. Als die Nachricht der ertrunkenen Kinder die Öffentlichkeit erreichte, waren die „war associations“ mit ihren sich über den ganzen Kosovo erstreckenden, gewaltigen Organisationsstrukturen und aufgrund des Umstandes, dass sie die kosovoweiten Proteste in der ganzen Provinz organisiert hatten, in einer einmaligen Stellung, die folgende Gewalt der Märzausschreitungen zu steuern und daraus Nutzen zu ziehen.
Als die Pro-UÇK-Proteste nachließen, begannen die ethnisch albanischen Medien, hetzerische Berichte über drei kosovo-albanische Kinder zu senden, die von Serben am Nachmittag des 16. März in den Fluss Ibar (alban.: Iber) gehetzt worden und dabei ertrunken seien. Der Tod der drei kosovo-albanischen Jungen im Alter von acht, elf und zwölf Jahren – später war zum Teil von zweien die Rede – im Dorf Čabra (alban.: Çabra) nahe der ethnisch geteilten Stadt Kosovska Mitrovica (alban.: Mitrovica), nachdem sie dort gespielt hatten, wird oft als unmittelbarer Anlass für die Ausschreitungen vom 17. bis zum 19. März angesehen. Ein überlebender Junge sollte laut der kosovo-albanischen Medienberichte ausgesagt haben, sie seien zu sechst von serbischen Jugendlichen mit Hunden gehetzt worden und er habe sich zusammen mit drei anderen Spielkameraden durch einen Sprung in den eiskalten Fluss zu retten versucht. Dabei habe nur er überlebt. Es wurde öffentlich nie klargestellt, was mit den zwei übrigen Spielgefährten, die nicht in den Fluss gesprungen waren, geschehen war. Von ihnen wurden auch keine Aussagen zu dem Vorfall bekanntgegeben. Nach Angaben der UNMIK-Polizei war zu diesem Zeitpunkt nicht geklärt worden, ob die Behauptung des einzigen bekannten Augenzeugen den wirklichen Gegebenheiten entsprach. Mit Abschluss der Untersuchungen wurde später festgestellt, dass es keinerlei Hinweise auf eine serbische Verantwortung an dem Tod der ertrunkenen Kinder gebe, dass die serbische Bevölkerungsgruppe nicht für den Tod der Kinder verantwortlich sei, dass die Aussagen des kosovo-albanischen Zeugen sehr auffällige Widersprüche aufwiesen und dass die Medien über den Fall in unverantwortlicher, rücksichtsloser und sensationsheischender Weise berichtet hätten. Im April ergab die Untersuchung der UNMIK und eines angesehenen kosovo-albanischen Richters, dass sich nachweislich keine jungen Serben zum fraglichen Zeitpunkt in der Gegend aufgehalten hatten. Der Bericht des OSZE-Beauftragten für Medienfreiheit Miklós Haraszti von 2004 betonte ausdrücklich, dass der überlebende Junge, auf dessen Zeugenbericht sich die Bezichtigungen von Kosovo-Serben durch die kosovo-albanische Presse beriefen, nie selbst gesagt hatte, dass er mit seinen Spielkameraden durch die Serben mit Hunden gehetzt worden sei. Der Junge habe lediglich ausgesagt, dass die kosovo-albanischen Jungen von Serben eines entfernten Hauses beschimpft worden seien. Es sei die öffentlich-rechtliche Rundfunkanstalt RTK (Radio Televizioni i Kosovës) gewesen, die sich dazu entschieden habe, die Geschichte in dieser Weise irreführend umzudeuten. Zu den Quellen, die das Geschehen als eine Hetzjagd der Kinder durch Serben uminterpretierten, gehörte der in Kosovska Mitrovica arbeitende, kosovo-albanische Vorsitzende der nationalistischen Menschenrechtsorganisation Rat zum Schutz der Menschenrechte und Freiheit (Council for the Defence of Human Rights and Freedoms), der Menschenrechtsaktivist Halit Berani, von dessen Berichten sich RTK später distanzierte.

## Ablauf
Schon am 16. und 17. März, als noch nicht geklärt war, ob oder unter welchen Umständen tatsächlich mehrere Kinder ertrunken waren und während die von der UNMIK eingeleitete Untersuchung noch lief, wurde die öffentliche Stimmung in albanischen Medien mit Sensationsberichten angeheizt, die keinen Zweifel daran zu lassen schienen, dass die Kinder von Serben gezielt ermordet worden waren. Laut einem OSZE-Report berichteten insbesondere die Sendeanstalten emotionsüberladen, einseitig, verantwortungslos und in nationalistischer Stimmung. Auch in den Printmedien (z. B. von der Tageszeitung Epoka e Re) wurde am 17. März als angebliche Tatsache verbreitet, die Kinder seien in den Tod getrieben worden. In der serbischen Gemeinde setzte sich dagegen die Überzeugung fest, der Vorfall sei nur inszeniert worden, um einen Vorwand für weitere Gewaltexzesse gegen die serbische Minderheit im Kosovo zu kreieren.
Bereits am 16. März forderten die Kosovo-Albaner bei Protesten in mehreren Orten die Freilassung aller inhaftierten UÇK-Kämpfer. Mehrere tausend Demonstranten forderten die Rückkehr der UÇK. Ramush Haradinaj, der ehemalige UÇK-Führer für das Gebiet Peja (Peć), Deçan (Deçan) und Gjakova (Đakovica), rechtfertigte die Gewalttaten verharmlosend als „Revolte“ gegen den Status quo. Diesem zu entkommen, bedeute auch, sich dem ersehnten Ziel der Unabhängigkeit zu nähern.

### 17. März

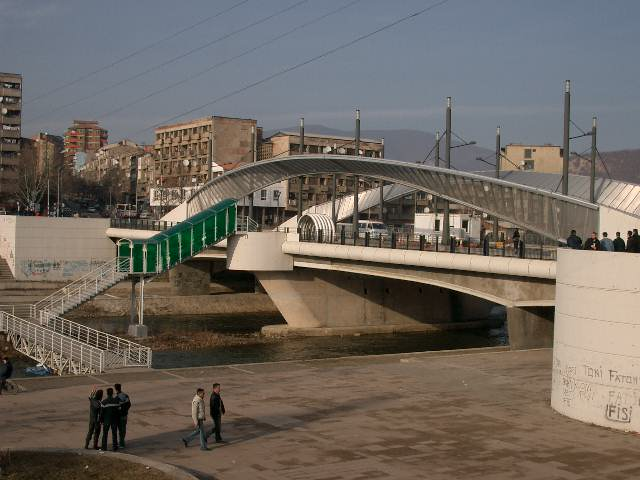
Ibar-Brücke in Mitrovica im Februar oder März 2004 mit Blick nach Norden: Fünf Jahre vor dem blutigen Ansturm von der Südseite vom März 2004 hatte Kouchner dem Kosovo auf der sogenannten „Austerlitz“-Brücke eine friedliche Zukunft vorausgesagt

Die Gewaltwelle im Kosovo begann, wie schon viele Male zuvor, an der Brücke in Kosovska Mitrovica, die den von der serbischen Ethnie dominierten Nordteil der Stadt von dem von der albanischen Ethnie dominierten Südteil trennt. Obwohl ein Gewaltausbruch von Human Rights Watch als eine prognostizierbare Folge der vorangegangenen Ereignisse bezeichnet wird, gaben KFOR und UNMIK am Morgen des 17. März einen unvorbereiteten Eindruck ab.
Am 17. März kam es zu Großdemonstrationen von Kosovo-Albanern im albanisch kontrollierten Südteil von Kosovska Mitrovica, wobei Tausende Kosovo-Albaner die Kontrollposten der KFOR, die Tränengas einsetzten, passierten und in den serbisch kontrollierten Nordteil der Stadt vordrangen. Mit automatischen Gewehren bewaffnete Kosovo-Albaner schossen auf serbische Häuser und serbische Heckenschützen schossen auf Kosovo-Albaner. Auf beiden Seiten gab es mehrere Tote.
Am Nachmittag des 17. März wurde etwa ein Dutzend Kosovo-Serben im Dorf Čaglavica im Zentralkosovo (wenige Kilometer südlich von Priština) durch kosovo-albanische Heckenschützen verletzt. Tausende Kosovo-Albaner aus Priština „marschierten“ auf das Dorf zu. In der Umgebung von Priština evakuierte die KFOR Kinder, Frauen und alte Menschen aus den kosovo-serbischen Dörfern, in denen die serbischen Häuser und Kirchen in Anwesenheit der KFOR von Kosovo-Albanern niedergebrannt wurden.
In der Nacht zum 18. März erklärte der UNMIK-Polizeisprecher Derek Chappell, dass die kosovo-albanischen Jungen nicht bei der Flucht vor Serben gestorben seien. Die Belgrader Nachrichtenagentur Beta zitierte Chappell in der Nacht zum 18. März mit den Worten, ein Kind habe seinen Eltern gesagt, es habe sich um einen Unfall gehandelt. Es seien keine Serben in den Zwischenfall verwickelt. Dieser dritte kosovo-albanische Junge, auf dessen Zeugenaussage sich Chappell gegenüber Beta in der Nacht auf den 18. März bezog, sei mit drei Freunden in den Fluss gestiegen, worauf sie von der Strömung mitgerissen worden seien. Nur er habe das andere Ufer erreichen können, während zwei der Freunde ertranken und das dritte Kind noch vermisst werde. Mit der Aussage des überlebenden Jungen, dass die Kinder bei dem Ereignis ohne Einfluss von Kosovo-Serben gehandelt hätten, widersprach Chappell als Sprecher der UN-Verwaltung im Kosovo den in der kosovo-albanischen Presse verbreiteten Behauptungen und Gerüchten von einer Mitschuld von serbischen Bewohnern an dem Tod der Kinder. Der österreichische Fernsehsender ORF berichtete, dass die Gewalt im Kosovo nach Chappells Aussage im Voraus geplant worden sei.

### 18. März
Trotz der in der Nacht erfolgten Erklärung des UNMIK-Polizeisprechers Derek Chappell soll auch die ARD-Tagesschau noch am 18. März berichtet haben, dass die zwei ertrunkenen kosovo-albanischen Kinder von Serben in den eiskalten Fluss Ibar gehetzt worden seien.
Am 18. März hielten die Ausschreitungen im Kosovo weiter an. Der UN-Sicherheitsrat hielt unterdessen eine Sondersitzung ab. Repräsentanten der drei größten politischen Parteien der Kosovo-Albaner erklärten in einer Parlamentssitzung, der einzige Weg, eine Beruhigung der Lage und Normalisierung der Situation im Kosovo herbeizuführen, läge in der Erklärung in der Unabhängigkeit. Ibrahim Rugova forderte die „Internationale Gemeinschaft“ auf, umgehend die Unabhängigkeit des Kosovo anzuerkennen. Der KFOR-Kommandeur Holger Kammerhoff ermächtigte die Soldaten, die „notwendigen Mittel“ („necessary force“) einzusetzen, um die Sicherheit ihrer Leben und der aller Bürger des Kosovo zu gewährleisten. Die kosovo-albanischen Angriffe auf serbische Dörfer und orthodoxe Heiligtümer erschienen zunehmend – wie es der Kommandeur des südlichen NATO-Flügels Gregory Johnson ausdrückte – „orchestriert“ und organisiert. Die KFOR evakuierte das UNMIK-Personal aus dem Südteil von Mitrovica. Der stellvertretende serbische Premierminister Miroljub Labus teilte mit, dass die serbische Regierung einen Vorschlag für eine Einteilung des Kosovo in Entitäten oder Kantone wie in Bosnien und Herzegowina habe. Insgesamt wurden mindestens 22 serbisch-orthodoxe Kirchen niedergebrannt sowie elf Kirchen und Klöster teilweise schwer beschädigt. Vor allem im von deutschen KFOR-Truppen überwachten Bezirk Prizren wurden unschätzbare Kulturgüter, die teilweise bis auf das 14. Jahrhundert zurückgingen, unwiderruflich vernichtet. Die BBC wies am 18. März darauf hin, dass die Angriffe erfolgt waren, nachdem die NATO angekündigt hatte, weitere 1.000 Soldaten zu den bestehenden 18.500 in den Kosovo zu entsenden.

### 19. März
Etwa ab der Mittagszeit des 19. März blieb die Situation im Kosovo weitgehend friedlich. General Virgil Packett, der Kommandeur der SFOR in Bosnien, die zur Verstärkung der KFOR in den Kosovo geschickt worden war, erklärte, dass die Ausschreitungen im Kosovo sehr gut organisiert und orchestriert seien. Der NATO-Kommandeur, General Gregory Johnson, bezeichnete die Vorgänge als „fast eine Art ethnische Säuberung“ und als „versuchtes Pogrom“, das teilweise „orchestriert“ gewesen sei. Der Gründer und Herausgeber der kosovo-albanischen Tageszeitung Koha Ditore, Veton Surroi, nahm den Standpunkt ein, dass es sich um organisierte Gewalt handele, um die serbische Bevölkerung aus dem Kosovo zu vertreiben. UN-Generalsekretär Kofi Annan erwog ernsthaft die Möglichkeit einer Evakuierung der UN-Mitarbeiter aus dem Kosovo.

## Auswahl der Gewalttaten nach Orten
Der Kosovo war im März 2004 in vier Area Of Responsibility (AOR) genannte Verantwortungsbereiche der KFOR gegliedert, deren jeweilige multinationale KFOR-Truppen jeweils unter dem Kommando einer sogenannten Leadnation standen. Im Bereich der Multinational Brigade Southwest wechselten sich Italien und Deutschland nach einer festgelegten Rotation als Leadnation ab. In diesem KFOR-Sektor konzentrierten sich die deutschen Kontingente im Süden (mit der Region Prizren), während die italienischen Kontingente ihren Schwerpunkt im Norden (mit der Region Peć) hatten.
Eine Schilderung aus Perspektive der kosovo-albanischen Seite bietet das LDK-nahe Kosovo-Informationszentrum (QIK = Qendra për Informim e Kosovës). Der unabhängige und für seine Seriosität bekannte Belgrader Sender B92 veröffentlichte eine detaillierte chronologische Auflistung der Ereignisse bis zum 22. März. Eine im Juli 2004 von Human Rights Watch veröffentlichte, umfangreiche Zusammenfassung spricht für die März-Pogrome von 2004 von mindestens 33 Hauptausschreitungen im gesamten Kosovo. Einige der Gewalttaten lassen sich nach den Angaben festhalten:

### Verantwortungsbereich der Multinational Brigade North
Leadnation: Frankreich – truppenstellende Nationen waren neben Frankreich auch Belgien, Dänemark, Estland, Griechenland, Luxemburg und Marokko

#### Kosovska Mitrovica

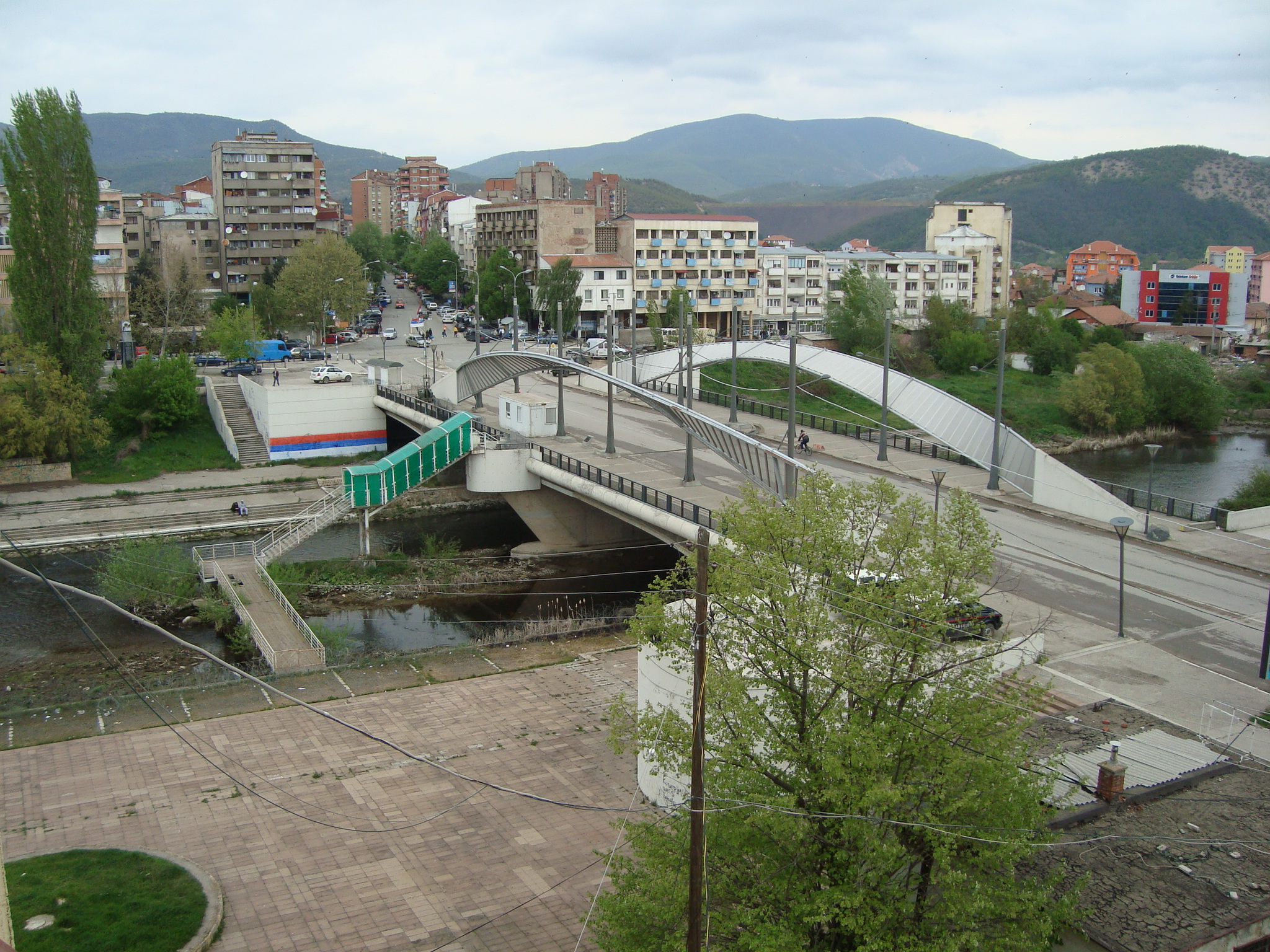
Ibar-Hauptbrücke in Kosovska Mitrovica mit serbischen Farben am Nordufer 2009: mit französischen Staatsmitteln von 2000 bis 2001 ausgebessert und als Symbol der Zukunft verkündet, blieb die Brücke seit Ende des NATO-Luftkriegs 1999 Symbol ethnischer Teilung

Am 17. März begannen die Gewalttätigkeiten im Kosovo in Kosovska Mitrovica (alban.: Mitrovica oder Mitrovicë). Wie häufig zuvor bildete die Brücke als Symbol der ethnischen Teilung zwischen dem serbisch dominierten Nord- und dem albanisch dominierten Südteil der Stadt den Ausgangspunkt der Gewalt. Nur in Kosovska Mitrovica und damit in dem Landesteil, wo die Mehrheit der im Kosovo gebliebenen Kosovo-Serben lebt, traf der gewalttätige kosovo-albanische Mob auf kosovo-serbische Gegenwehr. Als etwa 3000 Kosovo-Albaner unter Einsatz von Schusswaffen die UN-Checkpoints an der Ibar-Brücke überwunden hatten, wurden sie von serbischen Selbstverteidigungskräften am Eindringen in das serbische Viertel gehindert. Dabei wurden vier Kosovo-Albaner getötet. Noch am 17. März wurde bekannt, dass es in der Stadt durch Schüsse zu mindestens 200 Verletzten, darunter mindestens 13 französische Soldaten, gekommen war. Im Gegensatz zu anderen Brennpunkten im Kosovo trat mit Einbruch der Dunkelheit in Kosovska Mitrovica Ruhe ein, wo die UN-Kräfte eine Ausgangssperre ab 19 Uhr Ortszeit verhängt und versichert hatten, auf jeden zu schießen, der danach auf den Straßen gesehen werde. In Kosovska Mitrovica, wo besonders französische KFOR-Soldaten und UNO-Polizei den in den serbischen Nordteil der Stadt vordringenden Kosovo-Albanern gegenüberstanden, gab es die meisten Toten während der Ausschreitungen.
Eine detaillierte Beschreibung des Beginns der Ausschreitungen bietet der internationale Pressefotograf Andrew Testa:
Laut seiner Schilderung marschierte bereits vor 11 Uhr vormittags ein von albanischen Lehrern organisierter Demonstrationszug kosovo-albanischer Schulkinder die zu der Brücke führende Straße auf und ab, um gegen das angeblich von Serben verschuldete Ertrinken der kosovo-albanischen Kinder vom Vortag zu protestieren. Die Absperrungen auf der Straße zur Brücke seien nur mit „einer Handvoll“ KPS- und UNMIK-Polizisten besetzt gewesen. Unvermittelt sei eine große Menge albanischer Männer hinter den Kindern erschienen, mit „Zur Brücke! Zur Brücke!“-Rufen zu der Brücke gerannt und habe sogleich die KPS/UNMIK-Barriere überwältigt. Die „Handvoll“ von KPS- und UNMIK-Beamten hätten versucht, auf der Brücke neu Stellung zu beziehen und mit ihren Schlagstöcken die Menge zurückzuschlagen. Ihnen habe sich auch eine Gruppe von etwa 15 jordanischen UNMIK-Crowd-and-Riot-Control-Polizisten angeschlossen. Doch sei die Brücke nicht wie in vergleichbaren Situationen in Kosovska Mitrovica sonst üblich, von KFOR-Soldaten abgesperrt gewesen. Dies habe offenbar auch bei der anstürmenden Menge Überraschung und Unsicherheit erzeugt, die dann aber durch Rufe ihrer Rädelsführer über die Brücke in den serbisch dominierten Teil der Stadt vorangetrieben worden sei. Dort habe die Menge mit Verwüstungsaktionen begonnen, worauf ortsansässige Serben der kosovo-albanischen Menge entgegengetreten seien und auch die UNMIK-Polizei sich neu gruppiert habe, um die Kosovo-Albaner etwa eine Viertelstunde später über die Brücke zurückzudrängen. Die KFOR hingegen erschien im Gebiet nicht, bevor die kosovo-albanische Menge über die Brücke zurückgedrängt worden war.
Zur selben Zeit habe eine Gruppe von mehreren hundert Kosovo-Albanern eine weitere Brücke betreten und begonnen, Steine auf serbische Häuser zu werfen. Sie habe die Brücke jedoch nicht vollständig überqueren können, da sich auf dieser Brücke permanent stationierte KFOR-Truppen, die von UNMIK-Polizei verstärkt waren, befunden hätten. Zumindest eine Handgranate sei von der serbischen Seite geworfen worden, die mindestens sieben Albaner und einige französische KFOR-Soldaten verwundet habe. Fast unverzüglich seien zwei bewaffnete Albaner zu der Brücke gerannt und hätten begonnen, mit AK-47-Sturmgewehren auf die „serbische Seite“ zu feuern. Es sei ein intensiver Schusswechsel gefolgt, bei dem 4 Albaner getötet und viele weitere verwundet worden seien. UNMIK-Polizeiquellen behaupteten später, dass die französischen Soldaten sich geweigert haben, ihre Blendgranaten einzusetzen, um die Menge zu stoppen, und dass sie über keine Munition verfügt haben, um das Feuer zu erwidern, als die zwei albanischen Schützen die Brücke erreicht hatten und zu feuern begannen.

#### Svinjare
Das ethnisch serbische Dorf Svinjare (alban.: Svinjarë oder Frashër) im Süden von Kosovska Mitrovica gehört zu den von den Märzausschreitungen am stärksten betroffenen Orten, obwohl es nur über die Straße zum Dorf erreicht werden konnte, welche zwischen einem französischen und einem belgischen Militärstützpunkt entlanglief. Obwohl der Mob von etwa 400 oftmals jungen Kosovo-Albanern auf seinem Weg zur Inbrandsetzung von über 100 serbischen Besitztümern die Straße entlang geradewegs an den zwei Armeestützpunkten vorbeimarschiert war und den Stützpunkt der Franzosen also direkt hatte passieren müssen, um zur Siedlung der Serben zu gelangen, unternahm die französische KFOR keine ernsthaften Anstrengungen Svinjare zu beschützen. Das gesamte Dorf – mit nach Angabe französischer Militärsprecher allen 137 serbischen Häusern (nach anderen Angaben 150 geplünderte und niedergebrannte Häuser) wurde – in Sichtweite des französischen Hauptstützpunkts – vollständig niedergebrannt, während die Häuser der ethnischen Albaner unangetastet blieben. Die französischen KFOR-Patrouillensoldaten blieben in ihrem Stützpunkt, beobachteten von dort die Vorgänge, machten laut dem UNO-Polizeisprecher Derek Chappell Fotos davon, lehnten aber ab, den bedrängten Serben zu Hilfe zu kommen, obwohl ihr Hauptstützpunkt Camp Belvedere nur etwa 500 Meter von den Ereignissen entfernt lag. Etwa 200 Bewohner der alteingesessenen serbischen Gemeinschaft von Svinjare wurden gezwungen ihre Häuser zu verlassen. Die KFOR unternahm nichts, um die Brandstifter an ihrem Tun zu hindern, sondern evakuierte lediglich die Einwohner auf die serbisch dominierte Nordseite des Flusses Ibar. So konnte eine Menge von etwa 500 Kosovo-Albanern unbehelligt die Häuser ausplündern und niederbrennen. Der Besitz wurde zerstört und Haustiere und Vieh abgeschlachtet. Der KIM-Info-Service der serbisch-orthodoxen Kirche stellt im Internet Bilder von den Ausschreitungen in Svinjare bereit, die zeigen sollen, dass die KFOR-Fahrzeuge in dem nahegelegenen KFOR-Stützpunkt geparkt und nicht gegen die Angriffe der Plünderer und Brandstifter eingesetzt wurden. Andere Bilder sollen belegen, wie Kosovo-Albaner mit Lieferwagen, Traktoren und anderen Fahrzeugen unbehelligt serbischen Besitz plündern. Weitere Bilder sollen illustrieren, dass die serbische Dorfenklave, für deren Schutz der KFOR-Stützpunkt errichtet worden sei, vollständig zerstört wurde. UNMIK-Polizeisprecher Chappell äußerte später darüber, er halte die Tatenlosigkeit der KFOR-Militärs für schwer verständlich.
Eine detaillierte Beschreibung, die Augenzeugenberichte berücksichtigt, wurde von Human Rights Watch gegeben:
Etwa um 15 Uhr am 18. März marschierten mehrere hundert Kosovo-Albaner auf Svinjare zu, nachdem sie eine serbisch-orthodoxe Kirche im Süden von Kosovska Mitrovica niedergebrannt hatten. Als die kosovo-albanische Menge Svinjare erreichte, waren nur zwei mit etwa 15 marokkanischen Soldaten besetzte KFOR-Fahrzeuge im Ort. Sie erhielten den Befehl, die kosovo-albanische Menge abzufangen und aufzuhalten und begaben sich zu dem der sich nähernden kosovo-albanischen Menge nächstgelegenen Ende des Dorfes. Gerade bevor die kosovo-albanische Menge Svinjare erreichte, schlossen sich den marokkanischen Soldaten mehrere UNMIK-Polizeifahrzeuge an, die der Menge vorangeeilt waren. Die kosovo-albanischen Gewalttäter umgingen die KFOR- und UNMIK-Stellung und begannen die Häuser mit Molotow-Cocktails in Brand zu setzen. Zu diesem frühen Zeitpunkt des Angriffs war die Anzahl der Gewalttätigen mit etwa 400 bis 500 Personen noch verhältnismäßig gering. Als eine polnische UNMIK Special Police Unit (SPU) ankam, um die bedrängten KFOR- und UNMIK-Kräfte zu verstärken, konnte sie die kosovo-albanische Menge zeitweilig zerstreuen und die Brände in sechs oder sieben serbischen, bereits in Brand gesteckten Häusern löschen. Die französischen KFOR-Soldaten der nahegelegenen Stützpunkts Belvedere unterstützen dagegen noch immer nicht die Verteidigung des Dorfes.
Als die kosovo-albanische Menge zeitweise aufgelöst war, teilten der polnische UNMIK-SPU-Kommandeur und der amerikanische UNMIK-Polizei-Kommandeur den Serben mit, dass sie Svinjare unverzüglich evakuieren würden. Der polnische UNMIK-SPU-Kommandeur sagte den serbischen Dorfführern, dass es im gesamten Kosovo Probleme gebe und seine Einheit nur noch eine halbe Stunde im Dorf bleiben könne und sich dann an andere Krisenorte begeben müsse. Die serbischen Dorfführer baten um ein Treffen mit den KFOR-Kommandeuren des nahegelegenen Stützpunkts Belvedere, um dort um Schutz für das Dorf zu bitten.
Als die serbischen Führer nach Svinjare zurückkehrten, ohne die Zusicherung für den Schutz ihrer Häuser durch die KFOR erhalten zu haben, waren die serbischen Frauen und Kinder bereits evakuiert worden. Mit Einbruch der Dunkelheit bestanden die marokkanischen Soldaten darauf, dass auch die serbischen Männer das Dorf zu verlassen hätten und evakuierten sie in den französischen Stützpunkt. Als die letzten Serben Svinjare am 18. März verließen, waren die meisten ihrer Häuser noch immer unbeschädigt. Während der Nacht und am 19. März wurde es der kosovo-albanischen Menge jedoch ermöglicht, die serbischen Häuser von Svinjare zu plündern und niederzubrennen, ohne dass die Soldaten des nahegelegenen KFOR-Stützpunkts einschritten. Am Ende war jedes einzelne serbische Haus geplündert und niedergebrannt und das Vieh getötet.
Zwar wurden 2006 Besitztümer in Svinjare wiedererrichtet, doch blieben sie laut einem OSZE-Bericht von Ende 2010 noch immer größtenteils unbewohnt.

#### Slatina
Das kleine Dorf Slatina (alban.: Sllatine) südöstlich von Kosovska Mitrovica wird von Human Rights Watch als Paradebeispiel für die „vielen Gebiete“ genannt, in denen kosovo-albanische Mobs serbische Bewohner über Stunden hinweg angriffen, bevor internationale KFOR- oder UNMIK-Truppen ihnen zu Hilfe kamen. Im Dorf waren nur 13 serbische Häuser mit überwiegend alten Bewohnern verblieben.
Am Morgen des 18. März begannen die Angriffe auf die serbischen Häuser und ihre Bewohner. Es kam zu schweren Verwundungen serbischer Bewohner wie beim achtjährigen Govoljub Savic, der durch einen Steinwurf ein Auge verlor. Ein französischer KFOR-Konvoi fuhr durch das Dorf, als die Steinwürfe auf die Häuser begannen, hielt aber nicht an, um zu helfen. Erst etwa um 17 Uhr gelang es den Serben die UNMIK-Polizei zu kontaktieren, die unverzüglich drei Wagen entsendete, deren Ankunft dazu führte, dass die kosovo-albanischen Angreifer ihr Brandwerk beendeten.
Die verwundeten Serben wurden evakuiert und UNMIK-Polizei und KFOR blieben zum Schutz über Nacht, in der keine weiteren Angriffe erfolgten. Am Morgen des 19. März wurden die Serben zwangsevakuiert. Das Versprechen an die Serben, dass es sich um eine nur vorübergehende Evakuierung handeln würde und die KFOR-Truppen die serbischen Häuser schützen würden, wurde nicht erfüllt. Bis zur Evakuierung waren drei Häuser niedergebrannt, im Laufe der nächsten Tage wurden alle 13 serbischen Häuser des Dorfes geplündert und völlig niedergebrannt.

#### Vučitrn
Zu den schwersten Angriffen gegen nicht-serbische Minderheiten gehörten die Attacken von einer Menge Kosovo-Albaner auf die Gemeinschaft der Aschkali (Albanisch sprechende Roma) in Vučitrn (alban.: Vushtrria) und das Niederbrennen von mindestens 69 ihrer Häuser zusammen mit einer serbisch-orthodoxen Kirche in der südlich von Kosovska Mitrovica gelegenen Stadt. Innerhalb weniger Stunden wurden rund 250 Menschen aus der Stadt vertrieben.
Die französischen KFOR-Truppen und die internationale UNMIK-Polizei reagierten darauf nicht und nahmen nicht aktiv an einer Verteidigung der Aschkali-Gemeinde in Vučitrn teil, obwohl sich das Dorf zwischen zwei nahegelegenen französischen KFOR-Hauptstützpunkten („Belvedere“ und Novo Selo) befand. Die schweren Anschuldigungen gegen kosovo-albanische Mitglieder des KPS (Kosovo Police Service), sich in Komplizenschaft mit den Gewalttätern befunden zu haben, betrafen auch die Ausschreitungen in Vučitrn, wo die gesamte Aschkali-Gemeinschaft aus ihren Häusern gezwungen wurde, die von der Menge von etwa 300 Kosovo-Albanern niedergebrannt wurden.
Vor dem NATO-Krieg von 1999 hatten etwa 350 Aschkali-Familien in Vučitrn gelebt, von denen viele im Fleischereihandwerk beschäftigt gewesen waren. Nach dem Krieg waren viele Aschkali von Kosovo-Albanern angegriffen worden. Bereits im Sommer 1999, kurz nach dem Abzug der jugoslawischen Armee und dem Einmarsch der KFOR-Truppen, waren 1500 bis 2000 Aschkali in Vučitrn gemeinsam mit den ansässigen Roma Opfer extremistischer Angriffe von Kosovo-Albanern geworden. Mindestens fünf Aschkali aus der Stadt waren entführt worden und „verschwunden“ und über hundert Aschkali-Häuser waren niedergebrannt worden. Fast die gesamte Aschkali-Gemeinde von Vučitrn war geflüchtet. Während das Roma-Viertel komplett zerstört worden war, hatten sich allerdings neun oder zehn bis 15 Aschkali-Familien entschieden, unter dem Schutz von nun eingerückten KFOR-Soldaten in ihrem verwüsteten Viertel zu bleiben. 2001 hatten dann wieder Aschkali-Familien begonnen, nach Vučitrn zurückzukehren. Im Jahr 2002 waren ihnen nochmals etwa 200 Aschkali gefolgt, die in der Zwischenzeit im serbischen Novi Sad Zuflucht gefunden hatten. Sie vertrauten dabei auf Versprechungen des UNO-Flüchtlingswerkes UNHCR, der UNO-Verwaltung UNMIK und der NATO-geführten KFOR-Truppen, dass in ihrer Heimat für ihre Sicherheit gesorgt sei. Im März 2004 lebten vor den Märzausschreitungen wieder etwa 70 Familien in Vučitrn. Wegen ihrer bedeutenden Rolle im Fleischereihandwerk und wegen der Geldüberweisungen von Verwandten, die in Westeuropa arbeiteten, verfügten viele Aschkali über bedeutenden Wohlstand und bauten große Häuser, womit diese zum Ziel krimineller Täter wurden.
Eine detaillierte Beschreibung der Ereignisse wurde im Bericht von Human Rights Watch gegeben:
Die Gewalttaten in Vučitrn begannen um etwa 16 Uhr, als eine Gruppe, in der sich frühere UÇK-Kämpfer befanden, die serbisch-orthodoxe Kirche St. Elias in Vučitrn niederbrannte, bevor sie sich einer zweiten, angeblich von kriminellen kosovo-albanischen Anführern geführten Gruppe anschloss und die Aschkali-Gemeinschaft angriff. Der kosovo-albanische Mob bestand aus 400 bis 500 vorwiegend männlichen Personen, wuchs jedoch weiterhin schnell an. Das die orthodoxe Kirche bewachende marokkanische KFOR-Kontingent hatte während des Angriffs in die Kirche evakuiert und ließ Vučitrn trotz zahlreicher telefonischer Hilferufe der angegriffenen Aschkali-Familien bei KFOR, UNMIK und KPS ohne KFOR-Präsenz zurück. Die Entscheidung von KFOR und UNMIK Vučitrn nicht zu verteidigen, lieferte die Aschkali vollständig der Verantwortung des KPS aus. Der überwiegend von ethnischen Albanern gestellte KPS stellte die einzigen Sicherheitskräfte, die eine signifikante Rolle während der Gewalttaten in Vučitrn spielten. Offenbar hat der KPS jedoch nur ihre Häuser verteidigende Aschkali verhaftet, dagegen aber keinen einzigen der Kosovo-Albaner, die sich als Angreifer oder Brandstifter betätigten. Während einige KPS-Beamte bei der Evakuierung von Aschkali-Einwohnern halfen, haben also andere KPS-Beamte offenbar aktiv an den Gewalttaten teilgenommen und Aschkali verhaftet und misshandelt, die versuchten ihre Häuser zu verteidigen. Nach Angaben einiger Aschkali sollen einige KPS-Beamte auch am Niederbrennen von Aschkali-Häusern teilgenommen haben.
Bald nach den Verhaftungen einiger männlicher Aschkali, denen der KPS vorwarf in die kosovo-albanische Menge geschossen zu haben, kehrte die KPS-Polizei zurück, um die verbliebenen Aschkali-Familien zu evakuieren. Sobald der KPS ankam, beendete die kosovo-albanische Menge das Niederbrennen der Häuser, zog sich zurück und ermöglichte es dem KPS, die Hauptstraße der Aschkali-Wohngegend abzusperren. Sobald die Aschkali evakuiert worden waren, wurde die gesamte Aschkali-Wohngegend niedergebrannt.
Die evakuierten Aschkali wurden zunächst eiligst zu den Anlagen der KPS-Ausbildungseinrichtung in Vučitrn und dann zum KPS-Hauptrevier gebracht. Im KPS-Revier trafen Aschkali etwa 100 KPS-Beamte an, von denen die meisten zuvor nicht auf die telefonischen Hilferufe der Aschkali-Gemeinde reagiert hatten. Von der Polizeischule aus wurden die Aschkali noch in der Nacht von französischen KFOR-Soldaten abgeholt und einige Kilometer weiter in einem Militärlager im Dorf Novo Selo untergebracht, wo sie mindestens mehrere Monate lang blieben.
Human Rights Watch beurteilte die Reaktion des KPS in Vučitrn als „höchst problematisch“, indem dieser sich darauf konzentrierte, Aschkali für die Verteidigung ihrer Häuser zu bestrafen, anstatt seine Verpflichtung zu erfüllen, alle Einwohner auf nicht diskriminierende Weise zu verteidigen.

#### Nonnenkloster Devič bei Srbica
Das südlich von Kosovska Mitrovica in der Drenica-Region (alban. auch: Drenicë) bei Srbica (alban.: Skënderaj) gelegene Nonnenkloster Devič (auch Kloster des Heiligen Joanikije Devićki oder St. Joanikije von Devič) war bereits im NATO-Krieg von 1999 verwüstet worden. Es liegt in der Region, in der die UÇK-Bewegung begann. In Srbica wird der als UÇK-Mitbegründer geltende Adem Jashari besonders verehrt. Angaben der serbisch-orthodoxen Diözese von Raška und Prizren nach sollen Extremisten seit der Ankunft der UN-Mission und der KFOR-Truppen im Jahr 1999 die gesamte serbische Bevölkerung der Region vertrieben und ihre Häuser geplündert und niedergebrannt haben. Die Nonnen des Klosters unter der Äbtissin „Anastasia“ blieben dagegen, unter Schutz der KFOR und vollständig von der lokalen kosovo-albanischen Bevölkerung isoliert, im Kloster. Nach Aussage der Äbtissin „Anastasia“ sollen sich das Kloster in der Vergangenheit immer sowohl Christen als auch Muslimen Trost geboten und Heilung versprochen haben.
Am 18. März 2004 umzingelten mindestens 1000 Kosovo-Albaner das Kloster und griffen es an (nach anderen Angaben sollen fast 5000 Kosovo-Albaner am Angriff beteiligt gewesen sein). Unmittelbar nachdem die KFOR die Nonnen gerade noch im letzten Moment und gegen ihren Willen evakuierte, wurde das Kloster trotz der Anwesenheit von französischen KFOR-Soldaten geplündert, niedergebrannt und völlig verwüstet.
Eine Beschreibung des Ablaufs findet sich im Bericht der International Crisis Group (ICG) von April 2004:
Als die Schichten der Schulkinder auf der Sekundarschule in Srbica zur Mittagszeit am 18. März 2004 wechselten, begann eine große Menge von Schülern westwärts zu marschieren, durch und aus der Stadt heraus. Berichten zufolge sollen Lehrer, Gemeindefunktionäre, lokale Aktivisten und Journalisten Versuche unternommen haben, sie zur Rückkehr zu bewegen, wurden jedoch beiseitegeschoben.
Vor der Ankunft der kosovo-albanischen Schüler im Nonnenkloster Devič evakuierte die KFOR alle bis auf eine der serbischen Nonnen und zog ab. Die kosovo-albanischen Schüler plünderten daraufhin das Nonnenkloster und setzten es in Brand. Die verbliebene Nonne hielten sie als Geisel fest, bis TV-Kamerateams eintrafen, um ihre Aushändigung an die Polizei als „humanitäre“ Geste zu filmen. Am Ort fanden sich nach den Ereignissen unter anderem „UÇK“-, „TMK“-, „AKSH“- und „PDK“-Graffiti. Die Nonnen kehrten kurz nach der Evakuierung zurück, lebten nun in Containern, säuberten den Bereich, räumten ihn frei und suchten nach erhalten gebliebenen Objekten. Laut der Äbtissin „Anastasia“ waren während der Ausschreitungen Ikonen in den Brunnen des Klosters geworfen und die zwei Glocken des Klosters entwendet worden.

### Verantwortungsbereich der Multinational Brigade Centre
Leadnation: Schweden – truppenstellende Nationen waren neben Schweden auch Finnland, Irland, Lettland, die Slowakei, Großbritannien und die Tschechische Republik

#### Čaglavica
Čaglavica, der Ort, in dem Serben nach dem Drive-by-Shooting vom 15. März eine Straßenblockade errichtet hatten, bildete nach den Gewaltexzessen in Kosovska Mitrovica den zeitlich gesehen zweiten Schwerpunkt der Ausschreitungen am 17. März. Es kam zu einigen der schwersten Zusammenstöße zwischen Menschenmengen Tausender Kosovo-Albaner und internationalen KFOR- und UNMIK-Truppen, als KFOR und UNMIK versuchten, Tausende ethnischer Albaner davon abzuhalten, in das Dorf und die umgebende serbische Enklave einzudringen.
Auf der Autobahn setzte sich eine Schlacht vom frühen Nachmittag bis in den späten Abend fort. Kosovo-Albaner aus dem Zentralkosovo bildeten hier den Kern und Studenten der Universität Priština erhielten Handzettel, die sie aufforderten, sich den „Protesten“ in Čaglavica anzuschließen. In der serbischen Enklave Čaglavica flohen Serben darauf am 17. März aus brennenden Häusern und suchten Schutz in den nahegelegenen Dörfern von Laplje Selo und Gračanica. Nachdem einige tausend Kosovo-Albaner das sechs Kilometer von Priština entfernt gelegene serbische Dorf Čaglavica angriffen, gelang es KFOR und UNMIK mit Mühe, das Dorf und seine serbischen Bewohner zu beschützen.
Am 17. März evakuierten UNMIK und KFOR Frauen, Kinder und ältere Menschen im Zentral-Kosovo aus den Dörfern um das Dorf Čaglavica, wo etwa ein Dutzend Serben durch albanische Heckenschützen oder Scharfschützen verletzt worden war und auf das sich Tausende Kosovo-Albaner aus dem nahen Priština zubewegten. Mehrere Tausend Kosovo-Albaner aus Priština sollen am 17. März einen Schutzkordon der UN-Polizei und der Kosovo-Besatzungstruppe KFOR durchbrochen und anschließend die serbischen Häuser angezündet haben. Sie zwangen die UN-Polizei, sich zum Schutz der rund 1.000 Einwohner in das Dorf zurückzuziehen. Die UN-Polizei-Sprecherin Angela Joseph sagte am 17. März: „Die Situation in Čaglavica ist außer Kontrolle.“ Nach Angabe des örtlichen Serbenführers Momčilo Trajković waren die lokalen Frauen und Kinder in die nahegelegene, größere Enklave von Gračanica evakuiert worden. Die Evakuierung am 17. März soll – um Stunden zu spät – erst am Abend möglich geworden sein, als schwerbewaffnete US-Marines eintrafen. Laut Human Rights Watch soll es den gegen Einbruch der Nacht von den U.S. Marines verstärkten schwedischen Truppen gerade noch gelungen sein, den kosovo-albanischen Mob daran zu hindern, Čaglavica zu erreichen.
Die schweren Kämpfe bei Čaglavica setzten sich am 18. März fort. Militante Albaner führten die Zusammenstöße mit den verstärkten KFOR-Truppen, die die Straße nun mit Stacheldraht versperrt hatten, über den ganzen Tag hinweg fort. Auf die KFOR-Truppen wurde regelmäßig geschossen und vier Albaner wurden von den KFOR-Truppen erschossen. Die Presse meldete am 18. März die Tötung eines kosovo-albanischen Angreifers durch KFOR-Soldaten in Čaglavica nach Angabe Derek Chappells. Am Abend des 18. März trafen sich Premierminister Bajram Rexhepi und mehrere Minister seines Kabinetts mit der Menge und riefen sie zur Beendigung auf, worauf sich die Menge wenige Minuten später auflöste.
Im schwedischen Bataillon wurden nach Berichten vom Mai 2004 14 Soldaten bei dem Versuch verwundet, das Kosovo-Serben-Dorf Čaglavica vor den kosovo-albanischen Brandstiftern zu schützen. Medienberichten aus dem Jahr 2007 zufolge wurden insgesamt 35 Soldaten bei der Verteidigung Čaglavicas verletzt, doch konnte die angreifende Menge weder Čaglavica niederbrennen noch das Kloster Gračanica. Demnach standen am 17. März 700 Mann, die meisten Schweden, aber auch Tschechen, Finnen, Slowaken und Iren, unter Führung von Oberstleutnant Hans Håkansson aus Gotland, rund 10.000 ethnischen Albanern gegenüber, die mit Eisenstangen, Steinen, in einigen Fällen Schusswaffen und in Benzin getränkten und um lange Stangen gewickelten Decken (wie sie zum Anzünden von Häusern im Kosovo verwendet wurden) ausgerüstet waren. Den Soldaten unter schwedischer Führung soll das gleiche Angebot gemacht worden sein wie den deutschen Truppen, die das mittelalterliche Kloster bei Prizren kampf- und schutzlos den ethnischen Albanern zur Verwüstung überließen. Die von Håkansson geführten Truppen sollen jedoch – ohne Flüssigkeit zu sich nehmen zu können – 11 Stunden lang ununterbrochen gegen die in Wellen angreifenden Kosovo-Albaner gekämpft haben, trotz vieler Ausfälle durch Dehydrierung und Knochenbrüche. Als Håkansson Nachricht erhielt, dass die Menge die Soldaten auf dem Flügel umgehen könnte, gab er nach eigenen Angaben die Anweisung, notfalls tödliche Gewalt zu verwenden, um das Kloster Gračanica zu verteidigen: „Defend monastry... use deadly force if necessary.“. Sein Vorgesetzter im Kosovo, General Anders Brännström, verteidigte Håkanssons Vorgehen später damit, dass dieser ein Blutbad verhindert habe: „Hätte er der Sicherheit der Soldaten die höchste Priorität gegeben, wie es viele andere taten, hätte Schweden ein neues Srebrenica auf dem Gewissen.“
Im Februar 2007 sendete die staatliche Rundfunkgesellschaft Norwegens NRK einen Bericht des NRK-Journalisten Eirik Veum, nachdem norwegische Soldaten am 17. und 18. März nahe dem Dorf bei Čaglavica gegen „Demonstranten“ gekämpft hätten. Bei dem Versuch, sich mit Gewalt Zugang in die serbische Enklave Čaglavica zu verschaffen, um die Serben zu schützen, hätten die norwegischen Soldaten mindestens zwei Kosovo-Albaner getötet. In dem Bericht wird behauptet, norwegische Soldaten des Panzer-Bataillons und des Zweiten Bataillons in Inner Troms hätten den kosovo-albanischen Mob daran gehindert, serbische Einwohner zu lynchen. Schon früh hätten die norwegischen Kräfte bestätigt, einen Albaner angeschossen und getötet zu haben. 20 norwegische Soldaten seien leicht verletzt worden. Schon auf dem Weg in das Dorf und durch die Ortschaft Obilić habe es Zusammenstöße der Norweger mit „Demonstranten“ gegeben. Dabei seien die norwegischen Fahrzeuge bereits über menschliche Körper gefahren. Die Norweger seien gezwungen gewesen, mit scharfer Munition zu schießen, und hätten sechs Albaner getroffen, von denen mindestens zwei gestorben seien. Nach einem Videobericht der Norwegischen Streitkräfte (Forsvaret) von 2014 blockierten die norwegischen KFOR-Kräfte unter Oberstleutnant Kjell-Olav Myhre die Straße nach Čaglavica, indem sie Tränengas, Gummigeschosse und Blendgranaten einsetzen. Ein mit hoher Geschwindigkeit von einem kosovo-albanischen Fahrer gesteuerter Lastwagen sei in Richtung der Barrikade gefahren, um zu versuchen, die Barrikade zu durchbrechen. Nach Warnschüssen auf den Lastwagen hätten die norwegischen Kräfte den Fahrer erschießen müssen. 16 norwegische Soldaten seien verletzt worden, 13 hätten evakuiert werden müssen, zwei Norweger hätten schwere Verletzungen erlitten. Der später zum Major beförderte Myhre erhielt im Jahr 2013 die Auszeichnung Forsvarets medalje for edel dåd für sein „Heldentum“ in der Führung internationaler Truppen bei der achteinhalb Stunden dauernden Zurückdrängung der mit Steinwürfen, Molotow-Cocktails und Eisenstangen angreifenden Menge „Tausender Albaner“.

#### Priština
Auch in der Provinz-Hauptstadt Priština (alban.: Prishtina) selbst, wo von einst fast 9.000 Serben zur Zeit der Märzausschreitungen nach Angabe von Human Rights Watch nur noch 36 (nach anderen Angaben 100, laut OSZE: knapp 200) geblieben sein sollen, wurde die gesamte serbische Bevölkerung durch die Gewalttaten der Märzausschreitungen 2004 aus der Stadt gezwungen.
Nach den auf den NATO-Krieg von 1999 folgenden Flucht- oder Vertreibungsbewegungen hatten fast alle Serben Priština verlassen. Nur einige wenige ältere Serben in ihren Häusern und mehrere Dutzend serbische Familien in den Wohnungen des sogenannten YU-Programms im Stadtteil Ulpiana waren in der Stadt geblieben. Unter letzteren waren auch serbische Flüchtlinge aus Kroatien und Bosnien, für die die Wohnungen des YU-Programms ursprünglich Mitte der 1990er Jahre gebaut worden waren, ebenso wie serbische Binnenflüchtlinge, die nach dem Kosovokrieg 1999 ihre Häuser verloren hatten und schließlich einige Serben, die für verschiedene internationale Organisationen im Kosovo arbeiteten.
Die Aktionen der Kosovo-Albaner in Priština am 17. März 2004 scheinen gut organisiert worden zu sein, auch wenn sie sich anfangs eher darauf konzentrierten, Kosovo-Albaner dazu aufzufordern, sich den „Protest“-Aktionen in Čaglavica anzuschließen als in Priština selbst. In der Universität von Priština fanden Studenten Handzettel in ihren Wohnheimen vor, die sie dazu drängten, sich den „Protesten“ anzuschließen und im Namen des „Organisationsrates“ signiert waren. Als die Menschenmengen am Abend des 17. März begannen, von den Schlachten mit den KFOR- und UNMIK-Truppen bei Čaglavica nach Priština zurückzukehren, richteten sie ihre Aktionen vor allem gegen die Wohnhäuser des YU-Programms, die die meisten in Priština verbliebenen Serben beherbergten. Kurz nach 19 Uhr sammelte sich nach Zeugenaussagen eine Menge von mehreren Hundert Kosovo-Albanern unter „UÇK, UÇK“-Rufen vor den Wohngebäuden des YU-Programms. Der Mob griff die Wohnungen lang anhaltend an, schoss auf das Gebäude, setzte Wohnungen in Brand und verletzte einige serbische Bewohner durch Schläge und Messerstiche. Die in dem YU-Programm-Wohngebäude lebenden Serben waren gezwungen sich selbst in ihren Wohnungen im Apartment-Komplex zu verbarrikadieren. Dort waren sie in einigen wenigen Wohnungen gefangen, von denen einige verstärkte Türen hatten. Über einen Zeitraum von bis zu sechs Stunden schossen die kosovo-albanischen Gewalttäter auf sie, plünderten die Wohnungen unter ihnen und um sie herum und setzten sie in Brand. Frühestens um 22 Uhr reagierten KFOR und UNMIK auf die Hilfeanrufe der gefangenen Serben. Vielen der Bewohner des YU-Programms kamen KFOR und UNMIK-Polizei nicht vor etwa 1 Uhr morgens zu Hilfe um sie, sechs Stunden nachdem die Angriffe auf sie begonnen hatten, schließlich zu evakuieren. Zwei irische KFOR-Fahrzeuge hatten kurz nach 22 Uhr, also drei Stunden nach Beginn der Angriffe, durch die feindselige Menschenmenge hindurch das Wohngebäude des YU-Programms erreicht, und die irischen KFOR-Soldaten hatten die Menge durch Schüsse in die Luft vorübergehend zerstreut.
Daraufhin hatten die KFOR-Truppen die Kinder und andere besonders gefährdete Personen evakuiert, jedoch nicht die übrigen Bewohner. Ein aus KFOR und UNMIK-Polizei zusammengesetztes Evakuierungsteam wurde anschließend mehrere Male von der kosovo-albanischen Menge zurückgeschlagen und kehrte erst nach 1 Uhr morgens zurück zum Gebäude. Der kosovo-albanische Mob griff die die Serben evakuierenden Fahrzeuge an, bewarf sie mit Steinen und versuchte ihnen den Weg mit umgestürzten Müllcontainern zu versperren.
Eine aufgebrachte Menge von Kosovo-Albanern belagerte am 17. März auch die UN-Hauptquartiere in Priština und hielt dort UN-Personal und Reporter fest.
Die Gewalt gegen Serben und serbische Gebäude in Priština setzte sich am 18. März fort. Am Abend des 18. März griff eine kosovo-albanische Menge aus hauptsächlich jungen Leuten die orthodoxe St.-Nikolai-Kirche (Crkva Sv. Nikole) in der Altstadt an. KPS und italienische UNMIK-Truppen führten eine wirkungslose und unkoordinierte Verteidigung der Kirche durch, wobei italienische UNMIK versehentlich Tränengas auf KPS-Beamte abfeuerte und auch dreimal auf einen KPS-Beamten schossen.
Etwa um 20 Uhr konnte italienische UNMIK die rund 200 Kosovo-Albaner, welche die Kirche umgaben, durch Schüsse in die Luft zerstreuen und begann dann sofort den Priester der Kirche und fünf serbische Häuser in der nahegelegenen Straße zu evakuieren. Nahezu unverzüglich, nachdem die italienische UNMIK abrückte, kehrten die Kosovo-Albaner zurück und brannten die Kirche nieder. In den darauffolgenden Tagen wurden die evakuierten serbischen Häuser zunehmend geplündert und verwüstet.

#### Lipljan
Die Aktionen in Lipljan (alban.: Lipjan, Lipjani, Lypjan oder Lypjani) begannen etwa gegen 16 oder 17 Uhr am 17. März 2004, als große Menschenmengen von Kosovo-Albanern sich an einer höheren Schule in einem Vorort zu versammeln begannen. Anfänglich versuchte die Menge in das serbisch bewohnte Dorf Suvi Do einzudringen, wurde jedoch von der KFOR aufgehalten und wendete sich dann den serbischen Wohngegenden von Lipljan zu.
Die meisten Serben in dem Gebiet von Lipljan leben in neun vollständig serbisch bewohnten Dörfern rund um die Stadt, doch auch in der Stadt selbst gibt es zwei maßgeblich serbisch besiedelte Gebiete: Die ausschließlich serbische Wohngegend Kisa um die serbisch-orthodoxe Kirche herum und die mischbesiedelte serbisch-albanische Wohngegend Bestin. Wie in Priština und Obilić befindet sich auch in Bestin ein Wohngebäude des YU-Programms, das Mitte der 1990er Jahre gebaut worden war, um serbische Flüchtlinge aus Kroatien und Bosnien zu beherbergen, doch nun hauptsächlich von serbischen Binnenflüchtlingen aus dem Kosovo bewohnt war.

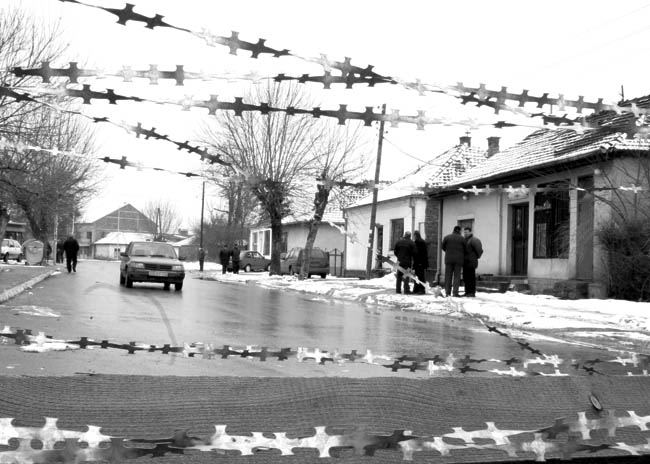
Serben in Lipljan, deren Wohngebiet durch Stacheldraht abgetrennt ist

Obwohl finnische KFOR-Truppen und KPS-Polizeibeamte am 17. März in Kisa anwesend waren, gelang es der kosovo-albanischen Menge die serbischen Häuser und die orthodoxe Kirche im Stadtzentrum von Lipljan anzugreifen und Steine in die Fenster der Gebäude zu werfen. Die kosovo-albanische Menge versuchte, die von finnischen Sicherheitskräften bewachte Kirche zu stürmen, in die sich die serbische Gemeinde zurückgezogen hatte. Nach Angabe des stellvertretenden Bürgermeisters Borivoje Vignjević wurden am 17. März drei Sprengsätze auf die örtliche serbisch-orthodoxe Kirche geworfen (es wurde noch am 17. März gemeldet, dass ein Serbe durch eine Handgranate getötet worden sei). Nach Angabe von Human Rights Watch verhielten sich die KPS-Beamten so lange passiv, bis je eine Handgranate im Kirchhof und im Garten eines benachbarten Hauses detonierten. Fast sofort gingen die KPS-Beamten daran, den orthodoxen Priester und seinen Nachbarn festzunehmen und beschuldigten sie, die Handgranaten selbst geworfen zu haben, obwohl beide aus ihren Wunden bluteten, die sie von den Handgranaten erlitten hatten und obwohl sie den KPS-Polizisten berichteten, dass die Handgranaten aus der kosovo-albanischen Menge geworfen worden seien. Die finnische KFOR erlangte ein gewisses Maß an Kontrolle über Kisa zurück, erleichtert durch den Umstand, dass das komplette Gebiet dauerhaft von Stacheldraht abgesperrt war, und konnte ein Niederbrennen der serbischen Häuser in Kisa in großem Maßstab verhindern.
Noch schlimmeres Ausmaß nahm die Gewalt in dem gemischten Wohngebiet von Bestin an. Nach der Zeugenaussage von Joka Vesić, der in dem Wohngebäude des YU-Programms lebte, war keine KFOR oder UNMIK erschienen, während drei anwesende KPS-Beamte sich passiv verhielten und hinter dem Mob hergingen, welcher sich durch die Hauptstraße, in der auch das Wohngebäude des YU-Programms befand, bewegte und unverzüglich gezielt die in dieser Straße befindlichen serbischen Häuser mit Molotow-Cocktails in Brand setzte, während die mit roten „UÇK“-Schriftzügen markierten albanischen Häuser unbehelligt blieben. Teilnehmer der Gewaltaktion töteten den 54-jährigen Nenad Vesić (am 17. März wurde der Tod von vier Kosovo-Serben gemeldet), als dieser versuchte, mit seiner Familie aus seinem Haus zu fliehen. Nach Angabe seines Cousins, Joka Vesić, der die Tötung von seiner Wohnung in der vierten Etage beobachtete, wurde Nenad Vesić vor den Augen seiner Schwester und seiner Mutter erschossen, als er sein Haus verließ, während zum Zeitpunkt der Erschießung in der Nähe anwesende KPS-Beamte keine Verdächtigen verhafteten. Nach ihren Angriffen auf die serbischen Häuser von Bestin begann der kosovo-albanische Mob das Wohngebäude des YU-Programms anzugreifen. Die Kosovo-Albaner waren nicht in der Lage, die verstärkten Türen des Wohngebäudes zu überwinden, begaben sich in ein danebenstehendes, von Kosovo-Albanern bewohntes Wohngebäude und drangen über dessen Dach in das Wohngebäude des YU-Programms ein.
Zu diesem Zeitpunkt kamen KFOR-Truppen an, um die im Wohngebäude des YU-Programms gefangenen Serben zu evakuieren und brachten sie in die inzwischen gesicherte Wohngegend Kisa. Finnische KFOR evakuierte auch die Serben aus ihren Häusern in der Wohngegend von Bestin und brachte sie in den Hof des Kirchengeländes in Kisa. KFOR-Soldaten versuchten die Serben aus Lipljan zu evakuieren.
Am 18. März brannten kosovo-albanische Brandstifter alle verbliebenen serbischen Häuser in der Wohngegend von Bestin nieder, offenbar unbehindert von KFOR, UNMIK oder KPS. In Lipljan wurden 28 Familienhäuser niedergebrannt. Kosovo-albanische Demonstranten warfen am 18. März Granaten in die Polizeistationen von Lipljan und Obilić und sollen nach Presseberichten versucht haben, ein Kloster im Zentrum von Lipljan in Brand zu setzen. Polizei und Armee evakuierten alle Serben aus der Stadt.
Nach den Ereignissen sollte die serbische Gemeinde 2004 aus Sicherheitsgründen aus dem damit „ethnisch gesäuberten“ Ort in die serbische Exklave Gračanica (alban.: Graçanica oder Graçanicë) umsiedeln.

#### Obilić
In der etwa sieben Kilometer nordwestlich von der Provinzhauptstadt Priština gelegenen Stadt Obilić (alban.: Obiliq) hatten laut einer UNHCR-Schätzung von 1998 vor der NATO-Militärintervention 3.000 Serben (27 Prozent der Bevölkerung) gelebt. Von den mehreren Tausend Serben, die vor dem Kosovokrieg in Obilić gelebt hatten, waren viele in dem größten Energiekraftwerk der Provinz vor Ort beschäftigt gewesen. 41 Prozent der Bevölkerung waren dagegen albanischer Ethnie gewesen und der Rest (etwa 3.500 Seelen) hatte aus sonstigen ethnischen Minderheiten bestanden.
Obwohl die serbische und Roma-Bevölkerung nach der Militärintervention der NATO von 1999 dramatisch gesunken war, blieben noch mehrere Hundert Serben und Roma in Obilić beheimatet. Die verbliebenen Serben lebten in verschiedenen Wohngegenden um Obilić wie in der Wohngegend Todorović, in der Cerska Ulica-Siedlung (Cerska Ulitsa), im Viertel Rudnika Kolonija oder in den Wohngebäuden des YU-Hochhausprogramms, wo vor allem binnenvertriebene Serben aus anderen Dörfern untergebracht worden waren.
Während der Märzausschreitungen von 2004 mussten über 100 serbische Bewohner evakuiert werden (nach anderen Angaben wurden mehr als 550 Serben vertrieben). In dem damit „ethnisch gesäuberten“ Ort hielten sich nach dem 18. März 2004 keine Serben mehr auf.
Eine detaillierte Schilderung der März-Ausschreitungen bietet der Human Rights Watch-Bericht von 2004:
Am 17. März 2004 nahmen von 13 bis 16 Uhr Hunderte von Kosovo-Albanern, meist im Alter von 10 bis 18 Jahren, an einer Demonstration auf der Hauptstraße von Obilić teil, riefen Parolen und warfen Steine auf serbische Häuser. KPS-Polizeibeamte waren zwar während des „Protestmarsches“ anwesend, griffen jedoch nicht in die Aktionen der kosovo-albanischen Menge ein, sondern sorgten lediglich dafür, dass diese auf der Hauptstraße blieb. Die Menge hörte sich mehrere Reden vor dem Gebäude der Stadtverwaltung an und bewarf ein Obilić auf dem Weg nach Priština passierendes, norwegisches KFOR-Kontingent mit Steinen. Ebenso bewarf der Mob das Wohngebäude des YU-Programms in Obilić mit Steinen, das gegenüber von der kombinierten UNMIK- und KPS-Polizeiwache lag und in dem binnenvertriebene Serben lebten. Wiederum unternahmen die KPS-Polizisten keinerlei Versuche, die Menge aufzulösen oder die Gewalt zu beenden. Um 16 Uhr löste sich die Menge, die bis dahin nur begrenzten Schaden an serbischen Häusern verursacht hatte, auf.
Am Morgen des 18. April gingen Schulkinder nach serbischen Zeugenaussagen zunächst wie gewöhnlich um 8 Uhr zur Schule, verließen jedoch nach weniger als einer Stunde wieder alle zusammen mit ihren Lehrern und drei namentlich bekannten, früheren UÇK-Kämpfern die Schule und begannen, die serbisch-orthodoxe Kirche anzugreifen und in Brand zu setzen. Während sie Schwierigkeiten hatten, die überwiegend aus Beton bestehende Kirche in Brand zu setzen, zündeten sie das benachbarte Gebäude des Kirchenverwalters und das von Belgrad finanzierte Coordination Center for Kosovo and Metohija an, bevor sie sich zu der serbischen Wohngegend der erweiterten Todorović-Familie begaben und dort mit Hilfe von Molotow-Cocktails mehrere serbische Häuser niederbrannten. Danach kehrten sie zur orthodoxen Kirche zurück, versuchten abermals sie in Brand zu setzen, griffen das Wohngebäude des YU-Programms an, begaben sich zu den anderen serbischen Gebieten von Obilić, einschließlich der Cerska Ulica-Siedlung und des Wohngebietes Rudnika Kolonija, und fuhren mit dem Niederbrennen von Häusern fort.
Nach serbischen Zeugenaussagen begleitete die KPS-Polizei diese Ausschreitungen, griff jedoch nicht ein, um diese zu verhindern. Laut einiger Zeugenaussagen sollen sich KPS-Beamte auch aktiv am Niederbrennen von serbischen Häusern in der Todorović-Wohngegend und durch Werfen von brennbarem Material in und Molotow-Cocktails auf die serbisch-orthodoxe Kirche an den Ausschreitungen beteiligt haben. Nach Angabe von Human Rights Watch hat die KPS-Polizei keinerlei kosovo-albanische Täter festgenommen, stattdessen aber den 74-jährigen Serben Stojan Arsić innerhalb von Minuten verhaftet, als dieser einen explosiven Gegenstand warf, um kosovo-albanische Gewalttäter davon abzuwehren, die versuchten sein Haus niederzubrennen. Die etwa zehn serbischen KPS-Beamten in Obilić, deren serbischer Kommandeur sich aus Ausbildungsgründen in den USA befand, nahmen nicht an dem Einsatz bei den Ausschreitungen teil. Sie blieben innerhalb der Polizeiwache von Obilić und fürchteten um ihre eigene Sicherheit. Nach Zeugenaussagen waren KFOR- und UNMIK-Truppen im Stadtzentrum während der Ausschreitungen anwesend. KFOR-Truppen waren auch abgestellt, um das Wohngebäude des YU-Programms vor Angriffen zu beschützen, doch unternahmen die UNMIK- und KFOR-Truppen keinerlei Schritte, um die Ausschreitungen selbst zu beenden, sondern beschränkten sich lediglich darauf, bedrängte Serben zu retten. Nach einer serbischen Zeugenaussage sollen sie weder Lautsprecher noch Tränengas oder Gummischosse eingesetzt haben, um die Ausschreitungen der Menge zu beenden.
Schließlich wurden die serbischen und Roma-Bewohner von einer kombinierten Einsatzgruppe aus amerikanischer UNMIK-Polizei, irischer KFOR und einigen KPS-Beamten aus ihren Häusern evakuiert. Als die Serben ihre Häuser oder Wohnungen verließen, waren viele noch unversehrt. Innerhalb der nächsten Tage jedoch wurde Kosovo-Albanern freie Hand gelassen, mit dem Niederbrennen der Häuser fortzufahren und etwa 90 Häuser und 40 Wohnungen in serbischem Besitz zu zerstören sowie die Häuser der Roma zu plündern, die gezwungen worden waren zu flüchten.
Auch im Jahr 2008 noch sollen lediglich zwei ältere serbische Paare unter NATO-Schutz in Obilić gelebt haben. Laut Aussage eines serbischen Binnenflüchtlings sollen in Obilić vor dem NATO-Luftkrieg von 1999 6.000 Serben gelebt haben, von denen 2004 noch 1.000 im Ort gewesen seien, die alle während der März-Ausschreitungen 2004 vertrieben worden seien. 40 Serben seien von der NATO in den Ort zurückgebracht worden, damit die Standards der Europäischen Union für eine multiethnische Stadt erfüllt seien.

#### Kosovo Polje
In Kosovo Polje (alban.: Fushë Kosova), etwa acht Kilometer südwestlich von Priština, wo vor dem Kosovo-Konflikt annähernd ein Viertel der Bevölkerung, fast 6.000, Kosovo-Serben waren, hatten nach dem Kosovokrieg von 1999 die meisten Serben und anderen Minderheiten den Ort in die nahegelegenen serbischen Dörfer Ugljare (alban.: Uglar), Kuzmin und Batuse verlassen. In der großen Stadt kamen nur „einer Handvoll“ UNMIK-Polizisten und keine Angehörige der KFOR den bedrängten Serben zu Hilfe und überließen es einigen Dutzend KPS-Polizisten, die mehr als 100 über die Stadt verstreuten serbischen Familien zu beschützen. Als die kosovo-albanische Menge die serbischen Häuser systematisch in Kosovo Polje niederbrannte, zeigten UNMIK und KFOR nirgendwo Präsenz im Ort. Anders als in anderen Städten, wo die Serben dazu tendierten in eng verbundener Nachbarschaft zu leben, waren die noch etwa serbisch bewohnten 100 Häuser in Kosovo Polje stärker zerstreut und die Serben lebten hier Seite an Seite mit ihren kosovo-albanischen Nachbarn. Es sollen während der März-Ausschreitungen 200 Serben aus Kosovo Polje vertrieben worden sein.
Eine detaillierte Schilderung der Abläufe während der Märzausschreitungen vor Ort findet sich unter anderem im Human Rights Watch-Bericht von 2004:
Ab dem frühen Nachmittag des 17. März bildete sich eine rasch anwachsende Menge von per Wagen und Bussen in Kosovo Polje ankommenden kosovo-albanische Extremisten aus der nahegelegenen Drenica-Region, dem Ursprungsort und der Hochburg der UÇK und allgemein des kosovo-albanischen Nationalismus', der sich bald viele kosovo-albanische Einwohner aus Kosovo Polje anschlossen, insbesondere zwischen 14 und 20 Jahre alte Jugendliche. Noch am frühen Nachmittag erreichte die Menge eine Anzahl von mehreren Tausend Menschen und versammelte sich vor dem serbischen Krankenhaus und der nahegelegenen St.-Sava-Schule in Kosovo Polje, die sie in Brand setzen und völlig zerstörten.
Darauf schwärmten sie in die näheren Nachbarschaften aus und machten sorgfältig die zwischen den kosovo-albanischen Häusern zerstreut liegenden serbischen Häuser aus, plünderten sie und setzten sie in Brand.
KFOR-Truppen ließen sich während der gesamten Ausschreitungen nicht sehen, waren also entweder abwesend oder blieben untätig. Viele der UNMIK-Polizisten waren nicht verfügbar, zumal ihre Hilfe auch aus Čaglavica erbeten wurde. Von den 55 im Ort tätigen KPS-Beamten hatten sich nur wenige Dutzend zum Einsatz gemeldet, unterstützt von „einer Handvoll“ UNMIK-Beamten. Tränengas, Gummigeschosse oder Schutzausrüstung stand dem KPS nach eigener Angabe nicht zur Verfügung. Die Diensterfüllung des KPS variierte in Kosovo Polje stark. Einige wenige der örtlichen KPS-Beamten, unter denen sich auch einige ethnische Serben befanden, versuchten die Menge von den Angriffen der serbischen Häuser abzuhalten und die Serben zu evakuieren, als die Situation zu schlimm wurde. Viele andere KPS-Beamte blieben dagegen tatenlos stehen und weigerten sich, gegen die Gewalt einzuschreiten. In einigen Fällen haben KPS-Beamte möglicherweise aktiv an der Gewalt teilgenommen wie im Fall von Dušan Arsić, dessen Haus nach seinen Angaben von einem KPS-Polizisten in Brand gesetzt worden sein soll.
Ein älterer Serbe, Zlatibor Trajković, wurde durch Prügel tödlich verletzt, mit Benzin übergossen und bei noch lebendigem Leibe vor dem Krankenhaus zu Tode verbrannt. Die serbische Gemeinschaft in Kosovo Polje wurde vollständig zerstört: jedes einzelne serbische Haus und nahezu jede serbische Einrichtung in der für ihre lebhafte serbische Gemeinschaft bekannten Stadt wurde niedergebrannt. Insgesamt sind mindestens 100 serbische Häuser – zusammen mit den Roma-Häusern über 100 – niedergebrannt worden sein. Neben den Häusern von serbischen Einwohnern wurden am 17. März unter anderem das serbische bzw. russische Krankenhaus, beide orthodoxe Kirchen, die serbische St. Sava-Schule und das Hauptpostamt niedergebrannt. Das Hauptpostamt war eines der wenigen in Betrieb befindlichen multiethnischen im Kosovo, wurde jedoch von kosovo-albanischer Seite als einer der wenigen Plätze gehasst, wo sie ihre jugoslawischen Pässe erneuern konnten (trotz der nach der NATO-Militärintervention von 1999 geschwundenen serbischen Bevölkerung war das historisch durch die Schlacht auf dem Amselfeld von 1389 für die serbisch-abendländische Identität und nationale Mythologie (Kosovo- oder Amselfeldmythos) besonders symbolträchtige Kosovo Polje (deutsch: „Amselfeld“) ein wichtiges Verwaltungszentrum der Landeshauptstadt Belgrad geblieben).
Am Morgen des 18. März wurde eine britische KFOR-Einheit mit Straßenkampferfahrung aus ihrem Stützpunkt im Vereinigten Königreich mobilisiert, die noch am selben Abend Streife durch die Straßen von Kosovo Polje fuhr. Der Kommandeur der Einheit, Major Carew Hatherley, erklärte, dass seine Einheit die kosovo-albanische Menge hätte kontrollieren können, wenn sie rechtzeitig an den Ort geführt worden wäre.
Laut Human Rights Watch verfolgten die Täter die Vertreibung von Minderheiten mit „klinischer Genauigkeit“, da nicht nur die Wohnhäuser, sondern auch gezielt die serbische Infrastruktur (Schulen, Krankenstationen) zerstört wurde, im Besitz von Albanern befindliche Gebäude aber nicht angerührt wurden.
Nach den Pogromen von 2004 neu errichtete Häuser wurden später erneut zerstört.

#### Podujevo
Leute innerhalb einer in Podujevo (alban.: Podujeva oder Podujevë) am 17. März vom örtlichen „Kriegsverband“ versammelten Menge agitierten dafür, dass sich alle nach Kosovska Mitrovica begeben sollten. Dies wurde jedoch scheinbar von den Protestorganisatoren verhindert.
Die Organisation der Demonstration am 18. März erfolgte anonymer als am vorigen Tag. Flugblätter wurden ausgehängt und an Hauptstraßenverbindungen und in Schulen ausgelegt. Zur Mittagszeit versammelte sich eine Menge und beschloss zur serbischen Grenze nach Merdare zu marschieren. Mitglieder der örtlichen war associations (Kriegsverbände) und KPS-Beamte versuchten die Menge fortzuleiten und zu überzeugen, keinen solch provokanten und gefährlichen Schritt zu unternehmen. Der Mob richtete seinen Zorn dann stattdessen auf die serbisch-orthodoxe Kirche in Podujevo. Einer die Kirche bewachenden Abteilung tschechischer und slowakischer Truppen wurde der Rückzug befohlen, als der Mob von 500 Kosovo-Albanern die äußere Mauer durchbrach. Der Mob brach in die Kirche ein, zerstörte so viel wie möglich und errichtete aus den Trümmern außerhalb der Kirche ein Freudenfeuer, einschließlich des Kommunikationszentrums der KFOR-Soldaten. Die kosovo-albanische Menge schändete den Friedhof und schleifte die 1.200 kg schwere Kirchenglocke in ein nahegelegenes Haus fort, angeblich im Glauben, diese für viel Geld verkaufen zu können. Der aus der Kirche aufsteigende Rauch war Berichten zufolge bis nach Serbien bei Merdare sichtbar.

### Verantwortungsbereich der Multinational Brigade Southwest
Alternierende Leadnation: Deutschland/Italien (März 2004: Italien) – truppenstellende Nationen waren neben Italien und Deutschland auch Argentinien, Aserbaidschan, Bulgarien, Georgien, Österreich, Ungarn, Rumänien, die Schweiz, Slowenien, Spanien und die Türkei

#### Belo Polje
Belo Polje, ein kleines Dorf im südlichen Außenbereich von Peć, war ein Pilotprojekt zur Wiedererrichtung einer multiethnischen Gemeinschaft und Anerkennung des serbischen Rechts auf Rückkehr in ihre früheren Häuser und Dörfer, von denen viele seit Generationen von ihren Vorfahren bewohnt waren. Vor der Ankunft der italienischen KFOR-Truppen 1999 lebten mehr als 300 serbische Familien im Dorf, nach anderen Angaben etwa 1800 Serben, die unmittelbar nach Ende des Kosovokrieges alle nach Serbien und Montenegro flohen, nachdem mehrere von Personen aus dem Dorf ermordet worden waren. Nach langwierigen Verhandlungen mit UNMIK, KFOR und der provisorischen Kosovo-Regierung (PISG = Provisional Institutions of Self-Government) wurde im Juli 2003 zugestimmt, dass im Dorf 25 Häuser wiedererrichtet werden und 35 Serben kehrten zurück in das Dorf. Das Dorf wurde wegen der Nähe zu dem lediglich einen Kilometer entfernten italienischen Hauptstützpunkt Villagio Italia als sicher erachtet.

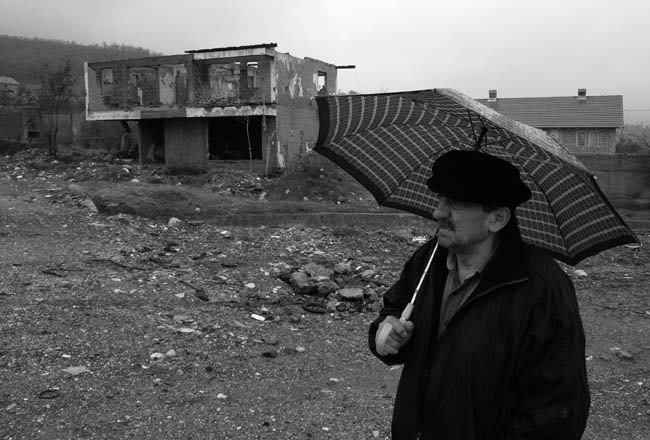
Ethnisch-serbischer Rückkehrer vor völlig zerstörtem Haus im Dorf Belo Polje bei Peć

Am 17. März 2004 drängten einige KPS-Polizisten um 14:30 Uhr die Dorfbewohner und eine an diesem Tage dort befindliche serbische Besuchergruppe dazu, vor einer großen sich dem Dorf nähernden Menge albanischer Ethnie Schutz in der neu gebauten orthodoxen Kirche zu suchen. Die Menge ethnischer Albaner hatte sich im Zentrum von Peć versammelt und war von mehreren hundert auf Tausende angewachsen, als Protestführer Megaphone benutzten, um weitere Mengen zum Anschluss zu drängen. Die Menge marschierte zuerst zu den örtlichen UNMIK- und Gemeindegebäuden und dann nach Belo Polje. Doch die große Masse tausender von ethnischen Albanern, die aus Peć (alban.: Peja) anmarschierten, wurden nicht erfolgreich durch italienische KFOR und internationale UNMIK-Polizei davon zurückgehalten, die 32 für serbische Binnenflüchtlings-Rückkehrer gebauten Häuser niederzubrennen. Trotz der geringen Entfernung des dem Dorf fast angrenzenden italienischen KFOR-Hauptstützpunktes reagierten weniger als 100 italienische KFOR-Soldaten auf die Krisensituation in Belo Polje.
Die Rückkehrer, zu denen etwa 20 Familien gehörten, hatten in der Kirche Bogorodičinog Vavedenja Unterschlupf gefunden, wo sie von den versammelten Albanern mit Steinen beworfen sein sollen. Die KFOR-Kräfte sicherten die Kirche ab, während die serbischen Häuser im Dorf brannten. Die italienischen KFOR-Soldaten lehnten es ab, sich den bedrängten und in der Kirche Schutz suchenden Serben mit ihren Fahrzeugen zu nähern und zwangen stattdessen die Kosovo-Serben, mehr als 150 Meter durch die feindselige Gasse eines Mobs junger Kosovo-Albaner zu laufen, der sie mit Messern und Steinen attackierte, bevor die KFOR die Serben aus Belo Polje evakuierte. Eine Gruppe von zehn oder 15 UNMIK-Polizisten, die meisten Amerikaner, hatten einen Kordon bilden müssen, um zu versuchen, die flüchtenden Serben zu schützen, als diese die feindselige Menge durchquerten. Bei den Attacken der ethnisch albanischen Menge auf die fliehenden Serben wurden mehrere Serben durch Messerstiche oder Steinwürfe verletzt. Erst die Erschießung eines der albanischen Angreifer – nach serbischen Zeugenaussagen ein Messerstecher, der im Begriff war einen Jungen anzugreifen – durch eine amerikanische UNMIK-Polizistin beendete den Angriff. Nach Aussagen italienischer Soldaten und Binnenvertriebener in der italienischen Basis Villagio Italia wären die flüchtenden Serben im Freien ergriffen und möglicherweise getötet worden, wenn die UNMIK-Polizistin nicht einen Aufrührer erschossen und dem Mob somit vorübergehend Einhalt geboten hätte. Auch einige italienische Soldaten sollen bei den Auseinandersetzungen mit den kosovo-albanischen Extremisten verletzt worden sein.
Die Evakuierung der serbischen Bevölkerung durch die italienischen Truppen am 17. März soll nach Peć erfolgt sein in die nahegelegene italienische KFOR-Basis Villagio Italia. Elf der 34 Evakuierten benötigten wegen ihrer Verletzungen Erste-Hilfe-Behandlung. Drei schwer verletzte Serben mussten in das Krankenhaus in Prizren eingewiesen werden.
Nach serbischen Zeugenangaben sollen zwischen 50 und 100 KPS-Polizisten albanischer Ethnie vor Ort gewesen sein, die sich geweigert hätten, ihre Pflicht zu tun. Am nächsten Tag, den 18. März, führte Ali Lajci, der Gemeindevorsitzende von Peć der LDK eine umfangreiche Menge ethnischer Albaner von Peć nach Belo Polje, wo er und andere kosovarische Offizielle Blumen an dem Ort niederlegten, wo der messerstechende Angreifer von der UNMIK-Polizei am vorigen Tag erschossen worden war.
Das Dorf wurde mitsamt seiner Ende 2003 teilweise restaurierte Kirche und allen wiederaufgebauten Häusern der serbischen Rückkehrer am 17. März in Brand gesetzt, alle serbischen Häuser brannten dabei völlig nieder.
Im Jahr 2008 sollen nur 27 Serben, ohne eigene Schule, Postamt, Gesundheitseinrichtung oder Geschäfte, in dem Ort gelebt haben.

#### Peć
Die in der mehrheitlich albanisch bewohnten Stadt Peć verbliebenen Serben befanden sich am 17. März in einer besonders schwierigen Lage.
Etwa um die Mittagszeit versammelten sich am 17. März einige Leute im Stadtzentrum. Ein Megaphon wurde verwendet, um weitere hinzuzurufen und die Menge wuchs schnell von etwa 100 auf mehrere tausend Menschen an. Die kosovo-albanische Menge marschierte dem UNMIK- und Gemeindehaus entgegen und griff dann das Dorf Belo Polje an. In Peć selbst griff eine andere Menge UNMIK-Fahrzeuge und das UNMIK-Gebäude an. Eine weitere Welle von Anschlägen brach nach den Abendnachrichten aus, in denen die Angriffe auf UNMIK an anderen Orten im Kosovo gezeigt wurden.

#### Grabac
Aus dem Dorf Grabac (Gemeinde Klina) (alban. auch Klinë) sollen nach Augenzeugenberichten während der Ausschreitungen 20 serbische Familien gegen ihren Willen unter Anwendung von Gewalt und unter Zurücklassung von Besitz und Vieh durch italienische Soldaten über Biča (Gemeinde Klina) und dort per Helikopter in die serbische Enklave Osojane (Gemeinde Istok) evakuiert worden sein, wo seit dem 13. August 2001 wieder 100 serbische Rückkehrer lebten. In den Rückkehrer-Dörfern Biča, Grabac und Osojane sollen die Albaner später (im Juni) mehrmals das Feuer auf die Serben eröffnet haben, doch sollen die Dörfer weiter unter dem Schutz der KFOR geblieben sein.

#### Prizren und Erzengelkloster bei Prizren

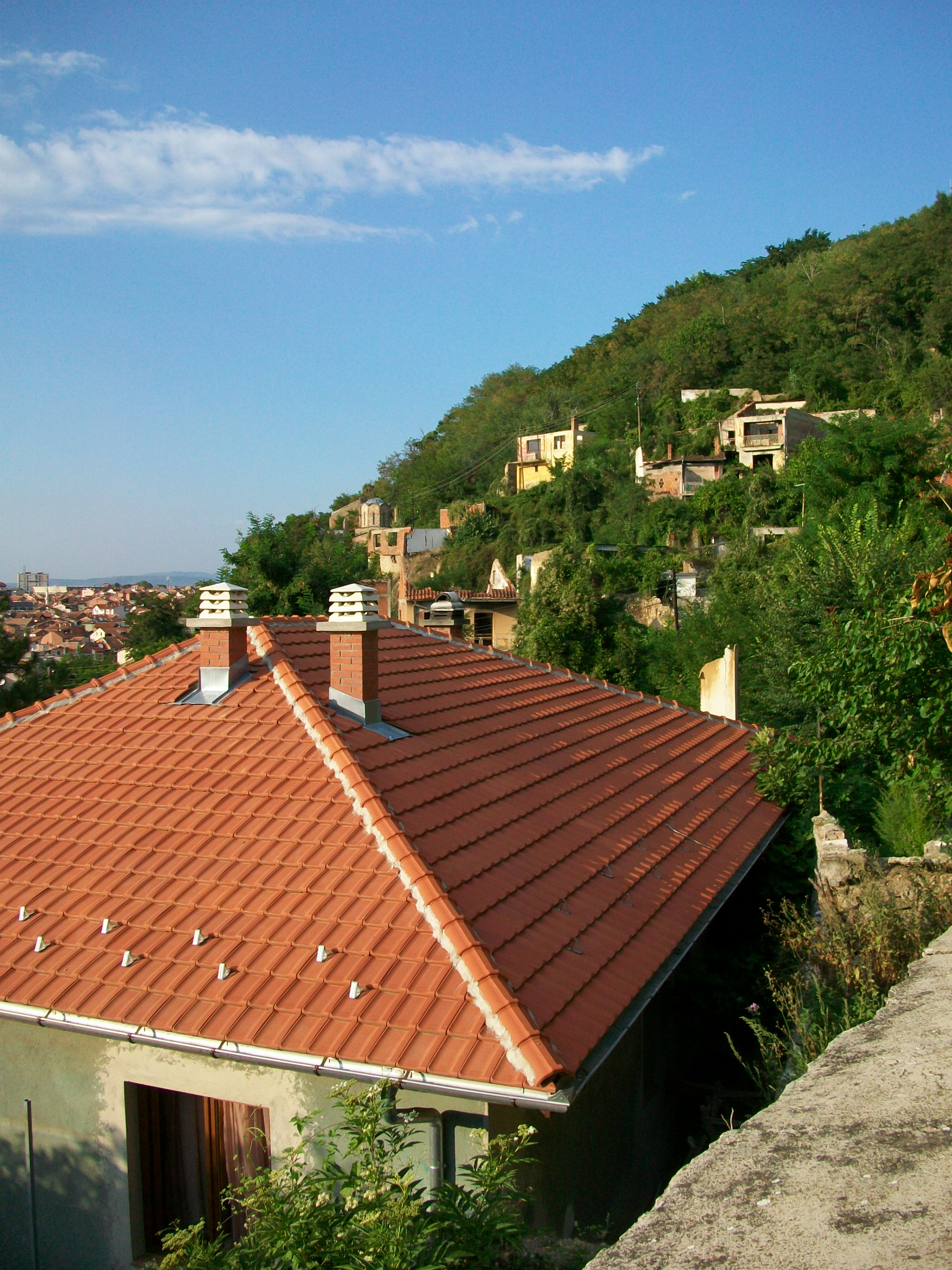
Einige Jahre nach den Pogromen vom März 2004: vorn im Bild ein neu gedecktes Dach, im Hintergrund völlig zerstörte Häuser des Serbenviertels und die Erlöserkirche in Prizren

In Prizren, einer der einst kulturell und ethnisch vielfältigsten Städte im Kosovo, war die serbische Bevölkerung aufgrund der unsicheren Situation für die Minderheit von fast 9.000 vor dem Krieg (nach anderen Angaben lebten dort 20.000 Serben vor dem NATO-Einmarsch) auf lediglich 36 im Jahr 2003 gefallen. Sämtliche 36 verbliebene Serben im Stadtkern Prizrens (nach anderen Angaben 60) wurden während der Märzausschreitungen von 2004 laut einem Bericht von Human Rights Watch aus ihren Häusern regelrecht „ausgeräuchert“, womit Prizren zu einem „serbenfreien“ Ort wurde. Nach anderen Angaben sollen von mehreren Hundert Serben, die vor dem Krieg in Prizren gelebt haben sollen, 2010 nur etwa 20 zurückgekehrt oder geblieben sein.
Als das Seminar der serbischen Kirche im Süden der Stadt am 17. März angegriffen und in Brand gesetzt wurde, verbrannten nicht bekannt gewordene Täter auch einen Serben in den Räumlichkeiten des Seminars. In Prizren weigerten sich deutsche KFOR-Kommandeure, der Bitte um Hilfe von ihren internationalen UNMIK-Polizeikollegen Beachtung zu schenken. Obwohl sie von ihnen zu Hilfe gerufen wurden, fuhren die deutschen KFOR-Truppen in Prizren nicht zum Schutz der serbischen Bevölkerung und der vielen historischen serbisch-orthodoxen Kirchen aus. Mobs albanischer Ethnie zerstörten derweil ungehindert alle verbliebenen Reste der jahrhundertealten serbischen Präsenz in der Stadt, einschließlich mehrerer aus dem 14. Jahrhundert stammenden Sakralgebäude, und machten alle verbliebenen Serben in Prizren obdachlos. Später wurden deutsche KFOR-Kommandeure für ihr Verhalten während der März-Pogrome 2004 von ihren internationalen UNMIK-Polizeikollegen der Feigheit beschuldigt. Der zögerliche und zurückhaltende Bundeswehreinsatz in Prizren im Bereich der „Multinationale Brigade Südwest“ oder MNB(SW) mit Sitz in Prizren (später „Multinationale Task Forces Süd“ oder MNTF S beziehungsweise „Multinational Battlegroup Süd“), die zu großen Teilen aus deutschen Soldaten bestand, wurde heftig kritisiert, als es dort zu den schweren Ausschreitungen kam und viele Häuser des serbischen Viertels in Prizren nach dem Kosovokrieg zum zweiten Mal niederbrannten. Dagegen sprach der Bundesverteidigungsminister Karl-Theodor zu Guttenberg noch bei seinem Besuch im Jahr 2010 von einer „Erfolgsgeschichte“.
Ein detaillierter Ablauf der Ereignisse in Prizren mit einer Schilderung des Verhaltens der deutschen KFOR wurde im Spiegel gegeben:

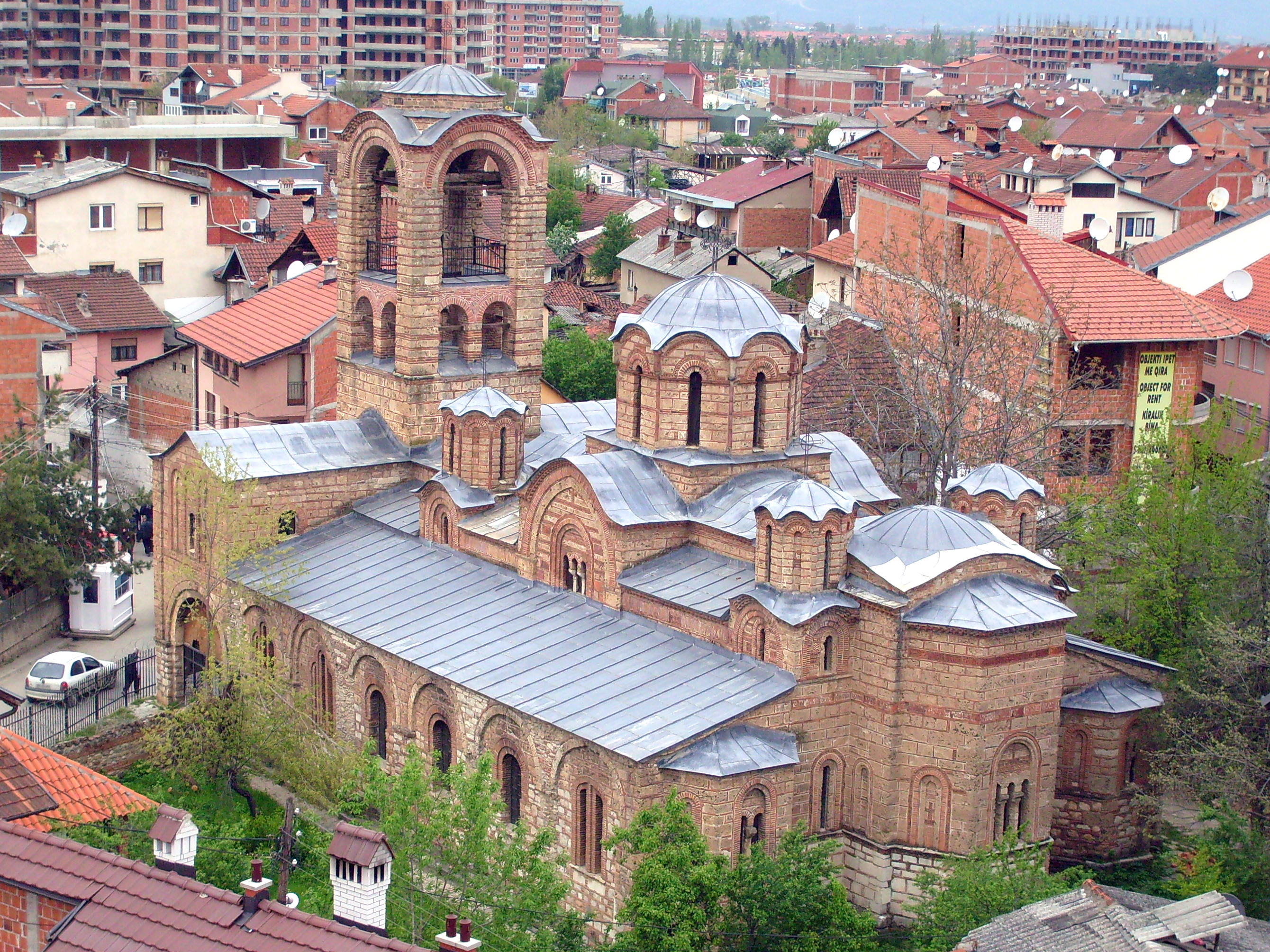
Muttergotteskirche Ljeviška in Prizren: Der am 17. März 2004 gelegte Brand in dem seit 2006 als gefährdet eingestuften Weltkulturerbe zerstörte bedeutende Fresken aus dem 12. oder 13. Jh.

In Prizren marschierten am 17. März laut Einsatzbericht deutscher Polizisten etwa 1000 Demonstranten durch das Zentrum und skandierten „UÇK – UÇK“ und „UNMIK – armik“ („UNMIK ist der Feind“). Menschen aus umliegenden Dörfern strömten hinzu. An der Spitze des Zuges, der sich etwa zur Mittagszeit formiert hatte, befand sich ein Team des kosovo-albanischen Fernsehsenders TV Besa, der bereits am Vortag die Stimmung stark angeheizt hatte. Die Fernsehcrew soll den „Demonstranten“ die Marschrichtung vorgegeben und – laut Angabe des kosovo-albanischen Menschenrechtsaktivisten Bashkim Hisari – auch die „Chaoten“ gegen Klöster und Kirchen geführt haben.
Als einige Demonstranten Fenster und Türen zerschlugen und Feuer legten, griff niemand ein. Mehrfach rief Hisari in der Bundeswehrkaserne an.
Die (serbische) Theologische Fakultät der Universität wurde unter dem Beifall der Bevölkerung in Brand gesetzt, Steine flogen gegen die Zivilverwaltung, Autos wurden demoliert. Im Gebäude des ehemaligen Priesterseminars verbrannte ein Serbe. Das von Peter Struck (SPD) geführte Bundesverteidigungsministerium sollte den Tod des Serben im März 2004 jedoch abstreiten und ihn erst weit später unter Auslösung einer Affäre zugeben. Der gesamte Komplex des theologischen Seminars St. Kyrill und Method, der eine kleine Gemeinschaft von Serben beherbergte, wurde niedergebrannt und verwüstet. Die KFOR wurde nicht gesichtet, obwohl besorgte Augenzeugen mehrmals die deutschen Offiziere telefonisch zum Eingreifen aufgefordert hatten. Erst als die Flammen auch auf die umliegenden Häuser überzugreifen drohten, näherten sich gegen 17 Uhr Spezialeinheiten der argentinischen UNO-Polizei, unter Wahrung eines Sicherheitsabstands von 300 Metern. Auf ihren Versuch, die Menge mit Tränengas aufzulösen, wurden sie mit Steinen und Flaschen beworfen, ließen Schlagstöcke und Schutzschilde fallen und flohen. Das vor Ort befindliche Löschfahrzeug wurde, bevor die Feuerwehrmannschaft die Löscharbeit aufgenommen hatte, von den Randalierern geraubt und mit gehisster albanischer Flagge zum UNMIK-Gebäude gefahren. Erst als die Randalierer auch dort mehrere Fenster eingeschlagen hatten, erschien die deutsche KFOR und fuhr mit sechs gepanzerten Fahrzeugen vor dem Gebäude vor. Auf das Erscheinen des Militärs zog der Mob weiter, ohne an seinem Zerstörungsmarsch gehindert zu werden.

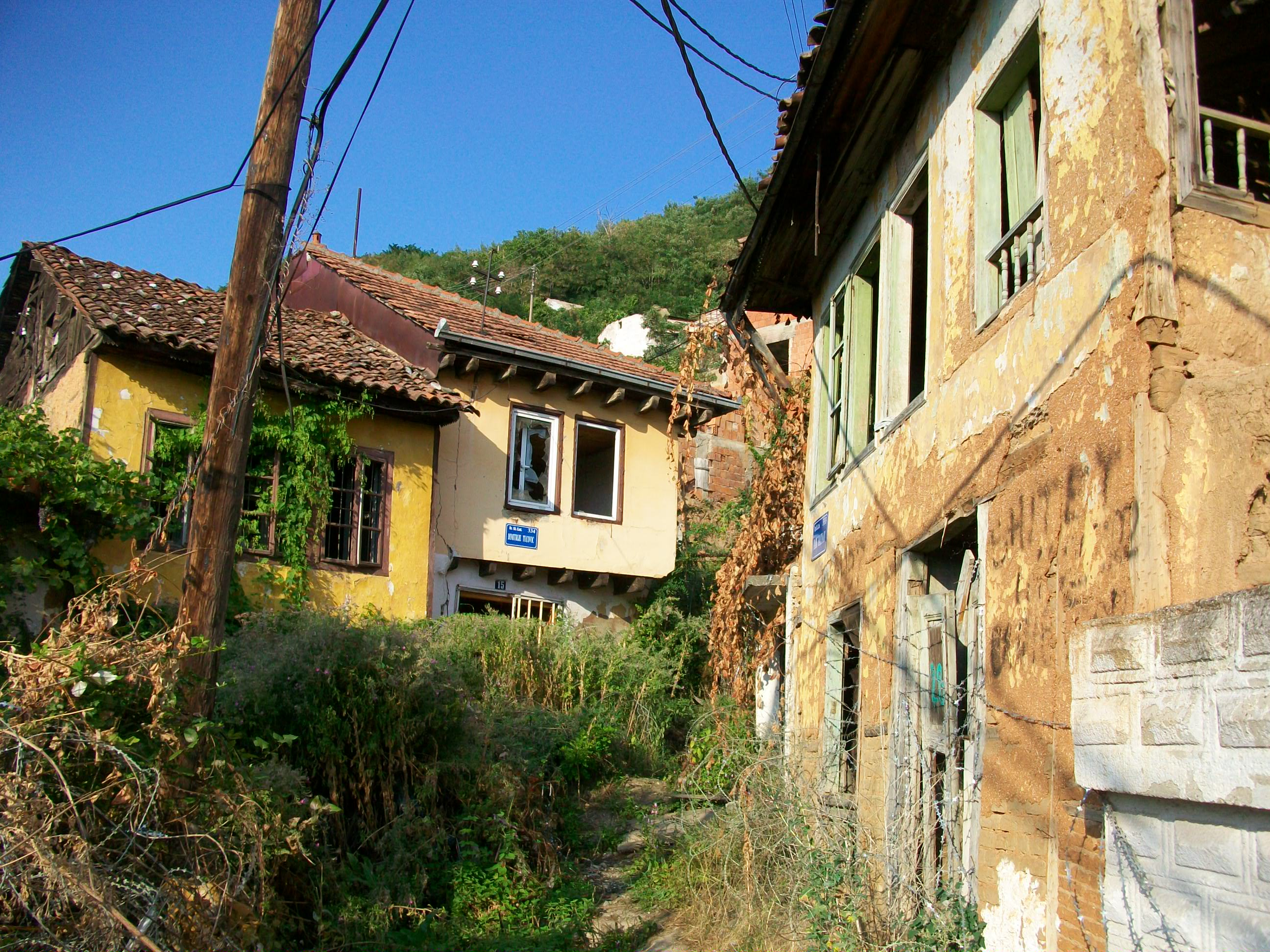
„KFOR-Area“: Mit Stacheldraht bewehrte, verlassene Altstadthäuser im zerstörten serbischen Viertel nahe der nordöstlich darüber liegenden Festung von Kaljaja in Prizren (Aufnahme: 2009, Mark-Kaçinari-Straße, Ecke Dimitrije-Tucovic-Straße)

Um 17:30 Uhr brannten die ersten Häuser in der Altstadt. Zwischen 18 und 21 Uhr randalierte der Mob in der Altstadt am Hang unterhalb der byzantinischen Festungsruine von Kaljaja. Die Häuser serbischer Flüchtlinge wurden angezündet.

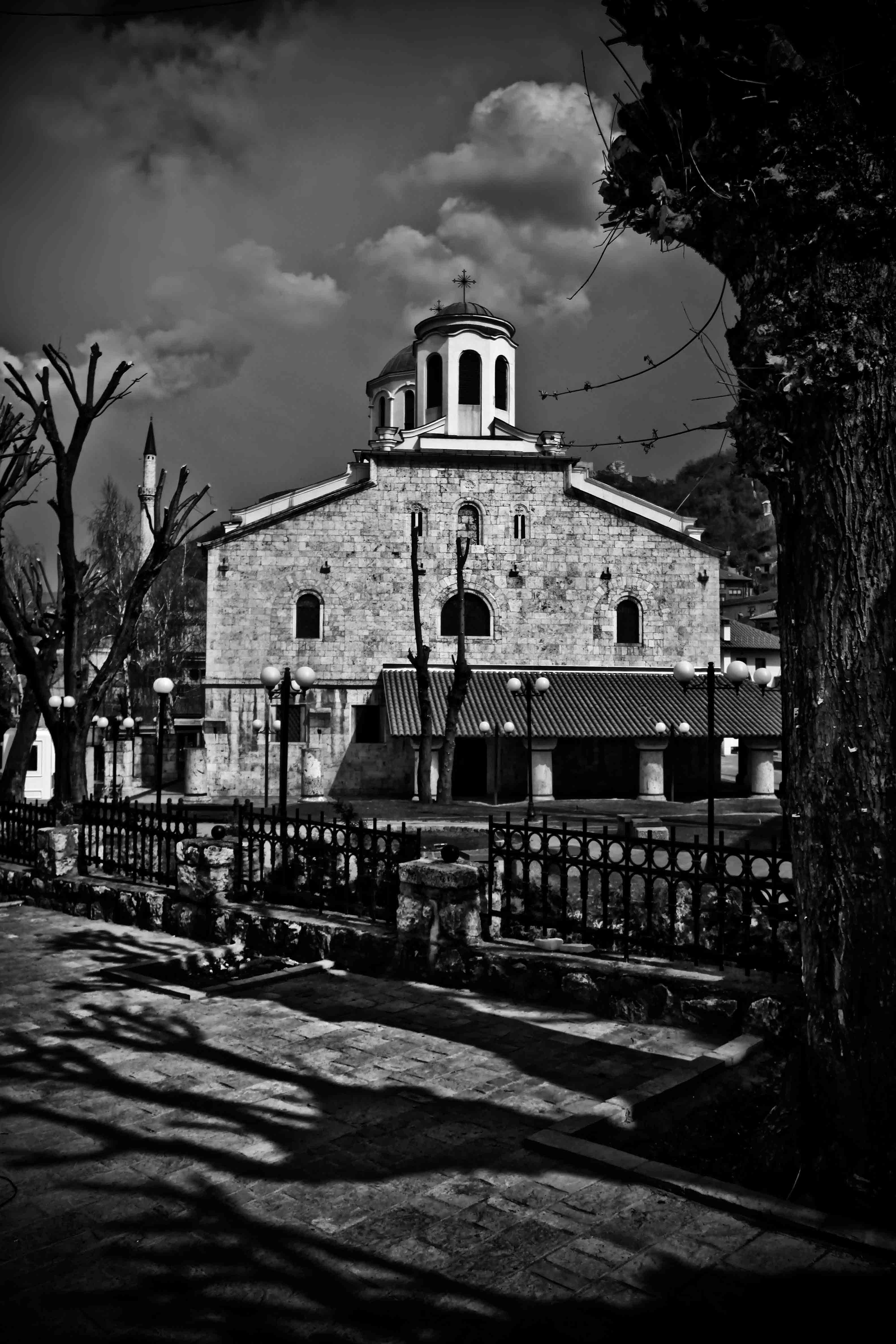
St. Georgs-Kathedrale in Prizren: samt der reichen Kunstschätze im März 2004 fast völlig zerstört, wurde die Kathedrale neu errichtet

Die Aggression der kosovo-albanischen Menge richtete sich nun gegen die St. Georgs-Kathedrale. Der Zug deutscher KFOR-Soldaten, der hinter den ringsum errichteten Sandsackbarrikaden diese serbische Kirche bewachte, versuchte keine Verteidigung des Gebäudes, sondern flüchtete mit Geistlichen und den verbliebenen Serben in eine Kaserne. Die Demonstranten applaudierten, räucherten die Kirche aus und setzen 56 Häuser sowie schließlich auch die dem Bürgermeisteramt nahegelegene, orthodoxe Muttergotteskirche Ljeviška in Brand.
Der deutsche Kontingentführer, Oberst Dieter Hintelmann, begründete später die Tatenlosigkeit des deutschen Truppenkommandos gegenüber dem rasenden kosovo-albanischen Mob mit der Anwesenheit von Kindern in der randalierenden Menge: „Ich kann doch nicht auf eine Menschenmenge schießen lassen, in der sich auch Kinder befanden“. Eine Kompanie, die er zur Unterstützung in Marsch gesetzt hatte, sei in der aufgeregten Menschenmenge „steckengeblieben“. Das Einsatzführungskommando in Potsdam betonte später, dass die Bundeswehr nicht für „Objektschutz“ im Kosovo zuständig sei und nur in „Notwehr“ schieße. Der in Prizren verbrannte Serbe fand in der Öffentlichkeit indes keine Erwähnung. Stattdessen behauptete ein Sprecher des Einsatzführungskommandos in Potsdam: „Kern unserer Hauptaufgabe ist es, Menschenleben zu schützen“, und in der Presse wurde berichtet, es seien insgesamt zehn UNO-Mitarbeiter aus einem brennenden Haus gerettet worden und 39 Serben zu ihrem Schutz im deutschen Feldlager untergebracht worden, unter ihnen auch eine Gruppe von Mönchen. In den Medien wurde zur Verteidigung der deutschen Bundeswehrtaktik die unzutreffende Behauptung angeführt, dass „von den Opfern kein einziges im deutschen Sektor“ gestorben sei.

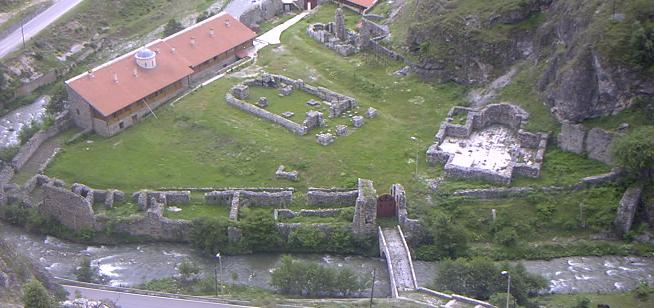
Das Erzengelkloster mit der bedeutenden Ausgrabungsstätte und der schmalen Bistricabrücke auf einer Luftbildaufnahme zwei Jahre vor der Zerstörung

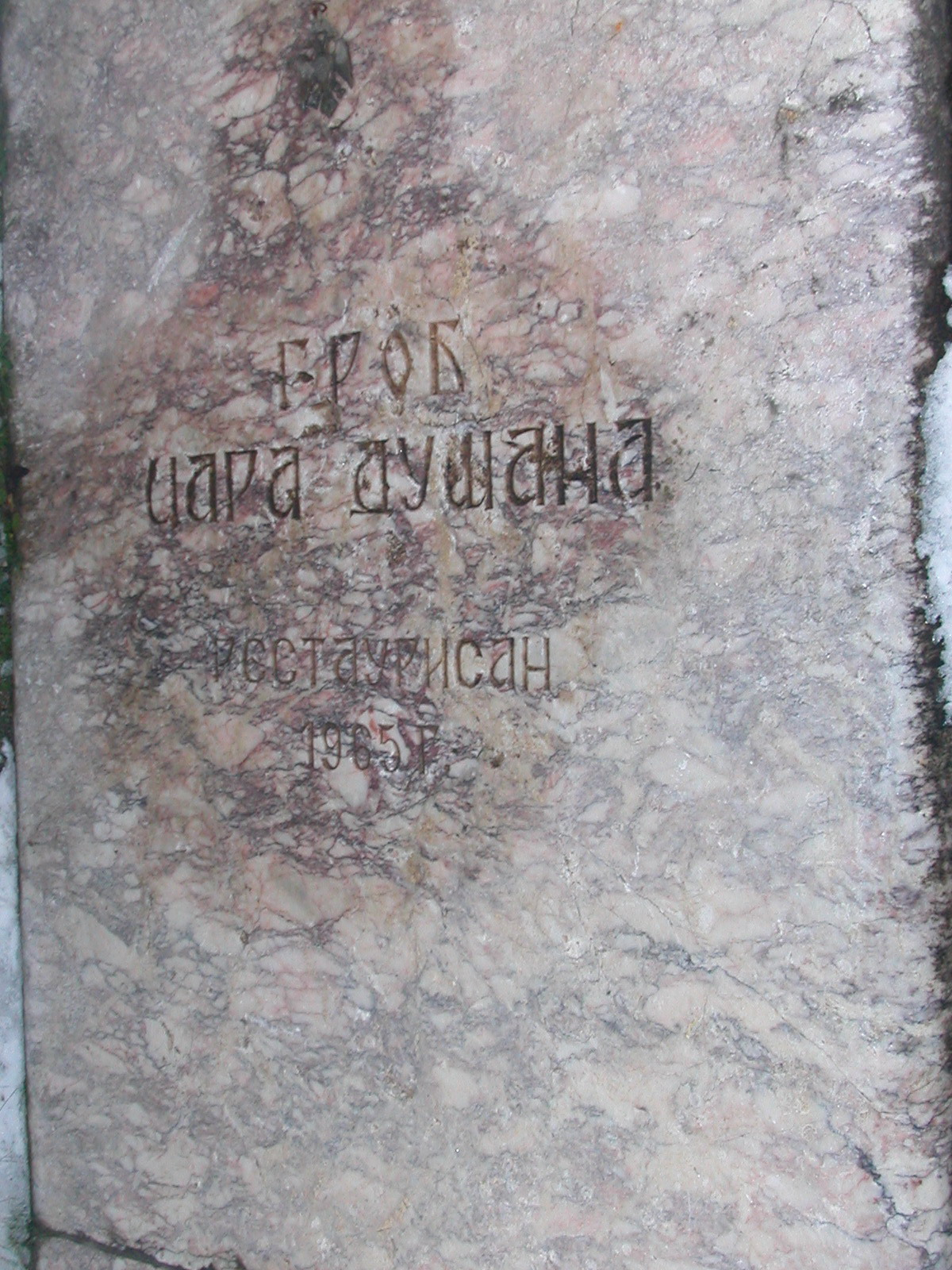
Das am 17. März 2004 im Erzengelkloster aufgebrochene Grabmal Stefan Dušans aus dem 14. Jh., als im Kosovo neben Serben auch Albaner, Walachen und „Sachsen“ (bis 1991 nachgewiesen) lebten, denen unter den Osmanen Roma, Türken, Juden und Tscherkessen folgten.

Einige Extremisten zogen weiter zu dem in seinen ältesten Teilen im 14. Jahrhundert erbauten Erzengelkloster an der Bistrica im Außenbereich von Prizren, an dem die deutsche Bundeswehr mit 19 Soldaten unter Hauptfeldwebel Udo Wambach stationiert war, die aber den etwa drei Meter schmalen Zufahrtsweg nicht gegen die zu Fuß gehenden Demonstranten mit Panzern oder gepanzerten Mannschaftstransportwagen blockierte, von denen nach Ansicht der Mönche zwei oder drei ausgereicht hätten. Die je nach Angabe etwa 60 oder 200 Demonstranten sendeten Boten mit weißer Fahne zu den Deutschen und versicherten, ihnen werde kein Leid geschehen, denn sie würden „lediglich“ das Kloster niederbrennen wollen. Die KFOR-Bewacher setzten daraufhin sechs Mönche und zwei Besucher in ihre gepanzerten Fahrzeuge und verließen damit den Ort, worauf das Kloster niedergebrannt wurde. Wambach wurde Mitte April für seine „hervorragende Einzeltat“ bei einem Prizren-Besuch von dem Verteidigungs-Staatssekretär Walter Kolbow (SPD) ausdrücklich belobigt. Er habe, so die Würdigung, „durch umsichtiges Verhalten, mutiges Verhandeln eine Eskalation der Gewalt vermieden, Blutvergießen verhindert und die ihm anvertrauten Menschenleben geschützt“.
Nachdem sämtliche serbische Einrichtungen zerstört wurden, richteten sich die Aktionen des Mobs am 18. März gegen 12.30 Uhr gegen die Stadtverwaltung, die UNO-Zivilverwaltung und die beiden Polizeistationen. Um 15 Uhr wurde zunächst die Polizeiwache in der Innenstadt mit Steinen angegriffen. Hilferufe an die KFOR blieben erfolglos. Autos wurden umgeworfen, KFOR-Soldaten erschienen jedoch nicht. Darauf wurde das einen Kilometer weiter gelegene Polizeihauptquartier angegriffen. Polizisten aus verschiedenen Nationen, auch deutsche, waren einem anhaltenden Beschuss mit Steinen sowie Molotow-Cocktails, die von der nahen Tankstelle nachgeliefert wurden, ausgesetzt. Schüsse fielen. Die Polizeibeamten „flehten“ um Hilfe, doch erschienen trotz Zusage keine KFOR-Soldaten am Ort. Es wurde lediglich ein Militärauto auf einem nahen Hügel zur Beobachtung postiert. Erst als die Randalierer in den Hof des UNMIK-Gebäudes Granaten warfen, griff die deutsche KFOR-Truppe ein und schickte gepanzerte Fahrzeuge, worauf sich die Situation sofort beruhigte.
Das deutsche Kontingent in Prizren hatte während des zweitägigen Chaos keine Verletzten zu beklagen, während aus anderen KFOR-Kontingenten wie dem italienischen, griechischen und französischen zahlreiche Verletzte gemeldet wurden.

#### Đakovica
In Đakovica (alban.: Gjakova), wo die serbische Bevölkerung der Stadt durch die Bedrohungssituation von geschätzt mehr als 3000 im Jahr 1999 auf lediglich etwa fünf ältere serbische Frauen vor den März-Ausschreitungen von 2004 gefallen war, wurden diese fünf verbliebenen älteren serbischen Frauen, die unter ständigem KFOR-Schutz in und um die Kirche lebten, zum Brennpunkt der „Proteste“ in der Stadt im März 2004. Stundenlang griff die Menge ethnischer Albaner die serbisch-orthodoxe Kirche an und vertrieb schließlich diese letzten im Ort gebliebenen Serbinnen, trotz der Anwesenheit einiger Dutzend italienischer KFOR-Soldaten, die es nicht bewerkstelligten, die letzte im Ort verbliebene serbisch-orthodoxe Kirche erfolgreich zu verteidigen und die schließlich die fünf serbischen Frauen evakuierten.
Eine Schilderung der Ereignisse findet sich im Human Rights Watch-Bericht von 2004:
Wie in anderen Städten des Kosovo hatte auch in Đakovica schon am 16. März 2004 eine große pro-UÇK-Protestkundgebung stattgefunden. Die Bevölkerung in Đakovica hatte sich an den pro-UÇK-Kundgebungen vom 16. März besonders stark beteiligt, da das Gebiet um Đakovica aufgrund seiner strategischen Lage an der gemeinsamen Grenze zu Albanien schwer von den Auseinandersetzungen zwischen UÇK und serbisch-jugoslawischen Sicherheitskräften im Jahr 1998 und 1999 betroffen gewesen war. Die UÇK war in den Dörfern der Gemeinde intensiv aktiv gewesen und hatte die Grenzregion für den Schmuggel von Waffen und Versorgung genutzt. In der Folge waren laut Human Rights Watch-Bericht „Under Orders“ während der NATO-Militärintervention von 1999 etwa 200 Kosovo-Albaner durch serbisch-jugoslawische Sicherheitskräfte getötet worden. Noch im Jahr 2000 war hier auch die kosovoweit höchste Anzahl (etwa 1.200) von Kosovo-Albanern vermisst geblieben.
Am folgenden Tag, dem 17. März 2004, überfiel eine große Gruppe von Kosovo-Albanern um etwa 18 Uhr die wenigen in Đakovica verbliebenen serbischen Frauen, insbesondere ein einzelnes serbisches Haus und eine serbische Kirche, die unter dem Schutz italienischer KFOR standen. Die italienischen Soldaten evakuierten die fünf älteren serbischen Frauen unverzüglich aus dem Haus und verbrachten sie in die Kirche, die sie darauf gegen eine Menge von mehreren Tausend Angreifern zu verteidigen versuchten.
Nach Angabe zweier der serbischen Frauen hatten die 30 bis 40 italienischen Soldaten Befehl, ihre Waffen nicht gegen die kosovo-albanische Menge zu gebrauchen und besaßen keine Straßenkampfausrüstung wie Gummigeschosse oder Tränengas. Die außerhalb der Kirche befindlichen italienischen KFOR-Soldaten kamen unter heftigen Angriff der Steine werfenden kosovo-albanischen Menge und zogen sich in die Kirche zurück, wo die älteren serbischen Frauen mehreren italienischen Soldaten bei der Behandlung ihrer durch Steinwürfe verursachten Wunden halfen.
Etwa um 20 Uhr evakuierten die italienischen Soldaten die serbischen Frauen zum italienischen KFOR-Luftwaffenstützpunkt außerhalb von Đakovica. Italienische KFOR-Soldaten versuchten die Verteidigung der Kirche fortzusetzen, gaben jedoch bald ihre Stellungen auf.

### Verantwortungsbereich der Multinational Brigade East
Leadnation: USA – truppenstellende Nationen waren neben den USA auch Armenien, Griechenland, Litauen, Polen und die Ukraine

#### Gnjilane
Am 17. März befanden sich die verbliebenen Serben in den mehrheitlich albanisch bewohnten Städten Gnjilane (alban.: Gjilan oder Gjilani) und Peć in einer besonders schwierigen Lage. Alle noch in Gnjilane verbliebenen Kosovo-Serben (etwa 200, nach anderen Angaben 300) sollen mit Gewalt vertrieben worden oder von sich aus in das kosovo-serbische Dorf Silovo und andere nahe bei Gnjilane gelegene Dörfer geflohen sein. Nach Angabe von Milorad Todorović, der als einer von zwei Serben der von Kosovo-Albanern dominierten multiethnischen Übergangsregierung des Kosovo angehörte und der als „Interministerieller Koordinator für Rückkehr“ für die Wiedereingliederung von Angehörigen der Minderheiten mit zuständig war, die nach dem Ende des NATO-Luftkrieges im Juni 1999 aus der Provinz geflohen waren oder vertrieben wurden, war in Gnjilane von den 187 kurz zuvor dort noch lebenden Serben nach den März-Ausschreitungen keiner mehr geblieben.
Eine Beschreibung der Ausschreitungen bietet der Bericht der International Crisis Group (ICG) von April 2004:
Am 17. März begannen in Gnjilane etwa um 15 Uhr „Demonstrationen“, nachdem eine kleine Gruppe kosovo-albanischer Jugendlicher anfangs außerhalb der Stadt eine Kreuzung besetzt hatte, um zwei serbische Dörfer zu blockieren. Die „Demonstranten“ strebten zu einer Straße, wo Serben lebten und sich eine orthodoxe Kirche befand. Einige Kosovo-Albaner gewährten ihren serbischen Nachbarn Berichten zufolge Zuflucht und es kam zu Konflikten zwischen dem Mob und örtlichen kosovo-albanischen Bewohnern. Ein 52-jähriger Serbe wurde von dem Mob ergriffen und außerhalb seines Hauses getötet. US-KFOR griff ein und drängte den Mob in Richtung Stadtzentrum. Ein Traktor mit einem mit Steinen gefüllten Anhänger wurde angeblich ins Stadtzentrum gefahren. Der Mob griff das UNMIK-Gebäude an, warf Steine und setzte Serben gehörende Fahrzeuge in Brand. Die Ausschreitungen dauerten bis 19 Uhr. Mehrere serbische Häuser wurden niedergebrannt.
Am 18. März begannen die „Demonstrationen“ in der Stadt kurz nach Mittag. Etwa um 13 Uhr sprachen angesehene Persönlichkeiten der TMK, die offenbar über Glaubwürdigkeit als „Freiheitskämpfer“ der UÇK verfügten, mit der Menge. Die Menge buhte sie jedoch aus und wurde unbändig. KPS und KFOR griffen ein und drängten die Menge aus dem Stadtzentrum hinaus nach den Außenbereichen. Um 16 und 18 Uhr wurde Tränengas eingesetzt und eine Ausgangssperre verhängt. Die orthodoxe Kirche wurde gesichert und daraufhin gemeinsam von KFOR und TMK bewacht.
Eine prominente Rolle spielten bei den Ausschreitungen in Gnjilane albanische Immigranten aus Preševo in Südserbien, die in die Aufstände der UÇPMB (Liberation Army of Preševo, Medveđa and Bujanovac) von 2000 bis 2001 verwickelt waren. Zwei Wochen später folgten Festnahmen prominenter früherer UÇPMB-Persönlichkeiten. Am 29. März verhaftete die Polizei als Teil einer Operation gegen organisierte Kriminalität im Gnjilane-Gebiet den stellvertretenden Vorsitzenden des örtlichen UÇK-Kriegsveteranen-Verbandes, Sheqir Sheqiri. Am 1. April nahm die US-KFOR den Führer der LDP (Movement for Democratic Progress) aus dem Preševotal, Jonus Musliu, in Gnjilane fest.

#### Uroševac
Während der Human Rights Watch-Bericht von Juli 2004 über die Ereignisse in Uroševac (alban.: Ferizaj oder Ferizaji) keine Angaben macht, werden für den Bereich in anderen Quellen Angriffe kosovo-albanischer Extremisten auf serbische Enklaven vermeldet.
Eine ausführlichere Beschreibung bietet der Bericht der International Crisis Group (ICG) von April 2004:
Am Nachmittag des 17. März 2004 riefen die örtliche Abteilung der nationalistischen Menschenrechtsorganisation Rat zum Schutz der Menschenrechte und Freiheit, die drei war associations (Kriegsverbände) sowie der Verband der ehemaligen politischen Gefangenen zu einer „Protestkundgebung“ anlässlich des Ertrinkens der angeblich drei kosovo-albanischen Kinder auf. Bis 18 Uhr blieb der Protest friedlich, wurde dann jedoch wütender und die Menge kesselte nun die von griechischen Truppen bewachte serbisch-orthodoxe Kirche Hl. Zar Uroš im Stadtzentrum ein. Steine und schließlich eine Granate wurden auf die Soldaten geworfen. Über drei bis vier Stunden bedrängten hunderte von Kosovo-Albanern die griechische Abteilung und warfen Steinen, Ziegeln, Benzinbomben und Granaten auf sie. 17 Soldaten wurden verwundet, einer mit Verbrennungen zweiten Grades an Gesicht und Hals. Die griechischen Soldaten machten keinen Gebrauch von ihren Schusswaffen. Einige angesehene Persönlichkeiten der Region wie Shukri Buja, der schon vor der NATO-Militärintervention von 1999 als UÇK-Kommandeur der Brigade 161 für die militärischen Auseinandersetzungen mit den serbisch-jugoslawischen Sicherheitskräften in der Nerodimlje-Zone (alban.: Neredime) zwischen Lipljan, Uroševac und Štimlje verantwortlich gewesen war, erwirkten keine Beruhigung der Situation. Verstärkungen von US-Truppen kamen etwa um 21 bis 22 Uhr an, begannen die griechischen Truppen zu evakuieren und empfingen während des Vorgangs Schüsse und weitere Würfe von Benzinbomben. Erst Helikopter, die Tränengas abwarfen, erreichten schließlich eine Auflösung des größten Teils des kosovo-albanischen Mobs, der sich somit von über 1.000 auf etwa 150 Teilnehmer verringerte. Es wurde eine Ausgangssperre verhängt und US-Militärpolizei sowie KPS-Einheiten sicherten den Standort der Kirche ab.
Am 18. März begann sich um die Mittagszeit erneut eine Menge in der Nähe der nun von US-Truppen bewachten St.-Uroš-Kirche anzuhäufen. Die US-KFOR brachte den regionalen Kommandeur des Kosovo-Schutzkorps (TMK), Imri Ilazi, und andere Mitarbeiter der TMK heran, die mit der Menge sprachen. Die Menge zog darauf ab, jedoch nur, um das Haus zweier betagten serbischen Frauen, die darauf von griechischen Truppen evakuiert wurden, anzugreifen und niederzubrennen sowie mehrere benachbarte Geschäfte in albanischem Besitz. Die kosovo-albanische Menge schändete dann einen orthodoxen Friedhof, griff serbische Gemeinschaften in benachbarten Dörfern an und brannte drei abseits gelegene orthodoxe Kirchen nieder.
Nach anderen Angaben war die serbische Familie Nikolić mit drei älteren Frauen, die bereits im Sommer 1999 bereits beraubt, geschlagen und darauf unter 24-stündigen KFOR-Schutz gestellt worden waren, selbst noch während der Zwangsevakuierung durch US-amerikanische KFOR am 18. März 2004 angegriffen und teilweise durch Steinwurf verletzt worden. Ihr Haus soll daraufhin verwüstet und danach von Kosovo-Albanern besetzt worden sein.
Im Jahr 2008 sollen nur noch fünf Serben in Uroševac verblieben sein, die nach Angabe des UN-Gerichtsverbindungsbeamten Ivan Subarić weder einheimische Geschäfte aufsuchen noch die Straße betreten können, die unter ständiger Gefahr leben würden, entführt und getötet zu werden.

#### Vitina
Für den Vitina-„Sektor“ (alban.: Vitia) gibt die Minnesota National Guard, von der dort Teile der Task Force Bayonet im März 2004 im Rahmen der KFOR eingesetzt waren, an: „Einige serbische Häuser brannten im Vitina-Sektor, doch ist es der einzige Sektor, in dem keine serbisch-orthodoxen Kirchen brannten. Benachbarte Sektoren hatten nicht solches Glück“. Von den 115 Serben des Ortes waren nach den März-Ausschreitungen nach Angabe von Milorad Todorović noch etwa 70 geblieben. Im Haus des Priesters waren die Fenster eingeworfen, die Kosovo-Albanern gehörenden Gebäude daneben blieben unversehrt. Einige Hausbesitzer hatten eilig „Prane Shqiptare“ (deutsch: albanisches Eigentum) mit großen Lettern auf ihre Häuserwände gepinselt, damit ortsfremde Extremisten nicht versehentlich auch das Hab und Gut der Mehrheitsbevölkerung in Brand stecken.

#### Novo Brdo
In der Gemeinde Novo Brdo (alban.: Novobërda oder Novobërdë; deutsch: Nyenberghe) wurden am 17. März explosive Gegenstände auf das Gemeindegebäude und auf das Haus des serbischen Vorsitzenden der Gemeinde geworfen, die sich beide in dem Dorf Bostane befinden.

#### Štrpce
In der gebirgigen, vornehmlich serbisch bewohnten Gemeinde Štrpce (alban.: Shtërpca oder Shtërpcë) erschien am Abend des 18. März eine Menge von Kosovo-Albanern am Rand des Dorfes Drajkovce. Sie klopften an das erste serbische Haus, erschossen Vater und Sohn und zogen sich zurück.

## Opfer und Schäden
In den ersten Tagen nach den Ausschreitungen schwankten die Angaben über die Opferzahlen beträchtlich. Die UNMIK selbst berichtete zuerst von 31 Toten, korrigierte diese Zahlen später jedoch auf 28 und auf 19 Tote. Angeblich sollen in der Verwirrung Leichen doppelt gezählt worden sein. Die meisten Toten waren demnach von KFOR-Soldaten und UNMIK-Polizei in Notwehr erschossene albanische Extremisten. Je nach Quelle sollen etwa 50.000 Personen, 51.000 oder 58.000 Kosovo-Albaner an den Gewalttaten teilgenommen haben.

### Todesopfer, Verletzte und Vertreibung

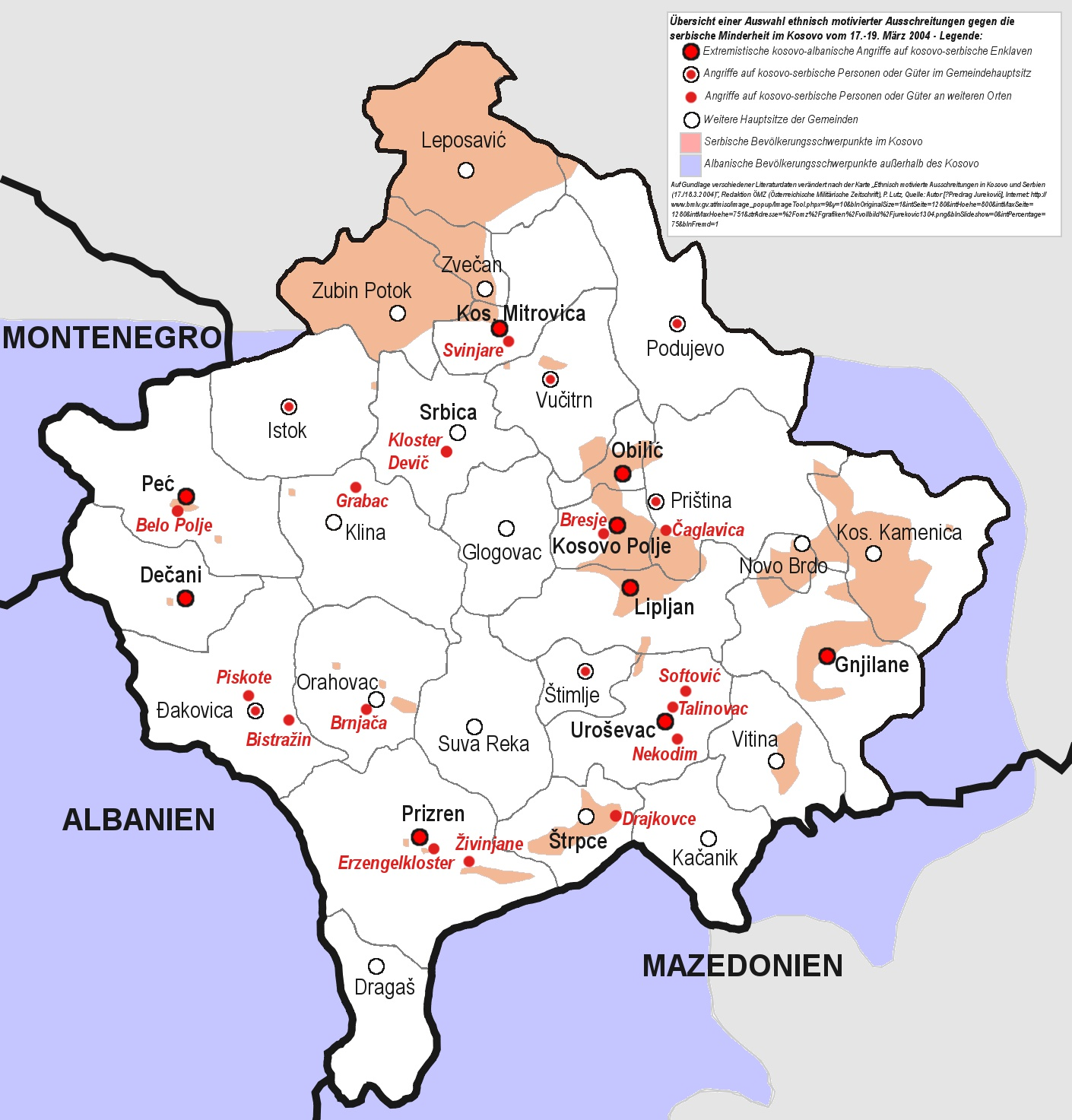
Orte im Kosovo, an denen es vom 17. bis zum 19. März 2004 zu extremistischen, ethnisch-motivierten Übergriffen gegen Kosovo-Serben gekommen ist

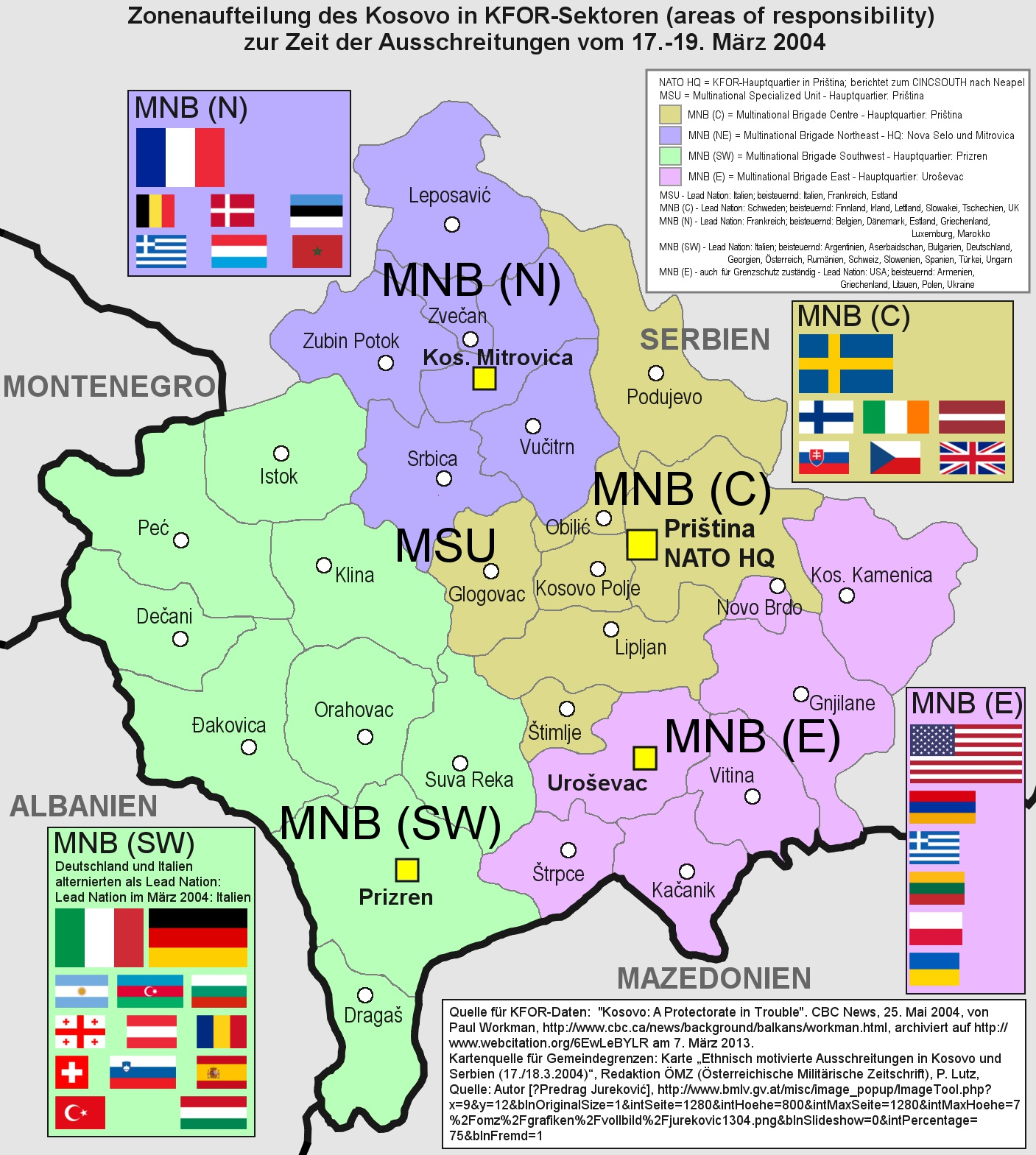
KFOR-Sektoren: Die Verantwortungsbereiche der verschiedenen Multinationalen Brigaden im März 2004

Je nach Quelle kam es bei den März-Ausschreitungen in mehreren Orten „seit dem 17. März“ bzw. zwischen dem 17. und 18. oder 19. März 2004 zusammen zu „mindestens 19“, 19, 20 oder 21 Toten. Die BBC berichtete am 18. März 2004 von „mindestens 31“ Toten, der Spiegel nannte am 22. März 2004 eine Anzahl von 31 Toten, die Welt noch im September 2004, während der BND in einem als Verschlusssache gekennzeichneten Bericht von Februar 2005 28 Tote angibt. Das serbische Kultusministerium war 2004 an einer Veröffentlichung beteiligt, die von „mehreren Dutzend“ Toten sprach. Die Verwirrung über die genaue Anzahl findet sich teilweise auch in denselben Publikationen wieder wie in Petritsch und Pichler (2004), die auf einer Stelle von 21, an einer anderen von 19 Toten sprechen. Unter den 19 Toten befanden sich elf Kosovo-Albaner und acht Kosovo-Serben.
Serbische Medien hatten anfangs von dem Tod eines dänischen KFOR-Soldaten berichtet, der am 18. März durch einen von einem Hochhaus aus schießenden kosovo-albanischen Sniper erschossen worden sein soll, welcher darauf ebenfalls von KFOR-Soldaten erschossen worden sein soll. Andere Berichte sprachen von mehreren toten KFOR-Soldaten. Laut einer SWP-Studie erlagen zwei UNMIK-Polizisten, ein Kosovare und ein Ghanaer, ihren Verletzungen, nachdem sie in der Nähe der UÇK-Hochburg Podujevo beschossen worden waren. Auch die Tötung eines philippinischen UN-Polizisten wurde gemeldet. Internationale Friedenstruppen erschossen ihrerseits mindestens drei gewalttätige ethnische Albaner. Ein Scharfschütze in Mitrovica soll von französischen Soldaten erschossen worden sein. Nach einer weiteren Darstellung sei ein albanischer Scharfschütze erschossen worden, nachdem er auf KFOR-Soldaten gezielt hatte. Die Unübersichtlichkeit der Opferstatistik in westlichen Quellen drückt sich in der Bemerkung von Arnold Suppan aus, der behauptet: „Die ethnische Herkunft der Todesopfer – ob Kosovoalbaner oder Serben – wurde absichtlich nicht bekanntgegeben.“, wobei er selbst (2005) keine Angabe über die ethnische Verteilung der mindestens 19 Toten macht.
Die Anzahl der Verletzten schwankt zwischen 888, über 950 bis zu über 1.000 und schließt nach Angaben der UNMIK auch 65 Verletzte der NATO-geführten KFOR, der UNO-Polizei und der einheimischen Sicherheitskräfte ein. Nach einem Human-Rights-Watch-Bericht von 2004 sollen mehr als 120 KFOR-Soldaten und UNMIK-Polizeibeamte sowie 58 Beamte des Kosovo Police Service (KPS) verwundet worden sein. Eine SWP-Studie sprach von 150 verletzten internationalen Friedenssoldaten. Amnesty International gab 2005 954 Verletzte sowie 65 internationale Polizeibeamte, 58 Kosovo Police Service-Beamte und 61 Verletzte der KFOR an.
Sechs Städte und zehn Dörfer wurden während der Ausschreitungen ethnisch homogenisiert. Etwa 4.100 bis 4.500 Menschen (oder allein 80 Prozent oder über 4.000 Serben) mussten innerhalb von weniger als zwei Tagen aus ihren Häusern fliehen oder wurden vertrieben. Die meisten waren Kosovo-Serben, die übrigen Roma, Aschkali und schließlich 300 Kosovo-Albaner aus den mehrheitlich serbisch besiedelten Gebieten von Kosovska Mitrovica und Leposavić (alban.: Leposaviq). In vielen der von der Gewalt betroffenen Gemeinschaften wurde jedes einzelne serbische bzw. Roma- oder Aschkali-Haus niedergebrannt, sowohl bei spontanen wie auch bei organisierten Angriffen. Die März-Ausschreitungen führten zur Vertreibung der gesamten serbischen Bevölkerung in Dutzenden von Orten, einschließlich der Hauptstadt Priština. Da von den Hunderttausenden nach Ende der NATO-Militärintervention 1999 vertriebenen und geflüchteten Serben von Sommer 1999 bis Anfang 2004 nur weniger als 5.000 in ihre früheren Siedlungsgebiete zurückgekehrt waren, machten die Märzpogrome 2004 abrupt die gesamten über die vorangegangenen fünf Jahre erzielten Fortschritte der serbischen Flüchtlingsrückkehr zunichte. In allen KFOR-Sektoren wurden im Zuge der Märzpogrome 2004 Regionen, die teilweise erst 2003 von Serben wieder besiedelt worden waren, ethnisch homogenisiert. Nach Angabe des serbischen „Amts für Kosovo und Metochien“ sind durch die März-Ausschreitungen insgesamt sechs Städte und neun Dörfer „ethnisch gesäubert“ worden. Sowohl Städte wie Đakovica, die bis 1999 durch bedeutende serbische Gemeinden gekennzeichnet waren, als auch Städte wie Priština oder Prizren, in denen es vor dem Konflikt von 1998/1999 zumindest ein Nebeneinanderleben zwischen kosovo-albanischer Mehrheit und den Minderheiten gegeben hatte, waren nun „minderheitenfrei“ oder bildeten ein weitgehend feindliches Umfeld für die noch im Kosovo verbliebenen Minderheiten. Auch noch 2013 sollen in Priština nur 53 Serben leben, in Obilić 30, in Prizren 18, in Uroševac vier und in Đakovica drei. Über ein Jahrzehnt später (Stand: 2015) waren die meisten aus ihren Häusern vertriebenen Serben noch immer nicht zurückgekehrt. Kleinere Gruppen von Serben hatten in KFOR-Basen Zuflucht gesucht, während andere in sicherere Enklaven zogen. Die meisten derjenigen, die dazu gezwungen worden waren, ihre Häuser zu verlassen, blieben weiterhin (Stand: 2015) als Binnenvertriebene in Gemeinschaftszentren und Containersiedlungen im Kosovo, während sich rund 250 in Zentralserbien befinden.
Der Großteil der Übergriffe der albanischen Bevölkerung gegen die Minderheiten der Serben, Aschkali und Roma richtete sich gegen ältere und kränkliche Menschen, die oft lange ohne wirksamen Schutz von KFOR-Truppen, UNMIK-Polizei und KPS (Kosovo Police Service) blieben. Die weitaus größte Anzahl der in die Binnenflucht geratenen Serben und anderen ethnischen Nicht-Albaner stellten ältere und verarmte Menschen, die im Kosovo trotz früherer Gewalttaten zurückgeblieben waren, da sie zu arm oder zu alt waren, um das Land zu verlassen. Gegenüber Human Rights Watch gaben die meisten von ihnen an, dass sie für den Bau der Heimstätten, die sie verloren hatten, jahrzehntelang hatten hart arbeiten und sparen müssen.
Die Angabe über die Anzahl der privaten Häuser, die – oftmals in Anwesenheit der KFOR – in Brand gesetzt oder zerstört wurden, schwankt zwischen 561, 561 serbischen bis zu über 800 serbischen Häusern beziehungsweise über 900 Häusern im Besitz von Serben, Roma und Aschkali.

#### Namentliche Auflistung der kosovo-serbischen Todesopfer
In Ermangelung westlicher Quellen wird hier die am 29. März 2004 vom Informationsdienst der Eparchie Raszien-Prizren und Kosovo-Metochien (ERP KiM) veröffentlichte Liste der serbischen Todesopfer als Grundlage verwendet, zu der ausdrücklich vermerkt wurde, dass es sich vermutlich um keine endgültige Liste handelt.
Teilweise wurden jüngere Informationen der Eparchie ergänzt oder überarbeitet:
Gemeinde Kosovska Mitrovica:
1. Borivoje Spasojević (* 1941), aus Kosovska Mitrovica: soll am 17. März 2004 am Nachmittag von einer Salve automatischer Schusswaffen nahe der Brücke über den Fluss Ibar in Kosovska Mitrovica niedergeschossen worden sein. Die Schüsse sollen aus einer von Kosovo-Albanern bewohnten Gegend in Nord-Mitrovica gekommen sein, von wo die Kosovo-Albaner Waffen abgefeuert und Handgranaten geworfen haben sollen, wodurch Dutzende von Serben verletzt worden sein sollen. Daraufhin brach französische KFOR in die Gebäude ein und vertrieb alle Kosovo-Albaner aus ihnen, nachdem sie Waffen und Munition vorgefunden hatten.[146][147][7][203][1]
2. Jana Tučev[203][147][204][7][1] (oder: Jana Taćev[146][147]) (* 1968), geboren in Mazedonien, von römisch-katholischem Glauben und mit einem Kosovo-Serben in Kosovska Mitrovica verheiratet: soll am 17. März 2004 von einem kosovo-albanischen Sniper auf dem Balkon eines mehrgeschossigen Gebäudes in Nord-Mitrovica nahe der Ibar-Brücke erschossen worden sein.[146][148] Sie wurde von einem französischen Militär-Geistlichen beerdigt.[146]

Gemeinde Lipljan:
1. Nenad Vesić (* 1950), aus Lipljan: Kosovo-Albaner sollen in Lipljan eine Handgranate auf ihn geworfen haben, die ihn verletzte, worauf er weiter von kosovo-albanischen Mitgliedern des Kosovo Police Service misshandelt worden sein und in der Folge an seinen Wunden gestorben sein soll.[146] Eine weitere Handgranate soll auch auf den Priester Randjel Denić nahe der Kirche in Lipljan geworfen worden sein, der von den Schrapnellen verwundet worden sein soll.[146][129] Nach öffentlichen Zeugenaussagen von Denić begann der Angriff der kosovo-albanischen Extremisten am 17. März etwa um 17:20 Uhr. Sie hätten begonnen, alle serbischen Besitztümer zu zerstören. Darauf hätten sie die neue und die alte Kirche in Lipljan angegriffen, die Fassade und das Eingangstor der alten Kirche zerstört oder beschädigt und Denić durch Schrapnellen eines Sprengsatzes verletzt, den sie auf ihn geworfen hätten.[129] Die kosovo-albanische Polizei (KPS) habe Denić darauf festgenommen, über eine Stunde mit Handschellen gefesselt und mit seinen blutenden Wunden im Wagen liegen lassen und ihn daraufhin über mehrere Stunden in der Polizeiwache behalten,[129][205] ihm jedoch keine Gelegenheit zu einer Zeugenaussage gegeben, bis ein US-amerikanischer Polizeibeamter gekommen sei und zugestimmt habe mit ihm zu sprechen.[129] Kosovo-albanische Extremisten sollen 28 serbische Häuser und angrenzende Nutzgebäude in Brand gesetzt haben; etwa 150 Kosovo-Serben flüchteten in den nördlichen Teil Lipljans und in benachbarte kosovo-serbische Dörfer.[146][147] Die tödliche Gewalttat soll sich am 17. März um 19 Uhr vor seinem brennenden Familienhaus in Gegenwart seiner Mutter und seiner Schwester ereignet haben.[203]

- Tonče Milosavljević: laut offizieller serbischer Angabe (Stand: 2013) ist in Lipljan Tonče Milosavljević als zweites Todesopfer neben Nenad Vesić umgekommen. Nach dieser Angabe wird von neun statt acht serbischen Todesopfern ausgegangen. In einer am 11. März 2013 auf YouTube veröffentlichten und am 17. März 2013 auf RTS ausgestrahlten, serbischen TV-Dokumentation mit dem Titel „Злочин без казне“ („Zločin bez kazne“, dt. etwa: „Verbrechen ohne Bestrafung“) der Kancelarija za Kosovo i Metohiju („Amt für Kosovo und Metochien“) werden zwar nur acht Todesopfer aufgezählt, darunter auch Tonče Milosavljević, wobei jedoch der in Prizren umgekommene Dragan Nedeljković übergangen wurde. Auf der Homepage des „Amtes für Kosovo und Metochien“ werden dagegen sämtliche neun Todesopfer einschließlich Tonče Milosavljević und Dragan Nedeljković namentlich genannt.

Gemeinde Štrpce:
1. Dobrivoje[147][1] „Dobri“[146] Stolić (* 1955[203] oder 1954[146]) und sein Sohn Borko aus dem Dorf Drajkovce in der Nähe von Štrpce: sollen am 17. März durch kosovo-albanische Extremisten vor ihrem Haus etwa um 18 Uhr getötet worden sein, als Dobri von jemandem aus dem Haus herausgerufen wurde und erschossen wurde. Sein Sohn, Borko, soll kurz darauf in ähnlicher Weise gestorben sein, als er Gewehrschüsse hörte und aus dem Haus trat. Im Jahr 1999 sollen sie aus Uroševac geflohen sein und lebten dann in Drajkovce in einem serbischen Haus.[146][157] Noch am 18. März war gemeldet worden, dass Vater und Sohn in Drajkovce von dem kosovo-albanischen Dorf Firaja aus erschossen worden seien.[208] Die tödliche Gewalttat soll sich um 22:40 Uhr im Eingang seines Hauses in Drajkovce ereignet haben.[203]
2. Borivoje[9] „Borko“[203][1] Stolić (* 1984[203] oder 1982[146]), Sohn von Dobrivoje Stolić: soll zusammen mit seinem Vater am 17. März 2004 im Dorf in der Nähe von Štrpce von Kosovo-Albanern getötet worden sein.[146][147][157] Die tödliche Gewalttat soll sich um 22:40 Uhr im Eingang seines Hauses in Drajkovce ereignet haben, worauf er am 18. März an seinen Wunden gestorben ist.[203]

Gemeinde Gnjilane:
1. Slobodan[147] „Boban“[146][1] Perić (* 1952) aus Gnjilane: soll von Kosovo-Albanern während der Ausschreitungen vom 17. bis zum 18. März getötet worden sein, als alle verbliebenen Kosovo-Serben aus Gnjilane (etwa 200) mit Gewalt aus ihren Häusern gezwungen und vertrieben worden sein sollen, während einige von ihnen von sich aus vor der kosovo-albanischen Gewalt in das kosovo-serbische Dorf Silovo und andere nahe bei Gnjilane gelegene Dörfer geflohen sein sollen[146] Alle serbischen Häuser in Gnjilane wurden in Brand gesetzt.[1] Perić war Sportlehrer in Kusce und soll am 17. März um 20:50 Uhr in der Kralja-Petra-Straße in Gnjilane getötet worden sein.[203] Im Mai 2005 wurden sechs Kosovo-Albaner aus Gnjilane für schuldig an dem Mord von Slobodan Perić und seiner Mutter Anka Perić befunden und zu Freiheitsstrafen verurteilt.[11][209][210][Anmerkung 8]

Gemeinde Kosovo Polje:
1. Zlatibor Trajković (* 1942[203] oder 1951[146]), aus Kosovo Polje: soll vor dem russischen Krankenhaus zu Tode verbrannt sein, als Kosovo-Albaner Kosovo Polje am 17. und 18. März angegriffen und beide orthodoxe Kirchen, die Schule, das Krankenhaus und Dutzende von serbischen Häusern in Brand gesetzt haben sollen.[146][147] Nach anderer Angabe wurde er am 17. März vor der Sveti-Sava-Schule in Kosovo Polje getötet. Laut einem Gerücht sei sein Körper in einer Kapelle in Priština verbrannt und gefunden, dann aber in das Leichenschauhaus nach Orahovac verbracht worden.[203] Das Bezirksgericht in Priština befand den Kosovo-Albaner Mehmet Morina am 22. Mai 2005 des versuchten Mordes an Zlatibor Trajković für schuldig und verurteilte ihn in erster Instanz zu einer Freiheitsstrafe von 18 Jahren. Damit übernahmen die UNMIK-Richter nicht die Anschuldigung des Anklägers, der Morina des Mordes an Zlatibor Trajković beschuldigt hatte. In zweiter Instanz milderte der Oberste Gerichtshof in Priština 2009 das Strafmaß auf 12 Jahre ab. Der deutsche EULEX-Richter Norbert Koster legte dabei ein Sondervotum gegen dieses Urteil ein. Da das Opfer (Zlatibor Trajković) vom Angeklagten (Mehmet Morina) bereits tödlich verletzt worden war, bevor es ein weiterer, aber nicht identifizierter Täter in noch lebendem, aber hilflosen Zustand mit Benzin übergossen und angezündet hatte, vertrat Koster die Meinung, dass Morino nicht des versuchten, sondern des vollendeten Mordes zu verurteilen sei, auch wenn nicht mehr festzustellen sei, ob die durch Morina verursachten Verletzungen des Opfers oder das Anzünden den Tod schneller herbeigeführt haben. Koster konnte sich gegen die Mehrheitsmeinung der übrigen Richter (drei Richter albanischer Ethnie: Miftar Jasiqi, Feijzullah Hasani, Agim Krasniqi; vorsitzender EULEX-Richter war Guy Van Craen) nicht durchsetzen.[155] Trotz des gerichtsmedizinischen Befunds, der als Todesursache sowohl die Kopfverletzungen als auch Hypoxie angegeben hatte, entschied das Gericht, es verfüge über keinen Beweis, dass die Verwundungen, die dem Opfer mit einer beidhändig wie eine Axt geführten Metallstange vom angeklagten Morina in Tötungsabsicht zugefügt worden waren, direkt den Tod Trajkovićs verursacht hatten.[211][155]

Gemeinde Prizren:
1. Dragan Nedeljković (* 1943[203][166][1]), aus Prizren: soll am 17. März in dem Gebäude des Theologischen Seminars in Prizren zu Tode verbrannt sein,[203][146] als Kosovo-Albaner insbesondere in Prizren mit den März-Pogromen begannen und als sie das Seminar, die orthodoxe Kathedrale, die Bischofsresidenz, die Muttergotteskirche Ljeviška, die Church of St. Savior und alle anderen kleineren orthodoxen Kirchen in Brand setzten, ebenso wie das gesamte serbische Viertel von Potkaljaja und das am Fluss Bistrica nahe Prizren gelegene Erzengelkloster.[146] Nach Zeugenaussagen hatten ethnische Albaner das Gebäude am 17. März gestürmt und mehrere ältere Serben verprügelt,[212] angeblich auch Nedeljković.[212][34] Danach sei das Gebäude in Brand gesteckt worden. Die verkohlte Leiche Nedeljkovićs wurde am 19. März in den Trümmern des Gebäudes gefunden.[212][213] Die UNMIK-Polizei setzte am selben Tag eine Sonderkommission ein, deren Ermittlungen sich lange hinzogen.[212][213] Den Untersuchungen nach war Nedeljković am 17. März 2004 im ehemaligen Priesterseminar mit Brandbeschleuniger übergossen und angezündet worden, wobei zunächst nicht geklärt war, ob er zum Zeitpunkt des Verbrennens noch gelebt hatte.[166] In zahlreichen internationalen Berichten – so auch von internationalen Organisationen wie Human Rights Watch und deutschen Beamten bei der UNMIK-Polizei – wurde das Vorkommnis erwähnt, nie jedoch von der deutschen Bundesregierung.[212] Die serbische Tageszeitung Blic hatte schon am 19. März 2004 berichtet, dass ein Serbe in Prizren ermordet wurde. Die kosovo-albanische Zeitung Koha Ditore berichtete am 21. März über den Leichenfund.[213] Der Tod Nedeljkovićs zog mit einigen Monaten Verzögerung eine politische Affäre in Deutschland nach sich. Obwohl internationale Quellen schon früh ausführlich und öffentlich über den Tod Nedeljkovićs berichtet hatten und das deutsche Verteidigungsministerium von seinem Tod frühzeitig Kenntnis hatte, hatte das Verteidigungsministerium der deutschen Öffentlichkeit gegenüber den Tod des Serben nahezu ein halbes Jahr lang bestritten und noch am 26. August 2004 behauptet, den deutschen Soldaten sei es „durch umsichtiges Handeln“ gelungen, „im zugewiesenen Verantwortungsbereich den Verlust von Menschenleben zu verhindern“.[212][214][213] Die Sprecher des Verteidigungsministeriums hatten bei dieser Gelegenheit Verteidigungsminister Peter Struck mit der Aussage zitiert, „kein einziger Serbe“ sei im deutschen Bereich getötet worden.[212] Das Verteidigungsministerium und der Verteidigungsminister revidierten ihre Aussagen erst nach einem Aufsehen erregenden Artikel,[212] der am 29. August 2004 in der Frankfurter Allgemeinen Sonntagszeitung (FASZ) erschienen war.[214][213] Das Verteidigungsministerium hatte der FASZ gegenüber den Todesfall am 28. August bestätigen müssen,[212] gestand nach Erscheinen des Artikels in der FASZ am 29. August den Tod Nedeljkovićs auch offiziell ein, gab jedoch zunächst keine näheren Einzelheiten an.[214][213] Es behauptete nun gleichzeitig, das Seminargebäude habe nicht zum deutschen Verantwortungsbereich gehört.[212] Karten der NATO weisen dagegen jedoch aus, dass die Stadt Prizren und das Gebiet zum fraglichen Zeitpunkt zum Verantwortungsbereich der deutschen „Task Force Prizren“ in der Multinationalen Brigade Südwest (MNB SW) zählte. In einer schriftlichen Erklärung wurde dagegen behauptet: „Der Schutz des serbisch-orthodoxen Priesterseminars erfolgte nicht durch Kfor“. Deutsche Soldaten seien „zu keinem Zeitpunkt vor Ort gewesen“. Der „als Alkoholiker bekannte Tote“, so behauptete das Ministerium, sei nicht mehr in der Lage gewesen, aus dem Gebäude zu entkommen, „sei es weil er bewußtlos oder weil er bereits tot war“. Der Körper des Mannes sei „mit hoher Wahrscheinlichkeit mit Brandbeschleuniger übergossen worden“.[212] Die Angabe, dass es sich bei Dragan Nedeljković um einen Alkoholiker gehandelt haben soll, „der in einem Raum dieses Gebäudes [sogenanntes Priesterseminar] vermutlich so stark angetrunken geschlafen hätte, dass er nicht rechtzeitig das brennende Haus hätte verlassen können und daher verbrannt sei“, führte die Bundesregierung auch in ihrer Antwort auf eine Anfrage aus der FDP von September 2004 auf. Diese Angabe soll der MNB SW laut Bundesregierung am 22. März 2004 von der Österreichischen Intelligence Cell über den HUMINT-Bericht zugekommen sein. Die Bundesregierung erwähnte in ihrer Antwort von Oktober 2004 jedoch nicht die dazu in Widerspruch stehenden und bereits am 29. August in der FASZ enthüllten Informationen, dass Nedeljković laut Zeugenangaben zuvor verprügelt[212][34] worden sein soll und dass sein Körper sehr wahrscheinlich gezielt durch Brandbeschleuniger[212] in Brand gesetzt worden war.[213] Auf eine Anfrage aus den Reihen der FDP antwortete die deutsche Bundesregierung im Oktober 2004. Demnach sei das Gebäude, in dem die Leiche gefunden wurde, Bestandteil des sogenannten Gebäudekomplexes „Klosterschule“ und „Klosterarchiv“ (beide Gebäude waren Bestandteil des Komplexes, der im allgemeinen Sprachgebrauch der deutschen Einsatzkontingente als „Priesterseminar“ bezeichnet wurde), der in der Standing Operating Procedure 3008 vom 8. August 2002 vom Kommandeur der KFOR als Objekt mit einem zeitweilig („temporary“) besonderen Status („Property with Designated Special Status“) aufgeführt wird, das durch die damalige Multinationale Brigade Süd (MNB S) ständig bewacht war. Aufgrund der von der Standing Operating Procedure 3008 abweichenden Befehle der sogenannten Fragmentary Orders (FRAGO 444 vom 22. Dezember 2003 und in der ersten Ergänzung zur FRAGO 444 vom 8. März 2004) sei das deutsche Einsatzkontingent (Einsatzverband Task Force Prizren) der MNB SW für die Bewachung des Bischofssitzes und des Erzengelklosters, aber nicht mehr für den Gebäudekomplex des „Priesterseminar“ verantwortlich gewesen. Der Gebäudekomplex „Priesterseminar“ sei bis zum Herbst 2001 durch Soldaten bewacht und danach bis 1. Oktober 2002 durch Streifen und Beobachtung von dem nahe gelegenen Kontrollposten „Fuchs-Brücke“ überwacht worden. Am 1. Oktober 2002 sei der Schutz des „Priesterseminar“ an die UNMIK gemäß der von UNMIK und KFOR am 29. Mai 2002 vereinbarten Security Transition Strategy übertragen worden. Der Leichnam Nedeljkovićs sei am Morgen des 19. März 2004 im „Priesterseminar“ durch an Aufräumungsarbeiten beteiligte Arbeiter aufgefunden worden. Der Führer des deutschen Bundeswehrkontingents in Prizren habe am 19. oder 20. März von dem Fund der Leiche erfahren. Am 19. März 2004 sei der Leichenfund von der MNB SW an das Hauptquartier KFOR gemeldet worden. Der Fund sei auch unverzüglich der UNMIK-Polizei gemeldet worden. Eine Meldung an das regionale KFOR-Hauptquartier der MNB SW sei ebenfalls am 19. März in Form eines „Flash-Reports“ erfolgt, also einer außerordentlichen Ereignismeldung der UNMIK-Polizei, die auch an zuständige Stellen der KFOR weitergeleitet wurde. Der zuständige Regional Commander der UNMIK-Polizei in Prizren, ein deutscher Polizeibeamter, habe wenig später von dem Sachverhalt erfahren. Am 20. oder 21. März habe der Kommandeur des deutschen Einsatzkontingents nach eigenen Angaben in einem Telefongespräch einen Leichenfund gegenüber dem Befehlshaber Einsatzführungskommando der Bundeswehr erwähnt. Die Obduktion sei durch den ermittlungsführenden deutschen Beamten der UNMIK-Polizei veranlasst und am 25. März 2004 in Orahovac durchgeführt worden. Der Kommandeur des deutschen Einsatzkontingents und das Einsatzführungskommando der Bundeswehr hätten spätestens am 23. Mai 2004 von der Obduktion gewusst und den Inhalt des Obduktionsberichts gekannt, in dem der obduzierende Arzt von einem Mord ausgeht. Am 24. Mai 2004 sei der Obduktionsbericht durch das Einsatzführungskommando der Bundeswehr an die Stabsabteilung V im Verteidigungsministerium mit handschriftlichem Hinweis auf einen möglichen Zusammenhang mit den „März-Unruhen“ gesandt worden. Das Bundesministerium des Innern, Geschäftsstelle der Bund-/Länder-Arbeits-gruppe „International Police Task Force“, die für die Organisation von polizeilichen Auslandseinsätzen zuständig ist, sowie der Bundesminister des Innern hätten erstmals mit der Pressemitteilung vom 29. August 2004 in der „Frankfurter Allgemeinen Sonntagszeitung“ Kenntnis von dem Toten in Prizren erhalten.[213] Der Bundesminister der Verteidigung sei über den gefundenen Toten in Prizren erst im zeitlichen Zusammenhang mit den Veröffentlichungen in der „Frankfurter Allgemeinen Zeitung“ vom 26. August 2004[215] und der „Frankfurter Allgemeinen Sonntagszeitung“ vom 29. August 2004[212] informiert worden.[213] Die Meldung über die bis zu diesem Zeitpunkt vorliegenden Erkenntnisse über den Sachverhalt des Leichenfundes seien auf dem Dienstweg am 28. August 2004 auch an den Generalinspekteur der Bundeswehr und die Staatssekretäre des Verteidigungsministeriums erfolgt.[213]

Neuere von Politika und der Eparchie veröffentlichte Angaben, die von B92 aus der Politika seit 2013 übernommen wurden, weichen in zwei Fällen von den älteren Angaben der Eparchie ab. Statt Nenad Vesić und Zlatibor Trajković nennen sie Slavoljub Dabić, der zu Tode geprügelt worden sei, und Jugoslav Savić, der in Kosovska Kamenica aus seinem Autor gezerrt und so schwer verprügelt worden sei, dass er mehrere Tage später in Vranje seinen Verletzungen erlag.

#### Namentlich bekannte Verluste oder Opfer auf kosovo-albanischer Seite
Der Mangel an konkreten Daten zu den Toten von kosovo-albanischer Seite in westlichen Medienberichten erschwert die Klärung, ob es neben den Verlusten an von KFOR- und UNMIK-Kräften erschossenen Snipern und Gewalttätern auch unbeteiligte Opfer gegeben hat.
- Isak Ibrahimi: nach Angabe von Krankenhausquellen aus Kosovska Mitrovica vom 17. März.[7][221]
- Feriz Chitaku: nach Angabe von Krankenhausquellen aus Kosovska Mitrovica vom 17. März.[7][221]

#### Weitere gemeldete Verluste oder Opfer auf kosovo-albanischer Seite
- In Kosovska Mitrovica wurden am 17. März insgesamt vier Kosovo-Albaner bei dem bewaffneten kosovo-albanischen Angriff auf den serbisch dominierten Nordteil der Stadt in einem intensiven Schusswechsel getötet.[102][25] Es wurde die Erschießung eines kosovo-albanischen Scharfschützen in Kosovska Mitrovica durch die KFOR-Soldaten gemeldet, nachdem dieser auf KFOR-Soldaten gezielt habe.[30][23]
- In Belo Polje wurde am 17. März eine Person albanischer Ethnie durch die UNMIK-Polizei erschossen, nachdem sie sich aktiv an dem militanten Angriff gegen die serbische Dorfbewohner beteiligt hatte: Die serbischen Einwohner des Dorfes, die in der orthodoxen Kirche Zuflucht gesucht hatten, wurden mit Molotowcocktails angegriffen und mussten, um von der italienischen KFOR evakuiert werden zu können, eine feindselige Menge von mehreren Tausend ethnischen Albanern durchqueren, da die KFOR-Soldaten sich geweigert hatten, sich weiter der Kirche zu nähern. Eine Gruppe von zehn oder 15, hauptsächlich amerikanischen, UNMIK-Polizisten versuchte dabei, einen schützenden Kordon für die flüchtenden Serben zu bilden. Bei dem Evakuationsversuch griff der albanische Mob die flüchtenden Serben an und verletzte mindestens 11 Personen. Eine Person albanischer Ethnie verletzte nach serbischen Zeugenaussagen einen Serben schwer mit dem Messer und griff einen weiteren Jungen an, worauf eine amerikanische UNMIK-Polizistin ihre Waffe gezogen haben und ihm dreimal in Englisch „Stop!“ zugerufen haben soll. Als der Messerstecher sich weiter näherte, habe die UNMIK-Polizistin in die Luft und dann tödlich auf ihn geschossen. Regionale politische Vertreter der Kosovo-Albaner legten am 18. März für den Erschossenen Blumen am Ort des Geschehens nieder.[158]
- In Čaglavica sollen norwegische Soldaten am 17. oder 18. März mindestens zwei „Demonstranten“ getötet haben.[137] Insgesamt sollen bei den Kämpfen bei Čaglavica vier Albaner von KFOR-Truppen erschossen worden sein.[102][134]

### Zerstörung und Beschädigung von Kulturgut und Infrastruktur
Wo die KFOR-Truppen überhaupt in Erscheinung traten, beschränkten sie ihren Einsatz mehrheitlich ausschließlich auf den Schutz von Personen, nicht aber auf den der Häuser und Wohnungen der attackierten Minderheiten. Dies führte dazu, dass die Häuser der Serben, Aschkali und Roma von den kosovo-albanischen Gewalttätern, ohne dass ihnen hier Widerstand entgegengesetzt wurde, geplündert, zerstört und verbrannt wurden.
Darüber hinaus wurden auch Verwaltungsgebäude niedergebrannt und zerstört. In Kosovo Polje setzten die kosovo-albanischen Randalierer am 17. März unter anderem das einzige Krankenhaus der Umgebung in Brand und verwüsteten es.
Des Weiteren wurden die meisten der seit 1999 noch nicht zerstörten serbisch-orthodoxen Gotteshäuser angegriffen und zerstört. Mindestens 22 orthodoxe Gotteshäuser wurden aus- oder niedergebrannt sowie 11 Kirchen und Klöster zum Teil schwer beschädigt. Nach anderen Angaben wurden 35 christlich-orthodoxe Kirchen und Kulturmonumente zerstört oder schwer beschädigt beziehungsweise 36 orthodoxe Klöster, Kirchen und sakrale Objekte niedergebrannt.
Auch bewegliche Güter wurden durch die Gewaltakte von Kosovo-Albanern vernichtet, so allein 150 Fahrzeuge der „Internationals“, die meisten davon UNMIK-Fahrzeuge.

#### Kulturgüter von herausragender Bedeutung
Sechs der 19 verwüsteten kulturellen Monumente werden in die „Erste Kategorie“ der Schutzwürdigkeit eingestuft, also als Objekte von herausragender Bedeutung. Es handelt sich bei ihnen um Kirchen aus dem 14., 15. und 16. Jahrhundert.
Vor allem im Bezirk Prizren kam es zur Vernichtung unschätzbarer Kulturgüter, die teilweise bis auf das 14. Jahrhundert oder weiter zurückgingen. Dass die bei weitem gravierendsten kulturellen Verluste in der Stadt Prizren und ihrer unmittelbaren Umgebung im deutschen KFOR-Sektor des Kosovo erfolgten, war Folge einer systematischen Vorgehensweise der aufgebrachten kosovo-albanischen Menschenmenge, die ausnahmslos alle serbischen Kirchen in Brand zu setzen, von denen vier aus dem Mittelalter stammen, während die deutschen KFOR-Truppen in Prizren in ihren Kasernen blieben. Einzig die Muttergotteskirche Ljeviška überstand die Ausschreitungen, indem „nur“ einige ihrer bedeutendsten Fresken bis zur Unkenntlichkeit verbrannten und ihr Altar zerstört wurde.
Bei den betreffenden Monumenten handelt es sich im Einzelnen um:
Gemeinde Prizren:
1. die Erlöserkirche[35] (Crkva Svetog Spasa) in Prizren; Die um 1330 erbaute Kirche enthielt in ihrem Chorraum im Jahr 1330 gefertigte Fresken. Die Restaurierung der Fresken wurde 1999 unterbrochen.[225][226] Der Komplex besteht in seiner südöstlichen Ecke aus der älteren und kleineren Kirche und dem jüngeren und ausgedehnteren Erweiterungsbau mit einem Glockenturm, die 1836 hinzugefügt wurden und unvollendet blieben: Es war begonnen worden, die alte Kirche durch eine dreischiffige Halle mit Steinwänden und -säulen zu erweitern, doch wurde das Projekt unterbrochen, die Gewölbe nie gebaut und die Wände blieben als monumentale Innenhofeinfassung bestehen. In der Mitte der westlichen Fläche wurde auf vier der Säulen ein Glockenturm aus Beton errichtet.[227] Im März 2004 wurde die Kirche in Gegenwart von KFOR-Truppen in Brand gesetzt.[225][226] Insbesondere der innere Bereich mit den wertvollen spätbyzantinischen Wandgemälden und der Glockenturm wurden vom Feuer angegriffen.[228][229][129]

1. die Muttergotteskirche Ljeviška (Crkva Bogorodice Ljeviške) in Prizren. Sie wurde 1306/1307 auf den Resten einer Kathedrale aus dem 11. Jahrhundert erbaut, die wiederum an dem Ort einer noch älteren Kirche gegründet worden war. Es handelt sich bei der Muttergotteskirche um die einzige erhaltene mittelalterliche serbische Stadtkathedrale.[224] Über den Bischofssitz der Diözese Raszien-Prizren hatte der deutsche Bundesverteidigungsminister Peter Struck vor den Ausschreitungen gesagt, er sei ein „Symbol, dass der Frieden währt und unser Einsatz ihn brachte“;[31] Die Fresken der Kathedrale aus dem ersten Jahrzehnt des 13. und von Beginn des 14. Jahrhunderts waren in der Zeit, als die Kirche als Moschee gedient hatte, überdeckt, 1950 wiederentdeckt und bis 1976 restauriert worden. Die Konservierungsarbeiten wurden 1999 unterbrochen. Im März 2004 wurde im Innern der Kirche Feuer gelegt, der Altar zerbrochen und die Fresken wurden schwer beschädigt. Es wurde kein Schutz durch KFOR-Soldaten bereitgestellt.[230][232][233] Extremisten arbeiteten systematisch über Stunden hinweg daranm, die Kirche und ihre hervorragenden Kunstwerke zu zerstören, indem sue Autoreifen aufstapelten und sie in Brand setzten.[1] Die Kirche wurde 2005 von der UNESCO als schwer beschädigt und gefährdet eingestuft. Der Glockenturm war stark durch das Feuer beeinträchtigt und benötigte Stabilisierung. Die Wandgemälde waren durch Feuer und Rauch beschädigt. Das berühmte Fresko der Eleusa wurde teilweise zerstört.[234][129] 2006 wurde die Kathedrale von der UNESCO im Rahmen der Medieval Monuments in Kosovo zum Weltkulturerbe erklärt und wegen der schwierigen politischen Lage gleichzeitig auf die Rote Liste des gefährdeten Welterbes eingetragen.[68][235] Das Verhalten der deutschen Kontingente gegenüber dem ihm überantworteten heutigen Weltkulturerbe beschreibt Erich Rathfelder als bewussten Rückzug: „Überall griffen jugendliche Albaner UN-Gebäude und Fahrzeuge an, auch die noch in gemischten Gebieten lebenden Serben, Häuser brannten, der Bischofssitz von Prizren und das orthodoxe Kloster gingen in Flammen auf. Die deutschen Soldaten, die zum Schutz des Bischofssitzes aufgeboten waren, wurden von feindseligen Demonstranten umringt. Sie besaßen weder Schutzschilde noch Gummigeschosse. Um 22 Uhr fiel im Operationszentrum die Entscheidung, die Soldaten hin zum ebenfalls bedrängten UN-Hauptquartier zu senden. Die Kommandeure begründeten diese Entscheidung später damit, dass sie im Falle des Verbleibens am Ort in die Menge hätten schießen müssen.“[89] In der Presse soll später berichtet worden sein, am 17. März hätten 20 deutsche Soldaten mehr als 1000 gewaltbereiten Demonstranten gegenübergestanden, um den Bischofssitz und die St.-Georgskirche zu sichern.[236]

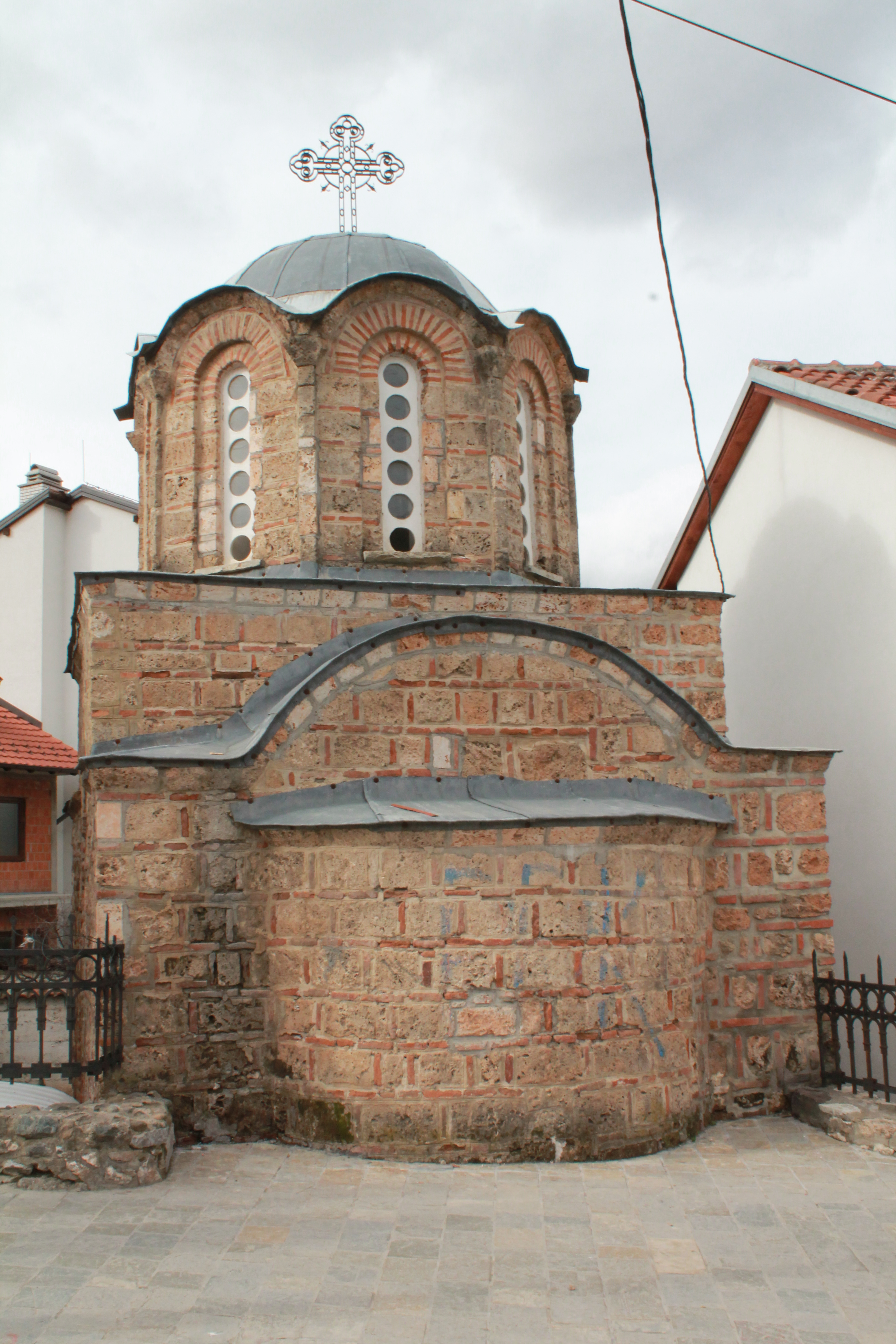
St. Nikolaikirche „Tutić“ in Prizren: äußerlich heute wieder ausgebessert, mahnt das noch immer erkennbare „PDK“-Graffiti an die innere und äußere Schändung der kleinen Familienkirche aus dem frühen 14. Jahrhundert.

1. die St. Nikolaikirche „Tutić“[35] (Crkva Svetog Nikole „Tutićeva“ oder „Tutića“) in Prizren; Die zwischen 1331 und 1332 erbaute Kirche enthält Fragmente der unmittelbar nach dem Bau erstellten Fresken. Im März 2004 wurde die Kirche demoliert und durch einen in ihrem Innern gelegten Brand schwer beschädigt.[237][238] Das typische Beispiel einer feudalen Familienkirche mit exzellenter Architektur und Wandgemälden wurde durch „Hammer“-Schläge und vermutlich von Sprengsätzen von außen beschädigt, die Bleiabdeckung des Daches teilweise entfernt und das Gebäudeinnere durch Feuer schwer beschädigt oder zerstört. Die Fresken wurden von Feuer und Feuchtigkeit angegriffen.[239][240]

Die orthodoxen Sakralbauten und das historische serbische Viertel Prizrens standen am 17./18. März 2004 in Flammen und die letzten der fünf Jahre zuvor noch vielen Tausend serbischen Einwohner aus der einst kulturell und ethnisch besonders vielfältigen Stadt vertrieben wurden, während sich die deutsche KFOR-Führung nicht in der Lage sah, mit ihren Truppen aus den Kasernen in Prizren auszurücken.
1. die Festung von Kaljaja in Prizren; Eine byzantinische Festung aus dem 11. Jahrhundert wurde im 12. und 13. Jahrhundert wiederaufgebaut und in der Folge mehrmals erweitert. Sie wurde im März 2004 beschädigt.[241]
2. das Erzengelkloster (Manastir Svetih Arhanđela) in Prizren; Das zwischen 1343 und 1352 erbaute und vermutlich im 16. Jahrhundert bereits einmal verwüstete Kloster wurde im März 2004 geplündert und trotz der Gegenwart von KFOR-Soldaten von einem Mob in Brand gesetzt.[242][243][244][129] Die dort zur Bewachung stehenden deutschen KFOR-Truppen verließen das Kloster, sobald die kosovo-albanische Menge es „angriff“. Die deutschen KFOR-Truppen evakuierten die Mönche und „erlaubten“ dem kosovo-albanischen Mob das Kloster niederzubrennen.[245] Von außerordentlichem historischen und archäologischen Wert ist die archäologische Fundstätte des Klosters mitsamt dem Grabmal von Stefan Dušan, das im März 2004 zerstört wurde.[244][227] Die in den 1990er Jahren gebauten Wohngebäude wurden weitgehend niedergebrannt und auch die Kapelle, in der Gottesdienste abgehalten wurden, brannte aus. Die Werkstatt für Holzschnitzereien, von deren Einkommen die Bruderschaft gelebt hatte, wurde zerstört. Der leichtgewichtige Glockenturm wurde beschädigt und die Glocke herabgestürzt.[227]

Gemeinde Srbica:
1. das Kloster Devič (Manastir Devič) etwa fünf Kilometer südlich von Srbica; Das 1434 mit dem Bau der Kirche begründete Kloster wurde am Ende des 15. Jahrhunderts von den „Türken“ demoliert, im 16. Jahrhundert zur Zeit des Patriarchen Makarije Sokolović erneuert, in den beiden Weltkriegen stark beschädigt und ab 1947 restauriert. Während der Kriegshandlungen 1999 wurde es verwüstet und im März 2004 in Gegenwart von KFOR-Soldaten niedergebrannt.[126][133] Nur die Außenwände sind stehengeblieben, die äußerst unstabil wirken und eine zusätzliche Gefahr darstellen. Der Kirche wurde ab März 2004 ein neues Holzdach hinzugefügt. Das gesamte Nonnenkloster Devič wurde während der Pogrome im März 2004 zerstört. Unmittelbar auf die Evakuierung der Nonnen, die noch im letzten Moment – und gegen ihren Willen[129] – erfolgte, wurde der gesamte Bereich vom kosovo-albanischen Mob verwüstet. Das Kloster wurde vollständig mit allen Gebäuden, Ställen und Werkstätten vom Feuer zerstört. Die Hauptkirche brannte stark aus, die Wände wurden beschädigt und das Dach brach zusammen. Die Wandgemälde verbrannten schwer. Randalierer kritzelten nachträglich provokante Graffiti (Videos und Fotos zeigen unter anderem die Akronyme UÇK, TMK, AKSH und PDK[129]) auf die teilweise rußgeschwärzten Wände. Die beschädigten Wandgemälde schließen die im nordöstlichen Annexbau ein, wo die ältesten Freskos gefunden wurden. Die Ikonostase wurde zerstört und andere Kunstschätze entwendet.[130][131]

#### Galerie (zerstörte Kulturgüter von herausragender Bedeutung)

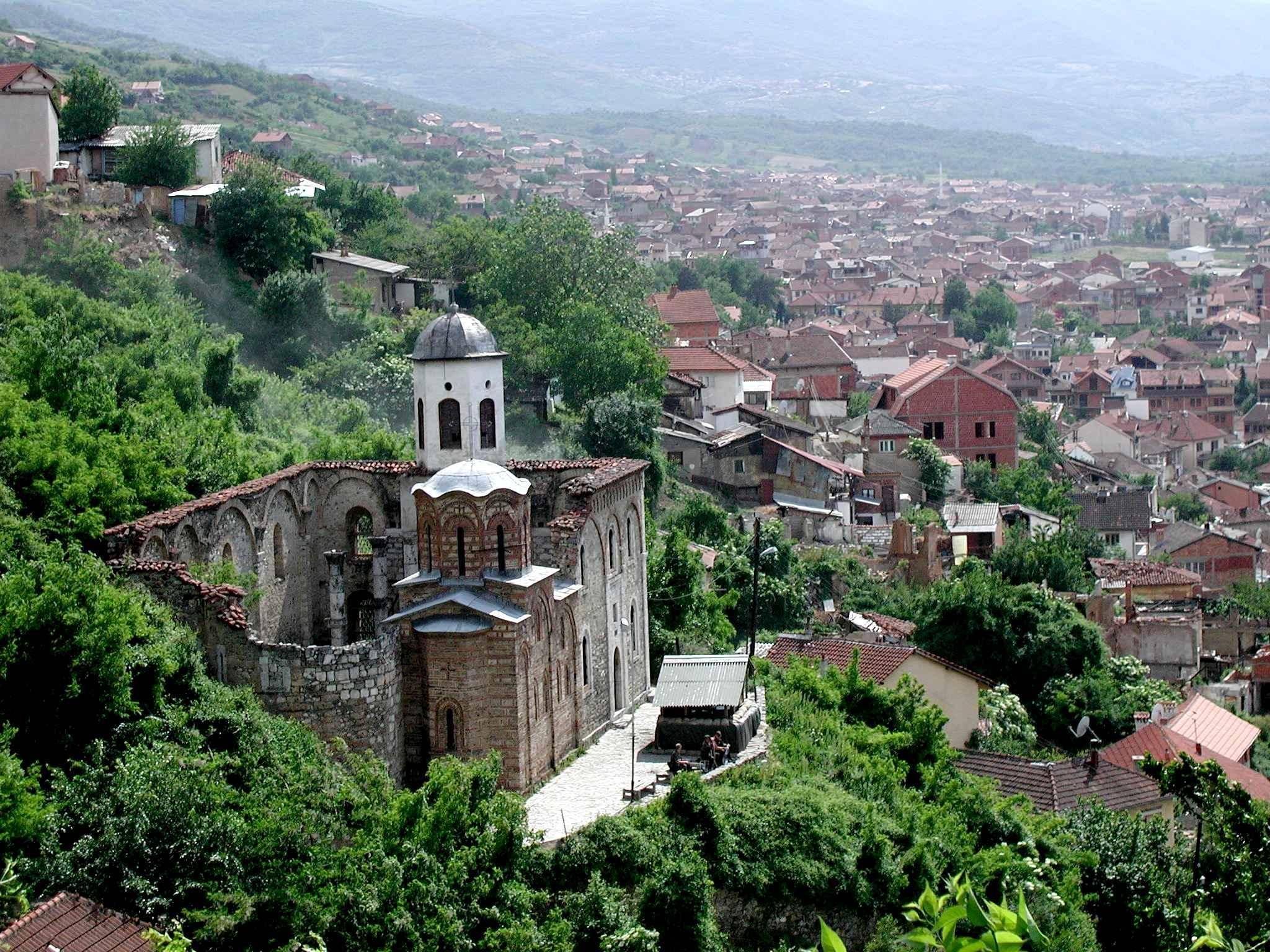
Erlöserkirche / Prizren (um 1330 erbaut): im März 2004 in Gegenwart von KFOR-Truppen niedergebrannt
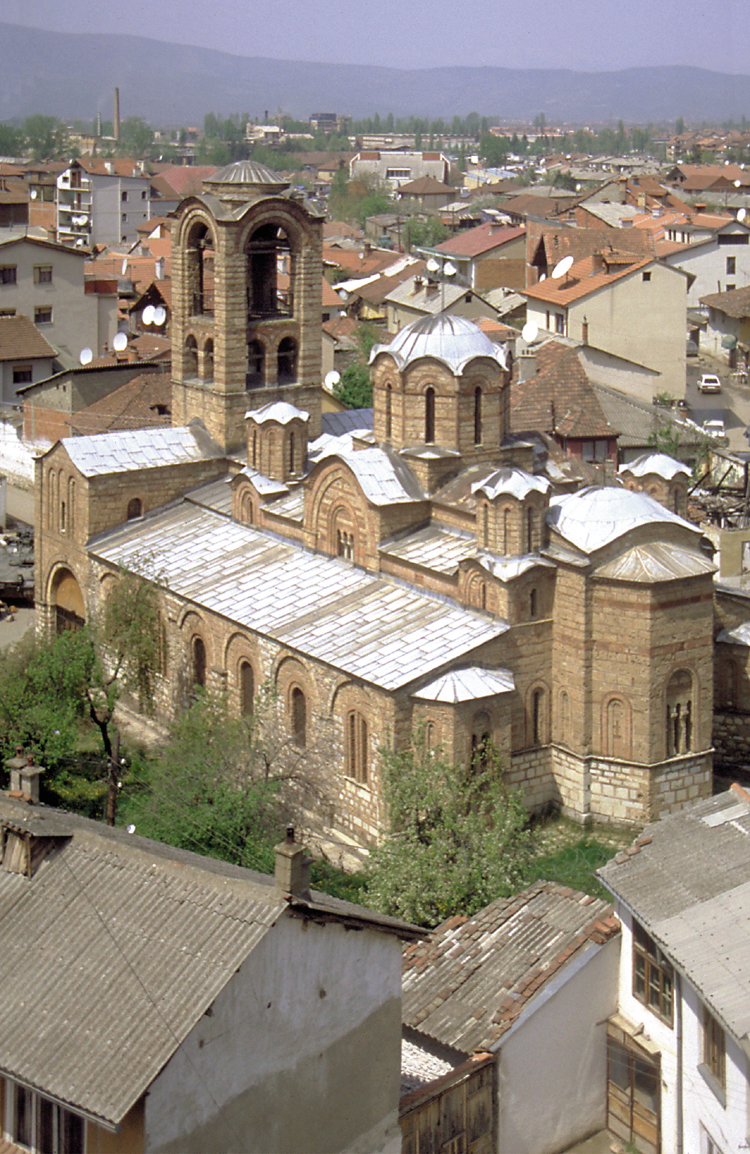
UNESCO-Weltkulturerbe Muttergotteskirche Ljeviška / Prizren (im 13./14. Jh. erbaut): am 17. März 2004 schwer beschädigt
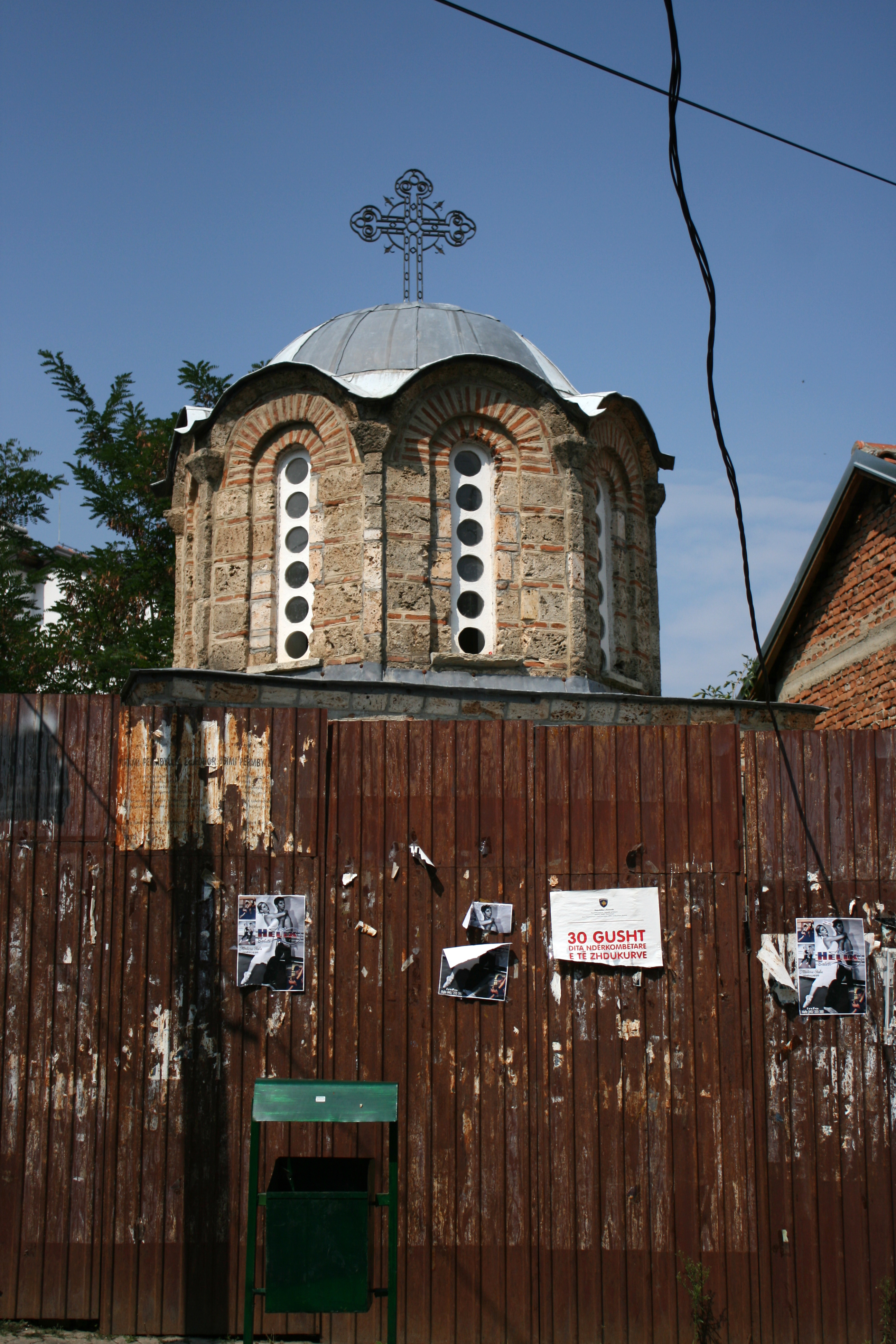
St. Nikolaikirche „Tutić“ / Prizren (1331/32 erbaut): hinter nach Brand[247] und Vandalismus[248] von März 2004 errichtetem Schutzzaun
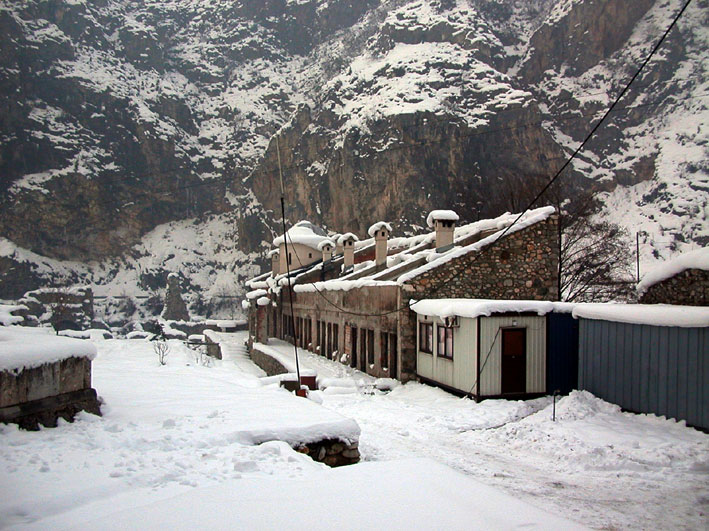
Erzengelkloster / Prizren (1343–1352 erbaut): im März 2004 in Gegenwart von KFOR-Soldaten geplündert und niedergebrannt
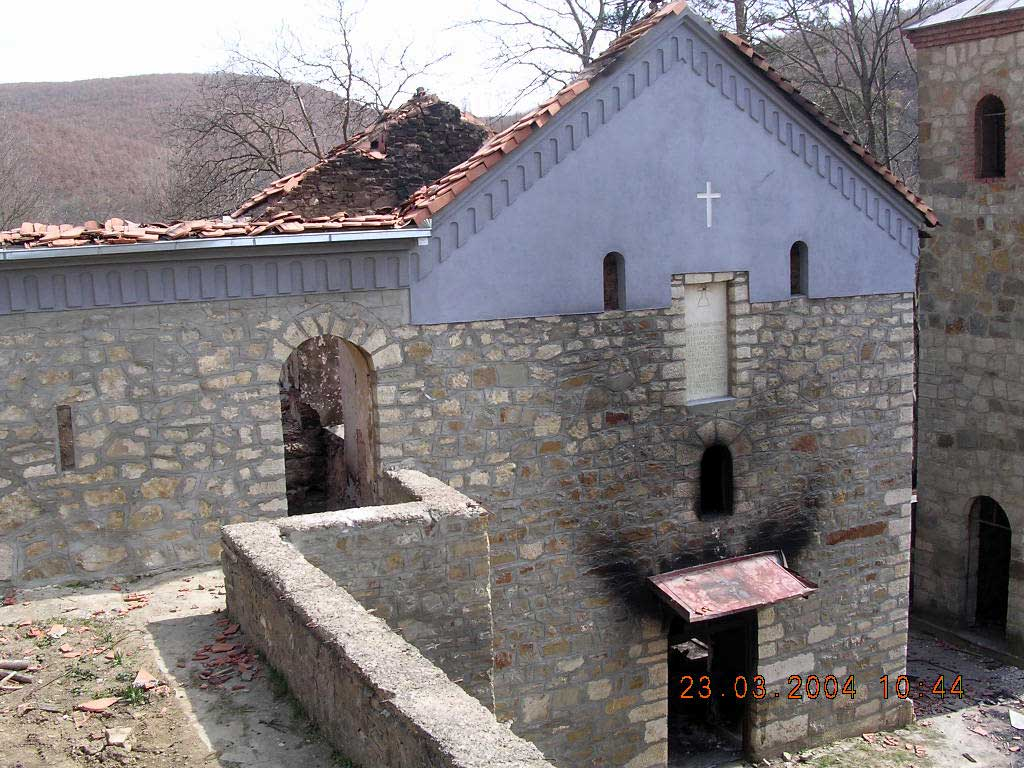
Kloster Devič bei Srbica (1434 erbaut): im Krieg 1999 verwüstet, im März 2004 in Gegenwart von KFOR-Truppen niedergebrannt
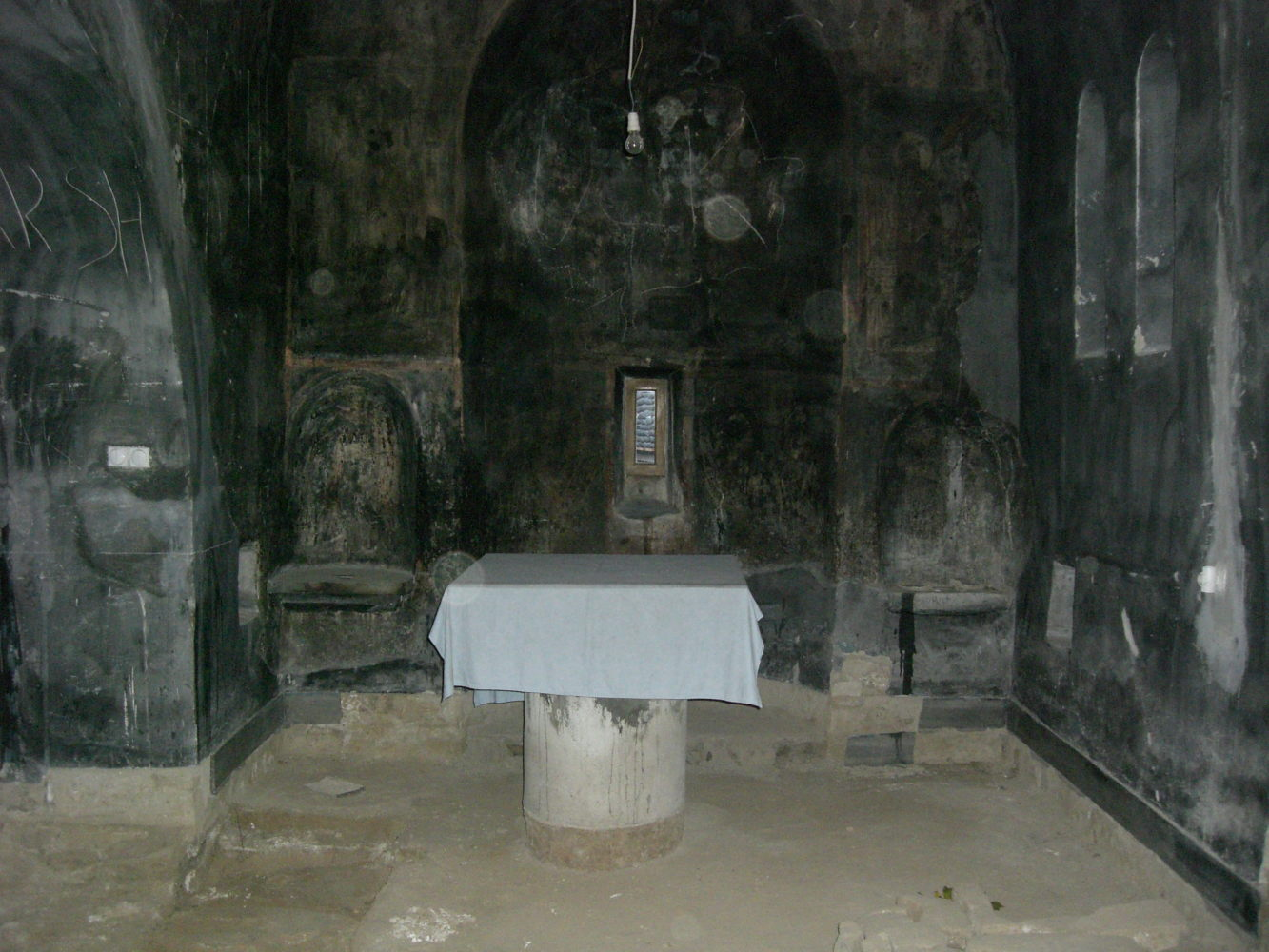
Kloster Devič: durch Brand am 18. März 2004 zerstörte Fresken mit UÇK- und AKSH-Graffiti

#### Weitere Kulturgüter mit Schutzstatus
Gemeinde Kosovo Polje:
1. Crkva Svetog Nikole (St.-Nikolaus-Kirche) in Kosovo Polje; Im März 2004 wurde im Innern der 1940 auf den Fundamenten einer älteren Kirche und nahe der Bahnverbindung Kraljevo-Skopje gegründeten Kirche ein Brand gelegt und das Gemeindehaus ausgeraubt.[249]

Gemeinde Kosovska Mitrovica:
1. Crkva Svetog Save (Church of St. Sava) in Kosovska Mitrovica; Die 1896 bis 1912 im albanisch dominierten südlichen Teil der Stadt erbaute Kirche und der Friedhof wurden im März 2004 in Gegenwart militärischer Kräfte der UN-Mission in Brand gesetzt beziehungsweise zerstört.[250][251][252]

Gemeinde Orahovac:
1. Crkva Svete Nedelje (Church of St. Cyriaca/Nedelja) in Brnjača; Die Kirche war – laut einem vom serbischen Kultusministerium 2004 veröffentlichten Expertenbericht – ursprünglich in der ersten Hälfte des 14. Jahrhunderts gebaut und nach Restaurierungen im 16., 19. und 20. Jahrhundert im Zweiten Weltkrieg demoliert und 1975 wiederaufgebaut worden. Im März 2004 wurde sie in Gegenwart von UN-Mission und KFOR in Brand gesetzt.[152] Ein weiterer serbischer Bericht gibt als Baujahr 1852 an.[141] Die UNESCO-Expertenberichte von 2004 und 2005 erwähnen nur eine in den 1970er Jahren gebaute Church of St. Kyriake in Orahovac (alban.: Rahovec), deren Anbau im März 2004 in Brand gesetzt wurde, selbst aber unbeschädigt und von begrenztem historischen und künstlerischen Wert sei.[253][254]

Gemeinde Peć:
1. Crkva Bogorodičinog Vavedenja (Church of the Presentation of the Holy Virgin in the Temple) in Belo Polje; Die auf älteren Fundamenten in der zweiten Hälfte des 19. Jahrhunderts erbaute und 1964 unter Schutz gestellte Kirche war nach der Ankunft der KFOR-Truppen 1999 in Brand gesetzt und geplündert worden. Die Einwohner des Dorfes wurden vertrieben, etwa 20 Familien kehrten zurück. In der Kirche hatte sich eine Sammlung von Ikonen, Büchern und liturgischen Gegenständen befunden. Das wertvollste Objekt dieser Sammlung war eine italo-kretische Ikone aus dem 15. oder 16. Jahrhundert.[160] Die Ende 2003 teilweise restaurierte Kirche und die wiederaufgebauten Häuser wurden im März 2004 in Brand gesetzt.[161][160][162][163][35][129]

Gemeinde Podujevo:
1. Crkva Svetog Andreja Prvozvanog oder Crkva Sv. Andrije Prvozvanog (Sv. Ilije) (Church of St Andrew – St. Elias) in Podujevo; Die 1930 erbaute, im Zweiten Weltkrieg teilweise beschädigte und 1971 restaurierte Kirche war nach der Ankunft der KFOR-Truppen und der UN-Mission im Kosovo 1999 in Brand gesetzt und 2002 verwüstet worden. Im März 2004 wurde die Apsis gesprengt und der Altarraum schwer beschädigt.[255][256][257] In Bildern und Filmaufnahmen wurde festgehalten, wie Randalierer im März 2004 gewaltsam die Kreuze auf dem Dach der in Brand gesetzten Kirche entfernen, während eine Menge von Hunderten Kosovo-Albanern, von denen einige die Flagge Albaniens präsentieren, den Zerstörungen schaulustig beiwohnt.[258]

Gemeinde Priština:
1. Crkva Svetog Nikole (St.-Nikolaus-Kirche) in Priština; Die 1830 gebaute und 1956 unter Schutz gestellte Kirche war nach der Ankunft der KFOR 1999 durch eine Handgranate beschädigt worden und wurde am 18. März 2004 zusammen mit dem Gemeindehaus in Brand gesetzt und brannte vollständig aus. Die wertvolle Ikonostase und das komplette Archiv wurden im Feuer vernichtet.[259][260] Nur die äußeren Wände, die Narthizes und der Glockenturm blieben – allerdings schwer beschädigt – stehen, die zweilagigen Wandgemälde beschädigt. Die Kirche war vor ihrer Zerstörung die einzige funktionierende in Priština.[261][229][129]

Gemeinde Prizren:

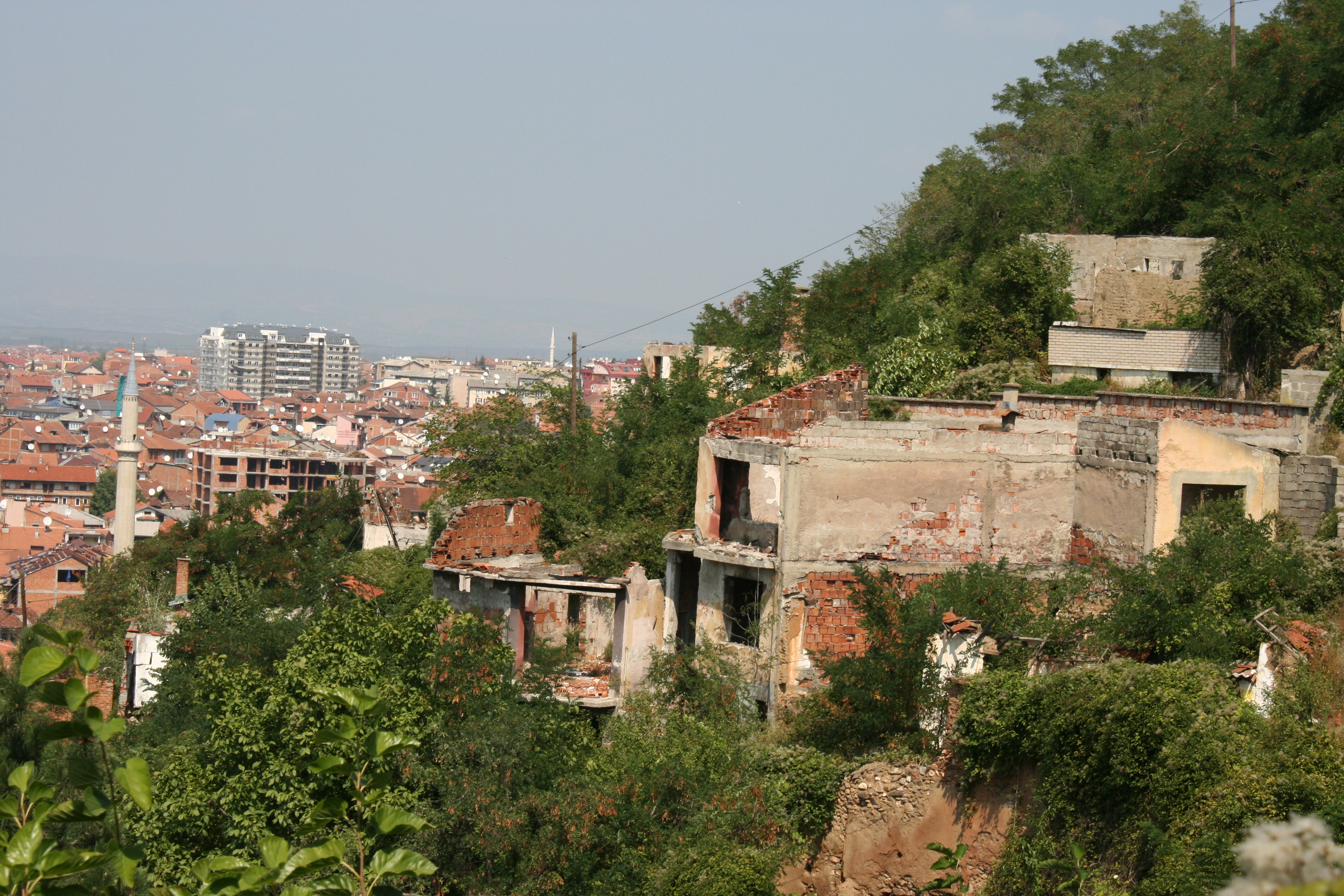
Reste des serbischen Viertels in Prizren einige Jahre nach der Zerstörung vom März 2004

1. Crkva Vavedenja – Svete Nedelje (Markova) (Church of St. Cyriaca/Nedelja) in Prizren; Die auf Teilen einer 1371 von König Marko Mrnjavčević gegründeten Kirche errichtete und 1966 unter Schutz gestellte Kirche wurde im März 2004 in Gegenwart von KFOR-Truppen niedergebrannt.[262][263][131] Das gesamte Stadtviertel Potkjalaja/Mahalla um die Kirche wurde im März 2004 einschließlich der Erlöserkirche (St. Saviour Church) verwüstet. Es handelte sich um eine traditionell serbische Siedlung.[131]
2. Crkva Svetog Đorđa (Runovića) (St.-Georgs-Kirche, „Runovic’s“ church) in Prizren; Die vermutlich zwischen dem 14. und 16. Jahrhundert erbaute und 1956 unter Schutz gestellte Kirche enthielt eine Ikonostase von 1829. Konservierungsarbeiten an den Ikonen und Fresken wurden 1995 begonnen und mit der Ankunft der KFOR-Truppen unterbrochen, worauf die Kirche als Lagerraum für Feuerholz und Stacheldraht verwendet wurde. Im März 2004 wurde im Innern ein Brand gelegt, der schwere Schäden verursachte.[264][263] Die wertvollen Wandgemälde wurden vom Feuer angegriffen.[265][240]
3. Komplex von Potkaljaja, Pantelija und Potok mahala in Prizren; Das 1970 unter Schutz gestellte Wohn-, Handwerks- und Handelsviertel unterhalb der Festung war ein einmaliges Beispiel der Siedlungsgeschichte aus der ersten Hälfte des 19. Jahrhunderts. Die serbische Bevölkerung wurde 1999 vertrieben. Im März 2004 fielen viele Häuser den Bränden zum Opfer, die in Gegenwart von KFOR-Truppen gelegt wurden. Das gesamte serbische Viertel der Altstadt wurde von dem Mob durch Feuer-, Bomben- und andere Anschläge verwüstet. Die stehengebliebenen Wände waren in instabilem Zustand.[266][267][268][269][129]

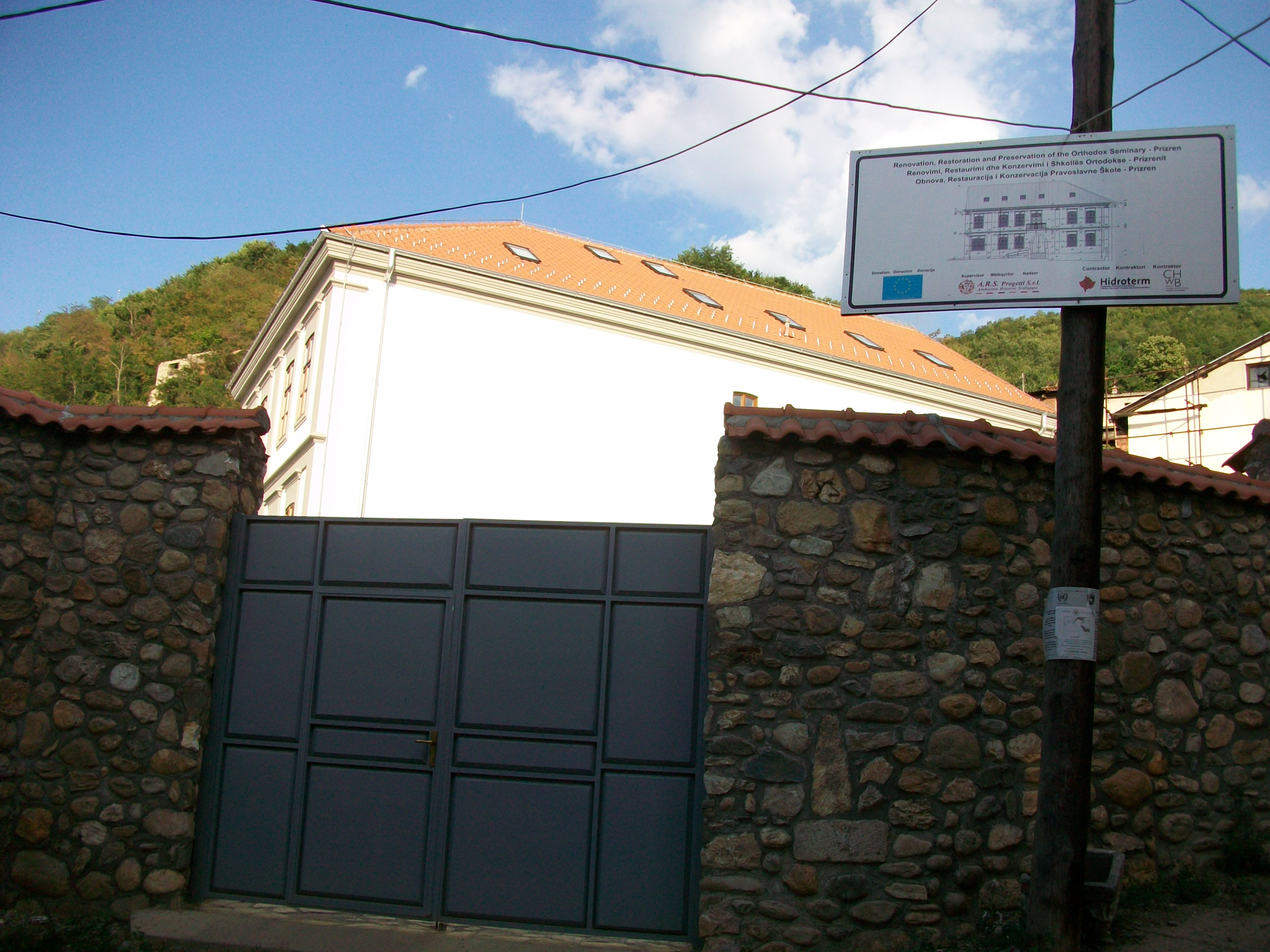
Restaurierung, Renovierung und Erhaltung mit EU-Hilfe verkündet ein Schild vor dem Orthodoxen Seminar Prizren 2009 – dass hier der Serbe Dragan Nedeljković am 17. März 2004 verbrannte, verschwieg das deutsche Verteidigungsministerium lange

1. Zgrada Bogoslovije „Sveti Kirilo i Metodije“ (Edifice of the Theological Seminary „SS Cyril and Methodius“) in Prizren; Die Kapelle der Stiftung von 1872 wurde nach der Ankunft von UN-Mission und KFOR im Kosovo 1999 zerstört. Im März 2004 wurde der gesamte Komplex des orthodoxen Priesterseminars in Brand gesetzt und verwüstet.[169][129] Alle Gebäude, insbesondere das älteste, haben vollständig Schaden genommen. Der Standort beherbergte eine kleine Gemeinschaft von Serben, die seit März 2004 in Räumlichkeiten der KFOR lebten.[170]

Gemeinde Štimlje:
1. Crkva Svetog arhanđela Mihaila (Kirche des Heiligen Erzengel Michael) in Štimlje; Die 1920–1922 nach den Entwürfen der ersten serbischen Architektin, Jelisaveta Načić, erbaute und 1977 sorgfältig konservierte Kirche war nach 1994 unter Schutz gestellt worden und barg von Uroš Predić gemalte Ikonen. Nahe der Kirche war ein Asyl für Waisenmädchen errichtet worden. Die Kirche wurde nach Ankunft der KFOR nach September 1999 demoliert und seit 1999 mehrmals beschädigt und geplündert. Im März 2004 wurde die Kirche, in deren Glockenturm im Januar 2004 Feuer gelegt worden war, verwüstet und Opfer von Vandalismus.[270][271][272]

Gemeinde Vučitrn:
1. Crkva Svetog Ilije (St.-Elias-Kirche) in Vučitrn; Die 1834 auf Resten einer aus dem 16. bis 17. Jahrhundert stammenden erbaute Kirche und das Gemeindehaus wurden im Juni 1999 durch Vandalismus beschädigt und in Brand gesetzt. Im März 2004 wurde die Kirche vollständig niedergebrannt. Die reichen Wandmalereien sind teilweise erhalten.[273][274]

#### Weitere Kulturgüter ohne Schutzstatus
Zusätzlich zu den 19 Objekten der „geschützten“ Kategorien 1 bis 3 wurden 16 weitere religiöse Objekte ohne Wert als Kulturerbe verwüstet, also zusammen 35 Kulturgüter und Kirchen, beispielsweise die Kirche in Obilić (Obiliq), wo über 100 angesiedelte Serben evakuiert werden mussten (die Kirche im Zentrum von Obilić wurde im Juni 2006 ein weiteres Mal angegriffen).
Nach Angaben der Gesellschaft für bedrohte Völker vom November 2004 sollen die Ausschreitungen von März 2004 und die mutwillige Zerstörung des serbischen Krankenhauses in Kosovo Polje dazu geführt haben, dass sich die medizinische Versorgung im Zentralkosovo auch für die Roma-Bevölkerung verschlechtert hat, die in der Regel nur in serbischen Krankenhäusern behandelt wurde, welche im Gegensatz zu den albanischen Krankenhäusern eine kostenlose Versorgung bereitstellten. In einigen Fällen sei dokumentiert, dass Roma-Patienten nun „auch von serbischen Ärzten abgewiesen [wurden], obwohl sie krank oder lebensgefährlich verletzt waren. Unter albanischen Ärzten [sei] ein derartiges Verhalten bereits seit langem üblich“ gewesen.
Bei den zerstörten religiösen Objekten und Kulturgütern ohne Schutzstatus handelt es sich im Einzelnen um:
- Gemeinde Đakovica:
  - Crkva Svetog Ilije (St.-Elias-Kirche) in Bistražin: die zwischen den beiden Weltkriegen auf den Resten einer älteren Kirche erbaute Kirche brannte 1941 ab, wurde 1992 wiederaufgebaut, im Juni 1999 geplündert und beschädigt, im März 2004 in Gegenwart von KFOR-Truppen gesprengt und damit völlig zerstört.[277][278][279][280]
  - Saborna crkva Svete Trojice (Cathedral of the Holy Trinity) in Đakovica: Im Juli 1999 zerstört, im März 2004 zwei stehengebliebene Glockentürme völlig zerstört.[277][281][282][280]
  - Crkva Uspenja Bogorodice (Church of the Holy Virgin) in Đakovica: Die im 19. Jahrhundert an der Stelle einer Kirche aus dem 16. Jahrhundert errichtete Kirche und das Gemeindehaus samt Ikonensammlung aus dem 18. und 19. Jahrhundert wurden im März 2004 in Gegenwart von UN-Mission und KFOR völlig zerstört.[283][284][279] Sowohl die Kirche als auch das Gemeindehaus, in dem fünf alte serbische Frauen lebten, wurden niedergebrannt.[280][285]
  - Grobljanska crkva Svetog kneza Lazara oder Crkva Svetog Lazara (Cemetery Church of Holy Prince Lazar) in Piskote: Die von 1991 bis 1994 nach Art des neobyzantinischen Stils erbaute Kirche wurde 1999 nach der Ankunft von UN-Mission und KFOR im Kosovo verwüstet und im März 2004 zusammen mit dem Friedhof vollständig zerstört.[283][286][282][280]
- Gemeinde Kosovo Polje:
  - Crkva Svete Katarine (St.-Katharina-Kirche) in Bresje: die erstmals im 19. Jahrhundert erbaute, zerstörte und nach dem Ersten und Zweiten Weltkrieg neu erbaute Kirche wurde im März 2004 in Gegenwart von KFOR-Soldaten geplündert und demoliert.[249]
- Gemeinde Kosovska Kamenica:
  - Crkva Svetog Pantelejmona (Church of Panteleimon) in Donja Šipašnica: Die im 20. Jahrhundert erbaute Kirche wurde 2004 in Brand gesetzt.[249][141]
- Gemeinde Obilić:
  - Crkva Sv. arhanđela Mihaila (Kirche des Heiligen Erzengel Michael) in Obilić: Laut Bericht der KFOR/UNMIK wurde im März 2004 ein großes Feuer in der Kirche entzündet.[152][254]
- Gemeinde Peć:
  - Crkva Svetog Jovana Preteče (St.-Johannes-der-Täufer-Kirche) in Peć: Im März 2004 wurde die 1982 am Ort einer früheren Kirche im alten Stadtzentrum von Peć erbaute Kirche und ihr Pfarrhaus in Brand gesetzt und schwer beschädigt oder zerstört.[256][287][163]
- Gemeinde Prizren:

- - St. Georgs-Kathedrale[35] (Saborna crkva Svetog Đorđa) in Prizren: die im 19. Jahrhundert erbaute Kirche wurde im März 2004 in Gegenwart von KFOR-Truppen niedergebrannt und gesprengt.[288][169][289] Bereits ein UNESCO-Expertenbericht von 2003, der die Kathedrale als Objekt von regionaler Bedeutung kennzeichnet, gab an, dass „der Komplex in Anbetracht der anhaltenden ethnischen Spannungen unter schwerer Bewachung der KFOR“ sei.[289] 2005 waren dagegen nur noch die äußeren Wände stehengeblieben. Die Wandmalereien, Möbel, Ikonen und anderen Kunstschätze waren vernichtet worden. Die orthodoxe Kathedrale von Prizren und Sitz der Diözese war die wichtigste Kirche des Episkopats und hatte reiche Kulturschätze beherbergt.[290]
  - Crkva Svetih vrača Kozme i Damjana (Church of Holy Doctors Cosmas and Damian) in Prizren: Die Ende des 19. Jahrhunderts auf den Resten einer älteren Kirche (aus dem 14. Jahrhundert[141]) erbaute Kirche, deren Pfarrhaus 1999 niedergebrannt wurde, wurde im März 2004 niedergebrannt.[291][292]
  - Crkva Svetog Pantelejmona (Church of St. Panteleimon) in Prizren: die 1937 auf Fundamenten aus dem 14. Jahrhundert erbaute Kirche wurde im März 2004 in Gegenwart von UN-Mission und KFOR niedergebrannt.[292]
  - Zgrada Episkopije oder Zgrada Vladičanskog dvora[141] (Edifice of the Episcopate) in Prizren: Das um 1960 gebaute Gebäude wurde im März 2004 in Brand gesetzt, demoliert und völlig gestört, obwohl darin – laut einem vom serbischen Kultusministerium veröffentlichten Expertenbericht – seit 1999 das Hauptquartier der deutschen KFOR untergebracht war.[293] Der UNESCO-Expertenbericht von 2005 erwähnt lediglich die Residenz des Episkopats (Residenz und Büro des serbisch-orthodoxen Bischofs) als ursprünglich russische Botschaft (Konsulat), von der nach der Inbrandsetzung im März 2004 nur wenige Mauern stehen geblieben sind. Im selben Komplex befinden sich auch die kleine St. Georgskirche („Runovic's“ church) und die St. Georgs-Kathedrale sowie auf der anderen Straßenseite die kleine St. Nikolaikirche („Tutić Church“).[294][170]
  - Crkva Svete Nedelje (Church of St. Cyriaca/Sveta Nedelja) in Živinjane: Die Bevölkerung des Dorfes Živinjane wurde vertrieben und die 1936 gebaute Kirche (mit Ursprüngen im 16. Jahrhundert[141]) im März 2004 gesprengt und zerstört.[293]
- Gemeinde Uroševac:
  - Crkva Rođenja Presvete Bogorodice (Church of the Nativity of the Holy Virgin) in Softović: Der orthodoxe Friedhof der zwischen den beiden Weltkriegen erbauten und nach Ankunft der KFOR von 1999 in Brand gesetzten und durch Vandalismus beschädigten Kirche wurde im März 2004 zerstört.[270] Die Kirche erlitt schwere Schäden und Einsturz des Bauwerks.[295]
  - Crkva Svetih apostola Petra i Pavla oder Crkva Svetog Petra i Pavla (Kirche der Heiligen Apostel Peter und Paul) in Talinovac: Die moderne, im 20. Jahrhundert (nach anderen Angaben 1840[141]) erbaute und nach Ankunft der KFOR von 1999 demolierte und in Brand gesetzte Kirche wurde im März 2004 erneut in Brand gesetzt.[270][295] Das Innere wurde durch das Feuer angegriffen, die Dachabdeckung teilweise entfernt.[295]
  - Crkva Svetog Kralja Uroša (Church of Holy King Uroš) in Uroševac: Im März 2004 wurde die zwischen 1926 und 1933 gebaute Kirche in Gegenwart von KFOR-Truppen in Brand gesetzt.[273][296] Laut UNESCO-Expertenberichten von 2004 und 2005 soll die Kirche von großer religiöser und symbolischer Bedeutung sein und wertvolle Dekorationen und Artefakte beinhalten, jedoch unter historischen und kunstwissenschaftlichen Gesichtspunkten nicht als wichtiges Monument einzustufen sein. Die Kirche sei im März 2004 unter heftige Attacken geraten, doch sollen die Gewalttaten des kosovo-albanischen Mobs auf den Eingangsbereich beschränkt und die Attacken durch US-amerikanische KFOR-Kräfte angehalten worden sein.[297][272]
  - Crkva Svetog Ilije (St.-Elias-Kirche) in Nekodim: Die 1975 erbaute und Anfang Juli 1999 nach der Ankunft der KFOR in Brand gesetzte Kirche wurde im März 2004 zerstört, nachdem KFOR-Soldaten den Schutz der Kirche zurückgewiesen hatten.[273] Der Expertenbericht der UNESCO von 2004 gibt als Ort der Kirche Varoš Selo an und erwähnt Schäden im Innern der Kirche durch Feuer.[298]

Weitere Schäden an Objekten ohne Schutzstatus oder an Objekten, die keine bedeutenden Schäden an ihren geschützten Werten erlitten:
- Gemeinde Istok:
  - Crkva Svetog Petra i Pavla (St.-Peter-und-Paul-Kirche) in Istok: Die 1929 gebaute Kirche wurde im März 2004 angegriffen, durch Sprengsätze beschädigt und in Brand gesetzt, die Ikonostase verbrannt, der Altar zerstört, das Pfarrhaus völlig verwüstet.[299][300][141]
- Gemeinde Obilić:
  - Crkva Rođenja Bogorodice in Obilić: Die im 20. Jahrhundert gebaute Kirche soll während der Ausschreitungen vom 17. bis zum 19. März 2004 zerstört worden sein.[141]
- Gemeinde Kosovo Polje:
  - (St.-Nikolaus-Kirche) in Kosovo Polje: Die 1939 gebaute Kirche wurde durch ein im Eingangsbereich gesetztes Feuer leicht beschädigt, das Hauptportal zerstört.[301][300]
- Gemeinde Peć:
  - Crkva Svetog Jovana Preteče (St.-Johannes-der-Täufer-Kirche) in Pećka Banja: die 1997 erbaute Kirche soll während der Ausschreitungen vom 17. bis zum 19. März 2004 zerstört worden sein.[141]
- Gemeinde Kosovska Kamenica:
  - (Church of St. Parasceve) in Donja Šipašnica: Die 1999 durch Vandalismus und Feuer beschädigte Kirche wurde im März 2004 durch einen Molotowcocktail angegriffen.[252]
- Gemeinde Lipljan:
  - (Church of the Presentation of the Virgin) in Lipljan: die vor 1331 auf Fundamenten einer frühen byzantinisch-christlichen Basilika aus dem vierten bis sechsten Jahrhundert erbaute und im 16. Jahrhundert teilweise rekonstruierte Kirche ist von hohem historischen und künstlerischen Wert, wurde jedoch im März 2004 lediglich äußerlich beschädigt.[302][303]
  - (Church of Sts. Florus and Laurus) in Lipljan: die im 20. Jahrhundert in der Nähe der alten Church of the Presentation of the Virgin gebaute Kirche birgt einige wertvolle Ikonen, wurde jedoch im März 2004 bis auf ihr Holzportal nur leicht beschädigt. Die serbische Gemeinde zog sich während der Märzpogrome 2004 in das Kirchengebäude zurück. Der Priester wurde bei den Attacken der Kosovo-Albaner durch Bombenschrapnelle verletzt.[129][145][303] Die gesamte serbische Gemeinde sollte aus Sicherheitsgründen Ende des Schuljahres 2004 in die serbische Exklave Gračanica evakuiert werden. Die UNESCO empfahl nach den Pogromen von März 2004 den Bau eines aufwändigen, beide Kirchen umschließenden Zaunes zum Schutz der Kirchen und des archäologisch wertvollen Standorts.[145][303]
- Gemeinde Vitina:
  - Crkva Svete Petke (Church of St. Petka) in Vitina: Die Kirche wurde im März 2004 angegriffen, das Pfarrhaus durch Kugeln beschädigt.[274][141]

## Gewaltreaktionen in Serbien
Nachdem die kosovo-albanischen Führer keine Maßnahmen ergriffen hatten, die kosovo-albanische Menge mit den Gewalttätern und Brandstiftern zurückzuhalten und die Ausschreitungen vom 17. und 18. März im Gegenteil den Eindruck einer konzertierten Massenaktion machten, die blitzartig das ganze Land erfasste, kam es infolge der Ereignisse im Kosovo in Serbien zu Massendemonstrationen und zu einer Eskalation. Bei den dabei vom 17. bis zum 20. März 2004 auftretenden Gewalttaten gegen Minderheiten handelte es sich um die schwersten dieser Landesteile seit zwei Jahren. Darüber hinaus provozierte die Gewaltwelle im Kosovo auch die Inbrandsetzung der Moschee in Kumanovo in
Mazedonien sowie als Reaktion darauf wiederum das Niederbrennen einer orthodoxen Kirche in Bugojno in Bosnien.

### Ablauf und Umfang
In Niš und Belgrad setzten serbische Demonstranten ab der Nacht vom 17. auf den 18. März die städtischen Moscheen als Racheakt für die Gewalttaten in der Provinz Kosovo in Brand. Mehrere andere Moscheen und islamische Standorte in den Städten von Novi Sad und Mali Zvornik sowie in der serbischen Region Sandschak waren Ziele von Vandalismus, erlitten aber keine ernsten Schäden.
Auch andere Objekte in albanischem Besitz wurden verwüstet. Allein in Belgrad wurden bei nächtlichen Zusammenstößen insgesamt 30 Polizisten verletzt.
In der Folge der Vorfälle baten Vertreter der serbischen Regierung die islamische Gesellschaft Serbiens um Entschuldigung. Der Polizeichef von Niš wurde seines Postens enthoben und der Polizeichef von Belgrad wurde degradiert, da er die Angriffe nicht verhindert hatte. Wie im Kosovo stellten die örtlichen Behörden Fonds für die Reparatur der bei den Märzausschreitungen beschädigten religiösen Gebäude zur Verfügung.
- 17. März – Niš: Am Abend des 17. März 2004 versammelte sich eine Menge von 2.000 Demonstranten auf dem Zentralplatz der damals zweitgrößten serbischen Stadt. Etwa um 22 Uhr marschierten die Demonstranten zur nahegelegenen und aus dem 18. Jahrhundert stammenden Islam-Aga-Moschee (auch: Hadrović-Moschee[4]) und setzten sie in Brand, noch bevor die Polizei eintraf. Die Polizei hinderte die Menge nicht daran, der Feuerwehr den Weg zur Moschee zu versperren,[304] indem sie sich auf die Straße legten.[305] Das Feuer zerstörte den größten Teil der Moschee und das Minarett. Elf Personen wurden von der Staatsanwaltschaft der Gemeinde für Beteiligung an der Gruppe, die die Moschee beschädigt hatte, angeklagt. Das Gericht verurteilte acht der Angeklagten am 26. Juli 2005 zu Gefängnisstrafen von drei bis fünf Monaten für die Rolle, die sie im Brand der Moschee gespielt hatten. Das Gericht berücksichtigte keine ethnische Komponente bei der Urteilssprechung und betonte die „teilweise gerechtfertigte Revolte“ der Angeklagten als mildernden Umstand ihrer Verantwortlichkeit. Der vorsitzende Richter merkte an, die Strafe wäre noch milder ausgefallen, wenn das Vergehen der Angeklagten positive Folgen für die Kosovo-Serben gehabt hätte, was jedoch nicht der Fall gewesen sei.[304]
- 18. März – Belgrad: Spätabends zogen Tausende Belgrader, darunter Premierminister Vojislav Koštunica, zur orthodoxen Kathedrale und trugen dabei Plakate und Spruchbänder mit der Aufschrift: „Wir geben das Kosovo nicht auf.“[29] Kurz nach Mitternacht am 18. März setzte eine Gruppe von mehreren hundert Demonstranten die einzige Moschee in Belgrad in Brand. Bevor sie die Barjakli-Moschee erreichten, brachen sie durch einen unterbesetzten und schwach ausgerüsteten Polizei-Kordon und verletzten zwei Dutzend Polizisten. Die Autorisierung für den Einsatz von Gewalt war zunächst auf Wunsch des Innenministers Dragan Josić nicht gegeben worden und kam erst, als der Polizeikordon etwa 20 Minuten nach Mitternacht undicht wurde. Als etwa eine Stunde später eine Spezialeinheit der serbischen Polizei eintrat und den Mob auflöste, kam die Feuerwehr an und begann die bereits brennende Moschee zu löschen. Im Gegensatz zu der wesentlich aus Holz gebauten Moschee in Niš rettete die solide Betonkonstruktion die Belgrader Moschee vor der völligen Zerstörung. Das Interieur der Moschee und das Nebengebäude der islamischen Gemeinschaft in Serbien wurden jedoch größtenteils vom Feuer zerstört.[304] Die religiöse Bibliothek der Bajrakli-Moschee mit 40.000 Bänden von Schriften, religiösen Büchern und Manuskripten brannte nieder, ebenso wie die Archive der islamischen Gemeinschaft Serbiens mit 14.000 Büchern, Kunstobjekten und anderen Gegenständen.[305][304] Gegen 36 der 78 von der Polizei in den ersten Stunden des 18. März festgenommenen Demonstranten wurde Strafverfolgung eingeleitet, wie in Niš jedoch nicht wegen ethnisch begründeten Hasses. Am 11. April 2005 wurde der erste Angeklagte zu einer Freiheitsstrafe von drei Monaten für die Teilnahme an einer Gruppe, die die Belgrader Moschee beschädigte, verurteilt.[304]
- 18.–20. März – Novi Sad: In der Hauptstadt der Vojvodina beschädigten Mobs Räumlichkeiten des Islamzentrums sowie Bäckereien und Konditoreien, die sich im Besitz ethnischer Albaner und Muslime befanden. Aufgebrachte Mengen in Novi Sad versuchten in Siedlungen einzudringen, die von Roma- und Aschkali-Familien bewohnt wurden. In anderen Städten der Vojvodina und in weiteren Orten in Zentralserbien beschädigten kleinere Gruppen von Menschen Bäckereien und Konditoreien, die sich im Besitz ethnischer Albaner befanden.[304]

### Zerstörung geschützter Kulturgüter
- Die berühmte, am 18. März in Brand gesetzte Barjakli-Moschee aus dem 17. Jahrhundert[29] ist in die Liste der geschützten Kulturmonumente Serbiens aufgenommen worden. Die einzig erhaltene der einst zahlreich in Belgrad vorhandenen Moscheen war im Laufe ihrer Geschichte wiederholt abgerissen oder in ihrer Funktion geändert und auch während der österreichischen Türkenkriege von 1717 bis 1739 als römisch-katholische Kirche verwendet worden. In den Serbisch-Osmanischen Kriegen von 1876 bis 1878 war die Moschee verwüstet und 1893 bis 1894 von König Aleksandar Obrenović wiederhergestellt worden. Schäden aus dem Zweiten Weltkrieg wurden 1945 behoben und nach Gründung des Denkmalschutzes in Belgrad 1961 Konservierungsarbeiten durchgeführt. Im März 2004 wurde das Innere der Moschee und die umliegende Wohngegend durch die Brände zerstört. Die Folgen der Zerstörung wurden im Zeitraum von 2004 bis 2005 unter Aufsicht des Städtischen Büros für Kulturerbe ganz oder teilweise behoben.[306]
- Die Islam-Aga-Moschee oder Hadrović-Moschee[4][307] in Niš wurde 1720 erbaut und 1870 umgebaut. Als letzte „türkische“ öffentliche architektonische Anlage in Niš wurde sie 1954 unter staatlichen Schutz gestellt. In der Nacht vom 17. März zum 18. März wurde sie in Brand gesetzt und brannte beinahe vollständig nieder.[308]

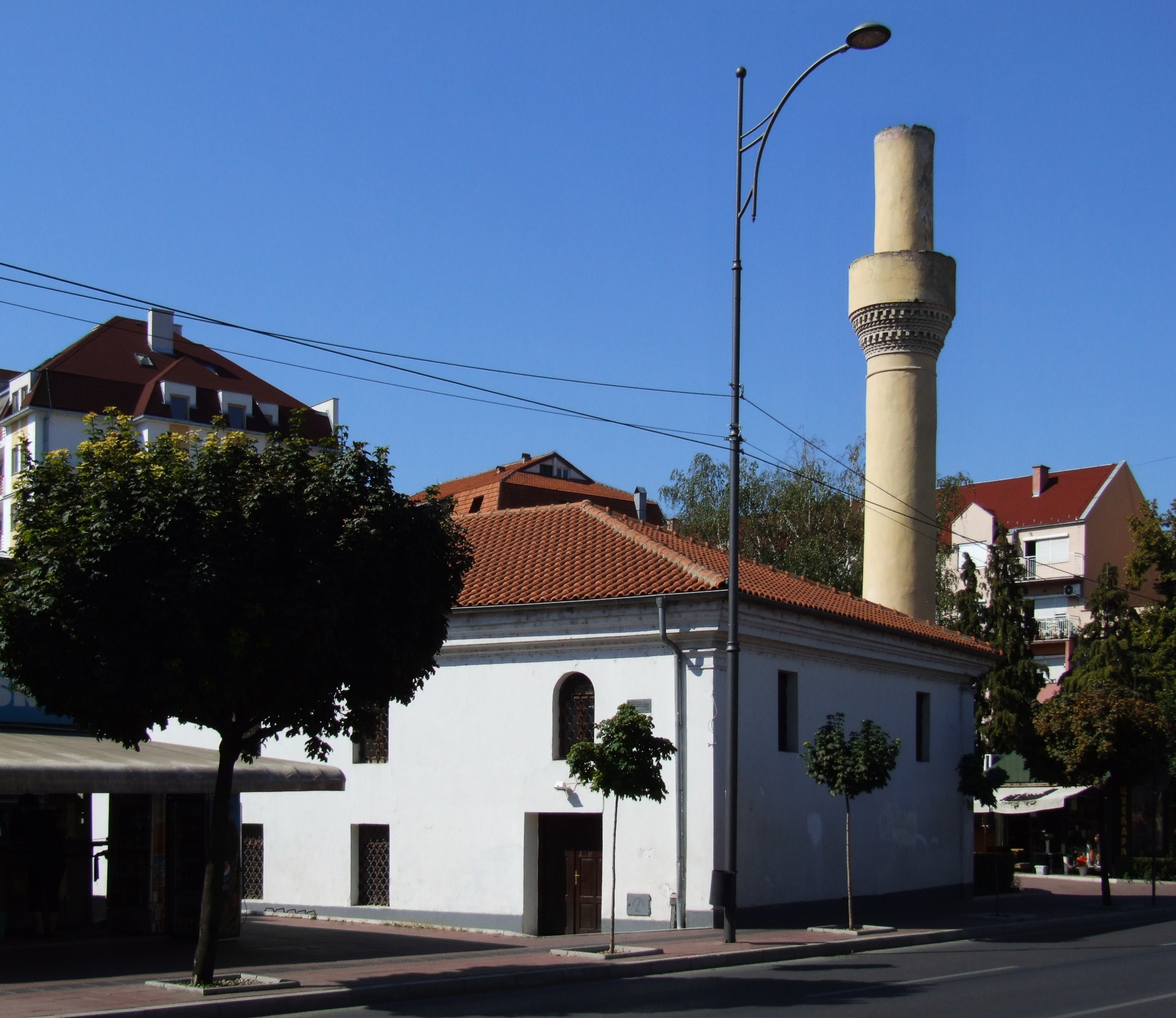
Islam-Aga-Moschee / Niš (im 18. Jh. erbaut): niedergebrannt am 17./18. März 2004
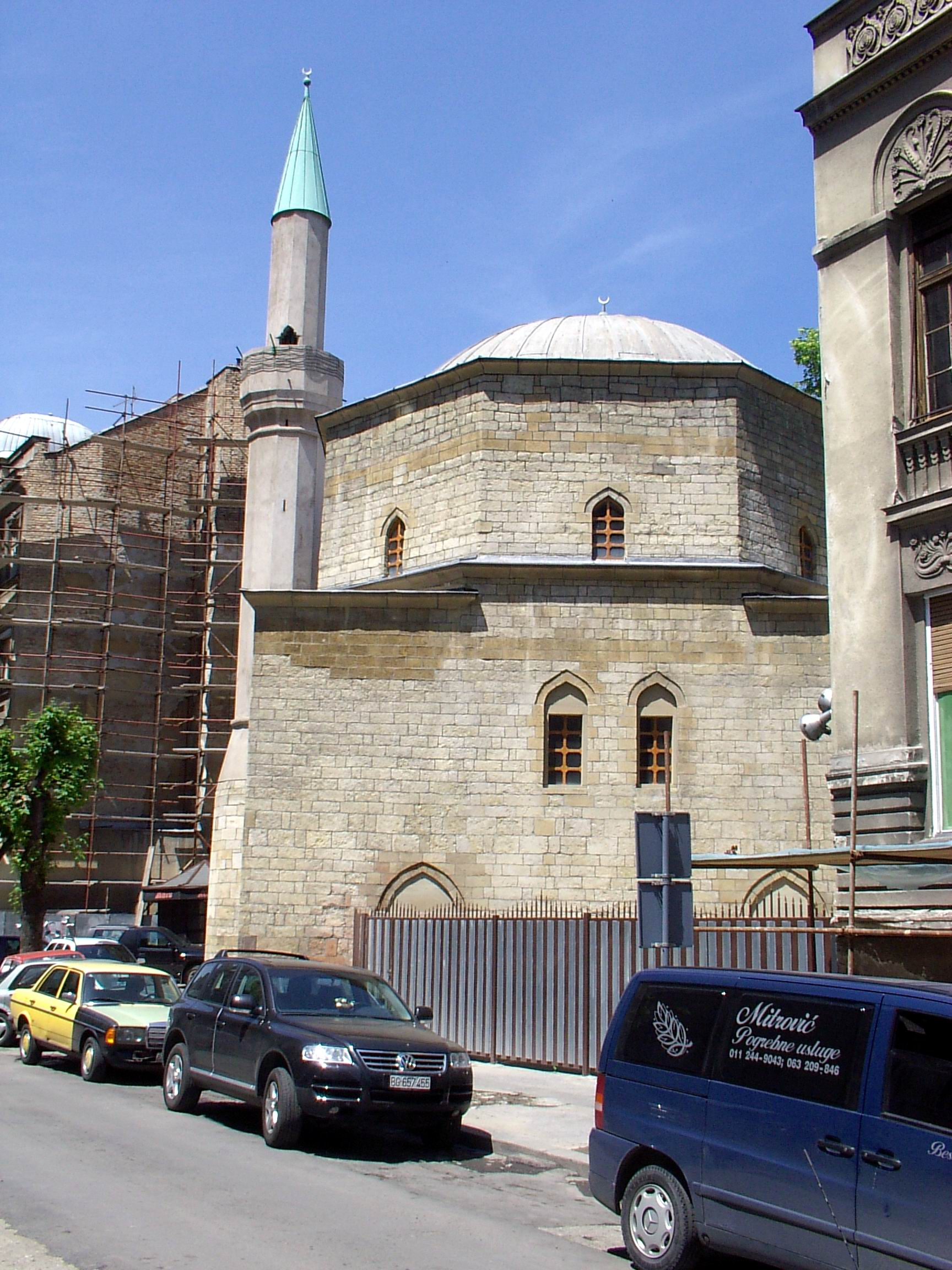
Bajrakli-Moschee / Belgrad (im 17. Jh. erbaut): in Brand gesetzt am 18. März 2004

## Öffentliche Reaktionen

### Internationale Haltung
Die ehemalige serbische Provinz Kosovo geriet durch die März-Ausschreitungen von 2004 wieder in den politischen und medialen Fokus der westlichen Öffentlichkeit, aus dem sie zwischenzeitlich durch andere weltpolitische Ereignisse als seit Sommer 1999 von der UN-Mission UNMIK verwaltetes Protektorat verdrängt worden war. Einerseits verkündeten die USA bereits kurz nach den März-Ausschreitungen die Aufnahme von Statusverhandlungen über den Kosovo ab Mitte 2005 und thematisierten damit die Klärung der Unabhängigkeitsfrage. Bereits Januar/Februar 2005 forderte die als „staatstragend“ eingeschätzte International Crisis Group (ICG), der auch der als Protagonist für die Unabhängigkeit des Kosovo geltende NATO-Oberbefehlshaber Wesley Clark angehörte, dezidiert in einem Report die Unabhängigkeit des Kosovo, da sonst weitere Unruhen und eine Ausbreitung derselben auf dem Balkan drohen würden.
Andererseits zogen die März-Ausschreitungen auch einen schweren „Imageschaden für die albanische Führung und die gesamte albanische Volksgruppe im Kosovo“ nach sich. Die um internationale Unterstützung der Unabhängigkeitspolitik bemühte politische Führung der Kosovo-Albaner, die sich „über viele Jahre hinweg […] der Sympathie und Unterstützung des Westens gegenüber den Belgrader Machthabern sicher sein“ konnte, sah sich nun unvermittelt international dem Vorwurf der „ethnischen Säuberung“ ausgesetzt. Mit den Gewaltexzessen gegen die serbische Minderheit wurde das von Kosovo-Albanern gepflegte Opfer-Image zerstört, mit dem bis dahin die Forderung nach kosovo-albanischer Selbstständigkeit unterstrichen worden war. Der russische Präsident, Wladimir Putin, beschrieb die Gewalt im Kosovo als „ethnische Säuberung“ und forderte Schutz für die serbische Minderheit.
Funktionäre der NATO und UN erachteten die Gewalttaten jedoch nicht als „ethnische Säuberungen“. Der UN-Sicherheitsrat rief Serben und Albaner während der Ausschreitungen gemeinsam auf, die Gewalt zu beenden. Ein Aufruf allein gegen die Kosovo-Albaner wurde aber abgelehnt.
UNMIK-Chef Harri Holkeri sagte in seiner Präsentation vor dem UN-Sicherheitsrat am 25. Mai 2004 in New York, die Märzausschreitungen seien der „ernsteste Rückschlag für die Anstrengungen der UNMIK“ und hätten „an den Grundfesten der Mission gerührt.“ Die Gewaltexzesse von Kosovo-Albanern gegen die Kosovo-Serben sowie gegen Roma und Aschkali stellten die Grundabsicht der sogenannten „Internationalen Gemeinschaft“, den Minderheitenschutz, in Frage. In einer seiner ersten Reaktionen nach den Ausschreitungen meldete der SRSG Holkeri noch öffentlich seine Zweifel an der Realitätsnähe der zentralen Zielvorstellung der „Internationalen Gemeinschaft“ an, also an der Errichtung einer „multiethnischen Gesellschaft“, einer in der UN-Resolution 1244 nicht formulierten Struktur, die aber von NATO-Generalsekretär Javier Solana schon im Juni 1999 verwendet wurde und auch noch später innerhalb des UN-Sicherheitsrats und von Seiten der Kosovo-Kontaktgruppe als Zielorientierung angesprochen wurde. Die Vertreter der „Internationalen Gemeinschaft“ fanden sich jedoch nicht dazu bereit, so urteilen Kramer und Džihić 2005, „ernsthaft darüber nachzudenken und zu diskutieren, ob es nicht sinnvoller und politisch produktiver wäre, die Zielvorstellung einer »multiethnische Gesellschaft« […] zugunsten einer realistischeren Strategie eines möglichst friedlichen Zusammenlebens, einer Koexistenz von Mehrheitsbevölkerung und Minderheiten aufzugeben“. Holkeri wirkte dementsprechend seiner Infragestellung der Grundphilosophie der Intervention der „Internationalen Staatengemeinschaft“ gegenüber der Presse umgehend wieder entgegen und betonte seine Verpflichtung, an der Errichtung eines Kosovo mit multiethnischem Charakter festzuhalten. Le Monde hatte bereits Ende Dezember 2003 einen Verantwortlichen der UNMIK mit Aussagen aus einem Off-the-Record-Gespräch zitiert, die die multiethnische Struktur als politisches Konstrukt ohne realen Hintergrund bezeichnet: „Die Rückkehr der Serben in den Kosovo, hören wir endlich auf darüber zu reden! Unsere liebe UNMIK und Belgrad zwingen einige ältere Serben zur Rückkehr, um dann eine internationale Pressekonferenz abzuhalten, und der Rest ist nur eine Lüge. Der Kosovo ist albanisch geworden. Das bedeutet nicht, dass die militärische Intervention von 1999 nicht gerechtfertigt war. Richtig ist aber, dass der Intervention eine Lüge folgte, die inspiriert war durch das bosnische Drama: eine internationale Gemeinschaft mit dem Ziel der Verteidigung eines multiethnischen Kosovo. Bosnien-Herzegowina war multiethnisch und der Kosovo war dies nie.“
Dennoch wich der vorher demonstrativ vorgetragene Optimismus von KFOR und UNMIK einer Situation, in der sich diese Organisationen gegenseitig die Schuld an dem schlechten Management der März-Krise zuwiesen. Als jedoch Amnesty International, International Crisis Group (ICG) und Human Rights Watch in ihren Berichten KFOR und UNMIK für gravierende Fehler im Vorfeld und während der Märzausschreitungen kritisierten, wiesen die für die Kosovo-Mission verantwortlichen internationalen Akteure die Vorwürfe entschieden und mit empörtem Ton zurück, was wiederum Zweifel an der Einsichtigkeit ihrer Haltung aufkommen ließ.
Die NATO stellt in ihrer offiziellen Internetpräsentation (Stand: März 2013) zu der Geschichte der KFOR die Märzausschreitungen von 2004 nicht als systematische kosovo-albanische Pogrome an den Minderheiten dar, sondern als „nochmalig ausgebrochene Gewalt zwischen Albanern und Serben“, die „einen Rückschritt für den Prozess zu einem stabilen, multiethnischen und demokratischen Kosovo“ bedeutet habe. Die NATO gibt dabei an, zu diesem Zeitpunkt hätten sich „KFOR-Truppen unter Angriff befunden“, ohne aber einen Hinweis darauf zu geben, von welcher Seite („Albaner“ oder „Serben“) die Angriffe erfolgt sind.
Auch im Human Development Report des UNDP (Entwicklungsprogramm der Vereinten Nationen) werden die Märzausschreitungen von 2004 nicht als Pogrome an den ethnischen Minderheiten dargestellt. Vielmehr zitiert der Bericht einen Auszug des „Kosova Rehabilitation Centre for Torture Victims“ (KRCT), der im März 2004 in der kosovo-albanischen Zeitung Koha Ditore veröffentlicht worden war. Darin werden die März-Ausschreitungen nicht mit den dramatischen ethnischen Homogenisierungen nach Ende der NATO-Luftangriffe verglichen, sondern mit den Verhältnissen vor Beginn des Krieges.

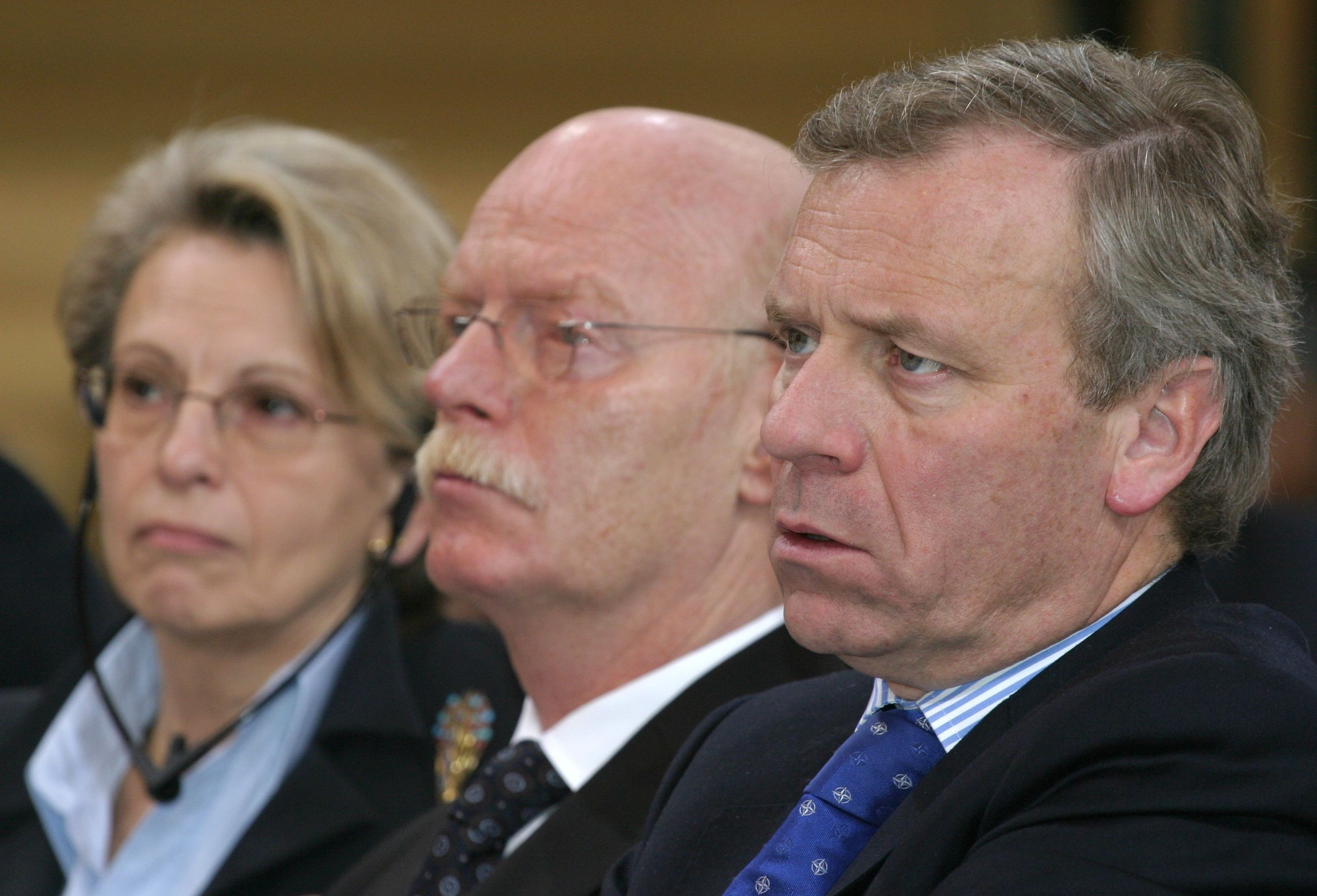
NATO-Generalsekretär Jaap de Hoop Scheffer (rechts im Bild) neben den Verteidigungsministern Deutschlands (Struck) und Frankreichs (Alliot-Marie)

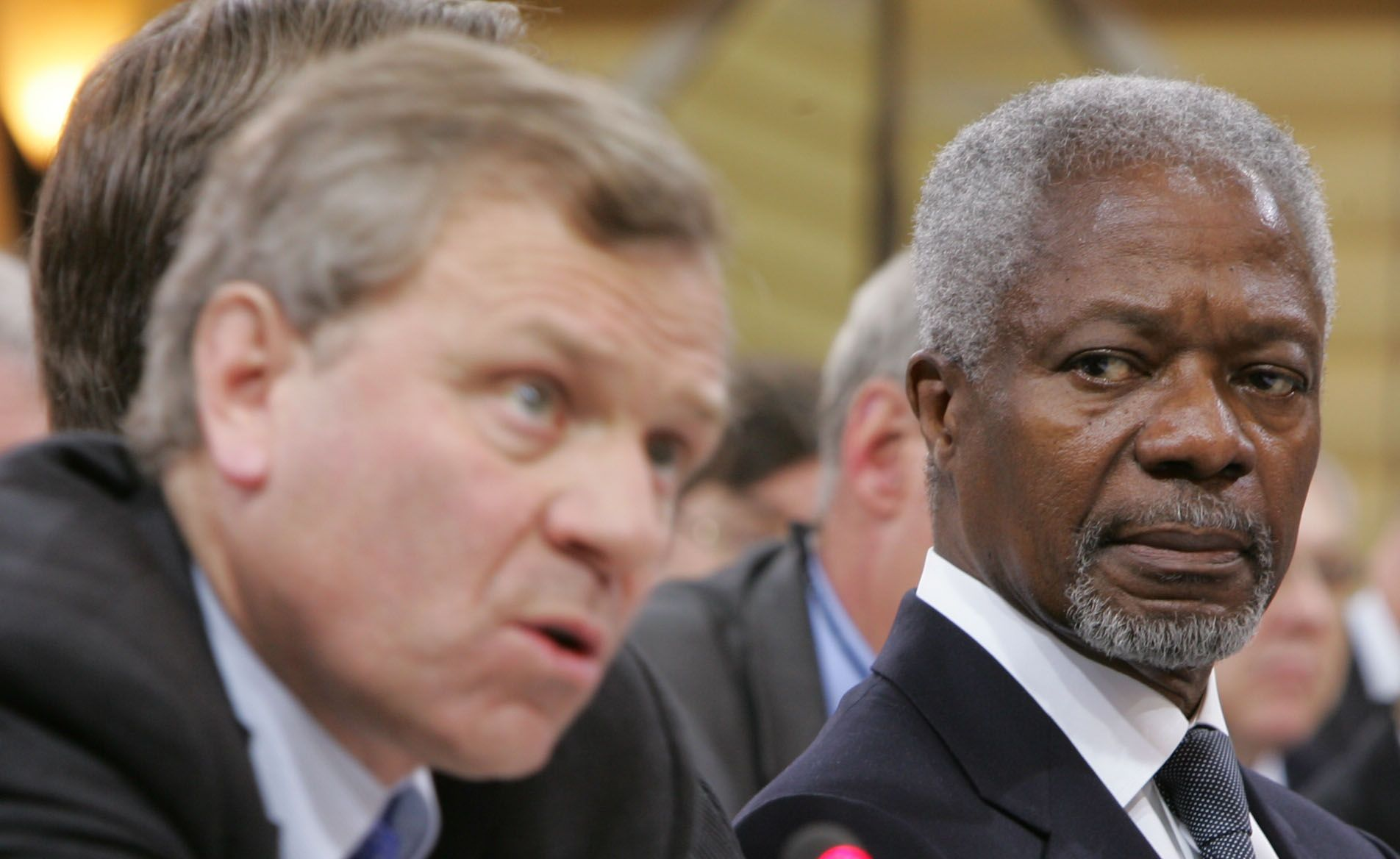
Kofi Annan (rechts, daneben de Hoop Scheffer): Der UN-Generalsekretär bezeichnete die März-Ausschreitungen von 2004 als „organisierte, ausgedehnte und gezielte Kampagne“

Allerdings hatte SFOR-Kommandeur General Virgil Packett noch während der Ausschreitungen im März erklärt, dass die Ausschreitungen im Kosovo sehr gut organisiert und orchestriert seien. Die „Attacken auf die serbischen Enklaven“ würden „von einem Zentrum“ koordiniert. Der italienische Kommandeur der Multinational Brigade Southwest, General Alberto Primiseri, sagte gegenüber italienischen Medien, dass Albaner „einen Plan für die Verwüstung der Provinz vorbereitet hatten.“ Auch General Gregory Johnson, der NATO-Kommandeur der US-Truppen in Südeuropa, dessen Kommando die NATO-geführten KFOR-Truppen im Kosovo einschloss, hatte die Ausschreitungen am 19. März 2004 mit „ethnischen Säuberungen“ verglichen und schon am 18. März behauptet, dass ein „Mindestmaß an Organisation“ hinter der Gewalt gestanden habe. Am 22. März beschrieb NATO-Generalsekretär Jaap de Hoop Scheffer während seines Kosovo-Besuchs die März-Ausschreitungen als „inakzeptable“ Gewalt, die „von extremistischen Fraktionen in der albanischen Gemeinschaft orchestriert und organisiert“ worden sei. Wenige Tage nach den Ausschreitungen bezeichnete der Hohe Vertreter für die Gemeinsame Außen- und Sicherheitspolitik der EU, Javier Solana, auf einem Besuch im Kosovo die Gewalt als organisiert: „Es mag ein Moment der Spontanität gegeben haben, aber […] viele Menschen [waren] organisiert, um Nutzen aus diesem Moment der Spontanität zu ziehen.“ Am 23. März 2004 behauptete auch der UNMIK-Leiter Harri Holkeri während eines Besuchs in der von den Gewalttaten betroffenen Stadt Obilić, dass albanische Extremisten über „einen fertiggestellten Plan“ für die Gewalttaten verfügt hätten. Schon am 20. März war er in ähnlicher Weise in der Presse zitiert worden: „Vielleicht war der absolute Anfang spontan, doch nach dem Beginn hatten gewisse extremistische Gruppen Gelegenheit die Situation zu orchestrieren und das ist der Grund, warum wir vordringlich daran arbeiten, diese Straftäter vor Gericht zu bringen“. In einem Bericht über die Arbeit der UNMIK an den UN-Sicherheitsrat sagte UN-Generalsekretär Kofi Annan: „der von kosovo-albanischen Extremisten angeführte Ansturm gegen die Serben-, Roma- und Aschkaligemeinschaften des Kosovo war eine organisierte, ausgedehnte und gezielte Kampagne.“ EU-Außenkommissar Chris Patten zeigte sich überzeugt, dass prominente Politiker albanischer Ethnie hinter den Angriffen stünden.
Derek Chappell, der kanadische Sprecher der UNMIK und somit auch der UNO-Polizei im Kosovo, wurde nach den März-Ausschreitungen 2004 seines Postens enthoben, nachdem er erklärt hatte, dass einige Gewalttaten organisiert gewesen seien oder „ein Maß von Organisation hinter der Gewalt“ gestanden habe, diese also keine schlichtweg unkontrollierbaren Entladungen des Volkszorns gewesen seien. Chappell sagte dazu: „Kurz nachdem es sich ereignet hatte, begannen meine zahlreichen albanischen Kontakte mich anzurufen und mir Informationen darüber zu geben, dass ein Grad von Organisation bestand und nicht vollkommener Spontanität, wie viele sagten, und ich denke meine Kommentare liefen den politischen Wünschen albanischer politischer Führer zuwider und vielleicht manchen in der internationalen Gemeinschaft.“
Erhard Busek, der Sonderkoordinator für den Stabilitätspakt für Südosteuropa, stellte am 20. März 2004 als Hintergrund der Ausschreitungen die Strategie einiger kosovo-albanischer Parteien dar, die sich von der Polarisierung „Profit“ bei den für Oktober 2004 anberaumten Wahlen versprächen.
Auch in der westlichen Presse wurde am 19. März ein UN-Funktionär mit den Worten zitiert: „Im Kosovo ist eine Kristallnacht im Gange. Was im Kosovo geschieht, muss unglücklicherweise als ein gegen Serben gerichtetes Pogrom beschrieben werden: Kirchen stehen in Flammen und Menschen werden aus keinem anderen Grund als ihrem ethnischen Hintergrund angegriffen.“
Als der zuletzt wegen Unfähigkeit der UNMIK, die März-Ausschreitungen zu verhindern, heftig kritisierte UNMIK-Chef Harri Holkeri am 25. Mai 2004 zurücktrat, obwohl er erst Ende August 2003 sein Amt angetreten hatte, gab er ausschließlich gesundheitliche Gründe für seinen Rücktritt an. Somit hatten mit Bernard Kouchner, Hans Haekkerup, Michael Steiner und Harri Holkeri in weniger als fünf Jahren vier internationale Verwalter im Kosovo ihr SRSG-Chefamt der internationalen Verwaltung abgegeben.
Die Menschenrechtsorganisation Human Rights Watch kommt in ihrem Bericht vom Juli 2004 zum Schluss, dass die Gewalttaten vom März 2004 sowohl spontan entstanden als auch organisiert waren. Der Umstand, dass viele gewöhnliche Kosovo-Albaner kurzfristig auf die Straßen liefen und spontan an der Gewalt gegen ihre Nachbarn serbischer und Roma-Ethnie teilnahmen, stelle dabei für eine multiethnische Gestaltung des Kosovo eine noch größere Herausforderung dar als das Szenario einer von einer extremistischen Minderheit albanischer Ethnie organisierten ethnischen Gewaltaktion. Während die Mehrheit der kosovo-albanischen Gewalttäter sich den Aktionen wahrscheinlich spontan angeschlossen habe, gebe es kaum Zweifel daran, dass Extremisten albanischer Ethnie daran gearbeitet haben, die Gewalt zu organisieren und auszuweiten. Mit dem Hintergrund der UÇK-Aktionen gegen serbische und jugoslawische Kräfte in den Jahren 1998 bis 1999, seien die meisten der „extremistischen Elemente“ eher auf lokaler als auf regionaler Ebene organisiert gewesen und ihre Organschaften hätten von Stadt zu Stadt variiert. Einige seien Mitglieder radikaler Parteien ethnischer Albaner gewesen, andere hätten zur UÇK gehört und einige seien Mitglieder von Randgruppen wie der „schattenhaften“ „Albanischen Nationalarmee“, deren Abkürzung „AKSH“ oft als Graffiti an den Tatorten der Ausschreitungen gefunden wurde. Sowohl die spontanen wie die organisierten Elemente hinter den Gewaltaktionen hätten mit dem gemeinsamen Ziel gehandelt, die verbliebenen ethnischen Serben und Mitglieder anderer Minderheiten aus dem Kosovo zu treiben.
Der Bericht der Gesellschaft für bedrohte Völker von Paul Polanskys vom November 2004 kam zu dem Ergebnis, dass die „Formen der ethnischen Säuberung […] mit und seit dem März 2004 wieder stark zugenommen“ hätten. Es werde „immer eindeutiger, dass sich extremistische Albaner bis zum Tag der Unabhängigkeit […] einen »ethnisch bereinigten« Kosovo wünschen.“ Mit Ausnahme einiger Serben, „die nach den Unrechtmäßigkeiten im März neue Hoffnung (in Form von UN-Unterstützung) geschöpft“ hätten, sehe „eigentlich keine der Minderheiten ihre Zukunft im Kosovo“. KFOR-Schutztruppen und UNMIK-Polizei seien „entweder unfähig oder nicht willens […], gegen die Gewalt der Kosovo-Albaner vorzugehen.“ Insbesondere für die „Demonstrationen und Ausschreitungen im März“ habe sich gezeigt, „dass die internationalen Institutionen hilflos überfordert mit der Lage im Kosovo sind. Sie versagten in vielen Fällen und kamen den Opfern nicht zu Hilfe, obwohl ihre Stützpunkte sich im selben Ort befanden. […]. Auch die Soldaten der deutschen Bundeswehr versagten in Prizren. Nicht einmal Tränengas durften sie gegen albanische Angreifer einsetzen.“
Trotz solcher Kritik an den vermuteten Zusammenhängen zwischen den an Minderheiten verübten Gewalttaten und dem Ziel der Unabhängigkeit des Kosovo sprach sich zum Beispiel der SPD-Vorsitzende Franz Müntefering bereits Ende August 2004 ausdrücklich für die Unabhängigkeit des Kosovo aus und äußerte die Überzeugung, „dass das Kosovo in der Lage ist, ein eigener souveräner Staat zu sein“ und: „Das Kosovo ist ein eigenes selbstbewusstes Land und muss es auch bleiben.“ Der FDP-Abgeordnete Rainer Stinner initiierte Anfang April 2004 eine Bundestagsvorlage, nach der das Territorium des Kosovo „Europa“ als „Treuhandgebiet“ überlassen werden solle. „Die Souveränität des Kosovo“ gehe dann „auf die EU über“, nach dem Anschluss werde sich „ein europäischer Leiter“ der „Außen- und Verteidigungspolitik“ des Kosovo annehmen. Außenminister Joschka Fischer (Bündnis 90/Die Grünen) bezeichnete die Ausschreitungen als Anlass, „die Lage auf dem Balkan völlig neu zu durchdenken. Die Uno-Resolution von 1999, die die Grundlagen der westlichen Kosovo-Politik definiere, so sagte er am [19. März 2004] in New York, müsse vorbehaltlos und gründlich überprüft werden.“
Im Jahr 2008 wurde die Unabhängigkeitserklärung des Kosovo von den meisten europäischen Staaten anerkannt. Es wurde Kritik laut, dass die Vereinten Nationen nach den Märzausschreitungen von 2004 auf die eklatanten Verletzungen der Standards durch militante Kosovo-Albaner weniger mit Sanktionierung als vielmehr mit Vorantreiben der Erwägung der Unabhängigkeit des Kosovo reagiert habe. US-Offizielle hätten diese Politik damit begründet, dass die Gewalt von der kosovo-albanischen Frustration über das Ausbleiben der Unabhängigkeit herrühre. Somit, so der Vorwurf, hätten die militanten Kosovo-Albaner die Gewalt und die Gefahr des Gewaltzuwachses für die Nötigung der internationalen Gemeinschaft gegenüber benutzt. Den Kosovo-Serben hätten die Ereignisse dagegen vor Augen geführt, dass sich Kosovo-Albaner selbst während einer international überwachten Bewährungsfrist frei fühlten sie anzugreifen.

### Haltung auf serbischer Seite

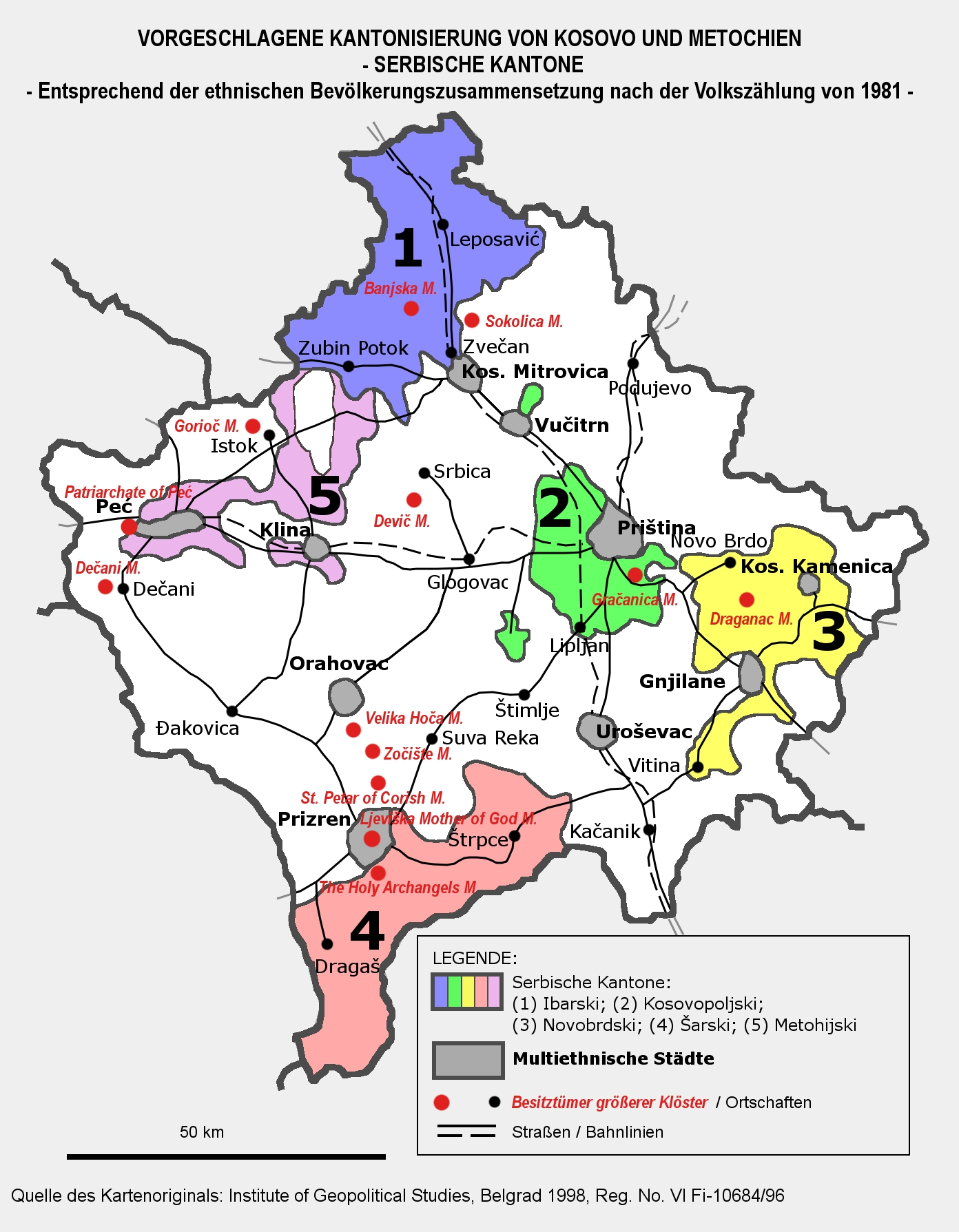
Kantonisierungspläne des Kosovo, wie dieser von Bataković konzipierte von 1998 wurden bisher von der internationalen Gemeinschaft abgelehnt und von kosovo-albanischen Politikern als eine Ursache der Märzpogrome von 2004 dargestellt

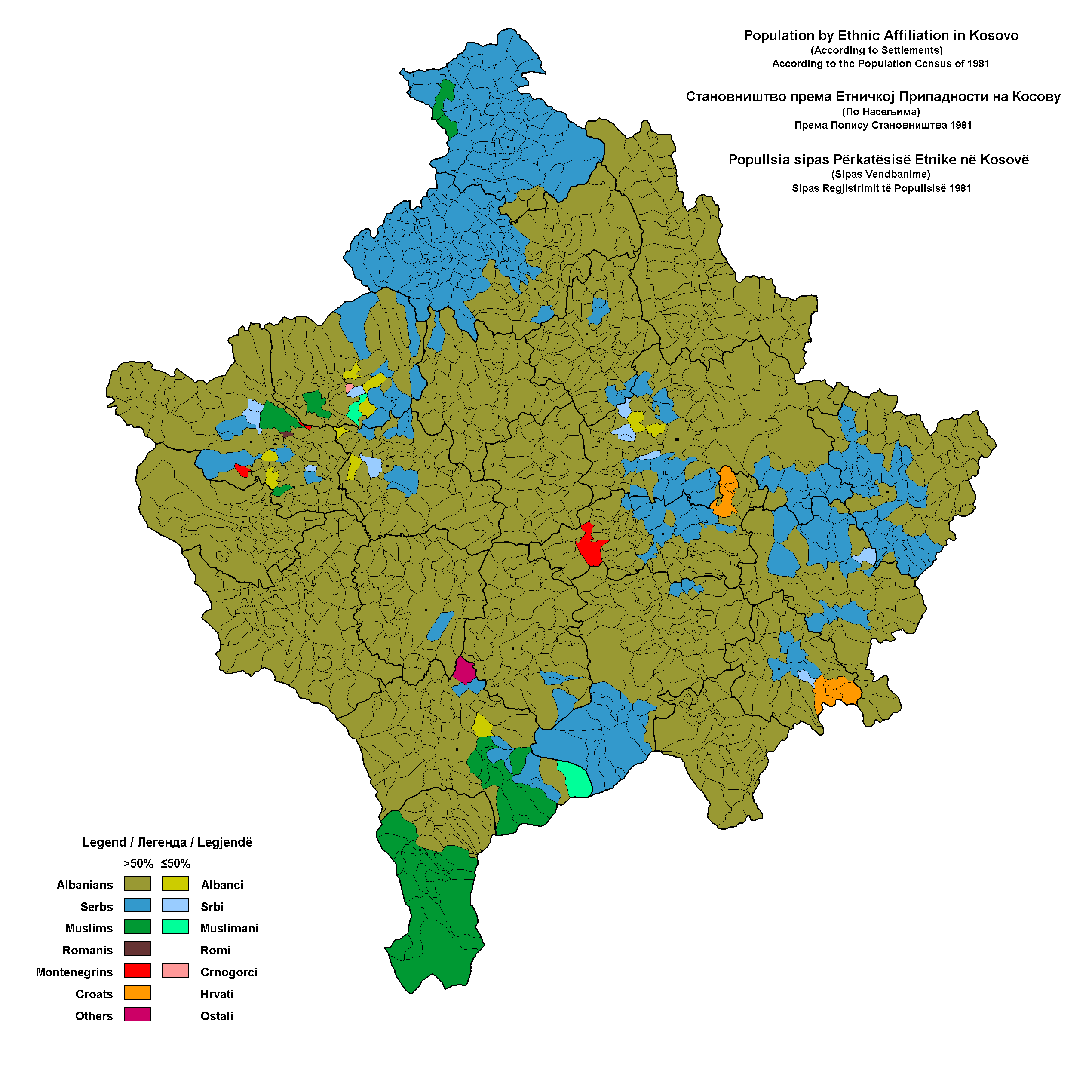
1981: Grundlage des Bataković-Kantonisierungsvorschlages von 1998 war die ethnografische Ausgangsposition im Kosovo 1981 vor der folgenden nationalistischen Polarisierung

Verteilung der Ethnien im Kosovo laut OSZE-Bericht 2005

Am 19. März 2004 erklärte Serbien den 21. März als einen „Tag der Trauer für das jüngste Pogrom an Serben und das Niederbrennen serbischer Heiligtümer und Häuser in Kosovo und Metochien“.
In Serbien führten die Pogrome zunächst zu einer Einigung der zerstrittenen politischen Kräfte. Stellvertretend für alle erklärt Verteidigungsminister Boris Tadić, die internationale Gemeinschaft solle die Rückkehr serbischer Truppen in den Kosovo zulassen, um die verbliebenen Enklaven zu schützen, wie es auch von einer Resolution des russischen Parlaments vom 19. März 2004 unterstützt wurde.
Auf der serbischen Seite wurde die Vertreibung unbeteiligter kosovo-serbischer Zivilisten und die Vernichtung unersetzlicher Kulturgüter als – so Petritsch und Pichler (2004) – „erneuter Beweis für den Fanatismus und die Barbarei der Albaner“ angesehen. Der serbische Premierminister Vojislav Koštunica beschrieb die Angriffe als „im Voraus geplant und koordiniert […] dies was ein Versuch eines Pogroms und einer ethnischen Säuberung“ gegen Kosovo-Serben. Der albanische Separatismus habe sein wahres „Terrorgesicht“ gezeigt. Laut dem Spiegel sprach er sich erneut für die Einrichtung von serbischen Kantonen aus, deren Schutz nicht mehr von der UNO, sondern von der serbischen Armee garantiert werden solle. Laut Jürgen Elsässer bot die Belgrader Regierung angesichts des Versagens der KFOR eine serbische Schutztruppe zum Schutz der serbischen Siedlungen im Kosovo an, die zwar in der Resolution 1244 des UN-Sicherheitsrates, also in der völkerrechtlichen Grundlage für die Arbeit von UN und NATO in der serbischen Provinz Kosovo, ausdrücklich vorgesehen war, von Kosovo-Albanern und NATO abgelehnt wird. Auch die EU und die USA lehnten Koštunicas Forderung nach einer Kantonisierung oder einer anderen Form der Aufteilung der Provinz Kosovo, die den ethnischen Gegebenheiten Rechnung tragen sollte, umgehend ab. Der in der serbischen Enklave Čaglavica geborene Momčilo Trajković, einer der Serbenführer der Region, begründete die aus seiner Sicht bestehende Notwendigkeit einer Bildung von ethnischen Entitäten im Kosovo mit einem Vergleich auf andere ethnische Konfliktregionen: „Bis gestern versuchte der Westen uns zu überzeugen, daß es ihr Ziel sei, eine multiethnische Gesellschaft zu bilden. Wir wußten, dass die Absicht des Westens in der Praxis bedeutet, eine ethnisch reine albanische Region zu schaffen. Meine Frage mit Repräsentanten des Westens lautete immer: Warum bildet ihr denn nicht in Nord-Irland oder Palästina eine multiethnische Gesellschaft?“
Die Medien der Serbisch-Orthodoxen Kirche bezeichneten die Vorkommnisse in der Nacht vom 17. auf den 18. März als „Kosovo-Kristallnacht“. Auch die liberale Belgrader Tageszeitung Danas betitelte die Ereignisse als „Bartholomäusnacht“.
Der Koordinator der serbischen Regierung für den Kosovo, Nebojša Čović, sprach von „ethnischen Säuberungen“ und kritisierte den unzureichenden Schutz der Minderheiten im Kosovo: „Wenn die internationale Friedenstruppe KFOR nicht in der Lage ist, die serbische Bevölkerung im Kosovo zu schützen, dann werden das die serbischen Streitkräfte tun müssen“. Oliver Ivanović, ein maßgeblicher Politiker aus Kosovska Mitrovica, bezeichnete die Status-Debatte als Vorwand, hinter dem die „ethnische Säuberung“ im Kosovo und die Vernichtung der serbischen Kulturgüter weiter vorangetrieben würden.
In einer ersten Stellungnahme wies der damalige Bischof der serbisch-orthodoxen Diözese Raszien-Prizren, Artemije Radosavljević, der KFOR die Verantwortung an den Gewalttaten und Todesopfern zu: „Diese Militärmission hat nicht für Frieden und Schutz gesorgt, sondern Mord, Brandschatzung und Kirchenzerstörung erlaubt […] Sie mögen sich als »Friedensstifter« [peace-keepers] der »Nationengründer« [nation-builders] bezeichnen, aber die Geschichte wird sie einmal bei ihrem richtigen Namen nennen.“ Über die deutschen KFOR-Truppen sagte er: „Ihr Einsatz war ein Fehlschlag, sie sollten abziehen.“ Auch der im Kloster Dečani tätige und in westlichen Medien über seine Öffentlichkeitsarbeit bekanntgewordene Erzmönch Sava Janjić (Vater Sava), ehemaliger Sekretär des von Radosavljević, äußerte sich empfindlich über die Deutschen: „Nach dem, was die Deutschen in zwei Weltkriegen getan haben, wünschen wir uns, sie würden vom Balkan verschwinden.“ Radosavljević und Janjić sollen schon frühzeitig vor dem Krieg gemäßigte Kosovo-Serben und Kosovo-Albaner zum Dialog aufgerufen und sich gegen Repressionen der serbischen Polizei und gegen kosovo-albanische Terrorüberfälle ausgesprochen haben.
Eine vom serbischen Kultusministerium in Zusammenarbeit mit dem (vertriebenen) Museum von Priština 2004 veröffentlichte Studie konstatiert, die Ausschreitungen trügen alle Merkmale eines Pogroms. Tausende von Albanern, die von bewaffneten extremistischen Gruppen und Mitgliedern des Kosovo-Schutzkorps (TMK) angeführt worden seien, hätten eine „systematische ethnische Säuberung“ der verbliebenen Serben in der ganzen Region durchgeführt, begleitet von der Zerstörung von Häusern, Besitz, kulturellen Monumenten und christlich-orthodox-religiösen Standorten. Die zivilen und militärischen internationalen Kräfte hätten sich „verblüfft“ und „überrascht“ gezeigt, obwohl die Serbisch-Orthodoxe Kirche, insbesondere die orthodoxe Diözese von Raška und Prizren, im Vorfeld versucht habe, auf die Situation aufmerksam zu machen.
Anlässlich des fünften Jahrestages der kosovo-albanischen Ausschreitungen von 2004 traf 2009 eine Delegation der „Heiligen Synode“ der Serbisch-Orthodoxen Kirche (SOK) unter Führung des Metropoliten Amfilohije von Montenegro, dem Stellvertreter des Patriarchen, mit Mitgliedern der Regierung Serbiens zusammen. Zuvor hatte das Büro der „Hl. Synode“ der SOK eine Mitteilung herausgegeben, in welcher die Geschehnisse von 2004 in Erinnerung gerufen wurden. Es wurde erklärt, dass die für die Verbrechen vom 17. März 2004 Verantwortlichen weiterhin nicht ausfindig gemacht worden seien. Die Vertreter der UNO- und EU-Missionen im Kosovo (UNMiK und EULEX) zur wurden Hilfe aufgefordert, die „«Auftraggeber und Haupttäter» der extremistischen Taten im Kosovo-Metohija kurzfristig“ zu finden und zur Rechenschaft zu ziehen. Die Internationale Gemeinschaft solle „maximale Hilfe“ im Prozess der Rückkehr von Flüchtlingen und Vertriebenen von 1999 und 2004 leisten. Der Wiederaufbau der zerstörten Kirchen und Klöster im Kosovo solle im Einklang mit der Resolution 1244 des UNO-Sicherheitsrates sowie dem „Verständnismemorandum“, das Patriarch Pavle I. 2005 unterzeichnet hatte, erfolgen. Es sei notwendig, „den Schutz und den Wiederaufbau von mehr als 150 Kirchen und Klöstern in Gang zu setzen, die von albanischen Extremisten nach dem NATO-Bombardement 1999 zerstört worden waren“. Die Ausschreitungen hätten „in Präsenz der internationalen Zivilverwaltung und Truppen stattgefunden“ und die Massenübergriffe vom März 2004 seien als „Fortsetzung der Schrecken des Jahres 1999“ aufzufassen. Die Zahl derjenigen, die in den Kosovo zurückgekehrt seien, sei „vernachlässigbar“ und „die überwältigende Mehrheit von zerstörten Kirchen und Klöstern“ bleibe „in Ruinen oder es verschwinde jeder Spur ihrer Existenz“. Durch die Unabhängigkeitsanerkennung des Kosovo als Staat durch manche Staaten „entgegen den UNO-Beschlüssen“ wie der Resolution 1244 des UNO-Sicherheitsrates „seien die Verbrechen und die Gewalt im Kosovo-Metohija nicht nur unbestraft geblieben, sondern sie würden durch die Anerkennung der Unabhängigkeit sogar belohnt.“ Weiter wurde kritisiert, dass der „internationale Gerichtshof in Den Haag über die serbischen Offiziere drakonische Strafen verhängt habe, während die albanischen Terroristen freigesprochen würden.“

### Haltung auf kosovo-albanischer Seite
Die kosovo-albanische Seite führte den Tod der kosovo-albanischen Kinder vom 16. März als auslösende Ursache der Ereignisse an und berief sich in den albanischen Medien auf die mehrheitlich kosovo-albanischen Opfer (die von KFOR-Soldaten und serbischen Schützen getötet worden waren). In der Anfangsphase schwankten viele kosovo-albanische Politiker zwischen dem Versuch, politisch Gewinn aus den Gewalttaten zu ziehen und Aufrufen an die Bevölkerung sich zu beruhigen. Viele Politiker machten Äußerungen, die geholfen haben dürften, die Gewalt in den Augen vieler Kosovo-Albaner zu rechtfertigen. Sprecher aller kosovo-albanischen Parteien argumentierten damit, dass die Gewalt nur durch die Unabhängigkeit des Kosovo gestoppt werden könne.
Am 17. März setzte die Parlamentarische Versammlung des Kosovo (das Provinzparlament), das Teil der provisorischen Kosovo-Regierung war (PISG), ihre Arbeit aus und unternahm keinerlei Maßnahmen, um die gewalttätigen Aktionen zu beenden oder einzudämmen, sondern brachte stattdessen eine Stellungnahme heraus, die die internationale Gemeinschaft und „die Serben“ für die Gewalt verantwortlich machte: „Die Kosovo-Versammlung bekundet ihren Widerspruch mit dem fehlenden Einsatz der UNMIK für die Bereitstellung von Sicherheit für alle kosovarischen Bürger. Die Toleranz für serbische Parallelstrukturen und kriminelle Banden, die kosovarische Bürger ermorden, ist eine falsche Politik, die den Kosovo destabilisieren wird.“
Die Tageszeitung Koha Ditore berichtete am 18. März von einer scharfen anti-serbischen Stellungnahme der PDK, deren Führer, der frühere UÇK-Kommandeur Hashim Thaçi, zur Zeit der Ausschreitungen die USA besuchte: „Eine von der [PDK] herausgebrachte Pressemitteilung notierte, dass die fünfjährigen Bemühungen der kosovarischen Albaner Kosovo-Serben in die neue Gesellschaft des Kosovo zu integrieren kurz davor stehen zu scheitern. »Serben missbrauchen den guten Willen der Albaner, eine gleiche Gesellschaft für alle zu schaffen. Sie wollen sich nicht in die kosovarische Gesellschaft integrieren. Sogar fünf Jahre nach dem Krieg bleibt ihr Wille derselbe – der Wille nach Gewalt gegen Albaner. Das kann nicht länger toleriert werden.« wurde hinzugefügt.“
Weiter berichtete Koha Ditore am 18. März, dass die AAK in einer außerordentlichen Sitzung ihre „tiefe Empörung“ über die „Entwicklungen vom 16.[sic!] und 17. März“ in Kosovska Mitrovica und anderen Orten im Kosovo zum Ausdruck gebracht und hinzugefügt habe, dass hauptsächlich im nördlichen Kosovo wirksamen serbischen Parallelstrukturen dafür die Schuld zu geben sei.
Der Sprecher der Parlamentarischen Versammlung, Nexhat Daci, beschrieb, „im Namen des Parlaments sprechend“, die verletzten und getöteten Albaner aus den Kämpfen vom 17. März als „Menschen [die] für Demokratie und Freiheit kämpfend gestorben sind.“

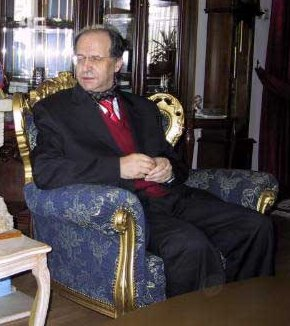
Ibrahim Rugova: Schon frühzeitig als „Präsident des Kosovo“ bezeichnet und posthum als „Gandhi des Balkans“ in westlichen Medien tituliert, fand er für die Opfer der Minderheiten während der Märzpogrome vom 17. bis 19. März 2004 keine Worte der Erwähnung

Viele der von den kosovo-albanischen Führern verfassten Stellungnahmen verweigerten beharrlich die Verurteilung der Gewalt oder auch nur die Erwähnung des Umstandes, dass Serben ein hauptsächliches Ziel der Gewalt gewesen waren. Die Reaktion des Präsidenten des Kosovo, Ibrahim Rugova, fiel besonders schwach aus. Rugova versäumte es wiederholt, die Angriffe gegen Serben und andere Minderheiten zu verurteilen, beschränkte sich selbst auf passive und Pro-forma-Stellungnahmen der Besorgnis, anstatt eine aktive Rolle für die Beendigung der Gewalt zu spielen. So drückte er bei seinem Aufruf zur Ruhe vom 18. März sein „tiefstes Bedauern“ für die Verwundung von UNMIK-Polizeibeamten und KFOR-Soldaten aus, erwähnte jedoch keine serbischen Opfer. Am 19. März trat er in entsprechender Weise auf und verurteilte die Gewalt gegen die internationale Präsenz, erwähnte jedoch keine gegen Serben gerichtete. Zwei Stunden nach der Meldung vom 19. März 2004, dass Serbien den 21. März als Tag der Trauer der serbischen Pogromopfer erklärt hat, erklärte Ibrahim Rugova den 22. März hingegen als „Tag der Trauer im Kosovo zu Ehren der Bürger der Provinz, die ihr Leben bei den Gewalttätigkeiten der letzten Woche gegeben haben“. Bereits am 18. März hatte Rugova die „Internationale Gemeinschaft“ aufgefordert, umgehend die Unabhängigkeit des Kosovo anzuerkennen und beharrte auch in der Folge auf rasche und direkte Anerkennung der Unabhängigkeit des Kosovo durch die EU und die USA.
Am 18. März wurde eine gemeinsame Stellungnahme im Namen des UNMIK-Leiters Harri Holkeri, des NATO-Admirals Gregory Johnson, den Vertretern der Quint erstellt. dem „Präsidenten des Kosovo“ Rugova, dem „Ministerpräsidenten des Kosovo“ Rexhepi, dem Sprecher der Parlamentarischen Versammlung des Kosovo Nexhat Daci, dem Vorsitzenden der AAK und ehemaligen führenden UÇK-Kommandeur Ramush Haradinaj und dem KFOR-Kommandeur General Kammerhoff. Diese Stellungnahme erwähnte mit keinem Wort die Angriffe gegen Serben. Selbst diese Stellungnahme war einigen kosovo-albanischen Politikern noch zu kräftig. Berichten nach verweigerte Jakup Krasniqi, der Minister für den Öffentlichen Dienst, Vertreter der PDK in Abwesenheit Hashim Thaçis und ehemalige UÇK-Sprecher, die Signierung der Stellungnahme und verließ das Treffen.
Als der kosovo-albanischen Führung die schädlichen Auswirkungen der Gewalt insbesondere auf das internationale Image des Kosovo bewusster wurde, gaben einige kosovo-albanische Führer stärkere Verurteilungen der Gewalt ab, schienen aber noch immer direkte Verurteilung von Angriffen auf Serben zu unterlassen. Nachdem die Gewalttaten erloschen, fuhren viele kosovo-albanische Führer mit ihren Versuchen fort, politisches Kapital aus den Gewalttaten zu schlagen, anstatt Verantwortung zu übernehmen und zu versuchen zukünftiges Ausbrechen von Anti-Minderheiten-Gewalttaten zu verhindern. Präsident Rugova beispielsweise versuchte weiterhin unverzügliche Schritte in Richtung Unabhängigkeit des Kosovo zu erreichen und argumentierte, dass ein Fortbestehen des Stillstands in Bezug auf die Unabhängigkeit lediglich „Extremisten“ ermöglichen würde Boden zu gewinnen.
Der Vorsitzende des albanischen „Rats zum Schutz der Menschenrechte und Freiheit“, Halid Berani, der den albanischsprachigen Medien des Kosovo den Tod der albanischen Kinder in Čabra mitgeteilt und dafür Serben verantwortlich gemacht hatte, wurde zwar verhaftet, jedoch bereits nach wenigen Stunden wieder freigelassen, ohne dass ihm Manipulierung der Berichterstattung in den Medien und Nachrichtenagenturen nachgewiesen wurde.
Das ehemalige Mitglied UÇK-Führung, der spätere Ministerpräsident Ramush Haradinaj, argumentierte verteidigend: „Das war eine Art Volksaufstand“, die tausenden Kosovo-Albaner hätten vor allem gegen ihre schlechte soziale Lage und gegen die hohe Arbeitslosigkeit protestiert, aber auch gegen die Forderung des neuen serbischen Premierministers Vojislav Koštunica, den Kosovo in ethnische Kantone nach den Vorschlägen des serbisch-orthodoxen Bischofs für Kosovo und Metochien Artemije Radosavljević, des lokalen Serbenführers Momčilo Trajković und des serbischen Historikers Dušan Bataković zu gliedern. Auch nach Verkündung der Aufnahme von Statusverhandlungen über den Kosovo ab Mitte 2005 erklärten und entschuldigten kosovo-albanische Politiker die Märzausschreitungen von 2004 weiterhin als Folge der immer noch ungeklärten Statusfrage des Kosovo. Die noch nicht erreichte formale Unabhängigkeit der serbischen Provinz von Serbien sei Ursache für die ausgebliebene wirtschaftliche Erholung, für den sozialen Niedergang und die hohe Kriminalität, für die Gewaltausbrüche in der Provinz sowie für die Instabilität der Balkanregion.
Eine besonders kritische Rolle nahm noch während der Ausschreitungen Veton Surroi als Herausgeber der Zeitung Koha Ditore und Chef der Oppositionspartei Ora ein, der die Ausschreitungen als organisierte Gewalt mit dem Ziel, die serbische Bevölkerung aus dem Kosovo zu vertreiben, bezeichnete. Der Kosovo, so Surroi, sei nun zur Geisel jener Scharfmacher geworden, die nach dem Abzug der jugoslawischen Truppen im Juni 1999 mit den Mitteln ethnischer Säuberungen gegen die serbische Bevölkerung vorgegangen seien. Während unspezifische Aufrufe kosovo-albanischer Politiker zu einer Beendigung der Gewalt offenbar wirkungslos waren, gab es vereinzelt direkte Interventionen von kosovo-albanischen Führern, die teilweise einen positiven Effekt auf die Geschehnisse gehabt zu haben scheinen. So von Bajram Rexhepi, der sich am 18. März vor Ort für die Beendigung der Ausschreitungen in Čaglavica einsetzte. Oder wie das Gemeindeoberhaupt Ibrahim Selmanaj und der Regionalleiter des Veteranenvereins der UÇK Avdyl Mushkolaj beim Angriff auf das Kloster Dečani.

## Aufstockung der KFOR-Kontingente

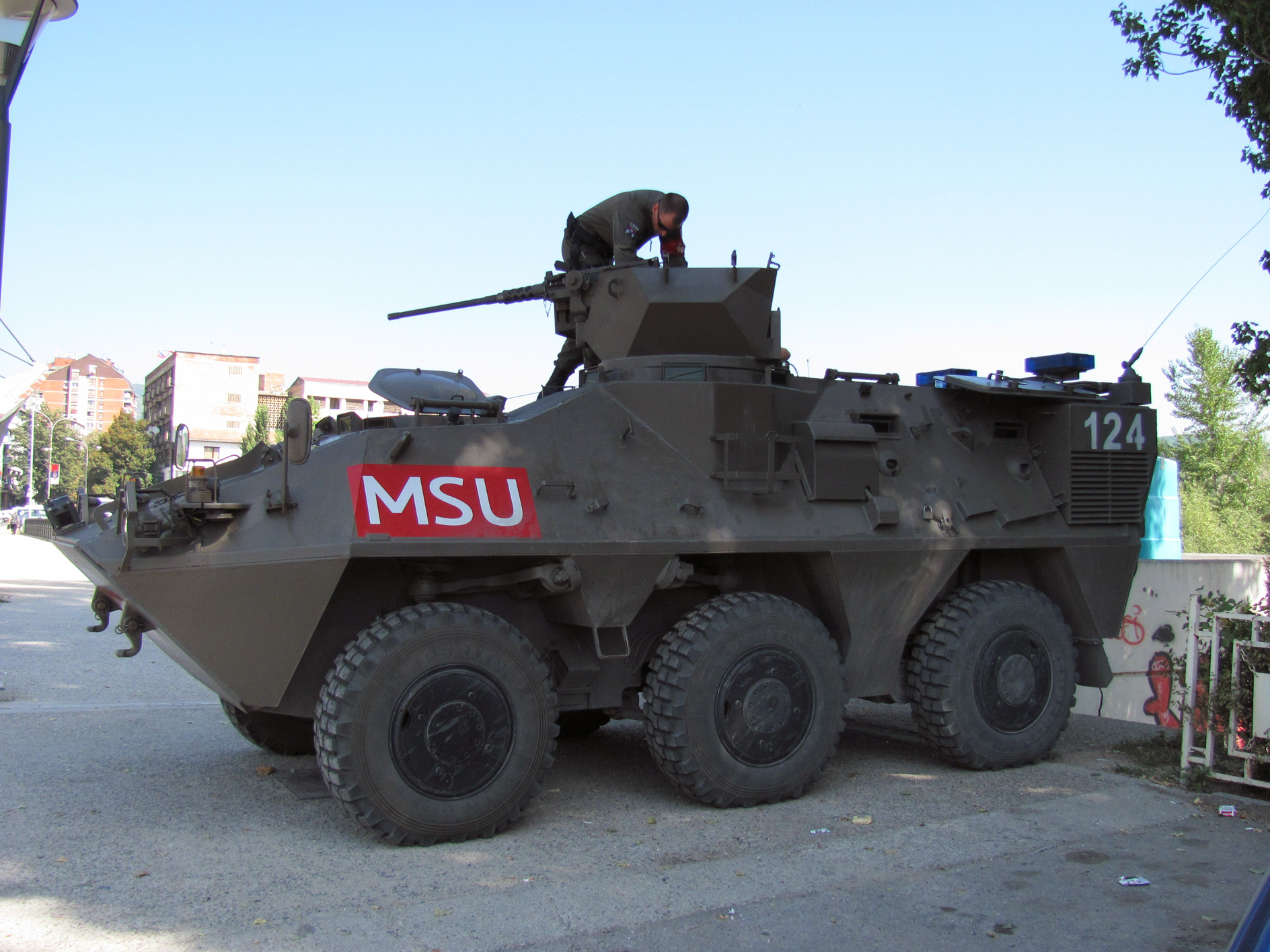
Panzer der KFOR-MSU nahe der Hauptbrücke in Kosovska Mitrovica im Jahr 2011

Am 19. März 2004 gab der damalige deutsche Verteidigungsminister Peter Struck bekannt, dass die Bundeswehr 600 zusätzliche Soldaten in die Region entsenden werde. Damit erhöhte sich das deutsche Kontingent im Kosovo auf etwa 3.800 Soldaten. Das erste Zusatzkontingent von 750 Soldaten aus dem Vereinigten Königreich kam in der Nacht zum 20. März in Priština an. Auch Frankreich kündigte umgehende Entsendung von 400 weiteren Soldaten an. Dänemark versprach 100 weitere zu senden. Auch Italien und die USA stockten ihre Kontingente auf. Insgesamt verstärkte die NATO ihre Truppenpräsenz um 2.000 Soldaten auf etwa 20.000 Mann.

## Wirkungen, Wertungen und Folgen

### Ausweitung des Konflikts auf NATO und UNMIK
Die März-Ausschreitungen erinnerten zwar an die ersten Wochen nach dem Einmarsch der NATO-Truppen in den Kosovo im Juni 1999, als es ebenfalls zu Pogromen gegen Kosovo-Serben, Roma und Angehörige anderer Minderheiten gekommen war, die von UÇK-Kräften aus ihren Häusern vertrieben wurden. Doch während die NATO-Truppen im Sommer 1999 tatenlos verharrten, als über 200.000 Menschen aus der serbischen Provinz vertrieben wurden, wurden sie bei den März-Ausschreitungen 2004 selbst zum Ziel von Angriffen kosovo-albanischer Separatisten. Michael McClellan, ein US-Sprecher in Priština, erklärte: „Es wurden amerikanische Truppen von albanischen Protestierern angegriffen, das gab es bisher nicht.“
Der offensichtliche Hass von Kosovo-Albanern richtete sich bei diesen Ereignissen erstmals auch deutlich gegen die UNMIK, gegen die in Prizren „Unmik armik!“ („Unmik, unser Feind!“) skandiert wurde. Mehr als hundert „Angehörige der UNO-Polizei KPS“ sollen – so schrieb Markus Bickel – verletzt worden und in Kosovska Mitrovica das Personal der UNO evakuiert worden sein. Der Herausgeber der kosovo-albanischen Tageszeitung Koha Ditore, Veton Surroi, sah die Vorfälle als Teil einer Wende in der Stimmung und Haltung der kosovo-albanischen Bevölkerung an: „Es gibt eine angestaute Wut gegen Unmik und Kfor, die bisher undenkbar war“.
Boris Kanzleiter erklärt die kosovo-albanischen Aggressionen gegen die internationalen Organisationen im Kosovo über ein kosovo-albanisches Feindbild der Serben, in dem die internationalen Organisationen neuerdings als Schutzmacht der Serben aufgefasst würden. Im Kosovo herrsche eine nationalistische Indoktrination, die ein ideologisches Credo verbreitet habe, das formuliert werden könne als: „Ist der Kosovo endlich ein unabhängiger Staat, wird es uns besser gehen. Es sind die Serben, die die Unabhängigkeit des Kosovo verhindern.“ Diesem sei aber nun in jüngerer Zeit als ideologischer Glaubenssatz hinzugefügt worden: „Die Internationalen helfen den Serben.“

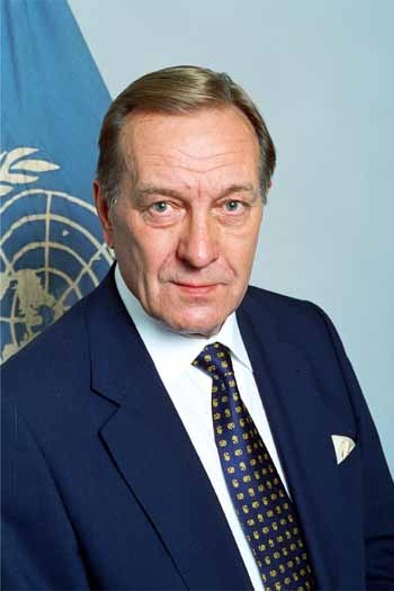
UNMIK-Chef Harri Holkeri verfügte über weitreichende Kompetenzen im Kosovo: ihm unterstanden auch UNMIK-Polizei und KPS, dem vorgeworfen wird, sich während der Märzpogrome 2004 häufig passiv oder einseitig verhalten und in einigen Fällen gar aktiv beteiligt zu haben

Wilfrid Wöß sieht die März-Ausschreitungen in erster Linie als Folge der UN-Sicherheitsratsresolution „UNSCR 1244“. Die Mitglieder des Sicherheitsrates hatten in der UN-Resolution 1244 die Errichtung eines UNO-Protektorates für den Kosovo beschlossen und die Zielsetzungen der zivilen UN-Mission UNMIK und der internationalen Schutztruppe KFOR definiert. Die KFOR sollte (Punkt 9 der UNSR 1244) ein sicheres Umfeld für die Rückkehr der Flüchtlinge, der Vertriebenen und für die Arbeit humanitärer Organisationen und der Übergangsverwaltung schaffen sowie die Grenzen überwachen und neue Feindseligkeiten verhindern. Die zivile UNMIK erhielt die Verantwortung für die Schaffung von provisorischen Institutionen für eine
demokratische und autonome Selbstverwaltung und die Kontrolle ihrer Entwicklung, für den Transfer von Verwaltungsaufgaben an diese Institutionen und die Beaufsichtigung und Unterstützung der Konsolidierung der lokalen Selbstverwaltungsinstitutionen und anderer Aktivitäten im Bereich des „peace buildings“ sowie für die Unterstützung des Wiederaufbaues der grundlegenden Infrastruktur und der wirtschaftlichen Strukturen. Der Protektoratsmacht standen damit eine große Anzahl exekutiver und legislativer Vollmachten zur Verfügung und sie wurde ursprünglich auch nicht als Besatzungsmacht verstanden, da sie nur als befristetes Provisorium angekündigt war. Im strategischen Konzept der UNMIK wurden mit Billigung des UN-Sicherheitsrates vom 12. Dezember 2003 Standards festgelegt, so dass ein dem Stabilisierungsansatz der EU für den Westbalkan ähnliches Konzept von Standards vorlag. Diese Standards sollten im Bereich der demokratischen, ökonomischen und rechtlichen Reformen sowie der interethnischen Beziehungen von den Kosovo-Institutionen (Provisional Institutions of Self-Government = PISG) durchgeführt werden, entweder alleine oder in Zusammenarbeit mit den UNMIK-Behörden. Nachdem diese Schlüsselbereiche aber in der Kompetenz des UN-Sonderbeauftragten (1999 bis 2001 Bernard Kouchner, 2001 bis 2002 Hans Hækkerup, 2002 bis 2003 Michael Steiner, 2003 bis 2004 Harri Holkeri) verblieben, verringerte sich allmählich die Akzeptanz der UNMIK bei den Kosovo-Albanern. In der Folge kam es zu den Ausschreitungen vom März 2004 als – so meint Wöß – Reaktion auf die Unfähigkeit der Internationalen Gemeinschaft, rechtzeitig klare Strategien auf diese bereits lange erkennbaren Krisenszenarios zu entwickeln.
Franz-Lothar Altmann und Dušan Reljić geben in einer Studie für die Stiftung Wissenschaft und Politik (SWP) als vermutlich beabsichtigtes Ziel der nach KFOR- und UNMIK-Angaben koordinierten Übergriffe an, „die Zusammenarbeit der »offiziellen« kosovo-albanischen Politiker mit den UN und den westlichen Vertretern zu desavouieren, den unter internationaler Obhut laufenden politischen Prozess aus der Bahn zu werfen und auf die bisher im Untergrund agierenden Akteure als durchaus zu berücksichtigenden Faktor aufmerksam zu machen“. Es sei so offenbar demonstriert worden, dass die als gemäßigt geltenden kosovo-albanischen Politiker, die der Westen als Förderer eines multiethnischen Kosovos behandelt hatte, von zahlreichen Untergrundkräften verdrängt oder radikalisiert werden konnten. Halblegale und illegale Organisationen wie die Volksbewegung für Kosovo, die Albanische Nationalarmee (ANA) oder die offiziell aufgelöste UÇK hätten bewiesen, mühelos in kurzer Zeit gewalttätige Massendemonstrationen mit über 50.000 Menschen und andere direkte Aktionen organisieren zu können, denen sich die führenden offiziellen kosovo-albanischen Politiker überrascht und machtlos gegenüber verhielten.
Der Bericht von Human Rights Watch stellt die Erregung der kosovo-albanischen Öffentlichkeit beziehungsweise deren Führer über die Straßenblockade in Čaglavica und Gračanica vom 15. März 2004, die von Seiten kosovo-albanischer Führer als ein Hauptgrund der Gewalt im März dargestellt wurde, in Zusammenhang mit einer wachsenden Beunruhigung der kosovo-albanischen Gemeinschaft über die Zunahme von „parallelen“ Institutionen in serbischen Enklaven, die von der serbischen Hauptstadt aus unterstützt wurde. In den vorangegangenen Jahren hatten serbische Behörden in Belgrad faktisch die Kontrolle über die meisten der bedeutenderen serbischen Enklaven im Kosovo erlangt und „parallele“ Gerichte, Schulen, Ausbildung, Sicherheitsstrukturen und medizinische Versorgung eingerichtet, die außerhalb der UNMIK-Kontrolle arbeiteten. Obwohl die Schaffung paralleler Institutionen eine Untergrabung des UNMIK-Mandats im Kosovo darstellte, war die Reaktion der UNMIK in Kosovska Mitrovica, Gračanica und anderen serbischen Enklaven schwach ausgefallen. Die Führerschaft der Kosovo-Albaner zeigte sich besorgt, dass die serbische Regierung versuche, vollendete Tatsachen für ihr Ziel einer Kantonisierung des Kosovo zu schaffen. Die kosovo-albanische Sichtweise ignorierte dabei die real existierenden Lebensbedingungen für viele Serben im Kosovo, denen es aufgrund der herrschenden Diskriminierungspraxis fast unmöglich war, Zugang zu den lebensnotwendigen Grunddienstleistungen zu erlangen, die von Kosovo-Albanern dominiert wurden.
Auch die Vereine der Veteranen und der Invaliden der UÇK sowie der Vermissten organisierten und steuerten schon vor den eigentlichen Pogromen kosovoweit Proteste, die sich gegen die Verhaftung von ehemaligen UÇK-Angehörigen und gegen die UNMIK richteten. Am 16. März nahmen im Kosovo bereits 18.000 Demonstranten an diesen Protesten teil, auf denen die Sprecher die Mengen oft nahezu anstifteten, sich wegen der Verhaftungen der UÇK-Angehörigen gegen die UNMIK zu erheben. Der Führer der Behinderten-Kriegsveteranenvereinigung von Kosovka-Mitrovica, Faik Fazliu, verkündete am 16. März Demonstranten in der Stadt, dass „die Fortführung der Diskriminierungspolitik der UNMIK gegenüber Mitgliedern der früheren UÇK die Region destabilisieren wird und dass die Situation als ein Resultat einer Bürgerrevolte und -Empörung außer Kontrolle geraten könnte.“ Faton Klinaku, der Führer der drei „war associations“ gab am selben Tag einer Menge in Priština kund, dass mit der Verhaftung von UÇK-Mitgliedern „die UNMIK genannten Neo-Kolonialisten organisiertes Verbrechen unterstützen und dieselbe Politik fortsetzen, die von Serbien angewandt wird.“ Nexhmi Lajci, der Präsident der Gesellschaft für Kriegsveteranen in Peć kündigte nahezu einen neuen Krieg an: „Kosovo wurde [von UNMIK] okkupiert wie es schon einmal [von Serbien] wurde und es gibt die Angst, dass es zu einem neuen Krieg führen wird.“ Die nationalistische Zeitung Epoka e Re brachte als Aufhänger auf der Titelseite den Slogan: „UNMIK gib Acht, UÇK wird dich niederbrennen!“ Während der Proteste in Prizren bewarfen Demonstranten das UNMIK-Hauptquartier mit Steinen und verwundeten einen UNMIK-Zivilpolizeibeamten. Als am 17. März die Ausschreitungen begannen, befanden sich die UÇK-Veteranen- und -Invalidenorganisationen mit ihrer provinzweiten, enormen Organisationsstruktur nach der Organisation kosovoweiter Proteste am 16. März in einer äußerst günstigen Ausgangsposition, um die Gewalt der Märzausschreitungen zu kontrollieren und daraus Kapital zu schlagen.
Auch kurz nach den Märzausschreitungen kam es 2004 zu weiteren Angriffen auf UN-Polizisten wie am 23. März 2004 in Sakovica, wo zwei UN-Polizisten getötet und ein Übersetzer schwer verletzt wurden. Der UN-Sprecher wollte den Vorfall jedoch nicht mit den Ausschreitungen vom 17. bis zum 19. März in Zusammenhang bringen. Das UN-Fahrzeug sei auf einer Routinepatrouille gewesen und habe sich möglicherweise zur falschen Zeit am falschen Ort aufgehalten.
Auch innerhalb der KFOR-Kontingente der NATO klafften während der März-Ausschreitungen von 2004 und in der Folgezeit Gegensätze zwischen den verschiedenen Multinationalen Brigaden auf. Auf der einen Seite waren französische KFOR-Truppen mit bewaffneten serbischen Zivilisten im Nordteil von Kosovska Mitrovica auf eine Seite gedrängt worden und ihre jeweiligen Leiter hielten mehrere gemeinsame Krisentreffen ab. Auf der anderen Seite festigte die Krise eine enge Partnerschaft zwischen US-KFOR und der kosovo-albanischen UÇK-Nachfolgeorganisation der TMK (Kosovo-Schutzkorps).
Die US-KFOR führte auf die Ausschreitungen folgend über fast eine Woche hindurch gemeinsame Patrouillestreifen mit der TMK und der KPS durch (wie in der Gemeinde Vitina einschließlich der mazedonischen Grenze) und verlieh der TMK damit erst die von der UÇK-Nachfolgeorganisation begehrte Rolle als öffentliche Sicherheitskraft, die ihr von UNMIK und dem zentralen KFOR-Kommando verwehrt worden war. Die die Multinational Brigade East anführende US-KFOR verfügte bereits über eine Geschichte der Partnerschaft mit der TMK und über Beziehungen mit kosovo-albanischen Untergrund- oder „Widerstand-“Zellen. Nach weithin verbreiteter Auffassung hatte die US-KFOR der UÇK-Nachfolgeorganisation UÇPMB (Liberation Army of Preševo, Medveđa and Bujanovac) bei ihren bewaffneten Einfällen aus dem Kosovo nach Südserbien bis Oktober 2000 Unterstützung angeboten, um damit den Amtsbereich des serbischen Präsidenten Slobodan Milošević zu untergraben. Und im Mai 2001 war der kosovo-albanische Hauptverdächtige des „Niš-Express-Bombenattentats“ aus der Haft in dem US-Hauptarmeestützpunkt Camp Bondsteel entkommen, ohne dass für seine Flucht aus der Hochsicherheitsumgebung eine Erklärung gegeben wurde. Schließlich band die US-KFOR während der Märzausschreitungen TMK-Offiziere in ihre Aktionen ein (wie am 18. März in Uroševac). In ähnlicher Weise ersuchten am 18. März 2004 in Prizren auch die deutschen Truppen der Multinational Brigade Southwest die TMK um Hilfe, fuhren selbst jedoch nicht aus der Kaserne aus.
Am wenigsten von allen internationalen KFOR Brigaden war die europäisch-skandinavisch dominierte Multinational Brigade Centre bereit, ihr Sicherheitsprimat abzugeben. Auch während der intensiven Kämpfe in Čaglavica lehnte sie es kategorisch ab, die TMK zur Unterstützung aufzurufen, um damit nicht ehemaligen UÇK-Zellen möglicherweise unwiederbringlich Sicherheitsaufgaben zu übertragen. Die die Multinational Brigade Northeast anführende französische KFOR handelte unter latentem Misstrauen gegenüber der kosovo-albanischen Seite der KPS und hatte traditional freundschaftliche Verbindungen zu den Serben in Nord-Mitrovica. Während die französische KFOR und die Polizei die Verantwortung für die Verteidigung der Stadt übernahm, kompromittierten die Serben sie nicht durch bewaffnete Massenansammlungen, sondern blieben in Reserve, einschließlich eingetroffener serbischer Spezialkräfte in Zivilkleidung.
Die Gewalt der Märzausschreitungen hatte zu einer Art von Kotonisierung in Sicherheitsfragen geführt, bei denen die verschiedenen nationalen Prioritäten und Bündnisse der KFOR-Kontingente gegenüber den lokalen Gruppen zu Tage traten. Die witzelnde Bemerkung einer leitenden KFOR-Quelle von Anfang April „Falls es ein nächstes Mal geben sollte, werden wir vielleicht einen Schritt weiter gehen und gegenseitig aufeinander schießen.“ traf am 17. April ein, als ein Feuergefecht zwischen jordanischen und US-amerikanischen CIVPOL-Beamten zu zwei toten und zehn verletzten US-Amerikanern sowie zu einem toten Jordanier und einem verletzten Österreicher führte.

### Sicherheits-, Rechts- und Wirtschaftslage im Kosovo 2004
Die Kritik an der UNMIK betraf zum eine insbesondere die Vernachlässigung der wirtschaftlichen und sozialen Entwicklung: Die wirtschaftliche Lage im Kosovo verschlechterte sich und das Ausmaß der Hilfe aus der Diaspora ging in den letzten Jahren zurück. Zum anderen betraf die Kritik besonders die ungeklärten Besitzverhältnisse, welche ein großes Problem für den Privatisierungsprozess darstellten. Des Weiteren war die ohnehin sehr eingeschränkte Elektrizitätsversorgung ein Dauerthema und Ursache von Frustrationen. Rückblickend wurde zwar oft der ungelöste völkerrechtliche Status des Kosovo als größtes Hindernis für eine positive Entwicklung dargestellt, doch scheint die mangelnde bürokratische Durchsetzungs- und Umverteilungsfähigkeit der kosovarischen Institutionen das Haupthindernis gewesen zu sein. Auch wies die Wirtschaftspolitik der internationalen Staatengemeinschaft keine erkennbare mittel- und langfristige Wirtschaftsstrategie mit Schwerpunkt auf der Verbesserung der strukturellen Entwicklungshindernisse in Wirtschaft und Gesellschaft auf. Kramer und Džihić kommen in ihrer Untersuchung der Wirtschaftspolitik der internationalen Staatengemeinschaft in Die Kosovo-Bilanz. Scheitert die internationale Gemeinschaft? aus dem Jahr 2005 zu dem Ergebnis: „Konkret kann an Folgen der wirtschaftlichen Strategie der UNMIK und der EU abgeleitet werden, dass mit den europäischen Integrationsbemühungen falsche Prioritäten gesetzt wurden und stattdessen verstärkte Investitionen in die Energieversorgung und in die Armuts- und Arbeitslosigkeitsbekämpfung getätigt hätten werden müssen.“
Der Kommandeur der internationalen KFOR-Schutztruppe, der deutsche General Kammerhoff, äußerte sich bei einem Besuch des SPD-Vorsitzenden Müntefering im Kosovo angesichts der hohen Arbeitslosigkeit und des bedeutenden Einflusses international tätiger Banden auf die Provinz skeptisch über die Perspektiven des Kosovo. Er halte den Exodus der noch etwa 95.000 Serben, die in der offiziell zu Serbien-Montenegro gehörenden Provinz Kosovo leben, für möglich.
Weitaus negativer als für die Mehrheitsbevölkerung hatte sich im Kosovo jedoch die Lage für die in den Enklaven lebenden Serben und für die anderen Minderheiten der Roma, Kosovo-Ägypter, Bosniaken, Gorani, Aschkali und andere mehr entwickelt. Zwar gab es Checkpoints und regelmäßige Patrouillen der KFOR, die den Siedlungen der Minderheiten im Kosovo vor kosovo-albanischen Angriffen Schutz bieten sollten. Doch wurde den Minderheiten ihre Bewegungsfreiheit, ihr Zugang zur Grundversorgung und zur Bewirtschaftung ihrer Felder sowie zum Gesundheits- und Bildungswesen weitgehend verwehrt. Besonders katastrophal blieb die Sicherheitslage für die in den Enklaven lebenden Serben, denen der Zugang zu ihren Felder nicht ermöglicht wurde und für die ohne KFOR-Schutz keine Lebensmittelversorgung mehr bestand. Die serbische Bevölkerung, so schrieb der Spiegel 2004, friste „eine kümmerliche Existenz im Kosovo“. Die mit internationalen Geldern gebauten Häuser für serbische Flüchtlinge stünden zum großen Teil leer, weil der Schutz ihrer Bewohner nicht gewährleistet werden könne. Die Kosovo-Albaner fühlten sich „bereits als alleinige Herren im Haus“. Strafakten albanischer Krimineller würden verschwinden, albanische Strafgefangene entkämen „unter bizarren Umständen aus Gefängnissen“. Die kosovarische Polizei würde sich teilweise weigern zu ermitteln. Auch die UNO-Verwalter seien von Morddrohungen und Intrigen von kosovo-albanischer Seite betroffen. Die UNMIK-Chefs wie Hans Haekkerup und Michael Steiner hätten daher nach jeweils kurzer Amtszeit ihr Amt niedergelegt. Kosovo-albanische Politiker zeigten sich weder bereit, die Frage nach dem künftigen Status zu verhandeln, noch von kosovo-albanischer Seite begangene Kriegsverbrechen zu erörtern. Die „Untaten“ der UÇK und der Albaner-Führer wie Ramush Haradinaj würden sie als Tabuthema behandeln. Die albanische Bevölkerungsgruppe verweigerte der UNMIK-Polizei zudem Informationen über Straftaten, deren Verursacher mutmaßlich Albaner sind.
Der Aufbau stabiler politischer und rechtsstaatlicher Strukturen im Kosovo war unter der Verwaltung der UNO nicht befriedigend gelungen. Die Wirtschaft blieb vollständig zusammengebrochen. Produzierendes Gewerbe gab es praktisch nicht. 60 bis 70 Prozent der Kosovaren waren arbeitslos. Etwa die Hälfte des Bruttosozialprodukts soll aus internationaler Hilfe bestanden haben. Nur 20 Prozent wurden im Land selbst erwirtschaftet, und selbst das überwiegend mit Dienstleistungen für die 18.000 Kfor-Soldaten, die Mitarbeiter der UNO-Verwaltung und anderer Organisationen. Die kosovo-albanischen politischen Parteien standen im Ruf, politische Tarnorganisationen lokaler Mafiabosse zu sein.

### Situation der Binnenflüchtlinge nach den Ausschreitungen
Auch Monate nach den März-Ausschreitungen von 2004 lebten noch immer rund 2.000 Menschen unter beengten und unhygienischen Verhältnissen, auch in unbeheizten und nicht fertiggestellten Wohnungen, überfüllten Schulen (so z. B. in Gračanica und Kosovska Mitrovica), Zeltlagern auf KFOR-Militärstützpunkten und sogar in einfachen LKW-Containern (so in Gračanica und Ugljare). So lebten viele der aus ihren Häusern „ausgebrannten“ Familien in Svinjare und Obilić in unbeheizten, nicht fertiggestellten Mehrfamilienhäusern ohne Zugang zu Wasser und Elektrizität in Kosovska Mitrovica und Zvečan (alban.: Zveçan). Serbische Binnenflüchtlinge aus Prizren wurden in einer Sporthalle im deutschen KFOR-Stützpunkt untergebracht, serbische Binnenflüchtlinge aus Belo Polje im italienischen KFOR-Stützpunkt „Villagio Italio“. Hunderte von Aschkali-Binnenflüchtlingen aus Vučitrn lebten in einem schlammigen und überfüllten Zeltplatz innerhalb des französischen KFOR-Stützpunktes in Novo Selo. Andere Familien wurden in Einzelzelten untergebracht. Auch die Klöster Gračanica und Dečani nahmen serbische Binnenflüchtlinge auf. Nie zuvor, so urteilte die Menschenrechtsorganisation Human Rights Watch in ihrem Bericht von Ende Juli 2004, sei die Zukunft der Minoritäten im Kosovo düsterer erschienen.
Sowohl die Provisorische Regierung des Kosovo (Kosovo Provisional Government = PISG) als auch die Einrichtungen der UNMIK zollten in ihrem Eifer, den durch die ethnische Gewalt hervorgerufenen Rückschlag im Image des Kosovo durch den Wiederaufbau der zerstörten Häuser zu beseitigen, den aktuellen Bedürfnissen der Binnenflüchtlinge der serbischen und anderer nicht-albanischer Minderheiten nur wenig Aufmerksamkeit. Als UNMIK- und PISG-Funktionäre im April 204 eine von ausländischen Journalisten besuchte Zeremonie abhielten, um den Wiederaufbau der Wohngebäude des YU-Programms in Priština zu demonstrieren, luden sie die ortsansässigen Binnenflüchtlinge, von denen die meisten im nahegelegenen Gračanica lebten, weder ein noch benachrichtigten sie sie auch nur von dem stattfindenden Ereignis. Auch die Missachtung oder Verkennung der Interessen anderer Minderheiten wie Roma und Aschkali wurde internationalen Organisationen wie UNMIK und KFOR vorgeworfen, wie von dem Menschenrechtsaktivisten Nicolaus von Holtey von der katholischen Friedensorganisation Pax Christi: „Von Beginn an hat die Internationale Gemeinschaft die Nöte von Roma und Aschkali nicht wahrgenommen.“
Die Märzausschreitungen trugen nach Angabe des UNHCR zur angespannten Sicherheitssituation bei, die auch nach Angaben der EU-Kommission wesentliche Ursache dafür war, dass der Großteil der nicht-albanischen Flüchtlinge und weiterhin rund 207.000 „auf kern-serbischem Gebiet“ lebenden Binnenvertriebenen aus dem Kosovo nicht in ihre Heimat zurückkehrten: „Das starke Gefühl fortbestehender Unsicherheit und die immer wieder auftretenden Zwischenfälle haben die Bereitschaft ehemaliger Flüchtlinge, freiwillig in das Kosovo zurückzukehren, stark beeinflusst. Im Vergleich zum Vorjahr sind Rückkehrbewegungen von Angehörigen ethnischer Minderheiten im Jahre 2004 um nahezu 50 Prozent zurückgegangen. Die meisten dieser insgesamt geringen Rückkehrbewegungen fanden in ländliche Gebiete statt, in denen entweder keine Personen anderer Volkszugehörigkeiten lebten oder in denen die Rückkehrer zumindest der jeweiligen ethnischen Mehrheit angehörten.“ Überdies hätten Rückkehrer Schwierigkeiten, ihr zurückgelassenes Eigentum wiederzuerlangen, weswegen viele Serben und Roma weiterhin keine dauerhafte Lösung für sich gefunden hätten. Auch die Belgrader Regierung behindere die Integration serbischer Binnenvertriebener auf „kernserbischem Gebiet“ „künstlich“, da deren Integration erhebliche soziale und finanzielle Probleme aufwerfe. Laut UNHCR stelle der Zugang zu Wohnraum oder Unterkunft für Binnenvertriebene in Serbien und Montenegro eines der Kernprobleme dar. Aufgrund fehlender Kapazitäten und Mangel an finanziellen Mitteln sei es den serbischen und montenegrinischen Behörden nicht möglich, die Binnenvertriebenen unterzubringen, mit Ausnahme von 7.000 Binnenvertriebenen in Serbien und 1.000 in Montenegro, die in Sammellagern für Flüchtlinge aufgenommen wurden. Als Beispiel für die katastrophalen Verhältnisse, unter denen die Flüchtlinge in den Sammellagern lebten, sind mehrere Flüchtlingslager für Roma, Aschkali und Kosovo-Ägypter im nördlichen Kosovo bekanntgeworden, die der Hohe Flüchtlingskommissar der Vereinten Nationen (UNHCR) und dessen ausführender Partner, die „Action by Churches working Together“ (ACT), dort 1999 auf hoch belasteten Schutthalden mit verseuchtem Minenabraum errichtet hatten. UN und andere Organisationen versäumten es über zehn Jahre lang, eine angemessene Unterbringung und medizinische Versorgung für die Flüchtlinge bereitzustellen, obwohl der Repräsentant der Gesellschaft für bedrohte Völker (GfbV), Paul Polansky, seit der Gründung auf die Gefahr für die Flüchtlinge durch Schwermetall-Intoxikation hingewiesen hatte, obwohl die hohe toxische Belastung in unmittelbarer Nähe der Abraumhalden weithin bekannt und von den UN im Jahr 2000 erstmals dokumentiert war und obwohl auch WHO und Nichtregierungsorganisationen die UNMIK, die die Gesamtverantwortung über die Lager übernommen hatte, auf die Lage hingewiesen hatte. Schwermetallanalysen anhand von Haarproben aus den Flüchtlingslagern bei Kosovska Mitrovica ergaben die höchsten jemals in menschlichen Haarproben ermittelten Bleiwerte. Die meisten von fehlender Unterkunft betroffenen Binnenvertriebenen, insbesondere auch Roma, Aschkali und Kosovo-Ägypter, haben laut UNHCR „Unterschlupf in improvisierten, informellen Siedlungen gefunden, wo sie unter sehr harten Bedingungen leben (ohne Elektrizität, fließendes Wasser, kein Abwassersystem, keine öffentlichen Einrichtungen etc.).“ Der fortschreitende Privatisierungsprozess in Serbien und Montenegro führe jedoch auch zu Zwangsräumungen, die wiederum zu Obdachlosigkeit, gesundheitlichen Schäden, Unsicherheit, Schulabbruch der Kinder und Arbeitsplatzverlust führen können.
Laut einer als Verschlusssache gekennzeichneten, aber an die Öffentlichkeit gekommenen Studie des IEP für das deutsche Verteidigungsministerium von 2007 blieb die angespannte Flüchtlingssituation aufgrund der fortbestehenden Feindseligkeiten sowie der „anarchieähnlichen Rechtlosigkeit“ in Bezug auf inter-ethnische Gewaltdelikte weiter prekär und ermöglichte den vorwiegend serbischen Binnenvertriebenen nicht, in ihre Heimatorte zurückzukehren. Nach der Unabhängigkeitserklärung drohe, so die Studie, ein weiterer Exodus serbischer Bevölkerungsteile aus den Enklaven sowie das faktische Erlöschen der Rückkehrbereitschaft der bereits vertriebenen Vertreter der Minderheiten.
Auch nach der völkerrechtlich umstrittenen Unabhängigkeitserklärung des Kosovo 2008 blieben die rechtlichen Bedingungen für eine Rückkehr von Serben in ihre Häuser weiterhin Anlass von Protestaktionen, wie im Fall der Familie Nikolić: Drei ältere Frauen der Familie, die Schwestern Liljana und Santipa sowie ihre aus Slowenien stammende Mutter Danijela, deren Urgroßvater bei der Stadtgründung von Uroševac eine Rolle gespielt haben soll, waren am 18. März 2004 von der US-amerikanischen KFOR aus ihrem Haus in Uroševac gegen ihren Widerstand gewaltsam zum Schutz vor den kosovo-albanischen Aufrührern evakuiert worden, die dann das Haus zerstörten. Die Frauen weigerten sich zu flüchten und kehrten nach der Entlassung aus dem Krankenhaus auf die griechische KFOR-Militärbasis zurück. Ein Angebot des UN-Flüchtlingskommissariats für ein neues Zuhause in einer Dorf-Enklave in der Nähe Uroševacs lehnten sie ab und argumentierten, dass sie dann wie andere Binnenvertriebene ihre Häuser nie wieder zurückerhalten würden. Da die KFOR sie gegen ihren Willen evakuiert und ihren Besitz nicht verteidigt habe, solle sie sie auch wieder zurückbringen.
Nach Angabe der serbischen Regierung sollen auch 2013 noch immer viele Opfer der Gewalt vom März 2004 in Sammelunterkünften, Containersiedlungen (wie in der Nähe von Gračanica oder Štrpce) oder in Häusern anderer Leute unter dem Status von „Binnenflüchtlingen“ leben.

### Strafverfolgung der Gewalttäter der März-Ausschreitungen
Am 22. März 2004 erklärte der kanadische Sprecher der UN-Polizei im Kosovo, Derek Chappell, die Polizei habe 163 Personen verhaftet, die unter Verdacht von Brandstiftung, Raub, Mord und anderer Verbrechen im Zusammenhang mit dem „ethnischen“
Konflikt im Kosovo stünden.
Die anhaltende Gefahr für die Gemeinschaften der Minderheiten im Kosovo wurde in den Medien bereits am 5. Juni 2004 wieder thematisiert, als bei einem drive-by shooting auf eine Gruppe serbischer Teenager in Gračanica trotz der Anwesenheit von KFOR-Checkpoints im Ort der 16-jährige Dimitrije Popović erschossen wurde.
Im Juni 2004 gab die UNMIK bekannt, dass die Polizei 270 Personen inzwischen festgenommen habe. Internationale Ankläger würden 52 schwere Fälle verhandeln, die 26 Beklagte beträfen, von denen 18 in Arrest seien. Annähernd 120 Fälle würden von örtlichen Anklägern geführt. Bis Oktober 2004 seien mehr als 100 Verfahren abgeschlossen worden. 83 Personen seien überführt worden, mit Strafen, die Geldbußen und Freiheitsstrafen bis zu 5 Jahren einschlössen, mehr als 200 Fälle befänden sich noch im Verfahren. Keine Angaben machte die UNMIK dagegen über Fälle, die mutmaßliche Mittäterschaft von Kosovo Police Service (KPS) einschlossen. Nach Angabe der FAZ von Ende Juli 2004 soll dagegen mitgeteilt worden sein, dass gegen 100 Polizisten des KPS Untersuchungen liefen. Falls ihnen Fehlverhalten nachgewiesen werden könne, hätten sie mit Strafen zu rechnen.
Im Jahr 2005 wurde das erste Urteil in einem schwerwiegenden Fall rechtsgültig vollzogen, indem sechs ethnische Albaner aus Gnjilane zu einer Freiheitsstrafe von zusammengenommen 38 Jahren verurteilt wurden. Sie wurden für schuldig befunden, den Serben Slobodan Perić und seine Mutter ermordet zu haben. Das Strafmaß wurde 2009 teilweise beträchtlich reduziert.
Die Menschenrechtsorganisation Humanitarian Law Center kam 2006 zu der Einschätzung, dass die Urteile gegen die Straftäter schwerer Delikte der Märzausschreitungen von 2004 zu milde und nahe dem gesetzlichen Minimum ausfielen. Dies könne auch nicht mit schwierigen Umständen gerechtfertigt werden, unter denen die Gerichte zu arbeiten hatten, wie zum Beispiel der Fülle von Vorfällen in kurzer Zeit oder der Weigerung von Zeugen zur Aussage.
Vor den Gerichten im Kosovo wurden später Verfahren in über 400 Fällen aus der Zeit der Ausschreitungen geführt, vorwiegend über geringere Verbrechen. Von diesen waren bis 2006 über 100 Fälle ungelöst geblieben. Dagegen waren über 300 geschlossen und 209 Personen überführt worden, an den Märzausschreitungen beteiligt gewesen zu sein, wohingegen 95 Fälle fallen gelassen worden waren. Bis 2010 wurden 143 Kosovo-Albaner verurteilt, 67 davon zu Gefängnisstrafen über ein Jahr.
Die für das deutsche Verteidigungsministerium vertraulich erstellte IEP-Studie von 2007 betont allerdings, dass im Hinblick auf die Gewalttäter der Märzausschreitungen 2004 von einer nahezu vollständigen Straffreiheit und einer öffentlichen Kapitulationserklärung des gesamten kosovarischen Justizsystems zu sprechen sei. Es sei im Zuge der juristischen Aufarbeitung der Märzausschreitungen lediglich zu 20 Verurteilungen gekommen, von denen acht in zweiter Instanz wieder freigekommen seien.
Auch die EU-Kommission kam in einem Bericht von November 2008 zu dem Ergebnis, dass die Überprüfung der Fälle zu den Märzausschreitungen von 2004 fortgesetzte Mängel der Justiz offenbart habe, die auch Staatsanwälte, Gerichte und Zeugen einbezog. Das Rechtssystem habe es nicht zustande gebracht, ein klares und überzeugendes Signal zu setzen, dass ethnische Gewalt im Kosovo nicht geduldet werden würde. Jessica von Felbert sieht in diesem Urteil der EU-Kommission eine Kritik an der „Befangenheit der kosovarischen Justiz gegenüber der serbisch-kosovarischen Bevölkerung“.
Nach einer Bilanz von B92 nach 11 Jahren war niemand für die Organisation der Gewalt zur Rechenschaft gezogen worden. Insgesamt waren von den rund 51.000 Kosovaren, die an den Unruhen teilgenommen hatten, 270 verhaftet sowie 143 schuldig gesprochen und in den meisten Fällen zu Geldstrafen verurteilt worden.
- Skumbin Mehmeti wurde zu 30 Jahren Gefängnis verurteilt für das Eröffnen des Feuers auf ein UNMIK-Fahrzeug, bei dem ein ausländischer und ein kosovarischer Polizist getötet und zwei andere verletzt worden waren.[1]
- Internationale Staatsanwälte und Richter eröffneten sieben Fälle, die in Verbindung mit der Zerstörung von Kirchen standen, und verurteilten 67 Menschen zu Haftstrafen von 21 Monaten bis 16 Jahren.[1]

### Sicherheits- und Rechtslage für Minderheiten nach den Ausschreitungen

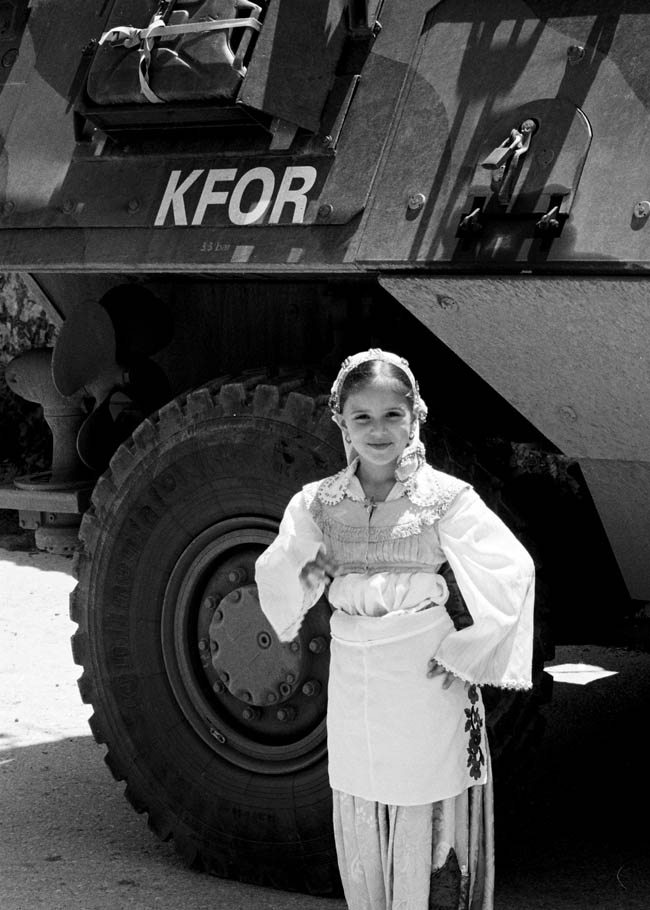
Die jüngste Generation ist mit der Präsenz von internationalen Truppen im Land aufgewachsen

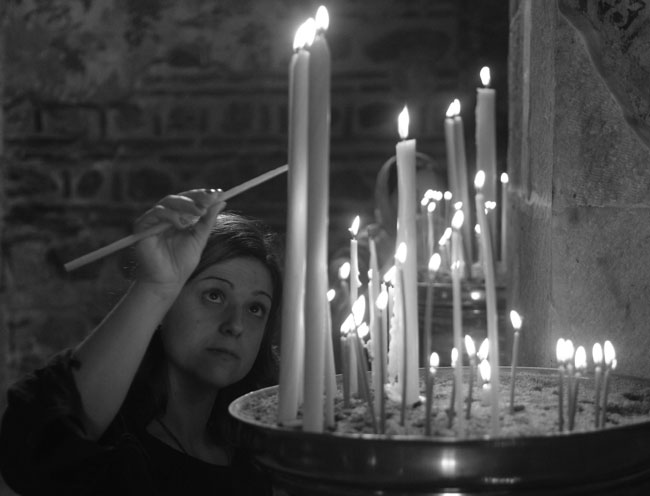
Kloster Dečani: Einer der Orte, an dem im Kosovokrieg Angehörige aller Ethnien Zuflucht fanden, ist heute selbst bedroht

Laut der IEP-Studie macht die bereits 2007 umfassend ausgebildete Parallelität von ethnischen Serben und Albanern im Kosovo und das historisch einmalige Ausmaß an ethnischer Segregation das Eingeständnis notwendig, dass das multiethnische Gesellschaftsmodell im Kosovo bereits gescheitert ist. Trotz gegenteiliger Beteuerungen von KFOR und UNMIK sei zudem für keine Volksgruppe eine kosovoweite Bewegungsfreiheit gewährleistet und auch nicht für die Zeit nach einer Unabhängigkeitserklärung zu erwarten. Der multiethnische Kosovo, das erklärte Leitbild der Internationalen Gemeinschaft, bestehe nirgends „außer in der bürokratischen Beurteilung der Internationalen Gemeinschaft“.
Entgegen zahlreichen öffentlichen Bekundungen hielten auch die ethnischen Spannungen im Kosovo laut der IEP-Studie weiter an. Die merkliche Abnahme von Hostilitäten gegenüber der serbischen Minderheitsbevölkerung im Vorfeld der Statusentscheidung über die Unabhängigkeit des Kosovo sei ausschließlich Folge von Verhandlungstaktik und in keiner Weise Anzeichen für eine verbesserte strategische Ausgangslage. Die inter-ethnische Gewalt sei asymmetrisch gegen die Minderheiten gerichtet, wende sich gegen ein breites Spektrum „weicher Ziele“ (Kinder, Schulen, Cafés) und ziele nicht auf direkte Schwächung des „Gegners“, sondern komme „einer langfristig angelegten ethnischen Säuberung gleich, die auf dem Prinzip der Einschüchterung aufbaut und ebenfalls bewusst multiethnische Vorbildprojekte ins Visier nimmt.“ Die vom UN-Sondergesandten Kai Eide in seinem für den UN-Sicherheitsrat erstellten Bericht dargestellte „positiv anmutende“ Entwicklung registrierter inter-ethnischer Straftaten nach den Märzausschreitungen habe eine Ursache lediglich darin, dass die Minderheiten den Kontakt zu der kosovo-albanischen Mehrheitsbevölkerung vermeiden oder minimieren. Angehörige von Minderheiten würden jedoch nach wie vor in Unsicherheit leben und seien teils massiv in ihrer Freizügigkeit eingeschränkt. In den mehrheitlich von Kosovo-Albanern besiedelten Regionen des Kosovo hätten sich die dort lebenden Serben meist in ethnisch homogenen Enklaven „verschanzt“ und verfügten „entgegen anders lautender[sic!]  Aussagen über kein »Freedom of Movement«“. In einigen isoliert liegenden Regionen müssten weiterhin KFOR-Soldaten die täglichen Einkaufsgänge der Vertreter der serbischen Minderheit bewachen oder übernehmen. Um den Serben ein Mindestmaß an Bewegungsfreiheit zu ermöglichen, habe sich auf kosovo-albanisch dominiertem Territorium ein paralleles, überwiegend aus Feldwegen bestehendes Straßennetz für Serben etabliert, welches die Enklaven miteinander verbinde und ihren Bewohnern ermögliche, die Enklaven unbemerkt zu verlassen. In den überwiegend serbisch besiedelten Regionen im Nordkosovo seien so die entstandenen Parallelstrukturen mit eigenem Schul-, Gesundheits- und Gerichtswesen „zumindest teilweise als Reaktion auf die nach der NATO-Intervention einsetzenden Diskriminierungen gegenüber der serbischen Minderheit anzusehen“. Nach Einschätzung des UNHCR gelange eine Vielzahl der inter-ethnischen Zwischenfälle nicht an die Öffentlichkeit, weil die Opfer aus Furcht vor Repressalien der Täter aus der Mehrheitsgemeinschaft meist schweigen würden.
Den schwerwiegenden inter-ethnischen Übergriffen „angesichts der massiven internationalen Präsenz im Kosovo“ stünde, so die IEP-Studie, eine „groteske Realitätsverweigerung seitens der Internationalen Gemeinschaft“ gegenüber. Die augenscheinlich existierenden inter-ethnischen Spannungen würden in realitätsverzerrender Weise „systematisch geleugnet“ und es werde starr am Ziel eines multiethnischen Kosovo festgehalten, das einen „politisch verordneten Erfolgsdruck“ darstelle.: „Auf internationaler Seite wird der multiethnische Irrglaube maßgeblich von jenen Funktionsträgern am Leben erhalten, deren Arbeitserfolg unmittelbar an der Erfüllung dieses (auf politischem Wunschdenken fußenden) Missionsziels gemessen wird oder die über ein direktes finanzielles Interesse an der Fortführung entsprechender Förderprogramme verfügen.“ So habe der UN-Sondergesandte und UNMIK-Leiter, Joachim Rücker betont: „Der Eindruck, der Kosovo ist ein Platz, wo sich Serben nicht frei bewegen können, entspricht nicht der Realität.“ Der deutsche Wirtschaftswissenschaftler behauptete weiter, der Kosovo verfüge über „eine funktionierende Demokratie und Marktwirtschaft“. Die Märzausschreitungen von 2004 belegen aber laut dem Urteil der IEP-Studie, dass „die geschönten Berichte und Lageanalysen ein unmittelbares Sicherheitsrisiko für die vor Ort befindlichen Kräfte“ darstellen.
Für die Zukunft stellte die IEP-Studie von 2007 negative Prognosen multiethnischen Zusammenlebens für den Kosovo aus. In der Enklavenfrage werde es langfristig zu einer „Biologischen Lösung“ kommen, indem nach der „Statusklärung“, also mit dem Erreichen der staatlichen Souveränität des Kosovo und somit der Unabhängigkeit von Serbien, „nahezu ausschließlich alte Menschen in den Kleinstsiedlungen verbleiben werden, die ungeachtet der widrigen Lebensumstände eine »tiefe Verbundenheit mit der Scholle« aufweisen“. Zusätzlich behindere die (mit dem Wegfall des serbokroatischen beziehungsweise serbischen Unterrichts) „immer weiter wachsende Sprachbarriere zwischen Serben und Albanern ein Mindestmaß an bilateralem Austausch und Verständigung, was das Sammeln persönlicher Erfahrungen mit der jeweiligen Gegenseite behindert und langfristig die notwendige Aussöhnung zwischen den Volksgruppen erschwert.“ „Spätestens“, so prognostiziert die IEP-Studie wachsende sozioökonomische Konfliktfaktoren, „wenn die gegenwärtig kultivierten Blütenträume eines unabhängigen und prosperierenden Kosovo nicht reifen sollten“, sei „mit dem Aufkommen einer neuen Unruhewelle zu rechnen, welche das bisherige Eskalationsniveau bei weitem übertreffen könnte.“ Erschwerend entstehe eine „veritable Bedrohung für die Sicherheit und Stabilität des Kosovo“ auch jenseits ethnischer Spannungen aus dem hohen Maß an organisierter Kriminalität im Kosovo, gekoppelt mit hohem Korruptionsaufkommen, das sich auch über den gesamten Polizei- und Justizbereich erstrecke.
Auch nach einer Stellungnahme von Amnesty International von Mai 2010 zu einem Hearing im Deutschen Bundestag, die besonders auf die Situation der Roma im Kosovo eingeht, sind sowohl die Vertreibungen und Entführungen von ethnischen Minderheiten durch Angehörige der albanischen UÇK 1999 als auch die mit den Märzausschreitungen von 2004 verbundene inter-ethnische Gewaltwelle und Vertreibung von mehr als 4.000 Serben, Roma und Aschkali weiterhin weitgehend straffrei geblieben. Viele Beobachter vermuten demnach, dass tätliche Übergriffe auf Roma weiterhin stattfinden, in den meisten Fällen jedoch nicht an die Öffentlichkeit gelangen.
Diskriminierung ethnischer Minderheiten sei weiterhin ein großes Problem im Kosovo. Zu den Problemen gehöre auch der faktische Ausschluss von den sozialen Sicherungssystemen, von Gesundheitswesen, Arbeitsmarkt (geschätzte 90–100 % Arbeitslosigkeit unter den Roma), Bildungseinrichtungen und geregelten Wohnverhältnissen. Die Häuser der Roma seien in der Regel im Krieg zerstört oder seitdem von anderen bewohnt worden. Die Schutz bietenden Roma-Gemeinschaften würden seit der Vertreibung oft nicht mehr existieren. Obwohl die Zahl der inter-ethnischen Gewalttaten seit den vorangegangenen Jahren zurückgegangen sei, bestünde unter den ethnischen Minderheiten ein erhebliches Unsicherheitsgefühl fort.
2013 berichtete das „Office for Cooperation With the Diaspora and Serbs in the Region“ der serbischen Regierung, dass nach dem März-Pogrom gegen die Serben von 2004 270 (nach anderen Angaben 350) Kosovo-Albaner festgenommen und 143 Personen verurteilt wurden, meist zu Geldstrafen und in 67 Fällen zu Gefängnisstrafen. Das Amt beklagte jedoch, dass die wichtigsten Akteure und Organisatoren in der politischen Struktur und den Reihen der ehemaligen UÇK nicht belangt worden seien.

### Kontroversen um die Rolle der KFOR, der UNMIK und der Protektoratsmächte
Die ohne völkerrechtliche Legitimation geführte Militärintervention der NATO von 1999 in Jugoslawien war unter amerikanischer Dominanz nach einem neuen Paradigma der westlichen Krisenintervention (Doktrin der „humanitären Intervention“) erfolgt. In Ermangelung eines Mandats des UN-Sicherheitsrates hatte die NATO als selbsternannte und eigenmächtige Interventionsmacht gehandelt und den Krieg mit dem Verweis auf eine moralische Verpflichtung, eine angeblich drohende „humanitäre Katastrophe“ abzuwenden, begründet. Geregelt durch eine Absprache vom 9. Juni 1999, hatte die NATO mit Beendigung ihrer Luftangriffe den Rückzug der jugoslawischen Sicherheitskräfte aus der serbischen Provinz Kosovo unter gleichzeitigem Eintritt der NATO-geführten Truppen der Kosovo Force (KFOR) erwirkt. Erst nachträglich hatte der UN-Sicherheitsrat darauf die KFOR in der UN-Resolution 1244 vom 10. Juni 1999 durch ein Mandat mit der Ausübung von Sicherheitsaufgaben betraut, zusätzlich mit der Resolution aber auch die Schaffung der UNMIK (United Nations Interim Administration in Kosovo) gefordert, die als Übergangsverwaltung für den Kosovo unter Leitung des Sondergesandten des UN-Generalsekretärs erstens für Polizei- und Rechtsverwaltung zuständig sein sollte, zweitens für die Zivilverwaltung (beides durch die UN auszuführen), drittens für Demokratisierung und Verwaltungsaufbau (durch die OSZE durchzuführen) und viertens für Wiederaufbau und Wirtschaftsentwicklung (durchzuführen durch die EU). In diesem Rahmen hatte die UNMIK eine internationale UNMIK-Zivilpolizei errichtet, die bis zu der Schaffung eines „glaubwürdigen, professionellen und unparteiischen“ Kosovo Police Services (KPS) für exekutive Funktionen verantwortlich sein sollte. Im Dezember 2003 verfügte die UNMIK über 3.752 internationale Polizeibeamte im Kosovo, einschließlich 2.422 Zivilpolizisten (CIVPOL), 975 Mitglieder der Special Police Units (SPU) und 355 Grenzpolizisten. Im März 2004 waren 5.700 der von der UNMIK insgesamt geplanten 6.700 KPS-Beamten von UNMIK und OSZE ausgebildet worden.
Ende 2003 befanden sich etwa 17.500 Soldaten bis 18.500, im März 2004 etwa 18.500 Soldaten der NATO-Schutztruppe (KFOR) im Kosovo. Im Januar 2004 wurde gemeldet, dass Deutschland mit Beginn März 2004 die Task Force-Prizren aus dem Kosovo abziehen werde und lediglich eine Kompanie zurückbleiben werde, die mit der nächsten Rotation der Task Force-Dulje unterstellt würde. Mitte Januar 2004 führte auch Italien, nördlich der Task Force-Dulje, eine Truppenreduktion durch. Die Task Force-Falco reduzierte ihre Kräfte und unterstellte zwei Kompanien der benachbarten Task Force-Aquila, womit auch der gesamte Verantwortungsbereich (AOR) an die TF-Aquila übergeben wurde. Bis Ende 2004 sollten die Truppen im Kosovo allgemein erheblich reduziert werden.
In mehreren nationalen und internationalen Berichten wurden der KFOR schwere Versäumnisse während der Vorkommnisse im März 2004 vorgehalten. Im Mittelpunkt der Kritik stand dabei die deutsche Bundeswehr, wodurch die im Auslandseinsatz bis dahin hochgelobten Soldaten erstmals solchen Vorwürfen ausgesetzt wurden. Schwer wog dabei, dass im Dienst der UNO arbeitende, deutsche UNMIK-Polizisten den deutschen KFOR-Kontingenten in Prizren unterlassene Hilfeleistung und Feigheit vorgeworfen haben.
Bundesregierung und Bundeswehrführung reagierten auf die Misserfolge des deutschen KFOR-Kontingents, wie es Peter Carstens in der FAZ ausdrückte, „mit pauschaler Lobhudelei“ und erklärten die fehlende technische Ausstattung und Anwendungsmöglichkeit von Schlagstöcken und Tränengas für verantwortlich. Der Rückzug der KFOR-Truppen von dem Ort der Geschehnisse wurde als „vorübergehende[n] Rückführungen der Kfor-Einheiten in die eigenen Camps“ abgeschwächt. Diese Außendarstellung von NATO und Bundeswehr widersprach fundamental dem Urteil eines Inspektionsteam der deutschen Polizei, nach dem während der März-Ausschreitungen die „Lagebewältigung fast ausschließlich durch die in langen Zeitabschnitten auf sich alleine gestellte Unmik-Polizei und den unterstützenden KPS [Kosovo-Police-Service] erfolgte“.
Erst später setzte sich im Verteidigungsministerium die Auffassung durch, dass die Bundeswehr im Kosovo „wegen geringen Tatendrangs, Phantasielosigkeit, Etappenschlendrians und Mängeln bei Ausrüstung und Ausbildung einen großen Teil ihres hohen Ansehens auf dem Balkan verloren habe“, so Carstens in seiner Zusammenfassung. Es bildeten sich so zwei Versionen über das Verhalten der Bundeswehr während der antiserbischen März-Ausschreitungen aus: die offizielle erklärte den Einsatz noch immer für „angemessen“ und als Erfolg, die KFOR habe eine Stabilisierung der Situation erreicht und durch das „umsichtige Verhalten“ eine weitere Eskalation verhindern können (Standpunkt der Regierung noch im Juli 2004). Die interne Version warf hingegen dem deutschen KFOR-Kontingent fatales Versagen vor und forderte Konsequenzen ein.
Auch die internationale Polizei zeigte sich trotz der bereits fünfjährigen Aufbauarbeit als schlecht auf die Ausschreitungen vorbereitet und als unfähig, sich ernsthaft zu wehren, was von dem Innenministerium jedoch öffentlich nicht kundgetan wurde. Monate nach dem misslungenen Einsatz gab es weder einen umfassenden Bericht der involvierten Ministerien zu den Ereignissen, noch eine parlamentarische Untersuchung. Bei der Rekonstruktion der Ereignisse stützte man sich überwiegend auf persönliche Notizen und mündliche Berichte. Die Verfehlung der internationalen UNMIK-Polizei und der KFOR, bei den Ausschreitungen vom März 2004 effizient auf die Gewalt zu reagieren, überließ einen großen Teil der Sicherheitsverantwortung dem Kosovo Police Service (KPS). Die örtlich rekrutierten Polizisten des KPS, von denen viele erst kürzlich ausgebildet wurden, waren schlecht für den Umgang mit Gewalttätigkeiten ausgerüstet. Viele KPS-Beamten verhielten sich bei den Brandlegungen und Übergriffen der Menge ethnischer Albaner an Serben und anderen Minderheiten passiv, selbst wenn diese nur wenige Meter entfernt von ihnen stattfanden. Einige KPS-Beamten zeigten eine deutliche Voreingenommenheit, indem sie nur Angehörige der serbischen und anderer Minderheiten festnahmen, die ihre Häuser verteidigten, während sie das kriminelle Verhalten der ethnischen Albaner vor ihren Augen ignorierten. In einigen Fällen wurden KPS-Beamte beschuldigt, aktiv an den Brandlegungen der Häuser von Minderheiten teilgenommen zu haben. Diese schweren Anschuldigungen der Mittäterschaft kosovo-albanischer Mitglieder des KPS betraf eine Anzahl von Standorten einschließlich Vučitrn, wo sich die Vertreibung gegen die Aschkali richtete. Den KPS-Beamten wurde von anderen Sicherheitsorganisationen im Kosovo, insbesondere von der KFOR, Misstrauen entgegengebracht. Ein tief gehendes gegenseitiges Misstrauen herrschte zwischen dem von Kosovo-Albanern dominierten KPS und den die Multinationale Brigade Nord anführenden französischen KFOR-Truppen: während der Märzausschreitungen 2004 versuchten französische KFOR, den KPS im südlichen Kosovska Mitrovica aufzulösen, verweigerten albanischen KPS-Beamten die Erlaubnis ihren Dienst zu verrichten und versperrten ihnen den Weg an Checkpoints. Berichten zufolge zogen sie sogar in Betracht, die KPS-Polizeistation im südlichen Kosovska Mitrovica niederzubrennen.
Der britische Diplomat Carne Ross, einer der leitenden Beamten vor Ort, sagte, er könne zwar als Zivilperson die Haltung der KFOR, sie sei von Ausmaß und Umfang der Gewalt überwältigt worden, nicht mit einer militärischen Analyse beantworten, doch es sei kollektiv nicht genug getan worden und es sei misslungen, die Menschen zu beschützen, zu deren Schutz die westlichen Organisationen in den Kosovo gesendet wurden. Menschen seien gestorben, alte Frauen zusammengeschlagen und ganze Dörfer niedergebrannt worden.
Der ehemalige UN-Polizeisprecher im Kosovo, Derek Chappell, beklagte, dass es von Seiten der Protektoratsinstitutionen keine vernehmbaren Entschuldigungen an die serbischen Opfer gegeben habe: „Es sind nun eineinhalb Monate vergangen und ich bin mir nicht sicher, dass irgendjemand gesagt hat »Es tut mir leid.«“, so Chappell, „Ich bin mir nicht sicher, ob irgendjemand gesagt hat »Ich bin nicht gut aufgetreten und hatte es besser machen können«“. Niemand sei zur Rechenschaft gezogen worden, was aber angesichts der Umstände geschehen sollte: „Wenn ich den Sachschaden betrachte und die Geschichten der Menschen vernehme, die zusammengeschlagen und getötet wurden und wenn ich gewöhnliche Serben und Albaner sagen höre, dass sie an der Zukunft verzweifeln, und wenn ich an all das Geld denke, dass hier hineingesteckt wurde. Jemand sollte zur Rechenschaft gezogen werden.“ Human Rights Watch monierte, dass das Ausbleiben jeglicher öffentlicher Anerkennung seitens KFOR und UNMIK von schweren Fehler ihrer Organisationen während der Märzkrise den Eindruck erwecken könnte, dass die internationalen Organisationen mit ihrer Arbeit als „business as usual“ fortfahre.

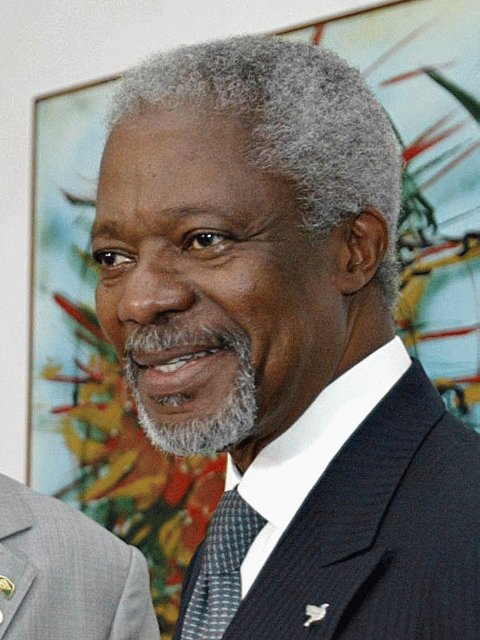
Kofi Annan: Der UN-Generalsekretär bot mit seinem Bericht an den UN-Sicherheitsrat vom 30. April keine kritische Analyse des Auftretens von UNMIK und KFOR während der Märzpogrome 2004 an

Die Menschenrechtsorganisation Human Rights Watch warf der internationalen Gemeinschaft in einem Bericht von Juli 2004 vor, ihr eigenes Versagen im Kosovo völlig zu verleugnen. Obwohl das fast einem Zusammenbruch gleichkommende Scheitern der Sicherheitseinrichtungen während der Märzausschreitungen 2004 außer Frage stehe und während internationale Beamte allgemein kritisch gegenüber dem Versagen der kosovo-albanischen Führer während und nach der Krise aufgetreten seien, sei die bedrückende Leistung der internationalen Gemeinschaft und ihrer eigenen Organisationen und Institutionen keiner ähnlich kritischen Prüfung unterzogen worden. So habe beispielsweise der UN-Untergeneralsekretär für Friedenssicherungseinsätze Jean-Marie Guéhenno ohne jegliche Kritik gegenüber der Leistung von UNMIK und KFOR einseitig die kosovarische Führung für ihre „ambivalente“ Rolle während der Krise kritisiert. Der britische Vertreter des UN-Sicherheitsrates Adam Thomson habe der UNMIK und KFOR in „selbstbeglückwünschender Rhetorik“ und Missachtung der Realität des UNMIK- und KFOR-Versagens für die „Wiederherstellung der Ruhe“ im Kosovo gratuliert. Auch der eigene Bericht von UN-Generalsekretär Kofi Annan vom 30. April 2004 an den UN-Sicherheitsrat habe versäumt, eine kritische Analyse der UNMIK- und KFOR-Leistung während der März-Ausschreitungen zu geben, während er die Verantwortlichkeit der kosovarischen Politiker und des KPS analysiere. Am 11. Juni 2004 habe Kofi Annan den norwegischen Botschafter Kai Eide zwar dazu eingesetzt, die Gewalt im März 2004 zu untersuchen, doch scheine es, als ob Eide den Auftrag habe, „die politischen Implikationen von Gewalt zwischen ethnischen Albanern und Serben [zu sondieren] und Wege zu empfehlen, auf denen die Einwohner der Provinz wieder friedlich zusammen leben können“, anstatt die Sicherheitsausfälle von UNMIK und KFOR während der Krise in den Brennpunkt zu rücken. Deutsche Offizielle hätten eine eigene interne Nachprüfung der Aktionen ihrer Truppen durchgeführt und angeblich den Schluss gezogen, dass die KFOR nicht in der Lage war, die Sicherheitsaufgaben ihres Mandats zu erfüllen und die Minderheitsgemeinschaften im Kosovo wirksam zu schützen, wobei sich schwere Bedenken aus der Verfehlung der deutschen KFOR-Truppen aufgetan hätten, auf die anti-serbischen Gewalt in Prizren wirksam zu reagieren. Trotz der großen Bedeutung einer Analyse, warum die Sicherheitsorgane im Kosovo so „schmählich“ versagten, für eine Reformierung der Strukturen und zur Verhinderung eines ähnlichen Zusammenbruchs in der Zukunft, schienen sowohl UNMIK als auch KFOR „resistent“ gegenüber einer solchen umfassenden Nachbearbeitung ihrer Ausfälle. Die meisten UNMIK- und KFOR-Beamten hätten gegenüber der Menschenrechtsorganisation ein „fehlerhaft rosiges Bild“ von ihren Reaktionen auf die Gewalt im März 2004 gezeichnet oder sich gegenseitig für ihr Scheitern bezichtigt. Letztendlich werde die Sicherheit der Minderheitengesellschaften – wie schon an vielen Orten im März 2004 geschehen – in der Verantwortung lokal geschaffener Institutionen wie dem KPS überlassen. Die internationale Gemeinschaft habe als Ergebnis der März-Ausschreitungen enorm an Bedeutung verloren, da einerseits Extremisten albanischer Ethnie nun erkannt hätten, dass sie die internationalen Sicherheitsstrukturen wirksam infrage stellen können und die Auffassung von der Unbesiegbarkeit von KFOR und UNMIK beschädigt haben; und da andererseits die ethnischen Minderheiten fast ihr gesamtes noch verbliebenes Vertrauen in die internationale Gemeinschaft verloren habe. Sowohl für die internationale Gemeinschaft als auch für die Minderheiten im Kosovo laufe nun die Zeit.
Ein NATO-Sprecher wies die Vorwürfe des Human Rights Watch-Berichts zurück. Der KFOR-Sprecher Oberst Horst Pieper warf den Autoren des Berichts vor, die Dinge aus der „Lehnstuhlperspektive“ (oder: „Lehrstuhlperspektive“) zu betrachten. Die Friedenstruppe habe die Lage innerhalb Stunden stabilisiert und damit einen Bürgerkrieg verhindert. Mit ihrem Einsatz hätten die Soldaten viele Leben gerettet.
Lob und Anerkennung erhielt die KFOR dagegen von kosovo-albanischen politischen Führern wie dem früheren UÇK-Kommandeur Ramush Haradinaj: „Keine Armee, nicht einmal eine Nationalarmee, ist dazu geformt, Revolten niederzuwerfen“, verteidigte Haradinaj die KFOR, „Und wenn du 100.000 Leute in den Straßen hast, kann keine Armee erfolgreich sein und die KFOR leistete gute Arbeit.“

#### Vorwürfe des Fehlverhaltens der deutschen KFOR
Offenbar haben sowohl die UNMIK-Polizei als auch die deutsche KFOR-Einheit, zumindest in Prizren, sehr lange gebraucht, um überhaupt am Ort des Aufruhrs zu erscheinen, obwohl die deutsche KFOR-Einheit von dem albanischen Menschenrechtsaktivisten Bashkim Hisari informiert worden war. In der Zeit der Ausschreitungen waren in der Region Prizren Truppen aus Deutschland, Österreich, der Türkei und der Schweiz stationiert, die zu dem Zeitpunkt der Ereignisse unter italienischem Befehl standen, Das Kommando über die Multinationale Brigade Südwest (MNB SW) war am 12. November 2003 von Brigadegeneral Bergmann (Deutschland) auf Brigadegeneral Alberto Primiseri (Italien) übergegangen, wechselte nach den Märzausschreitungen am 21. Mai 2004 auf Brigadegeneral Danilo Errico (Italien) und ging schließlich nach Ablauf des italienischen Jahres als Lead Nation der MNB SW im November 2004 wieder auf einen deutschen Brigadegeneral (Rossmanith) über. Sitz der MNB SW war Prizren selbst. Auch und insbesondere bei der UNMIK dienstleistende deutsche UNO-Polizisten beschwerten sich nach dem Pogrom, dass sie in der Auseinandersetzung mit kosovo-albanischen Gewalttätern von der fast tatenlos gebliebenen Bundeswehr im Stich gelassen worden seien und vergeblich um Hilfe gerufen hatten und erhoben an die Bundeswehr-Kontingente den Vorwurf der „Feigheit“.
Schließlich blieben selbst eigene Soldaten der Bundeswehr in Bedrängnis ohne Unterstützung, so etwa die beiden Soldaten, denen am 17. März abends auf einem Aufklärungsposten in der Festungsruine Kaljaja oberhalb von Prizren der Rückzug abgeschnitten war. Entlang des einzigen Weges ins Tal brannten die Häuser des serbischen Viertels und wütete die kosovo-albanische Menge. Doch die verzweifelte Bitte der Soldaten um Entsendung eines Hubschraubers zur Evakuierung wurde im Brigadestab nicht erhört. Rücken an Rücken, mit vorgehaltenen Gewehren hätten sich die beiden Soldaten den Weg durch die Brandleger zu ihren gleichfalls bedrängten Kameraden im Bischofssitz im Stadtzentrum bahnen müssen. Von dort seien sie gemeinsam mit anderthalb Dutzend ebenfalls hilflosen Soldaten zurück ins Feldlager gelangt.
Neben Serben und UNO-Beamten warfen auch Soldaten anderer Truppenkontingente, kosovo-albanische Menschenrechtler oder unabhängige Journalisten brachten gegenüber deutsche Militärs die harschesten Beschuldigungen von „Versagen“ und „Feigheit“ vor, denen die Bundeswehr bei Auslandseinsätzen nach dem Zweiten Weltkrieg je ausgesetzt war. In der Bekämpfung der Ausschreitungen habe sie eine klägliche, wenn nicht die blamabelste Rolle gespielt. Die deutschen Soldaten seien geflüchtet, hätten sich in die Kasernen zurückgezogen und seien mit gepanzerten Fahrzeugen erst wieder erschienen, als sich der kosovo-albanische Mob ausgetobt und sein Vernichtungswerk vollendet hatte. In der deutschen und internationalen Presse wurden Vorwürfe laut, die das Verhalten der deutschen Truppen als „Kaninchen“ beschrieben, die sich „feige“ „versteckt“ hätten.

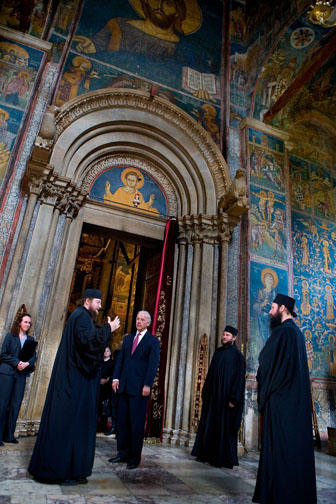
Vor Zerstörung im März 2004 bewahrtes Weltkulturerbe: Sava Janjić präsentiert US-Vizepräsident Joe Biden 2009 das Kloster Dečani im „italienischen“ KFOR-Sektor, das die Angriffe im März 2004 heil überstand

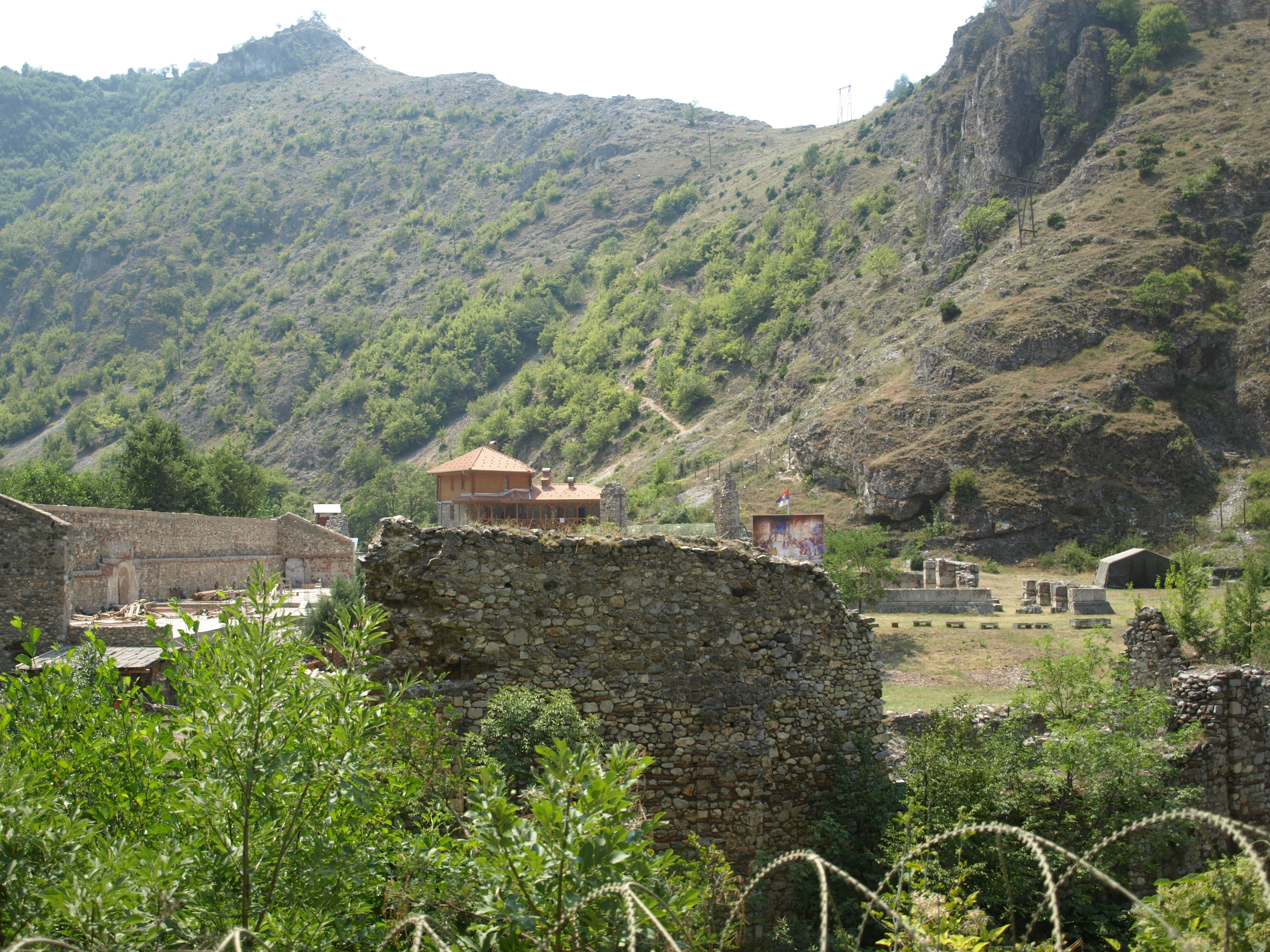
Der Zerstörung am 17. März 2004 preisgegebenes Weltkulturerbe: Komplett ausgebrannte Ruinen (ganz links im Bild) der Wohngebäude des Erzengelklosters im „deutschen“ KFOR-Verantwortungsbereich bei Prizren

Von den 61 KFOR-Soldaten, die sich unter den etwa 900 bei den März-Ausschreitungen 2004 verwundeten Personen befunden haben sollen, so wurde berichtet, seien einige italienische Soldaten gewesen, die die serbischen Klöster und Kirchen von Dečani und Peć verteidigten, sowie einige griechische Soldaten, die die Kirchen in Uroševac verteidigten. Dagegen habe sich den Berichten nach kein einziger Deutscher unter den Verwundeten befunden. So wurde insbesondere von serbischen Geistlichen im Vergleich zu dem fehlenden Einsatz der deutschen Soldaten beim Schutz orthodoxer Sakralbauten derjenige der italienischen Soldaten als hilfreicher hervorgehoben. So sagte der Abt des Klosters Dečani, Teodosije, über den italienischen „Ihr Kommandant Alberto Primaceri [Primiseri] kam sofort zu uns und versicherte uns, daß seine Soldaten die wunderschönen Kirchen beschützen werden. Und das haben sie ihre Aufgabe bis jetzt wunderbar getan. Pec, Decani und andere Klöster, wo die Italiener das Sagen haben, sind Gott sei Dank immer noch da.“ Dagegen befanden sich von den etwa dreißig Kirchen und Klöstern, die während der Märzausschreitungen 2004 zerstört wurden, rund zehn allein in Prizren und damit in dem schwerpunktmäßig in deutscher Verantwortung stehendem Sektor. So wurde die Entsendung zusätzlicher deutscher Kontingente nach den Ausschreitungen 2004 von serbischer Seite als nutzlos kommentiert, da die in Prizren ansässige serbische Minderheit zu diesem Zeitpunkt bereits ausnahmslos vertrieben und die orthodoxen Sakralbauten praktisch komplett zerstört worden seien, so dass kein Schutz mehr möglich sei. Ein Mönch aus dem Erzengelkloster verwies darauf, dass im Gegensatz zu den bundesdeutschen KFOR-Soldaten „sogar die Hitler-Soldaten im Zweiten Weltkrieg diese alten Kirchen beschützt haben“. So soll auch das Kloster Dečani im Zweiten Weltkrieg von den Besatzungssoldaten der faschistischen Mächte Italien und Deutschland vor Plünderung durch Albaner beschützt worden sein.
Der ehemalige UN-Polizeisprecher im Kosovo, Derek Chappell, hatte im Mai 2004 dem Argument der deutschen KFOR, nicht für Objektschutz zuständig gewesen zu sein, entgegnet, dass der Schutz der Objekte durch die Zurschaustellung der Macht eine die Ausschreitung drosselnde Wirkung hätte haben können: „Es hat wenig Sinn eine Kirche zu bewachen, wenn du sie verlassen wirst, sobald man sie zu zerstören versucht,“ sagte Chappell, „Eine Taktik, um Menschenmengen zu kontrollieren ist Einschüchterung. Eine Menschenmenge wird nicht angreifen wenn sie eine Kapazität des Widerstands besteht. Und die Polizei muss Stärke zeigen. Einige der Leite waren Teenager. Es war keine Guerillaarmee. Eine Demonstration der Stärke hätte vermutlich einen großen Teil der Gewalt verhindert.“ Auch Human Rights Watch bezeichnete die Argumentation von KFOR-Offiziellen als „irreführend“, dass die KFOR sich während der März-Ausschreitungen zwischen dem Schutz der Menschenleben und dem Schutz des Eigentums von Angehörigen der Minderheiten auf den Schutz der Menschenleben der Minderheiten habe konzentrieren müssen. Diese Darstellung missachte die wirklichen Verhältnisse, nach denen die KFOR eine nur unbedeutende Rolle beim Schutz der Menschenleben vieler Minderheiten-Gemeinschaften gespielt habe, die von den Gewalttaten betroffen waren.
Was die UN-Polizeiarbeit im Kosovo betraf, wurde diese noch Anfang April 2004 von Seiten der Polizeiführung in Prizren als Anlass genommen, Stolz auszudrücken, wie vom Leiter der UNMIK-Polizei Prizren, Wolfgang Zillekens, dessen „herausgehobene Funktion“, so das DeutschlandRadio Berlin, „seine Verantwortung in Deutschland deutlich übersteigt“:

„Es hat uns lange, lange Zeit gekostet, das in den Griff zu bekommen. Insgesamt macht mich das sehr stolz, was die Vereinten Nationen jetzt binnen dieser vier Jahre erreicht haben: Aufbau rechtsstaatlicher Strukturen, funktionierender Polizeiapparat, Stadtverwaltung und Gerichtsbarkeit. Das schafft ein Sicherheitsgefühl bei den Bürgern, was so im Kosovo hier nie erlebt worden ist. Das ist ein enormer Fortschritt.“

Am 6. April sagte Zillekens, dass er stolz sei auf die Arbeit der internationalen Polizei, „insbesondere auf die Kosovo Polizei während der jüngsten Demonstrationen“ in Prizren. Sie hätten in 16 Stunden langen Schichten gearbeitet und es sei ihnen nicht schwer gefallen, weil sie gewusst hätten, dass sie zum Wohl der Menschen arbeiten würden, sagte Zillekens und bezifferte die Anzahl der an den „Demonstrationen“ teilnehmenden Kosovo-Albaner mit 700. Viele dieser „Demonstranten“ seien „identifiziert worden, doch werde die Arbeit fortgesetzt und wenn sie abgeschlossen sei, würden rechtliche Schritte gegen diese Individuen unternommen.“
Auf die Fragen, warum starke KFOR-Kräfte im UNMIK-Gebäude, in der Umgebung und vor dem UNMIK-Polizeihauptquartier selbst stationiert seien und ob sich die Polizei nicht selbst im Falle von Ausschreitungen verteidigen könne, antwortete Zilliken: „Sie kamen, um die internationale Polizei zu beschützen. Wenn die Gefahr vorbei ist, werden sie in ihre Quartiere zurückkehren. Dies sind unmittelbare Reaktionen auf die Demonstrationen des 17. und 18. März.“ In Prizren, wo nach den Ausschreitungen keine Serben mehr lebten, erwarte er keine weiteren „Massen“-Aktionen in Zukunft. Er sei persönlich davon überzeugt, dass 99 Prozent der Bewohner von Prizren gegen „Demonstrationen“ wie die am 17. und 18. März geschehenen seien. Wenige Tage zuvor hatte er es als wenig wahrscheinlich bezeichnet, dass die vielen großen Demonstrationen nach der Verhaftung von UÇK-Mitgliedern durch die UNMIK außer Kontrolle geraten, Zillekens sehe diese „eher als Ventil allgemeiner Unzufriedenheit“.
Nach einer Inspektionsreise am 5. und 6. April meldete der Vorsitzende der Bund-Länder-Arbeitsgruppe International Police Task Force, Polizeiinspektor Dieter Wehe, in einem Bericht an das Bundesinnenministerium sowie die Innenminister der Bundesländer, in Prizren sei „trotz ständiger Hilfeersuchen an die KFOR“ kein Militär erschienen, um die Polizei zu unterstützen. „Kfor erwies sich als unfähig, die ihr übertragenen Aufgaben (Objektschutz, Schutz der serbischen Minderheit, Unterstützung der Unmik-Polizei) zu gewährleisten“:

„Die Kfor ist bei gewalttätigen Unruhen zur Lagebewältigung nicht geeignet. Die Zusammenarbeit zwischen KFOR und UNMIK ist nicht abgestimmt.“

Der gleiche Bericht zitiert auch den UNO-Polizeichef Stefan Feller damit, die KFOR sei den Unruhen nicht gewachsen und das Militär nicht ausreichend ausgebildet und vorbereitet gewesen. Die KFOR habe „die ihr zugewiesenen Objektschutzaufgaben nicht gewährleisten“ und „auch nicht den Schutz der serbischen Bevölkerung aufrechterhalten“ können.
Zu diesen Vorwürfen seitens der internationalen Polizei, die sowohl im Hauptquartier in Priština als auch im lokalen Hauptquartier in Prizren von deutschen Beamten geführt wurde, und auf das niederschmetternde Zeugnis, das die hochrangige Inspektorengruppe der deutschen Polizei der Bundeswehr ausstellte, reagierten Bundeswehrgeneräle in Berlin zunächst mit der Bemerkung, die KFOR-Soldaten seien nicht zum Schutz der Polizei im Kosovo, diese habe sich vielmehr selbst zu helfen. Tatsächlich war der Schutz der UNMIK jedoch Auftragsbestandteil der KFOR, wie aus den Veröffentlichungen der UNMIK hervorgeht.
Das Nachrichtenmagazin Der Spiegel berichtete Anfang Mai 2004, der UNO unterstellte und daher aus rechtlichen Gründen ungenannt bleiben wollende, deutsche Polizisten in Prizren hätten schon Wochen vor den Ausschreitungen im März die ansteigende Spannung festgestellt, die sich konkret gegen die noch etwa 100.000 Serben der Provinz Kosovo und gegen die UNMIK gerichtet habe, welche wegen Kriegsverbrechen auch gegen die einstige Kosovo-Kampftruppe UÇK zu ermitteln begonnen hatte.
Auf die Kritik von allen Seiten und den Vorwurf der Feigheit, der gegen die Deutschen erhoben wurde, reagierte die politische und militärische Führung in Berlin zunächst abwiegelnd. Selbst Bundestagsabgeordnete im Verteidigungsausschuss wagten sich nicht deutlich nachzuhaken, um sich nicht dem Vorwurf auszusetzen, den Soldaten in den Rücken zu fallen. Seit den März-Ausschreitungen im Kosovo besuchte der Verteidigungsausschuss die Provinz monatelang nicht mehr. Unter den raren Einzelreisen der 30 Mitglieder nach Prizren befand sich in diesem Zeitraum niemand aus den Regierungsfraktionen von SPD und Grünen.
Ebenso war die Selbsteinschätzung der 20.500 Mann starken KFOR-Schutztruppe bei den Märzausschreitungen 2004 aus Sicht ihrer Führungsspitze positiv:

„Wir haben schnell reagiert“

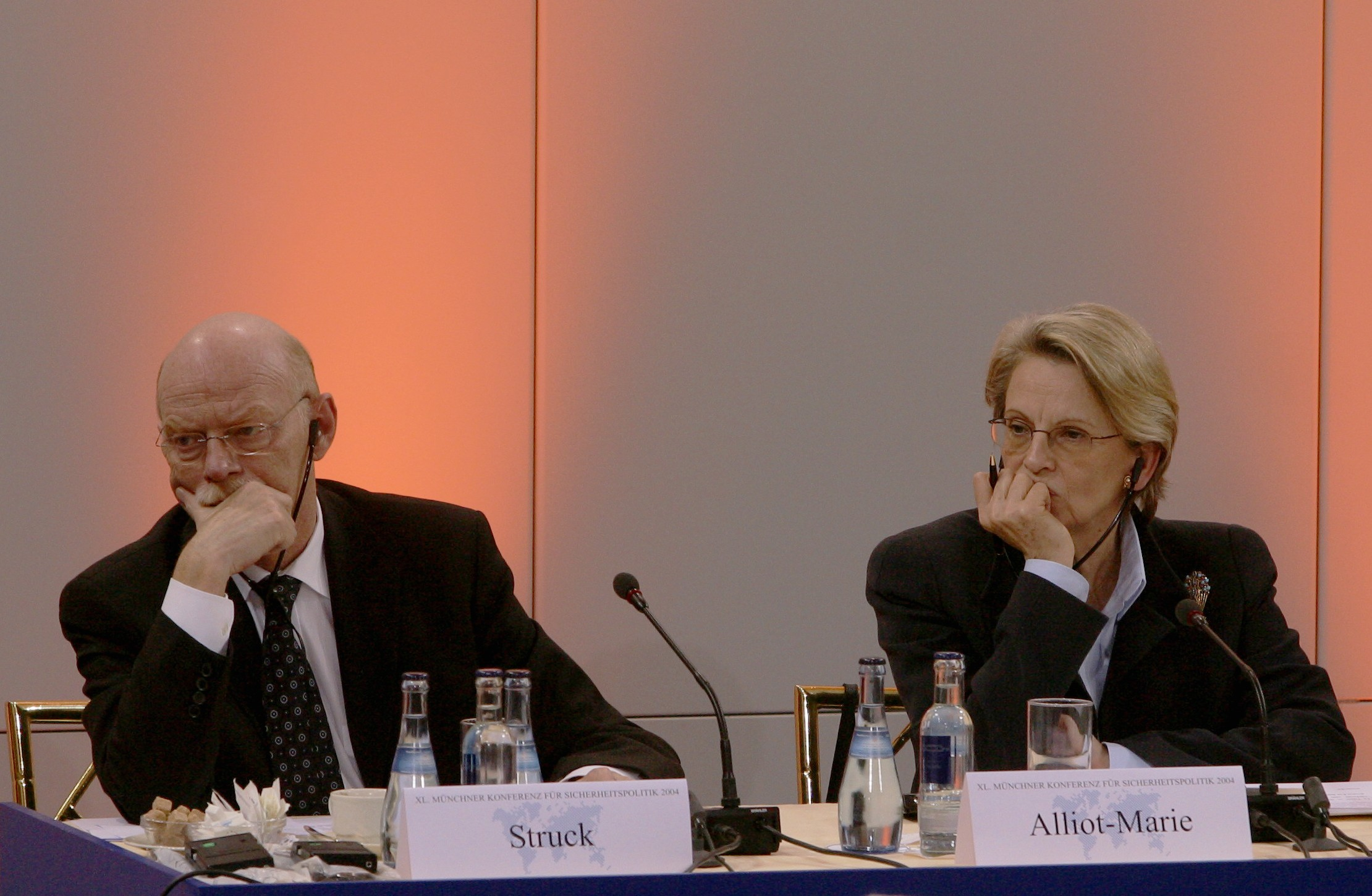
Zwei der im März 2004 verantwortlichen Verteidigungsminister: Peter Struck (Deutschland) und Michèle Alliot-Marie (Frankreich), Aufnahme vom Februar 2004

Auch Verteidigungsminister Peter Struck (SPD) lobte durchweg das „umsichtige Verhalten“ seiner 3.600 Soldaten:

„Sie haben besonnen reagiert, eine Eskalation verhindert und so Menschenleben geschützt.“

Generalleutnant Friedrich Riechmann, erster Befehlshaber Einsatzführungskommandos in Potsdam, dankte ebenfalls noch im Mai 2004 für „besonnenes und umsichtiges Handeln während der kritischen Tage im März“ und sprach entschuldigend von einem „Überfall“ der Kosovo-Albaner.
Beispielsweise gegenüber dem kanadischen „The Chronicle Herald“ erklärten deutsche Offiziere als Grund, warum sie die Klöster nicht geschützt hatten, dass Objektschutz nicht in ihren Aufgabenbereich falle: „Es ist nicht unser Mandat, unschuldige Zivilisten zu verletzen, um eine alte Kirche zu schützen.“ Auch Oberst Dieter Hintelmann, der Leiter des deutschen KFOR-Kontingents in Prizren, berief sich auf den Dienstauftrag: „Wir haben genau nach unseren Bestimmungen gehandelt.“ Demnach war Objektschutz nicht die Aufgabe der Bundeswehr im Kosovo. Schießen durfte sie nur in Notwehr. „Die Anführer der Demonstrationen wussten genau, solange sie uns nicht angreifen, können wir nicht schießen“, so Hintelmann, „[…] Ich kann doch nicht auf eine Menschenmenge schießen lassen, in der sich auch Kinder befanden“. Demonstrationszüge, in denen auch Frauen und Kinder waren, hätten das Feldlager blockiert und so das Ausrücken von Verstärkung verhindert, erklärte er. Hintelmanns Seine vorgesetzte militärische Dienststelle, das Einsatzführungskommando in Potsdam, stützte seine Position mit dem Hinweis, dass Personenschutz Priorität gehabt habe.
Peter Struck wies den Vorwurf der Feigheit der deutschen KFOR-Truppen als „völlig absurd“ zurück. Nach den geltenden deutschen Gesetzen dürften die Soldaten weder Tränengas einsetzen noch mit Gummigeschossen in eine Menschenmenge schießen, sondern nur „Warnschüsse in die Luft abgeben“. Anders als bei der Polizei gilt Tränengas für das deutsche Militär als chemischer Kampfstoff, dessen Anwendung wegen der internationalen Ächtung Chemischer Waffen der Bundeswehr nicht erlaubt ist. Damit die Bundeswehr durch Änderung der Rechtsvorschriften wie dem „Ausführungsgesetz zum Chemiewaffenübereinkommen“ mit Tränengas oder Pfefferspray ausgerüstet werden und „unterhalb der Schwelle des Schusswaffeneinsatzes angemessen reagieren“ kann, wandte sich Struck in der Folge an Innenminister Otto Schily (SPD) und Außenminister Joschka Fischer um Unterstützung.

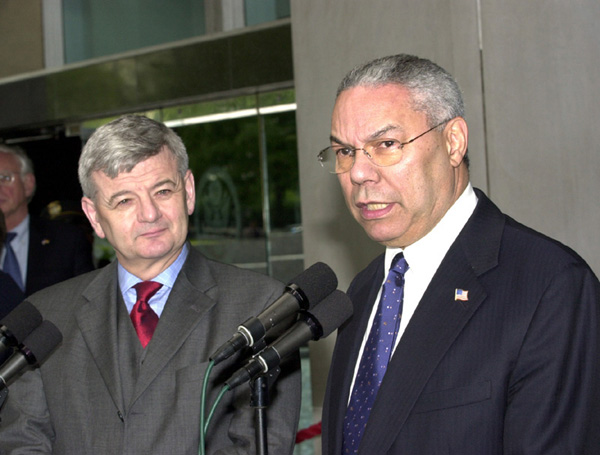
Zwei der im März 2004 zuständigen Außenminister: Joschka Fischer (Deutschland) und Colin Powell (USA)

Bundesaußenminister Joschka Fischer (Bündnis 90/Die Grünen), den der Spiegel mit den Worten „Ich gehöre nicht zu denen, die Vorwürfe gegen die Soldaten erheben“ zitierte, lobte den deutschen KFOR-Einsatz ausdrücklich:

„Unsere Soldaten haben unter erheblichem Risiko und unter enormem Druck Großes geleistet, sie haben viele Menschen gerettet, diese Priorität war richtig.“

Ein Bericht von Human Rights Watch von Anfang Juli 2004 kam dagegen zu dem Ergebnis, in Prizren habe „das Scheitern der deutschen Kfor“ zu einem „Sicherheitsvakuum“ geführt und die meisten Serben dem Mob ausgeliefert. Während der Angriffe der Kosovo-Albaner in der Innenstadt am 17. und 18. März seien die Deutschen „scheinbar hinweg geschmolzen“. Ein Vertreter der UNMIK erklärte, es hätte ein einziger Panzer am Schauplatz des Geschehens genügt, um die Demonstranten zum Abzug zu bewegen. Doch brachte die deutsche KFOR keinen Panzer heran und lange Zeit auch niemanden anderen. Es gelang lediglich, die wenigen serbischen Bürger vor dem wütenden Mob zu retten. Mehr als 30 Serben lebten danach monatelang in einer Turnhalle im deutschen Feldlager. Das serbische Todesopfer in Prizren wurde bei dieser Erfolgsmeldung allerdings monatelang in Deutschland trotz seiner von der KFOR bewachten Beerdigung und dem vorliegenden Obduktionsbericht verschwiegen.
Mitte Juli 2004 erklärte die Bundesregierung: „Durch den Einsatz der Bundeswehr bzw. Kfor konnten Menschenleben gerettet, zahlreiche Klöster vor der Brandschatzung bewahrt werden […].“ tatsächlich wurde aber im deutschen KFOR-Bereich „jedes einzelne signifikante serbisch-orthodoxe Monument zerstört“, wie es ein Human Rights Watch-Bericht formuliert hat.
Als wenig überzeugend wurde später die Erklärung des Verteidigungsministeriums von Anfang August beurteilt, das deutsche Einsatzkontingent habe zwar „wiederholt eigene Kräfte nach Anforderung durch die internationale Polizei in Marsch gesetzt“, diese seien jedoch durch „gewaltbereite Demonstrationszüge blockiert“ worden. Gleiches galt für die Erklärung der Bundesregierung, durch die „Einbindung von Frauen und Kindern in die ersten Reihen der Menschenmengen“ seien „die Eskalationsmöglichkeiten der Soldaten […] stark beschränkt“ gewesen, Warnschüsse seien „wirkungslos“ geblieben und „Reizgas zum Auflösen dieser Blockaden stand dem Bundeswehrkontingent […] nicht zur Verfügung“. Zwar hatten tatsächlich einige hundert Kosovo-Albaner am 17. März etwa zwei Stunden lang vor den beiden Haupttoren der Kaserne demonstriert, doch dies bot keine plausible Erklärung dafür, dass die deutschen KFOR-Kontingente weder aus einer dritten Ausfahrt aus der ehemaligen jugoslawischen Kaserne zu fahren versuchten, noch mit den zur Verfügung stehenden gepanzerten Bundeswehrfahrzeugen, Schützenpanzern oder Baggern an beliebiger Stelle durch das umzäunte Gelände brachen, um am 17. und 18. März Soldaten und Fahrzeuge zu den brennenden Häusern und Gebetsstätten der serbischen Minderheit, zur internationalen Polizei oder zumindest zu den eigenen Soldaten zu bringen. Die Erklärung, dass zum Ausrücken keine andere Möglichkeit bestanden habe als sich den Weg durch kosovo-albanische Frauen und Kinder freizuschießen, hatte von Anfang an weder in Berlin noch in Bonn überzeugen können. Vielmehr sei, so resümierte Peter Carstens in der FAZ Ende August 2004, schlichtweg der Befehl dazu nicht erteilt worden. Die deutsche Einsatzführung habe keinen überzeugenden Versuch unternommen, so sei auch das Fazit in Berlin, die militärischen und politischen Aufträge der KFOR zu erfüllen, also die Bewegungsfreiheit zu garantieren, die Minderheiten zu schützen – wozu auch deren Häuser und Kirchen gehören – und den Mitarbeitern der UN und der UNMIK-Polizei zu helfen.
Zwar standen den deutschen KFOR-Truppen weder Tränengas noch Wasserwerfer und eine auf 220 Mann begrenzte Anzahl von Schilden und Schlagstöcken zur Verfügung. Doch wurden weder die vorhandenen Räumfahrzeuge noch die Panzer eingesetzt. Auch die Hubschrauber des Kontingents blieben ungenutzt und wurden weder zur Rettung von Menschenleben, noch zum Transport von Verstärkung eingesetzt. Stattdessen verließ während der Ausschreitungen ein Helikopter die Fliegerbasis Toplicane sogar zu einem protokollarischen Anlass.
Auch das Überraschungsmoment wurde in Frage gestellt. Die Unruhen und Pogrome waren offenbar nicht nur gut vorbereitet und lange im Voraus geplant. Es hatte in Prizren auch bereits am 16. März, also unmittelbar vor den Ausschreitungen, Demonstrationen gegeben, und die Polizeieinheiten waren seit dem 16. März im ganzen Kosovo in höchste Alarmbereitschaft versetzt worden. Vor diesem Hintergrund wird die Reaktion des Kommandeurs des deutschen KFOR-Kontingents, Hintelmann, der sich von den Ausschreitungen überrascht zeigte, kritisch bewertet. Erst am Nachmittag des 17. März stellte er aus den vier „im Raum Prizren gebundenen“, aber dennoch überwiegend nicht gegen die gewalttätigen Kosovo-Albaner eingesetzten Kompanien eine „Reserve in Kompaniestärke von ca. 120 Soldaten“ im Feldlager zusammen, konnte jedoch nur rund 15 Prozent der 3200 stationierten Soldaten für einen Einsatz außerhalb des Feldlagers zu mobilisieren, während die restlichen 85 Prozent in Stäben gebunden oder mit logistischen Aufgaben in Werkstätten, Küchen und Büros beschäftigt wurde (zum Vergleich konnten einige Monate später nach Umstrukturierungen im Notfall bis zu 50 Prozent der Soldaten außerhalb des Lagers eingesetzt werden).
In Bezug auf die Haltung, sich nicht für Objektschutz zuständig zu fühlen, unterschied sich das Verhalten des deutschen KFOR-Kontingents fundamental von dem anderer KFOR-Kontingente. Der italienische Kommandeur der Multinationalen Brigade, Brigadegeneral Alberto Primiseri, eilte zu den bedrängten italienischen Soldaten in den Norden des Einsatzgebiets, so dass die Italiener der „Task Force Aquila“ nach den Ausschreitungen mit Stolz darauf verweisen konnten, zumindest „ihr Kloster“ Dečani vor der Zerstörung bewahrt zu haben, „weil das ein Teil unserer Mission ist“. Dafür verließ er seinen Posten, so dass sich die Offiziere des deutschen Kontingents bei der Multinationalen Brigade Südwest (MNB SW) am 17. März eine Zeitlang führungslos wähnten und der Einsatzstab laut einem internen Papier wie „paralysiert“ reagierte. Ganz anders als die Einstellung der Italiener war die Einstellung der deutschen Bundeswehroffiziere zu „ihrem Kloster“, dem Erzengelkloster aus dem 14. Jahrhundert, das widerstandslos dem organisierten Massenzorn der Kosovo-Albaner überlassen wurde. Dabei war der Einsatzleitung die Bedrohung und die Absicht der zweihundert Kosovo-Albaner bekannt, die am späten Abend des 17. März aus Prizren mit Autos und Bussen zu dem mittelalterlichen Kloster aufbrachen, um es zu zerstören.
Der Darstellung Generalleutnant Riechmanns von einem überraschenden „Überfall“ der Kosovo-Albaner wurde entgegengehalten, dass es im Vorfeld Warnzeichen gegeben habe. So habe es zum Beispiel wenige Wochen vor den Ausschreitungen warnende Berichte einer Zuspitzung der Spannungen im Kosovo wie in der NZZ vom 25. Februar 2004 gegeben. Aber auch die der Beginn der Kämpfe in Kosovska Mitrovica um 11:30 Uhr am 17. März sei über neun Stunden vor dem Angriff auf das Erzengelkloster in der Nähe von Prizren gegen 21 Uhr erfolgt, so dass kaum von einem „Überfall“ gesprochen werden könne. Allerdings brauchte die Weitergabe der Nachricht vom Beginn der Kämpfe durch das Kfor-Hauptquartier in Priština an den deutschen Kommandanten in Prizren, Oberst Hintelmann, nach dessen Angaben allein mehr als dreieinhalb Stunden.

#### Affäre um die Informationspolitik des Verteidigungsministeriums
Während das von Struck geführte Wehrressort das Verhalten der Bundeswehr bei den pogromartigen Ausschreitungen zunächst beharrlich in positivem Licht dargestellt hatte, offenbarte ein Bericht desselben Ressorts für den zuständigen Ausschuss des Bundestags später „hauptsächlich Mängel und Versäumnisse“. Die „mentale Einstellung“ der deutschen KFOR-Truppen habe Defizite aufgewiesen. Bundeswehr-Generalinspekteur Wolfgang Schneiderhan monierte, die deutschen Soldaten hätten „vergessen, dass sie im Einsatz sind“.
Ende August 2004 hatte die Presse gemeldet, die Versäumnisse der Bundeswehr während der März-Ausschreitungen 2004 im Kosovo seien offenbar größer als bislang bekannt gewesen. Inzwischen werde der Einsatz der deutschen KFOR-Soldaten in Regierungskreisen mittlerweile als „katastrophal“ bezeichnet. Die Versäumnisse der Bundeswehr während der März-Unruhen im Kosovo seien offenbar größer als bislang bekannt gewesen. Der Einsatz der deutschen Soldaten sei zwar über Monate hinweg nach außen hin als erfolgreich beschrieben worden, doch habe das Fehlverhalten des deutschen Kontingents, anders als bislang von der Bundesregierung dargestellt, Anlass zu einer grundlegenden Neuordnung des Kosovo-Einsatzes gegeben und die Bundeswehr habe inzwischen mit umfangreichen Änderungen bei Ausbildung, Ausrüstung und Einsatzkonzeption auf die Misserfolge bei dem Einsatz gegen kosovo-albanische Extremisten reagiert. Die grundlegenden Mängel beträfen sowohl die Personalplanung für die Auslandseinsätze als auch die Personalführung während der Einsätze sowie Ausrüstung und Ausbildung der eingesetzten Soldaten, seien also keineswegs auf technische Komponenten beschränkt. Der gegen die Bundeswehr erhobene Vorwurf der Feigheit sei teilweise berechtigt. Während bislang angegeben worden war, deutsche Soldaten könnten gemäß den Einsatzregeln religiöse serbisch-orthodoxe Bauwerke nur dann verteidigen, wenn sie selbst auch von den Pogrom-Tätern angegriffen worden wären und hätten daher zusehen müssen, wie zahlreiche Häuser, Kirchen und ein Kloster niederbrannten, wurde nun nach dem neuen Einsatzkonzept doch vorgesehen, Zufahrtswege zu religiösen Stätten und zu serbischen Siedlungen derart abzusperren, dass Angreifer nur mit Gewalt und direktem Angriff auf das Absperrpersonal an die Schutzobjekte herankommen kann. Zudem wurden serbische Siedlungen nun zu militärischen Sperrgebieten erklärt.
Entgegen den anhaltenden Beteuerungen des deutschen Verteidigungsministeriums ab März 2004 wurde darüber hinaus im Nachhinein auch eingeräumt, dass doch ein Serbe im Einsatzgebiet der Deutschen ums Leben gekommen sei, verbrannt im Gebäude eines ehemaligen Priesterseminars, das in Prizren als Obdachlosenunterkunft diente. Am 31. August 2004 gestand Struck zu den Behauptungen seines Ministeriums, in Prizren sei dank der „Umsicht und Besonnenheit“ deutscher Soldaten „kein einziger Serbe getötet worden“ ein: „Leider können wir diese Aussage nicht mehr aufrechterhalten“.
Der Fall wurde als besonders brisant aufgefasst und löste eine erste „Kosovo-Affäre“ aus, weil Verteidigungsminister Struck bis dahin stets angegeben hatte, es habe im Einflussbereich der deutschen KFOR-Truppe keine Toten gegeben. Schon wenige Tage nach den März-Ausschreitungen 2004 hatte die UNO-Polizei dem deutsch-italienischen Militärstab in Prizren gemeldet, dass bei den Ausschreitungen ein 61-jähriger Mann ums Leben gekommen sei.
Das Einsatzführungskommando in Potsdam hatte von der Leiche spätestens am 21. oder 23. Mai 2004 durch Erhalt des Obduktionsberichts erfahren. Spätestens seit dem 24. Mai war es auch durch Fax-Sendung des Obduktionsberichts aus dem Einsatzführungskommando an den Bundesführungsstab in Bonn im deutschen Verteidigungsministerium bekannt.
Verteidigungsstaatssekretär Walter Kolbow (SPD) wies einen Bericht zurück, wonach er frühzeitig (im April 2004) über einen Toten im deutschen Verantwortungsbereich während der März-Unruhen 2004 im Kosovo unterrichtet worden sein soll. Das Westfalen-Blatt hatte unter Bezug auf den CDU-Abgeordneten Jürgen Herrmann gemeldet, ein Bundeswehr-Oberst habe Kolbow in seinem Beisein über den Todesfall informiert, bei dem es sich um einen Obdachlosen gehandelt und der nicht in Zusammenhang mit den Ausschreitungen bestehe. Kolbow dementierte die Meldung und gab um den 7. September an, dass er und Struck erst wenige Tage zuvor von dem Toten erfahren hätten. Als er am 16. und 17. April mit neun Bundestagsabgeordneten aller Fraktionen in Prizren gewesen sei, habe offensichtlich der Kommandant in Prizren, Dieter Hintelmann, bei Gesprächen am Rande eines Stadtrundgangs berichtet, dass in einer serbisch-orthodoxen Klosterschule eine verbrannte Leiche entdeckt worden sei. Dies entsprach der Angabe Jürgen Herrmanns im Westfalenblatt. Ihm, Kolbow, sei jedoch „nicht erinnerlich, eine derartige Information aufgenommen zu haben“, sagte Kolbow, die Information sei bei ihm also nicht angekommen. Herrmann habe weder bei einer Reisenachbereitung am 29. April noch in vielen Sitzungen des Verteidigungsausschusses darüber gesprochen. Die Information habe offensichtlich weder seine noch die Aufmerksamkeit anderer Beteiligter gefunden. Auch Struck sagte, keiner der beteiligten Politiker habe die Brisanz der Nachricht erkannt.

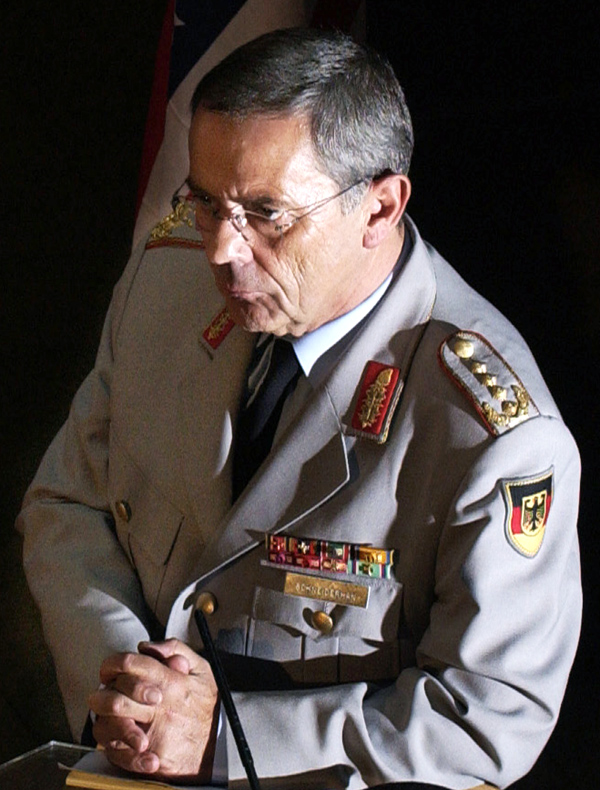
BW-Generalinspekteur Schneiderhan: keine Information über Märzpogrom-Tote im deutschen KFOR Sektor

Obwohl das Einsatzführungskommando in Potsdam und das deutsche Verteidigungsministerium schon seit Mai 2004 informiert waren, gab Verteidigungsminister Struck an, davon erst Ende August 2004 – etwa ein halbes Jahr nach den Ereignissen – aus der Zeitung erfahren haben. Keiner der beteiligten Offiziere soll die politische Brisanz erkannt und die Führung in Berlin benachrichtigt haben. Der Vorgang wurde ins Archiv entsorgt, wo er inzwischen nicht mehr auffindbar sei. Auch Bundeswehr-Generalinspekteur Wolfgang Schneiderhan, der von März bis Ende August 2004 viermal zu den Truppen nach Prizren gereist war, soll nicht informiert worden sein.
Dem Verteidigungsministerium unter Struck wurde daraufhin auch aus den eigenen Reihen Beschönigung und Vertuschung vorgeworfen. Das Ministerium stehe unter Verdacht, „Informationen teilweise zu unterdrücken“ (Angelika Beer, Bundesvorsitzende Grüne), es habe das unrühmliche Verhalten der Bundeswehr im März 2004 „überwiegend beschönigt“ (Winfried Nachtwei, Wehrexperte der Grünen) oder habe „glatt gelogen“ (FDP-Außenpolitiker Rainer Stinner). Die Pannen und Versäumnisse wurden in den offiziellen Stellungnahmen der Bundesregierung fast nicht erwähnt. So auch nichts darüber, dass eine Anlage zur Überwachung und Störung des regionalen Handy-Verkehrs ungenutzt blieb ebenso wie die zehn Wachhunde. Obleute des Verteidigungsausschusses und der Ausschuss selbst wurden nach Ansicht des Verteidigungsexperten der Grünen, Nachtwei, zunächst „grob beschönigend“ informiert. Nach Strucks Erklärungen in einer Sondersitzung des Verteidigungsausschusses des Bundestags am 7. September 2004 drohte die Opposition angesichts anhaltender Ungereimtheiten mit einem Untersuchungsausschuss und rückte nun auch die deutsche Generalität in die Kritik, während Strucks Ankündigung einer lückenlose Aufklärung und einer Parlamentsdebatte über den Fund der serbischen Leiche im Verantwortungsbereich der Bundeswehr im Kosovo als ein Bemühen um Schadensbegrenzung und als Verzögerungstaktik aufgefasst wurde. Der FDP-Politiker Günther Nolting forderte Informationen darüber, wann der Tote gefunden, wer dies wem gemeldet habe und wo die Meldung verloren gegangen sei. Der verteidigungspolitische Sprecher der Unionsfraktion, Christian Schmidt (CSU), sagte, der Vorfall würde eine neue Brisanz erhalten, falls der 61-jährige Serbe einer Gewalttat zum Opfer gefallen sei und erklärte auch Konsequenzen für den KFOR-Befehlshaber, den deutschen General Holger Kammerhoff, für möglich. Dem zu dem Zeitpunkt als KFOR-Kommandant scheidenden Kammerhoff, der laut einem Pressebericht über die KFOR geäußert haben soll: „Alles klappt wie geschmiert.“, wurde Verharmlosung der Vorgänge vorgeworfen, wie von Nachtwei: „Es gibt Fragen angesichts seiner Bewertung der März-Unruhen. Das war Teil der Beschönigung.“ Kammerhoffs Beförderung zum Chef des Einsatzführungskommandos in Potsdam, das alle Auslandseinsätze der Bundeswehr koordiniert, geriet unter Kritik. Die „Frankfurter Allgemeine Zeitung“ veröffentlichte am 7. September 2004 einen Leserbrief des früheren Abteilungsleiters in der Multinationalen Brigade Südwest, Oberstleutnant Hartmut Kaufmann, in der dieser zu dem Urteil kam, dass „die Bundeswehr den von der NATO erteilten Auftrag, Leben und Einrichtungen der Serben gegen den Mob der Albaner zu schützen, eindeutig nur unzureichend ausgeführt hat“.
Ende Juli 2004 hatte Human Rights Watch eine detaillierte Untersuchung über die Vorgänge bei den März-Ausschreitungen vorgelegt. Da ähnliche Arbeiten der UNMIK und der KFOR nur zur internen Verwendung erstellt wurden, wurde der Bericht der Menschenrechtsorganisation als die bis dahin umfangreichste öffentlich zugängliche Analyse der Ausschreitungen angesehen. In dem Bericht war nicht nur die Reaktion des deutschen Kfor-Kontingents in Prizren als eine der entscheidendsten Sicherheitspannen während der Ausschreitungen im März 2004 dargestellt worden, sondern auch von dem Tod eines Serben während der Pogrome in dem brennenden serbisch-orthodoxen Priesterseminar im deutschen Schutzbereich Prizren berichtet worden. Der verteidigungspolitische Sprecher der CDU/CSU-Fraktion, Christian Schmidt, hatte die Bundesregierung nach der Veröffentlichung des „Human Rights Watch“-Berichts vergeblich aufgefordert, dazu Stellung zu nehmen. Ab dem 29. August hatten Zeitungen berichtet, dass das Verteidigungsministerium den in internationalen Berichten seit langer Zeit gemeldeten Tod eines Serben in Prizren nun doch nach etwa einem halben Jahr und entgegen den Beteuerungen noch vom 26. August 2004 eingeräumt hatte, zugleich aber von Seiten des Verteidigungsministeriums behauptet worden war, der Todesort, das ehemalige Priesterseminar in Prizren, habe nicht zum Zuständigkeitsbereich der deutschen Kontingente gehört. Die Zeitungen gaben bekannt, bei diesem im deutschen Verantwortungsbereich getöteten Serben habe es sich um den Dragan Nedeljković gehandelt, der mit Brandbeschleunigern übergossen worden und angezündet worden war, wobei noch nicht geklärt sei, ob er der 61-Jährige bei lebendigem Leib verbrannt sei. Der serbische Newsletter des Informationsdienstes der Eparchie Raszien-Prizren und Kosovo-Metochien (ERP KiM) hatte bereits am 1. Mai 2004 über die Meldung des unter strenger KFOR-Bewachung in Prizren abgehaltenen Begräbnisses von Dragan Nedeljković vom 29. April berichtet und in englischer Sprache gemeldet, dass Nedeljković in dem Gebäude des theologischen Seminars St. Kyrill und Method in Prizren in der Nacht des 17. März zu Tode verbrannt worden sei. Der FDP-Bundestagsabgeordnete Rainer Stinner zieh die Bundesregierung der Lüge und der Beschönigung. Seit Monaten, so Stinner, „betteln Oppositionsabgeordnete im Verteidigungsausschuß und im Auswärtigen Ausschuß um präzise Informationen“. Die Kontrolle der Bundeswehr durch das Parlament werde „unmöglich gemacht“. Es sei „eine Schande für den Parlamentarismus, daß unsere Kollegen von Rot-Grün diese Parlamentsmißachtung durchgehen lassen“. Die Regierung müsse das Parlament schleunigst umfassend informieren.
Während der Sitzung des Untersuchungsausschusses vom 7. September 2004 waren weitere Ungereimtheiten im Zusammenhang mit dem Kosovo-Einsatz bekannt geworden. So bekam die Bundeswehr am 18. August 2002 doch den Auftrag, den Objektschutz für zwei Gebäude in Prizren zu übernehmen, wobei es sich um eine Klosterschule und ein Klosterarchiv gehandelt haben soll. Obwohl die Bundeswehr keine nähere Angaben erhalten hatte, wo sich die Gebäude genau befänden, sah sich im deutschen Kontingent bis zu den Märzpogromen 2004, also über eineinhalb Jahre lang, offenbar niemand veranlasst, nach den Koordinaten der Objekte zu fragen. Dieses Fehlverhalten löste auch innerhalb der SPD Empörung aus, zumal es für möglich erachtet wurde, dass es sich bei einem der Gebäude eben um diejenige Priesterschule handeln könnte, in der der aufgefundene Serbe während der Pogrome von den Tätern verbrannt wurde.
Struck hatte im September 2004 im Verteidigungsausschuss erklärt, auch er selbst könne sich „über manche Dinge nur wundern“. So war der damalige Kommandeur des deutschen KFOR Kontingents in Prizren und Vizechef der Multinationalen Brigade, Oberst Dieter Hintelmann, am Abend des 17. März, also trotz der zu diesem Zeitpunkt in vollem Gang befindlichen Pogrome und einer entsprechenden chaotischen Lage in Prizren, zu einer internen Zeremonie nach Toplicane geflogen, was ihm später als unbekümmertes Verhalten in der Krise ausgelegt wurde. Über die Folgen der Ausschreitungen hatte sich der führende deutsche Offizier später jedoch überrascht gezeigt:

„Wir sind ja alle überrascht worden von den Ereignissen des 17., 18. März und keiner hat geglaubt, dass so etwas wieder aufflammen kann, dass so ein Hass noch bei den Kosovo-Albanern gegenüber den Serben vorhanden ist.“

#### Debatte um die Rolle des BND
Im November 2004 berichteten verschiedene deutsche Medien, der deutsche Auslandsgeheimdienst sei möglicherweise mitverantwortlich für die Eskalation der Märzpogrome im Kosovo. Der Bundesnachrichtendienst (BND) habe bereits zwei bis drei Wochen vor den März-Ausschreitungen Telefonate abgehört und mitgeschnitten, in denen ein berüchtigter islamistischer Fundamentalist die Anweisung oder Aufforderung zu Racheakten gegen die serbische Bevölkerung gegeben habe. Das ZDF brachte die von Reporter Hans-Ulrich Gack zusammen mit Franz-Josef Hutsch und Kollegen des niederländischen Hörfunks VPRO recherchierte Mitteilung in zwei mehr als vier Minuten langen Berichten in den Ausstrahlungen der Hauptnachrichtensendung am 18. und 20. November als wichtigste Nachricht. Mehreren Zeitungen und dem ZDF lagen nach eigenen Angaben Abhörprotokolle der Telefonate vor, die dem Bundesnachrichtendienst zugerechnet werden und auf denen zu hören sei, wie der UÇK-Regionalkommandeur (österreichischer Staatsbürgerschaft) Semadin Xhesairi anderen UÇK-Veteranen am 4. März 2004 mit Codewörtern wie „Bombenstimmung“ und „heiße Party“ die Ausführung des vorab geplanten Überfalls auf die serbische Minderheit freigibt. Als Vorwurf gegenüber dem BND wurde formuliert, dass die deutschen KFOR-Soldaten, die weder mental vorbereitet noch mit Reizgas oder Schutzschilden ausgestattet worden waren und in deren Verantwortungsbereich Prizren ein Kosovo-Serbe getötet wurde, möglicherweise zu einer Entschärfung hätten beitragen können, wenn sie früher informiert und daher nicht von den Ereignissen überrascht worden wären. Gegenüber der Zeit räumte der Präsident des BND, August Hanning, ein, dass BND und Bundeswehr die Meldung „gemeinsam aufgefangen“ hätten. Sie sei daraufhin im so genannten Genic-Zentrum (German National Intelligence Cell) in Prizren ausgewertet und offenbar als nicht relevant eingestuft worden. Hanning wies den Vorwurf der Mitverantwortung zurück und behauptete, so die Zeit, „[…] die Situation sei erst explodiert, nachdem am 16. März Kosovo-Serben drei Kinder in einem Fluss ertränkt hätten […]“. Umgehend dementierte der BND über die dpa den Bericht der Zeit, dass Hanning eingeräumt habe, es sei dem BND bekannt gewesen, dass Xhezairi Islamist und im organisierten Verbrechen aktiv war, das abgehörte Telefonat jedoch nicht ernst genommen worden sei.
Während also nach Angabe des ZDF-Berichts ein Informant des BND die Ausschreitungen von Kosovo-Albanern gegen die serbische Minderheit mit organisiert hatte, konstatierte der Untersuchungsbericht des Bundesverteidigungsministeriums zu den Märzausschreitungen im Kosovo 2004, dass es keine konkreten Hinweise der Geheimdienste auf bevorstehende massive Auseinandersetzungen gegeben habe. Der Regierungssprecher erklärte, Bundeswehr und BND hätten vor den Unruhen über ein „gemeinsam abgestimmtes Lagebild“ verfügt. Die Bundeswehr, deren Kosovo-Kontingent als unvorbereitet und durch die Ausschreitungen überfordert kritisiert wurde, hatte nach eigenen Angaben keine Hinweise des BND auf bevorstehende Unruhen. Im Untersuchungsbericht des Verteidigungsministeriums zu den Vorfällen heißt es: „Konkrete Hinweise auf das Bevorstehen massiver Auseinandersetzungen gingen weder aus dem eigenen Aufkommen (geheimdienstlicher Informationen) noch aus dem Aufkommen des Bundesnachrichtendienstes hervor.“.
Die Bundeswehr gestand jedoch gravierende Fehler bei ihrem Kosovo-Kontingent, aber auch in der Zusammenarbeit mit den Kontingenten anderer Staaten in der multinationalen KFOR-Truppe sowie mit der Zivilverwaltung der Vereinten Nationen (UN) ein. Sie kündigte nun auch eine bessere Zusammenarbeit mit dem BND bei der Informationsgewinnung an. Sicherheitsexperten mehrerer Bundestagsparteien forderten eine Aufklärung der parlamentarischen Gremien über die Rolle des BND bei den Märzausschreitungen.
Erich Rathfelder kam am 20. November in seinem Bericht in der taz unabhängig von einer möglichen Beteiligung Xhesairis zu dem Ergebnis, dass der Veteranenverband der Kämpfer der UÇK im Vorfeld des 5. Jahrestags des NATO-Angriffs auf Jugoslawien Demonstrationen organisiert hatte, die bis zum Jahrestag, den 23. März 2004, andauern sollten. Es sei dem UÇK-Veteranenverband erfolgreich gelungen, die Demonstrationen steuernd zu beeinflussen. Diese Darstellung bestätigte auch Hutsch: „Es gab eine organisierte Bewegung, die dann die spontane Bewegung lenkte.“ Unter der Voraussetzung, dass sich dieser Ablauf bestätige, folgert Rathfelder, dass die Nachrichtendienste zwar die Ereignisse in ihrer vollen Tragweite nicht voraussehen konnten, dass man aber bei den Militärs, in den Hauptstädten und in der UN-Mission hätte „wissen können“, dass der 5. Jahrestag zu Demonstrationen herausforderte und wer die Organisatoren waren. „Mit dem ZDF-Bericht“, so Rathfelder, werde „sogar bestätigt, dass man dies sehr genau wusste.“ Xhesairi, der dies bestätige, eigene Verbindungen zur al-Qaida jedoch abstreite, sei nach Geheimdienstquellen schon vor den Unruhen, am 4. März 2004, vom BND entlassen worden.
Am 24. November 2004 beschloss das Parlamentarische Kontrollgremium des Bundestages unter dem Vorsitz von Hartmut Büttner (CDU) in geheimer Sitzung einstimmig, ein Fehlverhalten des BND sei nicht festzustellen.
In der Frankfurter Allgemeinen Zeitung und im Tagesspiegel erschienen daraufhin Beiträge, die die in den (vom ZDF-Redakteur Ulrich Gack und Reporter Franz-Josef Hutsch erstellten) ZDF-Berichten genannten Vorwürfe gegen den BND, als haltlos darstellten und die Hutsch, auf dessen Recherchen sie zurückgehen sollen, unsaubere Ermittlung vorwarfen. Dass der kosovo-albanische Islamist und angebliche BND-V-Mann Samedin Xhezairi, der nach dem ZDF-Bericht mit der al-Qaida in Kontakt gestanden haben soll, unter dem Namen „Hoxha“ ein UÇK-Kommandant der Region gewesen sei, sei den Journalisten der Zeitung Koha Ditore nach Angabe ihres Chefredakteurs, Agron Bajrami, nicht bekannt. Auch der Geheimdienstexperte Erich Schmidt-Eenboom gab an, Xhesairi habe zwar auch für den BND gearbeitet, sei jedoch „operativ an den US-amerikanischen Geheimdienst CIA angebunden“ gewesen. Die CIA habe den lange Jahre in Österreich als technisch-medizinischer Assistent tätigen Xhesairi mit weitaus mehr Geld ausgestattet als mit den 500 Euro, die ihm monatlich vom BND zugekommen seien. Der in der UÇK unter dem Kampfnamen „Hoxha“ (oder „Hodza“) operierende Kommandant soll 1999 in der 171. UÇK-Brigade zunächst gegen die serbisch-jugoslawischen Kräfte gekämpft haben, nach dem mit Hilfe der NATO errungenen Sieg über die mazedonische Grenze gewechselt im Frühjahr 2001 in der 112. Brigade am UÇK-Aufstand in Mazedonien gegen die mazedonische Regierung teilgenommen haben. Dort sei er Kommandant einer Einheit aus teilweise ausländischen Mudschahedin im Raum Tetovo gewesen. Als diese Formation im Juni 2001 von der mazedonischen Armee bei Aračinovo eingekesselt war, sei sie einschließlich Xhezairis und 17 US-Militärberatern von der US-Armee ausgeflogen worden. Dabei sei er an die CIA angebunden gewesen, aber auch an den BND und an den österreichischen Heeres-Nachrichtendienst, der in dieser Region einen nachhaltigen Schwerpunkt setze und sehr gute Verbindungen zur UÇK habe. Daraus, dass die Verbindung zum BND zwei Wochen vor den Pogromen im Kosovo gekappt worden sei, könne geschlossen werden, dass der BND seine Quelle abgeschaltet habe, weil sie ihm zu suspekt und zu militant wurde. Erich Schmidt-Eenboom gehe davon aus, dass der BND die Bundesregierung sehr wohl informiert habe und dass die Informationen aus dem Bundeskanzleramt oder direkt vom BND an die Bundeswehr gekommen sind. Er deute das Verhalten der Bundeswehr als Duldung der Übergriffe der Kosovo-Albaner gegen die Kosovo-Serben im März 2004 und vermutet als Hintergrund, dass die deutschen Beziehungen zur UÇK nicht belastet werden sollten, da dies für die Bundeswehr in der Region eine sehr kritische Situation schaffen würde. Hinter der Politik der deutschen Regierung stehe das kurzfristige Interesse, die Bedrohungslage der deutschen Streitkräfte im Kosovo in Grenzen zu halten. Wenn sie aber frühzeitig gegen die militanten Kräfte in der UÇK vorgehen würde, könnte dies zu bürgerkriegsähnlichen Strukturen führen, die sich auch gegen die Bundeswehr als Besatzungsarmee richten würden. Langfristig sei die deutsche Politik von einem Interesse geleitet, dass der Kosovo ein selbstständiger Staat wird. Sie teile dieses Ziel mit der UÇK, die durch Gewaltakte wie im März 2004 versuche, den politischen Handlungsdruck zu erhöhen, doch unterscheide sich die deutsche Politik in Bezug auf die Unabhängigkeit mit Rücksicht auf einige NATO-Verbündete in ihrem Zeitplan von dem der UÇK. Von einer zentralen Kommandostruktur seitens der al-Qaida sei zur Zeit der Ereignisse kaum auszugehen. Im Jahr 2004 soll Xhezairi NATO-Dokumenten nach Koordinator eines geheimen Netzes gewesen sein, das Angehörige der formell aufgelösten UÇK geknüpft haben, die 2004 im Kosovo-Schutzkorps und in der Kosovo-Polizei ihren Dienst verrichteten, also in Formationen, die von der UNMIK und der KFOR legalisiert worden sind. Über dieses Netz seien die Pogrome im März vorzugsweise gesteuert worden. Xhezairi selbst soll dabei – so der Vorwurf – den „terroristischen“ Mob in Prizren und Uroševac befehligt haben. Neben der Kontakte zur al-Qaida soll die NATO Xhezairi auch der Kontakte zur Hisbollah verdächtigt haben.
Zwischen dem Balkankorrespondenten der FAZ, Matthias Rüb, und dem freien Journalisten Franz-Josef Hutsch kam es in der Folge zu einem medial und gerichtlich ausgetragenen Streit. Matthias Rüb, der schon im Zusammenhang mit dem sogenannten „Massaker von Račak“ 1999 für seine Art der Berichterstattung kritisiert worden war, da er – aus der Ferne von Budapest aus – zum Beispiel im Widerspruch zu den tatsächlichen gerichtsmedizinischen Resultaten sowohl vor als auch nach den NATO-Angriffen auf Jugoslawien in detaillierter Form Gerüchte von Verstümmelungen kosovo-albanischer Opfer als angeblichen Tatbestand kolportiert hatte, war im November 2004 für diese Berichterstattung auch von Hutsch kritisiert worden, der im Gegensatz zu Rüb während des Kosovokrieges im Kosovo gewesen war und die Frage der Täterschaft bei dem Vorfall in Račak für nicht geklärt hielt. Nach den Recherchen von Hutsch bezüglich des BND im Zusammenhang mit den Märzausschreitungen von 2004 hatte Rüb zunächst diese Recherchen selbst attackiert und griff in einem FAZ-Artikel vom 3. Mai 2005 die Serbien- und Kosovo-Berichterstattung im ZDF an, mit besonderem Hinweis auf den Redakteur Hans-Ulrich Gack und auf Hutsch, den er als revisionistisch im Sinne der serbischen Nationalisten darstellte. Er unterstellte Hutsch in Zusammenhang mit dessen Zeugenaussage als Kriegsreporter und bei der UÇK „eingebetteter Journalist“ im Kosovo für die Jahre 1998 und 1999 für die Verteidigung im Milošević-Prozess vor dem Haager Tribunal einseitige Parteinahme für die serbische Seite. Der Leiter des Heute-Journals, Claus Kleber soll daraufhin Rübs Artikel vorgeworfen haben, er sei „ein Schulbeispiel dafür, wie Weglassungen und falsche Darstellungen ein Bild verfälschen können“.
Der BND selbst gab dagegen in einem Bericht vom 22. Februar 2005, der als Verschlusssache gekennzeichnet war, dessen Inhalt aber am 26. Oktober 2005 über die Presse bekannt wurde, an, dass verschiedene nachrichtendienstliche Hinweise auf eine Beteiligung regionaler Strukturen der Organisierten Kriminalität an den März-Ausschreitungen von 2004 hinwiesen. Aus Sicherheitskreisen auf dem Balkan sei Anfang April 2004 bekanntgeworden, dass die Kosovo-Ausschreitungen von März 2004 durch die Organisierte Kriminalität vorbereitet und in ihrem Auftrag auch durchgeführt worden sein sollen: „Mitglieder der albanischen (bzw. kosovarischen) und serbischen Mafia sollen parallel die Vorbereitungen auf beiden Seiten getroffen haben. Dabei soll die AKSH nur als Handlanger der albanischen Mafia fungiert haben.“ Nach bis zum Zeitpunkt der BND-Analyse unbestätigten Informationen sollen während der Märzausschreitungen von 2004 Großlieferungen in Form ganzer Lastwagenladungen von Heroin und Kokain über die unbeobachtete Grenze geschafft worden sein. Weder regionale Regierungskreise noch die Exekutive hätten aufgrund ihrer eigenen Verwicklungen ein Interesse an der Bekämpfung der Organisierten Kriminalität, die durch „Key-Player“ oder „Multifunktionspersonen“ wie Xhavit Haliti, Ekrem Lluka, Ramush Haradinaj oder Mustafa Rrustem in höchsten Regierungskreisen verankert sei.
Die Bundeswehr gibt dagegen (Stand: 2013) in der öffentlichen Darstellung ihres Einsatzes bei den „Unruhen und gewalttätigen Ausschreitungen“ vom „18. März bis 24. März 2004“ im Verantwortungsbereich des deutschen Einsatzkontingentes in der Rückschau keine Mängel an, sondern erklärt:

„Deutsche Soldaten tragen maßgeblich zur Eindämmung und Befriedung der Unruhen bei.“

#### Vorwürfe fehlender Rechtsstaatlichkeit nach dem Kosovokrieg
Nach Meinung des politischen Analytikers Misha Gavrilovic hat sich im Kosovo unter der Aufsicht der NATO eine Gesetzlosigkeit in vielen Bereichen etabliert, die sich neben der Zerstörung der meisten serbisch-orthodoxen Kirchen auch im Drogen- und Organhandel ausdrücke. Ermöglicht sei dies worden, da die NATO mit ihrer Militärintervention darauf bestanden habe, dass sich nicht nur die jugoslawische Armee, sondern auch die Polizeikräfte aus der serbischen Provinz zurückziehen. Auch auf die Entführung vor allem von serbischen, aber auch von dem jugoslawischen Staat loyal gegenüberstehenden kosovo-albanischen Bürgern im Kosovo sei von den Behörden nicht reagiert worden. Seiner Meinung nach haben Staaten der EU, die an einer Anerkennung des Kosovo als unabhängiger Staat interessiert sind, versucht, die seit dem Ende des Kosovokriegs herrschende Gesetzlosigkeit im Kosovo zu vertuschen.
Auch Dick Marty vertritt die Meinung, die internationalen Organisationen im Kosovo hätten für ihre pragmatische Politik der „kurzfristigen Stabilität um jeden Preis einige bedeutende Prinzipien der Justiz geopfert“. Der Kosovo-Konflikt sei zu starr „auf die schemenhafte Vorstellung eines serbischen Täters und eines unschuldigen kosovo-albanischen Opfers reduziert worden – ungeachtet einer weit komplexeren Realität“ (NZZ). Marty erklärt die von ihm beschriebene Entwicklung der Straflosigkeit für von Seiten kosovo-albanischer Organisationen begangener Verbrechen damit, dass die westlichen Staaten die serbisch-jugoslawische Armee mit Bomben, also ohne Einsatz eigener Bodentruppen, vertreiben wollte und daher den Boden und somit den Kosovo der UÇK überlassen habe, weswegen kritische Berichte über die UÇK den westlichen Interessen nicht gelegen kämen.
Sevim Dağdelen, Mitglied im Auswärtigen Ausschuss des Deutschen Bundestages und Sprecherin der Fraktion Die Linke für Internationale Beziehungen, spricht von „Kontinuitäten der deutschen Balkanpolitik“, welche organisiertes Verbrechen erst möglich gemacht hätten und von einer „Kultur der Straflosigkeit unter den Augen der Bundeswehr im Kosovo und die Gewährung diplomatischer Ehren für kosovarische Kriegsverbrecher in Deutschland“.

### Vorwürfe unausgewogener Berichterstattung
Die Menschenrechtsorganisation Human Rights Watch hebt in ihrem Bericht von Juli 2004 hervor, dass die Medien den Kämpfen in Kosovska Mitrovica und in Čaglavica erhebliche Aufmerksamkeit zugewendet und dabei aber den Eindruck erzeugt haben, dass die meiste Gewalt der Kosovo-Albaner im Kosovo gegen die internationalen UNMIK- und KFOR-Truppen gerichtet gewesen ist und die internationale Gemeinschaft kräftig auf die Gewalt reagiert hat. Wenig beachtet sei dagegen die massive Gewaltwelle im Kosovo geblieben, die sich gegen die Gemeinschaften der Serben und anderen Nicht-Albaner richtete, wobei die nicht-albanischen Minderheiten im gesamten Kosovo anders als in Čaglavica ohne merklichen Schutz von KFOR- oder UNMIK-Truppen oft allein der Gnade der kosovo-albanischen Angreifer ausgeliefert waren.

### Bilanzierungen
2007 erstellte das Institut für Europäische Politik (IEP) eine vom deutschen Verteidigungsministerium in Auftrag gegebene Studie, deren Inhalt im Januar 2008 trotz ihres Vermerks als Verschlusssache über die russische Nachrichtenagentur RIA Novosti öffentlich bekannt gemacht wurde. Demnach seien die Ausschreitungen nach übereinstimmender Analyse deutscher Sicherheitskräfte „vorbereitet und gesteuert“ gewesen. Besonders für die gegen die UNMIK-Polizei gerichteten Aktionen seien kriminelle Gruppierungen „federführend“ gewesen. Daher sei es ein „fataler Trugschluß“, die Märzausschreitungen ausschließlich als „spontane Anti-Minderheiten-Gewalt“ darzustellen. Sie müssten vielmehr in ihrer politisch-kriminellen Dimension als zum großen Teil von extremistischen Fraktionen der albanischen Gesellschaft organisierte und orchestrierte Gewalttaten verstanden werden, „die im Hintergrund sowohl taktische als auch strategische Ziele verfolgten.“ Die taktischen Ziele bestanden demnach in der „gezielten Bündelung internationaler Kräfte an unterschiedlichen Unruheherden, was eine verstärkte Schmuggelaktivität ermöglichte.“ Die weitaus wichtigeren strategischen Ziele der Gewaltaktionen vom März 2004 sieht die IEP-Studie in einer „offene[n] Machtdemonstration, welche der Internationalen Gemeinschaft sowohl die Grenzen ihres Einflusses aufzuzeigen suchte, als auch einen offenen »roll back«-Ansatz verfolgte.“ Das Kalkül der „kriminellen Masterminds“ sei dabei aufgegangen, „da der erst kurz zuvor von internationaler Seite proklamierte »Standards before Status«-Prozess in Folge des Drucks faktisch zu einem »Status without Standards«-Prozess verkam.“ Die „nahezu vollständige Straffreiheit für die Gewalttäter der Märzausschreitungen 2004“ sei nicht nur als „öffentliche Kapitulationserklärung des gesamten kosovarischen Justizsystems“ zu verstehen, sondern auch als „Indiz für die breite gesellschaftliche Akzeptanz der Geschehnisse“ während der Ausschreitungen und Pogrome vom März 2004.

## Zitate
„Wir haben es geschafft, dass Mord, Vertreibung und Gewalt beendet worden sind.“

„Ich freue mich, dass die Dinge so gut stehen.“

„Der Fortschritt überall in der Provinz ist offensichtlich.“

“I began to run with the crowd, and as we approached the bridge I could see an incomplete barricade of crowd control barriers, and a handful of police, KPS and UNMIK. As the crowd came onto the bridge these police tried to stop them from crossing but were totally outnumbered, I then noticed that there was nothing behind this handful of police to stop the crowd. It would be usual in these situations in Mitrovica to have KFOR troops blocking the bridge, but on that day there was not a single soldier on the bridge. The Albanian demonstrators seemed as surprised as I was and many of them faltered halfway across and seemed pretty unsure what to do, but the ringleaders were shouting them forward, so they went on to the Serb side.”

„Ich begann mit der Menschenmenge mitzulaufen, und als wir die Brücke [in Kosovska Mitrovica am 17. März 2004] erreichten, konnte ich eine unvollständige Barrikade von Absperrvorrichtungen sehen und eine Handvoll Polizisten, KPS und UNMIK. So wie die Menge auf die Brücke kam, versuchten diese Polizisten sie davon abzuhalten sie zu überqueren, aber sie waren völlig in der Minderheit, ich bemerkte dann, dass es nichts hinter dieser Handvoll von Polizisten gab um die Menge zu stoppen. Normalerweise würde man in solchen Situationen in Mitrovica KFOR-Truppen haben um die Brücke zu sperren, aber an diesem Tag gab es keinen einzigen Soldaten auf der Brücke. Die albanischen Demonstranten schienen genauso überrascht wie ich und viele von ihnen stockten auf dem halben Weg hinüber und schienen ziemlich unsicher, was zu tun sei, aber die Rädelsführer brüllten sie voran, so gingen sie weiter zur serbischen Seite.“

“Serbs are misusing the Albanians' goodwill to create an equal society for all. They don't want to integrate in Kosovar society. Proof of this is yesterday's [children's drowning] and today's [Kosovska Mitrovica violence] events. Their will has remained in the previous five years only for violence against Albanians. This can no longer be tolerated.”

„Serben missbrauchen das Wohlwollen der Albaner für die Schaffung einer gleichen Gesellschaft für alle. Sie wollen sich nicht in die kosovarische Gesellschaft integrieren. Beweis dafür sind die gestrigen [Ertrinken der Kinder] und heutigen [Gewalt in Kosovska Mitrovica] Geschehnisse. Ihr Wille verharrt seit den vorangegangenen fünf Jahren nur zu Gewalt gegen Albaner. Das kann nicht mehr länger toleriert werden.“

“The people of Kosovo will no longer tolerate the operation of parallel structures and Serb criminal gangs in Mitrovica or elsewhere in Kosovo”

„Das Volk vom Kosovo wird den Betrieb paralleler Strukturen und krimineller Gangs in Mitrovica oder anderswo im Kosovo nicht länger dulden.“

„Es gab zuvor bereits Gewalt im Kosovo, aber dieses Mal war das eine koordinierte Aktion. Die Gewalt brach in einer Vielzahl von Orten zur gleichen Zeit aus, das zeigt, dass das geplant war.“

“For the last five years, so many internationals have come to study our problems that I can't even count them anymore, and they have produced tons of reports and recommendations. In the end, the result was that I lost everything I have built for forty years, while the international community watched from a few hundred meters away. I don't even have a single photograph left from my life. And now they tell me to go back and rebuild my life – how can I trust them?”

„In den letzten fünf Jahren kamen so viele Internationale, um unsere Probleme zu studieren, dass ich sie nicht einmal mehr zählen kann, und sie haben Tonnen von Berichten und Empfehlungen produziert. Am Ende war das Ergebnis, dass ich alles verloren habe, was ich in vierzig Jahren aufgebaut hatte, während die internationale Gemeinschaft von ein paar hundert Metern Entfernung zugesehen hat. Mir ist nicht einmal mehr ein Foto von meinem Leben geblieben. Und jetzt erzählen sie mir, ich solle zurückgehen und mein Leben wieder aufbauen – wie kann ich ihnen denn trauen?“

“UNMIK has lost control over Kosovo and its credibility too. Only today, Harri Holkeri (the UN special representative in Kosovo) was on the television saying Serbs and Albanians want to live peacefully together. That now sounds incredible. The UN stands to lose whatever credibility it has left.”

„Die UNMIK hat die Kontrolle über den Kosovo und auch ihre Glaubwürdigkeit verloren. Heute erst hat Harri Holkeri (der UN-Sonderbeauftragte im Kosovo) im Fernsehen gesagt, dass Serben und Albaner friedlich miteinander leben wollen. Das klingt nun unglaublich. Die UN laufen in Gefahr zu verlieren, was immer ihnen an Glaubwürdigkeit geblieben ist.“

“KFOR and UNMIK didn't take control of the situation. In the end, the demonstrators had enough and decided to go home.”

„KFOR und UNMIK übernahmen nicht die Kontrolle über die Lage. Am Ende hatten die Demonstranten genug und entschieden sich nach Hause zu gehen.“

“It felt like 1999 all over again. […] We have gone four years backwards in the course of one day. All the feeling of security that has been built up since then has evaporated.”

„Ich habe mich noch einmal ganz und gar wie 1999 gefühlt. […] Wir sind im Verlauf von einem Tag vier Jahre zurückgegangen. Das ganze Gefühl von Sicherheit, das seitdem aufgebaut wurde, hat sich in Luft aufgelöst.“

“KFOR was on top of the job”

„Die KFOR war der Sache ganz Herr“

“We always knew that Kosovo would not be invaded. KFOR is in Kosovo to protect against civil violence, disturbances, and ethnic violence. They don't need tanks but riot gear and shields, and soldiers trained in dealing with public disorder. If KFOR was not prepared for such civil disorder, then why the heck not? What did they think they were in Kosovo for?”

„Wir haben immer gewusst, dass niemand in den Kosovo einmarschiert. KFOR befindet sich im Kosovo, um gegen Bürgerkrieg, Unruhen und ethnische Gewalt Schutz zu bieten. Sie brauchen keine Panzer, sondern Schutzausrüstungen und -schilde und Soldaten, die ausgebildet wurden, mit öffentlichen Unruhen umzugehen. Wenn KFOR nicht vorbereitet war für solch eine zivile Unruhe, dann warum denn eigentlich nicht? Was haben sie gedacht, wozu sie hier im Kosovo sind?“

“The review of the March 2004 riots cases revealed continuing shortcomings involving prosecutors, courts and witnesses. The Justice system failed to send a clear and strong message that ethnic violence would not be tolerated in Kosovo.”

„Die Nachprüfung der Fälle der Märzunruhen von 2004 legte fortgesetzte Mängel offen, die Staatsanwälte, Gerichte und Zeugen mit einbeziehen. Das Justizsystem schaffte es nicht, ein klares und kräftiges Signal zu senden, dass ethnische Gewalt im Kosovo nicht toleriert werden würde.“

### Allgemeine Schriften
- Franz-Lothar Altmann, Dušan Reljić: Kosovo nach den Unruhen im März. In: SWP-Aktuell, Stiftung Wissenschaft und Politik (SWP) – Deutsches Institut für Internationale Politik und Sicherheit, 2004/A 15, April 2004, 4 Seiten (online; PDF).
- Helmut Kramer, Vedran Džihić: Die Kosovo-Bilanz – Scheitert die internationale Gemeinschaft?, LIT Verlag Münster, Wien 2005, ISBN 3-8258-8646-8, hier v. a. S. 50–58, 98–101, 187 ff.
- Wolfgang Petritsch, Robert Pichler: Kosovo – Kosova – Der lange Weg zum Frieden. Wieser, Klagenfurt u. a. 2004, ISBN 3-85129-430-0, hier v. a. S. 333–337.
- Carl Polónyi, Heil und Zerstörung: Nationale Mythen und Krieg am Beispiel Jugoslawiens 1980–2004, Berliner Wissenschafts-Verlag, 2010, ISBN 978-3-8305-1724-5, hier v. a. S. 436–438.

### Berichte mit sozialwissenschaftlichem oder humanitärem Schwerpunkt
- Peter Bouckaert, Failure to Protect: Anti-minority Violence in Kosovo, March 2004 (englisch). Human Rights Watch, Vol. 16, Nr. 6 (D), Juli 2004. Alternative Internetquellen: PDF, englisch, albanisch (Memento vom 31. Mai 2006 im Internet Archive; PDF; 371 KB), Online-Version auf [http://www.hrw.org/ hrw.org: Summary, Recommendations, Introduction, Background: Kosovo’s Unresolved Status and the Role of the International Community in Kosovo, The Sparks That Caused a Fire, Failure to Protect: UNMIK and KFOR’s Inability to Protect Serbs and Other Minorities, The Violence: Ethnic Albanian Attacks on Serbs and Roma, The Response of the Kosovar Leadership to the Violence, The Situation for Serbs, Roma, and Other Non-Albanian Minorities in Kosovo After the Violence, Acknowledgements, archiviert von der Onlinefassung auf http://www.hrw.org/: Summary (Memento vom 12. März 2013 auf WebCite), Recommendations (Memento vom 12. März 2013 auf WebCite), Introduction (Memento vom 12. März 2013 auf WebCite), Background: Kosovo’s Unresolved Status and the Role of the International Community in Kosovo (Memento vom 12. März 2013 auf WebCite), The Sparks That Caused a Fire (Memento vom 12. März 2013 auf WebCite), Failure to Protect: UNMIK and KFOR’s Inability to Protect Serbs and Other Minorities (Memento vom 12. März 2013 auf WebCite), The Violence: Ethnic Albanian Attacks on Serbs and Roma (Memento vom 12. März 2013 auf WebCite), The Response of the Kosovar Leadership to the Violence (Memento vom 12. März 2013 auf WebCite), The Situation for Serbs, Roma, and Other Non-Albanian Minorities in Kosovo After the Violence (Memento vom 12. März 2013 auf WebCite), Acknowledgements (Memento vom 12. März 2013 auf WebCite) am 12. März 2013. Auch auf [http://www.unhcr.org/ unhcr.org, zuletzt abgerufen am 12. März 2013.
- Organization for Security and Co-operation in Europe (OSCE) Mission in Kosovo, Department of Human Rights and Rule of Law, Human Rights Challenges Following the March Riots (Memento vom 10. März 2013 auf WebCite) (englisch), 25 Seiten.
- Paul Polansky (Vorbemerkung von Tilman Zülch), Ergebnisse einer Recherche vom 1. Januar bis 31. Oktober 2004 – KOSOVO: Roma und Aschkali ohne Zukunft? (Memento vom 10. Februar 2013 auf WebCite), Gesellschaft für bedrohte Völker, Bericht, 17. November 2004 (Internetlink zum Download (PDF) (Memento vom 10. Februar 2013 auf WebCite)).
- Bogdan Ivanisevic, Dangerous indifference: violence against minorities in Serbia (englisch). Human Rights Watch, Volume 17, Nr. 7 (D), Oktober 2005, S. 14. Alternative Internetquelle: PDF, englisch, Online-Version auf [http://www.hrw.org/ hrw.org: Executive Summary (Memento vom 12. März 2013 auf WebCite), Recommendations (Memento vom 12. März 2013 auf WebCite), Background (Memento vom 12. März 2013 auf WebCite), March 2004 Violence against Albanians and Muslims (Memento vom 12. März 2013 auf WebCite), Attacks on Cultural and Religious Buildings (Memento vom 12. März 2013 auf WebCite), Cemetery Desecration and “Hate” Graffiti (Memento vom 12. März 2013 auf WebCite), Assaults on Minorities in Vojvodina (Memento vom 12. März 2013 auf WebCite), The State Response (Memento vom 12. März 2013 auf WebCite), Conclusion (Memento vom 12. März 2013 auf WebCite), Acknowledgements (Memento vom 12. März 2013 auf WebCite), archiviert von der Onlinefassung auf hrw.org Executive Summary, Recommendations, Background, March 2004 Violence against Albanians and Muslims, Attacks on Cultural and Religious Buildings, Cemetery Desecration and “Hate” Graffiti, Assaults on Minorities in Vojvodina, The State Response, Conclusion, Acknowledgements, archiviert von der Internetversionen auf [http://www.hrw.org/ hrw.org am 12. März 2013.
- International Crisis Group (ICG), Collapse in Kosovo (Memento vom 21. März 2013 auf WebCite) (englisch, PDF; 623 kB; albanisch, PDF; serbisch, PDF). ICG Europe Report Nr. 155, Priština u. a., 22. April 2004, 58 Seiten. Siehe auch: Collapse in Kosovo – Executive Summary and Recommendations (Memento vom 21. März 2013 auf WebCite) (englisch, auch in Albanisch und Serbisch verfügbar), ICG Europe Report Nr. 155, 22. April 2004.
- March 2004 – Ethnic Violence in Kosovo (Memento vom 25. März 2013 auf WebCite) (englisch, PDF; 1,6 MB). Humanitarian Law Center (Fond za humanitarno pravo), Belgrad, Juli 2004, 72 Seiten.
- Ethnic Minorities in Kosovo in 2005 (Memento vom 7. April 2013 auf WebCite) (englisch, PDF; 300 kB). Humanitarian Law Center (HLC)/Fondi për të Drejtën Humanitare – Priština/Fond za Humanitarno Pravo (FHP), Nataša Kandić (Geschäftsführung), HLC Office Prishtina (Erstellung), Belgrad 2006, 63 Seiten, ISBN 86-82599-68-6. Alternative Internetquelle: Internetversion (ohne Seitenangaben) auf http://www.proasyl.de/ (Memento vom 7. April 2013 auf WebCite) (englisch, PDF; 521 kB).
- Human Development Report – Kosovo 2004 – The Rise of the Citizen: Challenges and Choices (Memento vom 7. April 2013 auf WebCite) (englisch, PDF; 2,8 MB). UNDP (United Nations Development Programme), Priština 2004, x + 133 Seiten, von: Mytaher Haskuka (Teamleiter), Leon Malazogu, Nita Luci, Ilir Dugolli (Hauptautoren), Glenn Hodes (Hrsg.) und Shannon Burke (Herausgabeassistenz).

### Berichte mit kulturwissenschaftlichem oder -planerischem Schwerpunkt
- Dragan Kojadinović (Hrsg.), March Pogrom in Kosovo and Metohija March 17-19, 2004 – with a survey of destroyed and endangered Christian cultural heritage (englisch und serbisch). Kultusministerium der Republik Serbien und Museum in Priština (enthaust), Belgrad 2004, ISBN 86-85235-00-6.
- UNESCO, Cultural Heritage in South-East Europe: Kosovo; Protection and Conservation of Multi-Ethnic Heritage in Danger, Mission Report, 26-30 April 2004, Cultural heritage in South-East Europe; 2 (Memento vom 16. Februar 2013 auf WebCite) (englisch, PDF; 4,1 MB). Veröffentlichung 2004, 63 S.
- Protection and Preservation of Cultural Heritage in Kosovo – Consolidated Summary, International Donors Conference organized by UNESCO in cooperation with UNMIK – CoE (Council of Europe) – European Commission – Paris, 13 May 2005 (Memento vom 16. Februar 2013 auf WebCite) (englisch, PDF; 2,8 MB), Mai 2005, S. 9.

### Gerichtsurteile
Fall: Mehmet Morina – angeklagt der Ermordung von Zlatibor Trajković
- Supreme Court of Kosovo, Judgment, Priština, 19. Mai 2009, Ap.-Kž. No. 165/2007, „Mehmet Morina“, (englisch, PDF; 308 kB (Memento vom 7. April 2013 auf WebCite)), 8 Seiten.

Fall: Sadri Shabani et al. (Agron Ibrahimi, Nexhat Ramadani, Saqip Brahimi, Xheladin Salihu, Sadri Shabani, Agim Abdullahu) – angeklagt der Ermordung von Slobodan Perić und der schweren Körperverletzung von dessen Mutter, Anka Perić
- Supreme Court of Kosovo, Verdict, Priština, 23. Juni 2009, Ap.-Kz No. 179/2007, „Sadri Shabani et al.“, (englisch, PDF; 1,9 MB (Memento vom 7. April 2013 auf WebCite)), 47 Seiten.
- Supreme Court of Kosovo, Judgment, Priština, 15. Juni 2010, Pkl-Kzz 131/09, „Nexhat Ramadani“ (englisch, PDF; 755 kB (Memento vom 7. April 2013 auf WebCite); serbisch, PDF; 675 kB (Memento vom 7. April 2013 auf WebCite)), 18 Seiten.